# Douarnenez
Douarnenez (prononcé : /dwaʁ.nə.ne/) est une commune française, sur le littoral de la mer d'Iroise, donnant son nom à la baie de Douarnenez. Elle fait partie du département du Finistère en région Bretagne.
La commune est agrandie en 1945 en fusionnant avec les communes voisines de Ploaré, Pouldavid et Tréboul.
Douarnenez garde encore la réputation d'un grand port sardinier associé aux conserveries de la ville. Les caprices de la sardine, disparue de la baie au fil du temps, ont entraîné la fermeture progressive de presque toutes les usines de conserves de sardines.
Douarnenez est aujourd'hui connue comme ville aux trois ports : Port-Rhu, port du Rosmeur, port de Tréboul.
Le port de pêche du Rosmeur de Douarnenez accueille une flottille locale de bolincheurs. Sa spécialisation en poissons bleus (sardine, chinchard, anchois, maquereau) se caractérise par une très forte proportion de produits vendus hors criée. Port de pêche florissant jusqu'à la fin des années 1970 et début 1980, en déclin depuis, il connaît un rebond dans les années 2010.
Le port de Douarnenez se convertit en port de débarquement de pêches d'autres ports d'attache et se diversifie dans la construction et la réparation navale, le nautisme et les services maritimes.
Tréboul et le Port-Rhu sont des ports de plaisance importants du Finistère. Le Port-Rhu héberge en outre depuis 1993 le port-musée de Douarnenez.

## Géographie

### Situation et site
Douarnenez est située à 600 km à l'ouest de Paris, 250 km au nord-ouest de Nantes et à 25 km au nord-ouest de Quimper, au fond de la baie de Douarnenez, dans le sud du département du Finistère et fait partie historiquement de la Cornouaille. Particularité de la ville, l'île Tristan qui se situe à 300 mètres environ de la côte, est accessible à pied, lors des marées basses à fort coefficient. Un manoir, un phare et un fort s'y trouvent. L'île Tristan appartient désormais au Conservatoire du littoral. Une autre île existait jadis, l'île Flimiou, appelée aussi l'île de l'Ermitage mais elle a disparu en étant absorbée par les travaux de construction de l'agrandissement de l'enceinte du port du Rosmeur dans la décennie des années 1930.

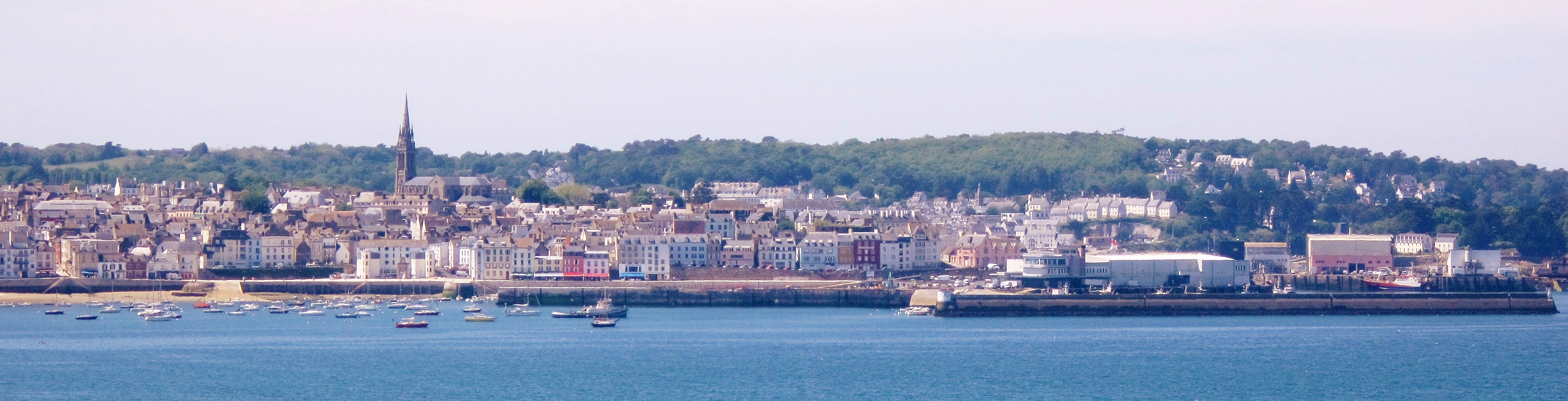
Douarnenez vu depuis les falaises de Kerlaz.

Le port s'est d'abord développé le long des rives de la rivière de Pouldavid, une ria, désormais connue sous le nom de Port-Rhu, avant de s'étendre plus à l'est avec la création du port du Rosmeur. L'urbanisation s'est ensuite poursuivie vers l'ouest, sur l'autre rive du Port-Rhu, vers Tréboul
Douarnenez dispose de plages, principalement la plage du Ris, à l'est de la ville, et les plages Saint-Jean et des Sables Blancs (à Tréboul).
La ville, nichée au fond d'une baie harmonieusement incurvée, déploie ses façades colorées et pittoresques, notamment sur le Port-Rhu, qui ont séduit de nombreux artistes tels Auguste Renoir, Eugène Boudin, Maurice Boitel et Emmanuel Lansyer.

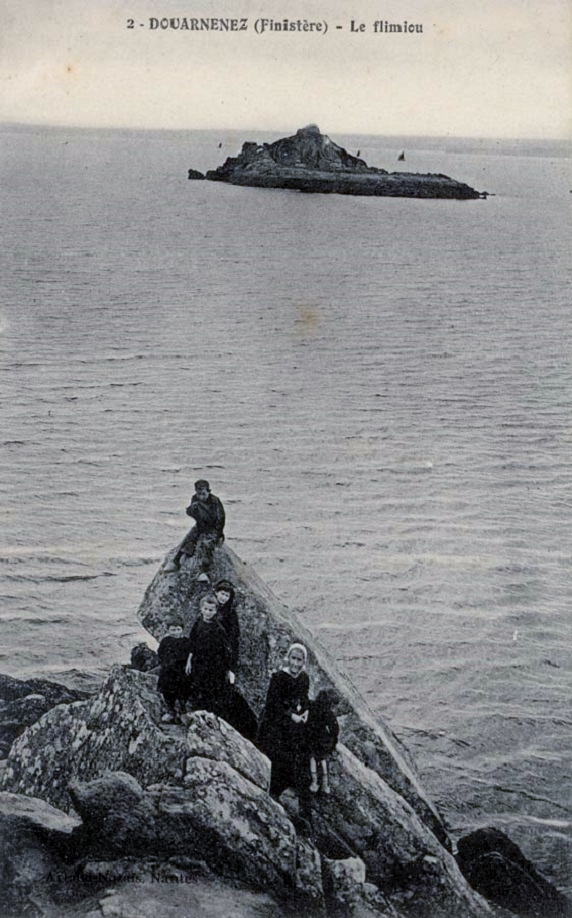
L'ancien îlot du Flimiou vers 1920
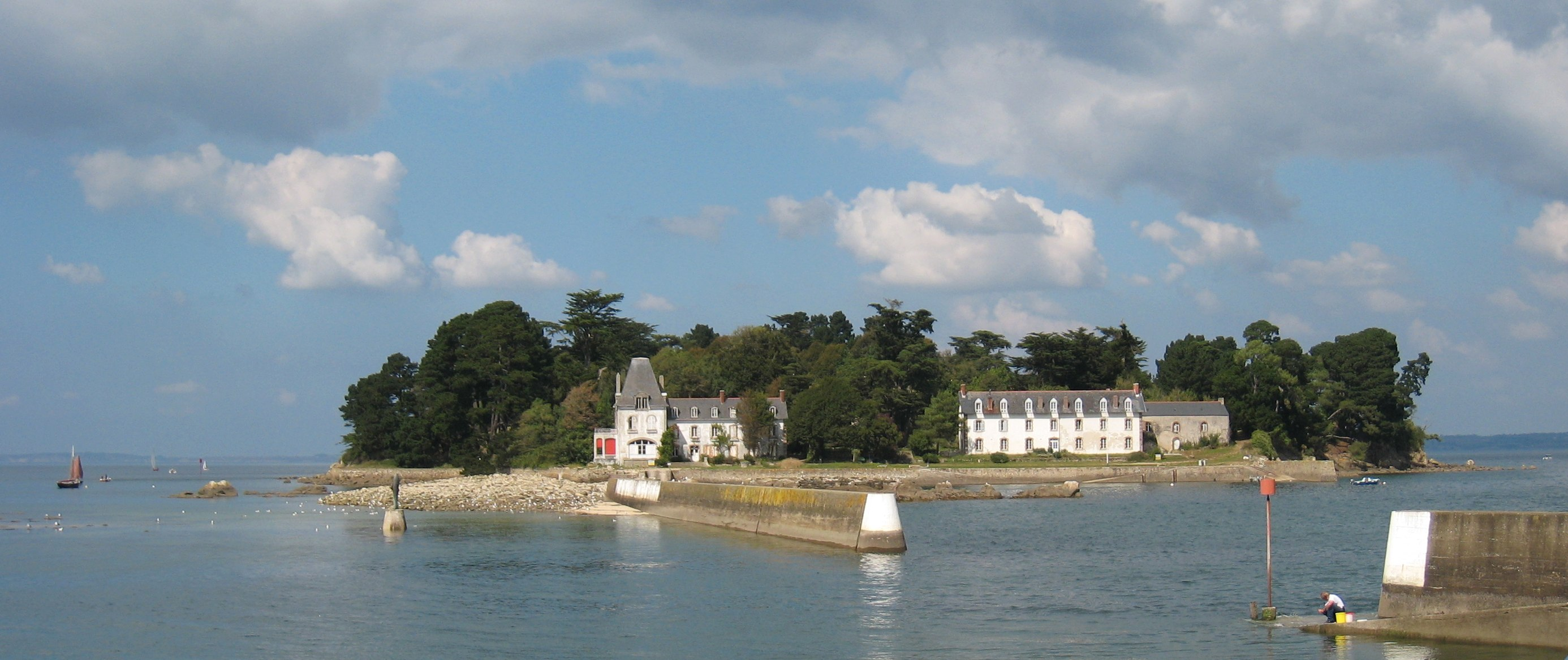
L'île Tristan vue du bout du quai de la « Ria de Pouldavid » à marée haute
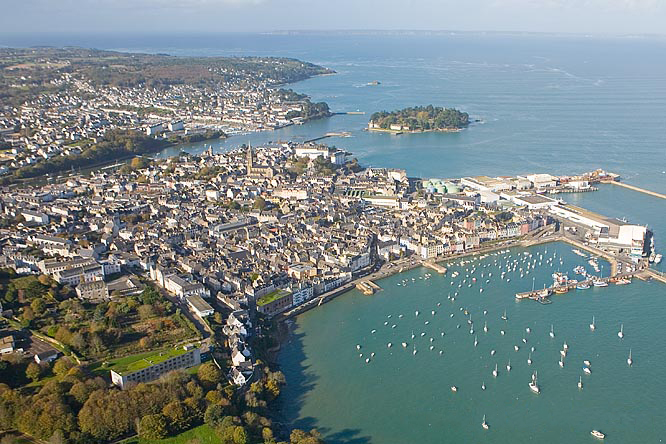
Vue aérienne de Douarnenez
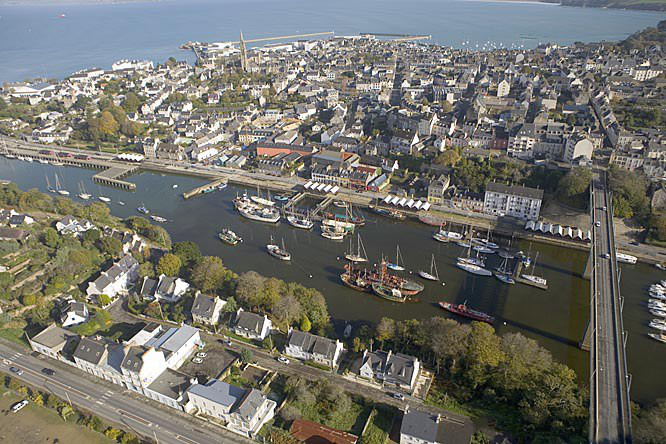
Vue aérienne d'une portion de Port Rhu, à Douarnenez avec le viaduc à droite
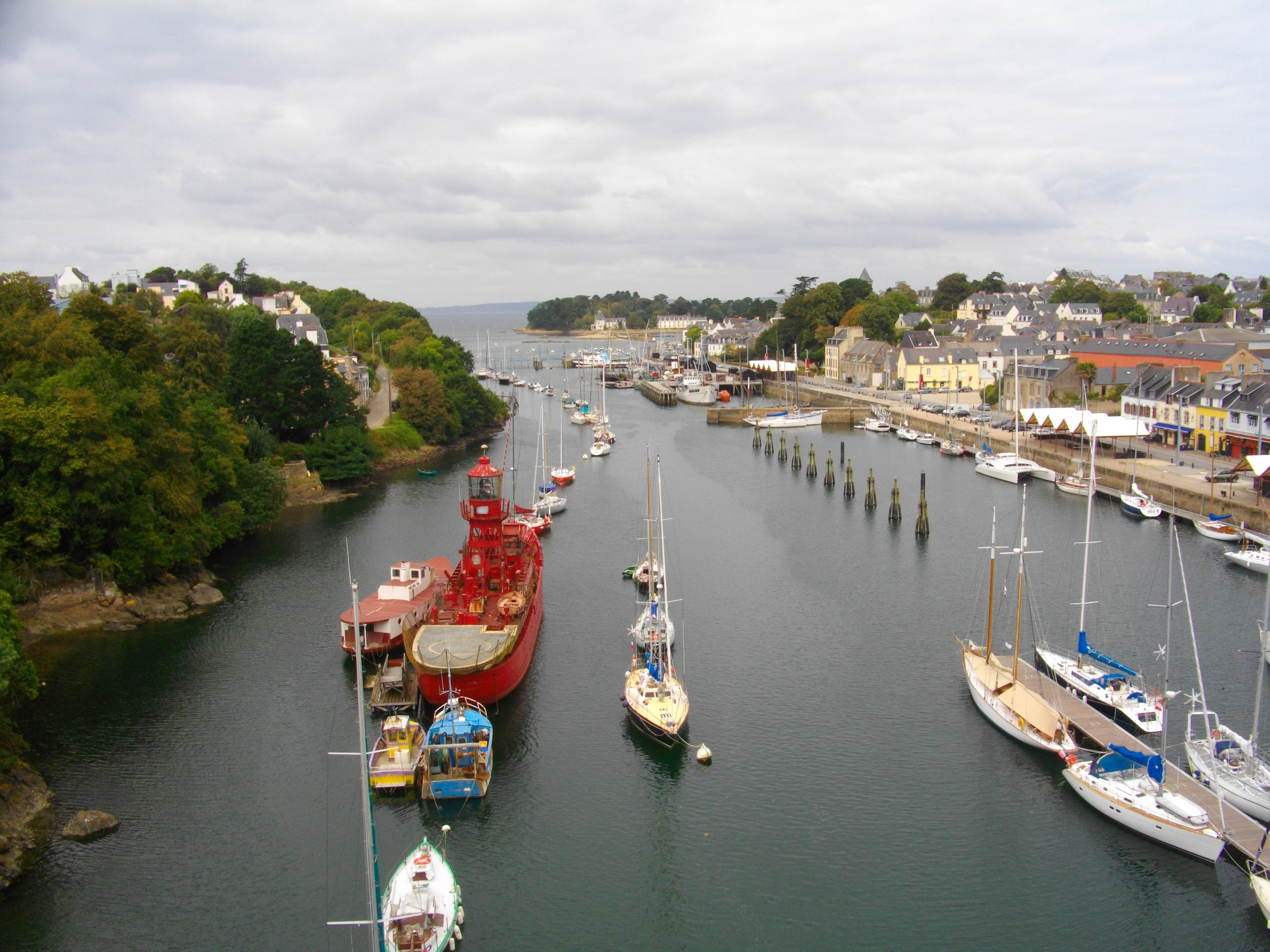
La Ria du Port-Rhu vue du viaduc ; à droite Douarnenez, à gauche Tréboul, à l'arrière-plan l'île Tristan
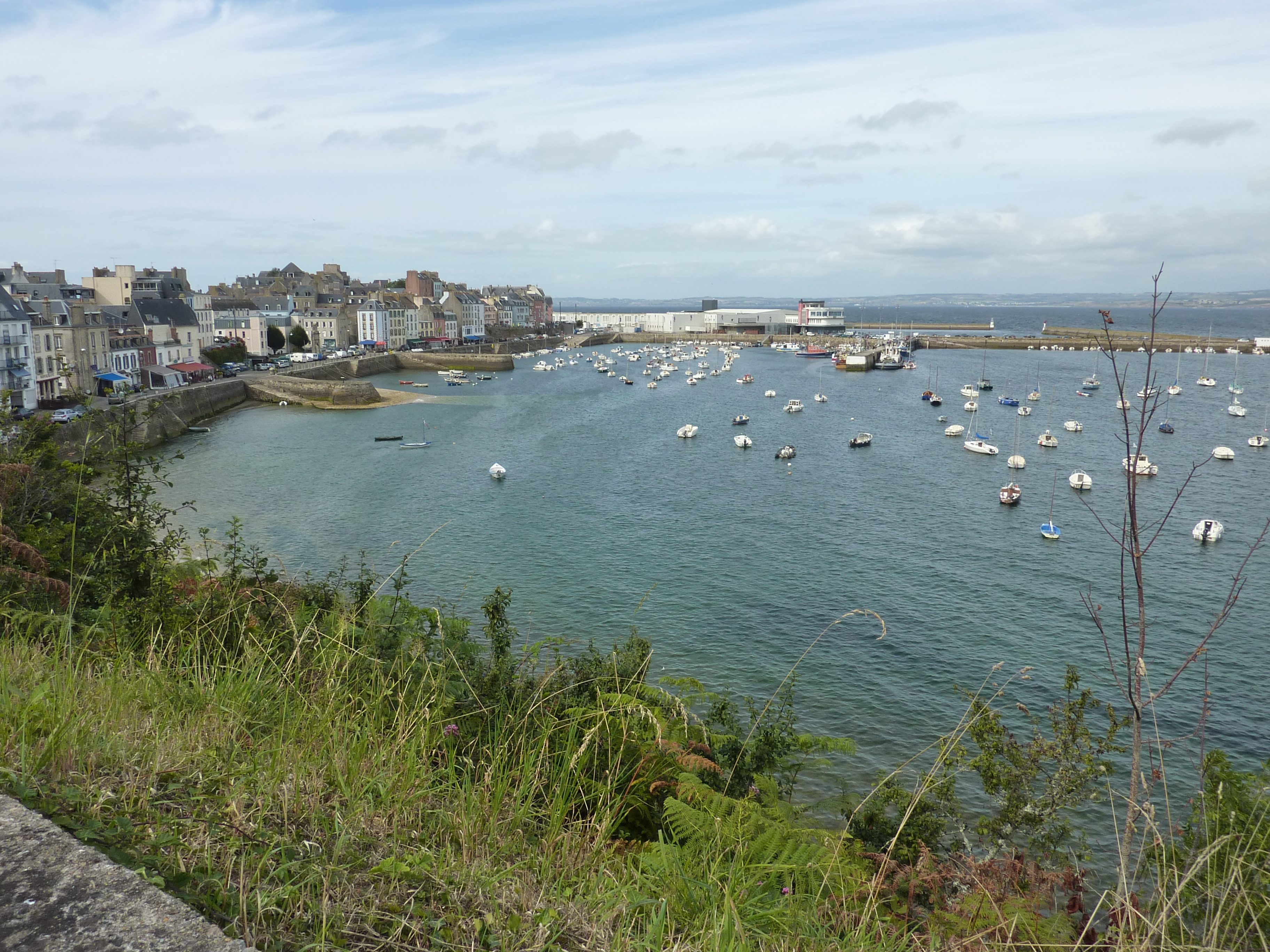
Le port du Rosmeur vu du sentier des Plomarc'h
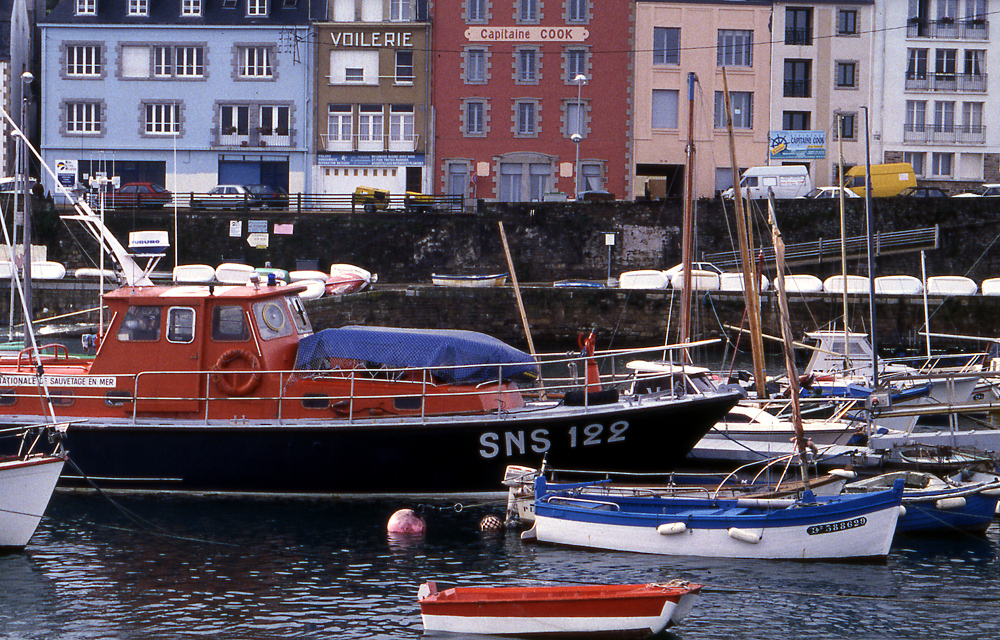
La vedette de la station locale de la SNSM

### Communes limitrophes
| Océan Atlantique | Océan Atlantique | Océan Atlantique |
| Poullan-sur-Mer  | Douarnenez       | Kerlaz           |
| Poullan-sur-Mer  | Pouldergat       | Le Juch          |

### Cadre géologique

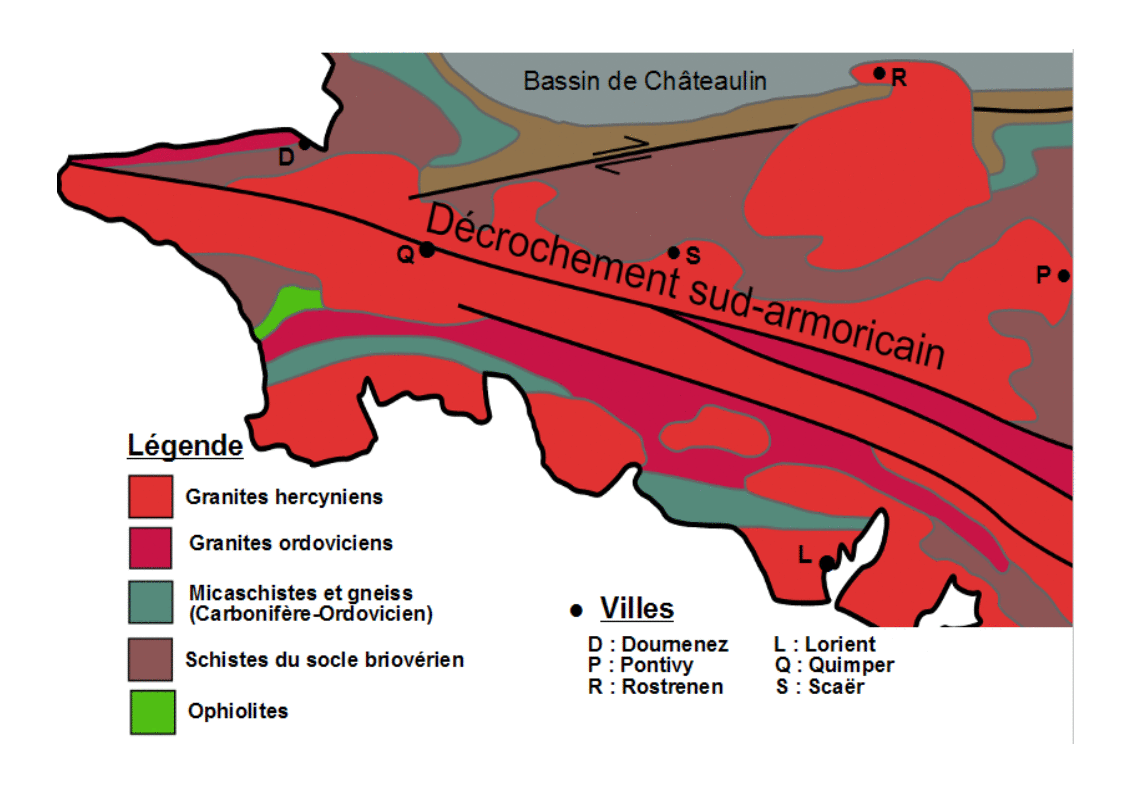
Carte géologique de la région de Quimper.

Le territoire de Douarnenez appartient à l'une des grandes unités géologiques de la péninsule bretonne, le domaine centre armoricain. Sur un socle briovérien s'est formée une couverture sédimentaire paléozoïque nourrie par l'érosion active des reliefs proches de la chaîne cadomienne au nord. L'ensemble, socle et couverture, est plissé lors de l'orogenèse varisque (dite aussi hercynienne) entre 350 et 290 Ma), selon deux grandes trainées synclinoriales : le Synclinorium médian armoricain (Châteaulin - Laval) et le synclinorium de Martigné-Ferchaud (« synclinaux du sud de Rennes »).

### Hydrographie
Pour un article plus général, voir Réseau hydrographique du Finistère.
La commune est située dans le bassin Loire-Bretagne. Deux petits fleuves côtiers se jettent dans la baie de Douarnenez sur la commune : la rivière du Névet au niveau de la plage du Ris et le « Ty an Taro », dont l'estuaire forme la Rivière de Pouldavid et le Port-Rhu. D'autres petits ruisseaux drainent le territoire communal,.
La pollution du Névet par les effluents nitratés est telle, en raison de présence de fermes d'élevages dans son bassin-versant, que cette plage, aussi concernée par des dépôts importants d'algues vertes, a dû être interdite à la baignade en 2019 ,,. Les marées vertes sont importantes en baie de Douarnenez depuis des dizaines d'années. 

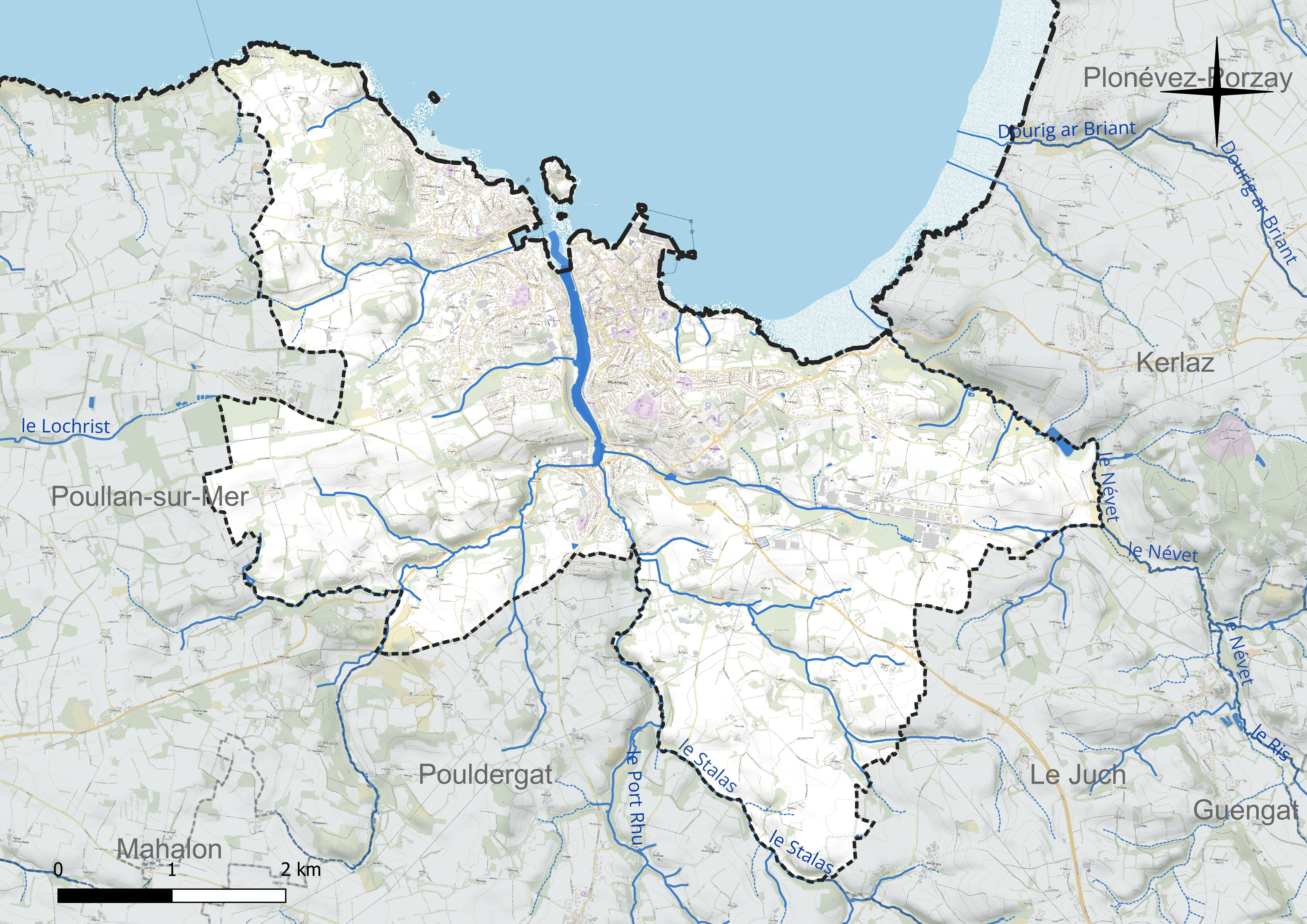
Réseau hydrographique de Douarnenez.

### Climat
Pour des articles plus généraux, voir Climat de la Bretagne et Climat du Finistère.
En 2010, le climat de la commune est de type climat océanique franc, selon une étude du CNRS s'appuyant sur une série de données couvrant la période 1971-2000. En 2020, Météo-France publie une typologie des climats de la France métropolitaine dans laquelle la commune est exposée à un climat océanique et est dans la région climatique Bretagne orientale et méridionale, Pays nantais, Vendée, caractérisée par une faible pluviométrie en été et une bonne insolation. Parallèlement l'observatoire de l'environnement en Bretagne publie en 2020 un zonage climatique de la région Bretagne, s'appuyant sur des données de Météo-France de 2009. La commune est, selon ce zonage, dans la zone « Littoral », exposée à un climat venté, avec des étés frais mais doux en hiver et des pluies moyennes.
Pour la période 1971-2000, la température annuelle moyenne est de 11,7 °C, avec une amplitude thermique annuelle de 9,9 °C. Le cumul annuel moyen de précipitations est de 936 mm, avec 15 jours de précipitations en janvier et 7,2 jours en juillet. Pour la période 1991-2020, la température moyenne annuelle observée sur la station météorologique la plus proche, située sur la commune de Pluguffan à 17 km à vol d'oiseau, est de 12,1 °C et le cumul annuel moyen de précipitations est de 1 214,4 mm,. Pour l'avenir, les paramètres climatiques de la commune estimés pour 2050 selon différents scénarios d'émission de gaz à effet de serre sont consultables sur un site dédié publié par Météo-France en novembre 2022.

### Description de la ville actuelle
Le quartier qui surplombe le port du Rosmeur, dévalant la colline jusqu'au port, s'est construit lors de l'âge d'or de la sardine, pendant la seconde moitié du XIXe siècle : Des familles nombreuses s'y entassaient alors, dans des conditions de vie et d'hygiène exécrables : « les petites mains de la friture vers le bas (...), les "huiles" de la conserve vers le haut » du quartier. Des rues extrêmement étroites de ce quartier, traversant un incroyable empilement urbain, dans un véritable dédale.
Le quartier situé juste au-dessus du port de Tréboul, « un lacis de blanches et étroites ruelles, des maisonnettes blotties les unes contre les autres, et des pas de portes fleuris » donnent à ce quartier des belles allures andalouses. Ce quartier est en fait surnommé « Petit Maroc », ce surnom faisant référence aux pêcheurs qui partaient à la langouste au large des côtes du sud du Maroc et de la Mauritanie.

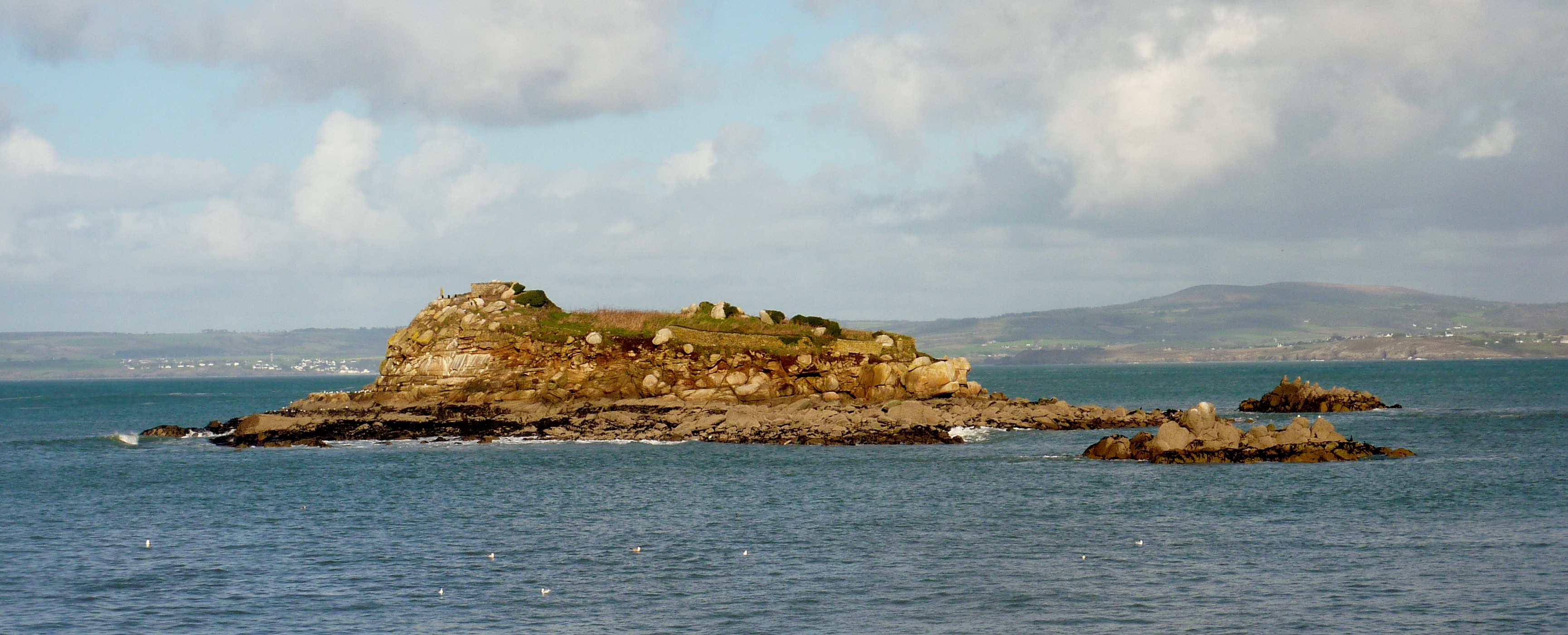
L'îlot rocheux du Coulinec entre la plage des Sables Blancs et la Pointe de Leydé.
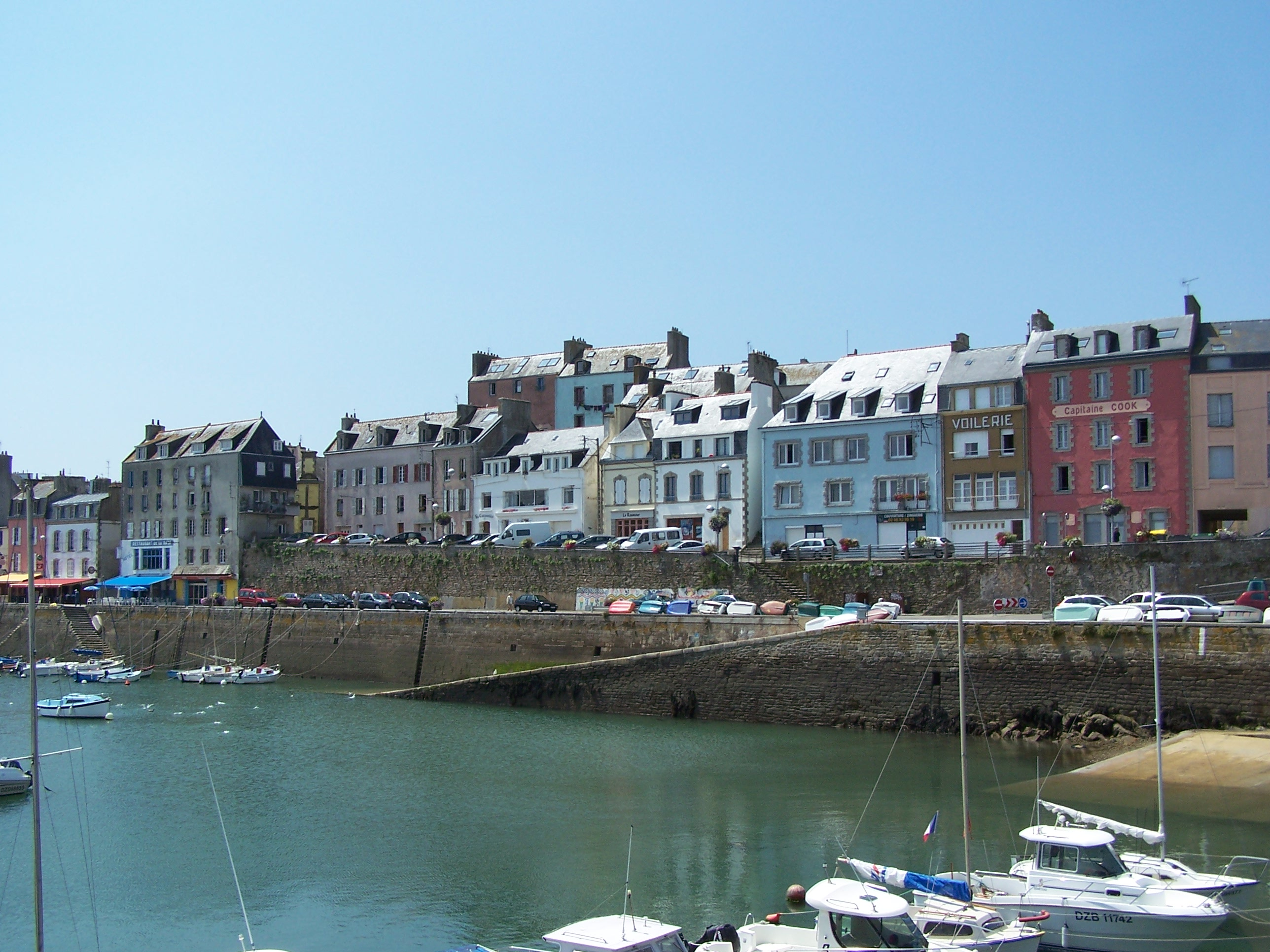
Le quai le long du port du Rosmeur avec quelques boutiques et restaurants.
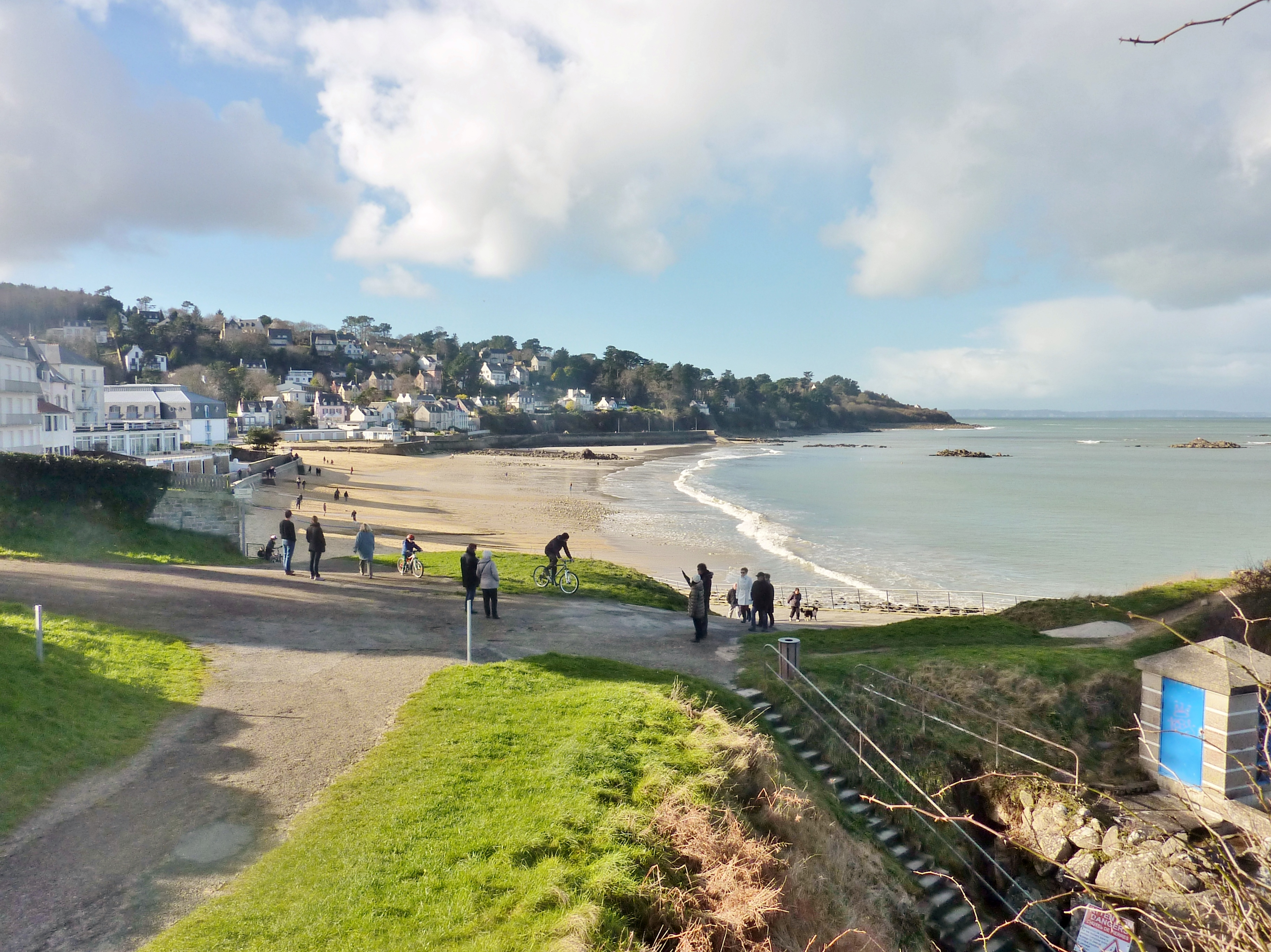
Tréboul : la plage des Sables Blancs.
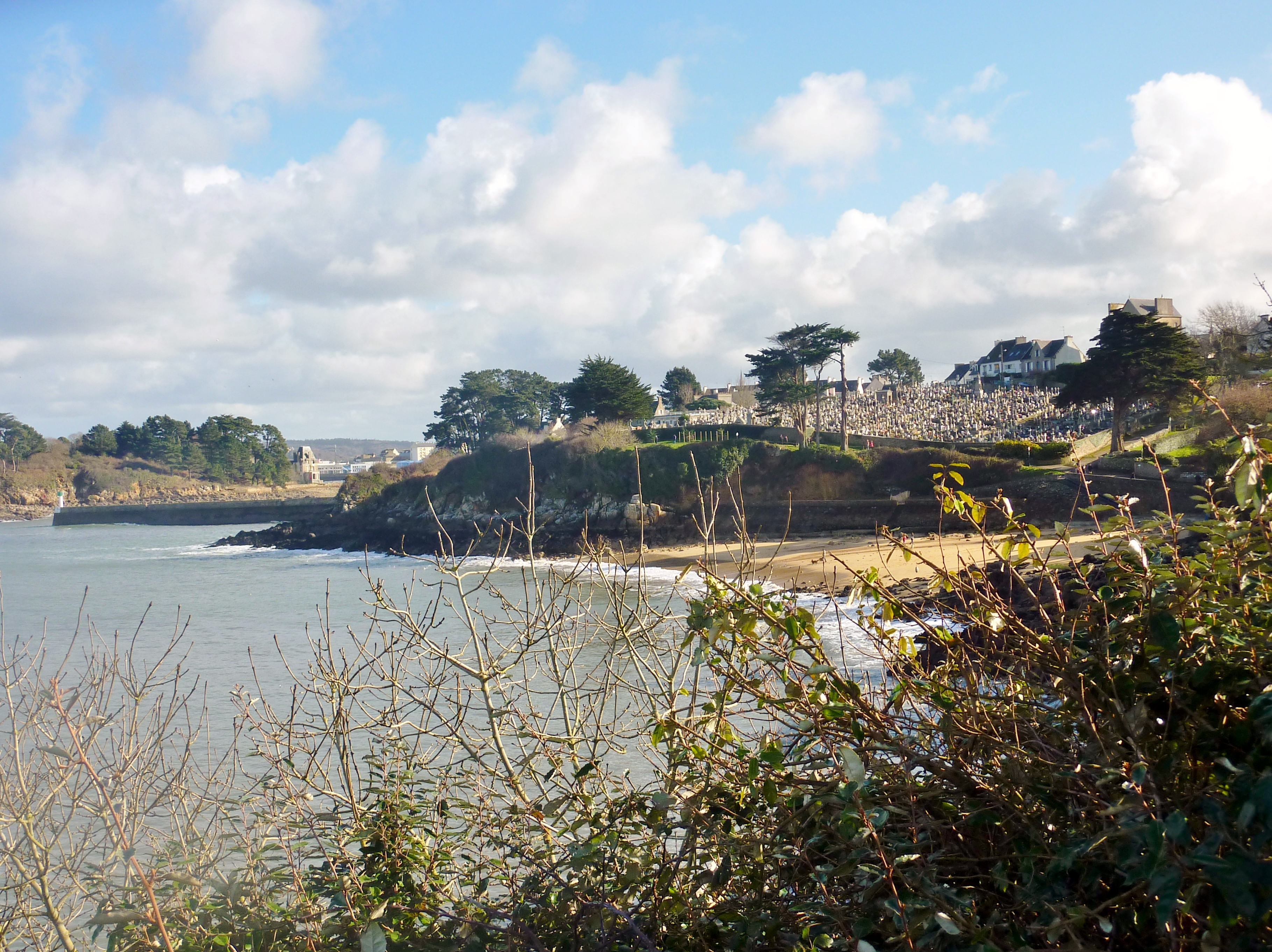
Le cimetière marin de Tréboul.

## Toponymie
Le nom de Douarnenez apparaît pour la première fois sous la forme Douarnenectz en 1505 ; il est écrit Douarnenes en 1520 dans une « lettre scellée » du roi François Ier à la « chancellerie de Bretagne ».
Le nom de la localité est mentionné sous la forme Leones en 1154 (attestée sur la carte en langue arabe d'Al Idrissi, pourrait, selon Bernard Tanguy, représenter une forme évoluée du latin legionense, « cité où stationne une légion romaine ») ; sous la forme latine Insula Videlicet Sancti Tutuarni (traduction du breton Tutuarn Enez « île de saint Tutuarn ») en 1138 ; puis sous les formes Insula Trestani (Enez Tristan) au XIVe siècle ; Terrouer de Douarnenes en 1540 ; Ville et Bourg de Douarnenes en 1541 ; Douar an enez en 1598.
Le port, avant de devenir Douarnenez, en 1541, s'est appelé « hameau de Saint-Michel » puis « bourg de l'île Tristan », en 1520.
Le nom Douarnenez proviendrait de l'expression bretonne Douar an enez [ˈduːar ɑ̃n ˈẽːnes] (« la terre de l'île » en français), le site dépendant alors de l'Île Tristan. Cette hypothèse est rendue crédible par le père Maunoir qui, au XVIIe siècle nomme la localité en latin terra insulæ, car l'emplacement dépendait du prieuré de Saint-Tutarn situé dans l'Île Tristan. Une autre hypothèse émet l'idée que le nom « Douarnenez » proviendrait du nom même de l'Île Tristan, Tutuarn enez ou Toutouarnenez en breton.
Ses habitants portent le nom de Douarnenistes (ou Douarneziens peu usité) ; leurs voisins les appellent parfois (notamment les femmes) Penn Sardin, en référence au travail des ouvrières des conserveries qui consistait entre autres à couper la tête des sardines (penn [ˈpɛnː] signifiant tête en breton).

En breton [duaʁˈnəːnes].

## Urbanisme

### Typologie
Au 1er janvier 2024, Douarnenez est catégorisée petite ville, selon la nouvelle grille communale de densité à 7 niveaux définie par l'Insee en 2022.
Elle appartient à l'unité urbaine de Douarnenez, une unité urbaine monocommunale constituant une ville isolée,. Par ailleurs la commune fait partie de l'aire d'attraction de Quimper, dont elle est une commune de la couronne,. Cette aire, qui regroupe 58 communes, est catégorisée dans les aires de 200 000 à moins de 700 000 habitants,.
La commune, bordée par la mer d'Iroise, est également une commune littorale au sens de la loi du 3 janvier 1986, dite loi littoral. Des dispositions spécifiques d'urbanisme s'y appliquent dès lors afin de préserver les espaces naturels, les sites, les paysages et l'équilibre écologique du littoral, tel le principe d'inconstructibilité, en dehors des espaces urbanisés, sur la bande littorale des 100 mètres, ou plus si le plan local d'urbanisme le prévoit.

### Des HLM en front de mer
De nombreuses résidences HLM de Douarnenez (par exemple les cités Barbusse, Richepin, Kermabon, Ménez Birou...) sont situées en front de mer. C'est là une particularité due aux municipalités communistes de l'après-guerre ; « Hormis Marseille, je ne vois pas d'autres exemples » indique la directrice de "Douarnenez Habitat".
Par ailleurs la commune fait partie de l'aire d'attraction de Quimper, dont elle est une commune de la couronne. Cette aire, qui regroupe 58 communes, est catégorisée dans les aires de 200 000 à moins de 700 000 habitants,.
La commune, bordée par la mer d'Iroise, est également une commune littorale au sens de la loi du 3 janvier 1986, dite loi littoral. Des dispositions spécifiques d'urbanisme s'y appliquent dès lors afin de préserver les espaces naturels, les sites, les paysages et l'équilibre écologique du littoral, comme le principe d'inconstructibilité, en dehors des espaces urbanisés, sur la bande littorale des 100 mètres, ou plus si le plan local d'urbanisme le prévoit,.

### Espaces verts
La commune est connue pour son Jardin des plantes aromatiques (qui regroupe bon nombre de plantes médicinales), ses Jardins de la baie qui possèdent notamment un atelier d'insertion sociale, et Les Plomarc'h, un espace naturel protégé de 20 hectares, qui encercle la ferme des Plomarc'h, une exploitation municipale pour la sauvegarde des races anciennes.
D'autre part, la ville est une des étapes du circuit randonnée allant de la baie d'Audierne à la baie de Douarnenez, jusqu'à la pointe du Raz.

### Occupation des sols
L'occupation des sols de la commune, telle qu'elle ressort de la base de données européenne d'occupation biophysique des sols Corine Land Cover (CLC), est marquée par l'importance des territoires agricoles (69,1 % en 2018), en diminution par rapport à 1990 (70,9 %). La répartition détaillée en 2018 est la suivante : 
zones agricoles hétérogènes (43,3 %), zones urbanisées (23 %), terres arables (18,9 %), prairies (7 %), forêts (4,3 %), zones industrielles ou commerciales et réseaux de communication (1,7 %), milieux à végétation arbustive et/ou herbacée (1 %), zones humides côtières (0,6 %), eaux maritimes (0,3 %). L'évolution de l'occupation des sols de la commune et de ses infrastructures peut être observée sur les différentes représentations cartographiques du territoire : la carte de Cassini (XVIIIe siècle), la carte d'état-major (1820-1866) et les cartes ou photos aériennes de l'IGN pour la période actuelle (1950 à aujourd'hui).

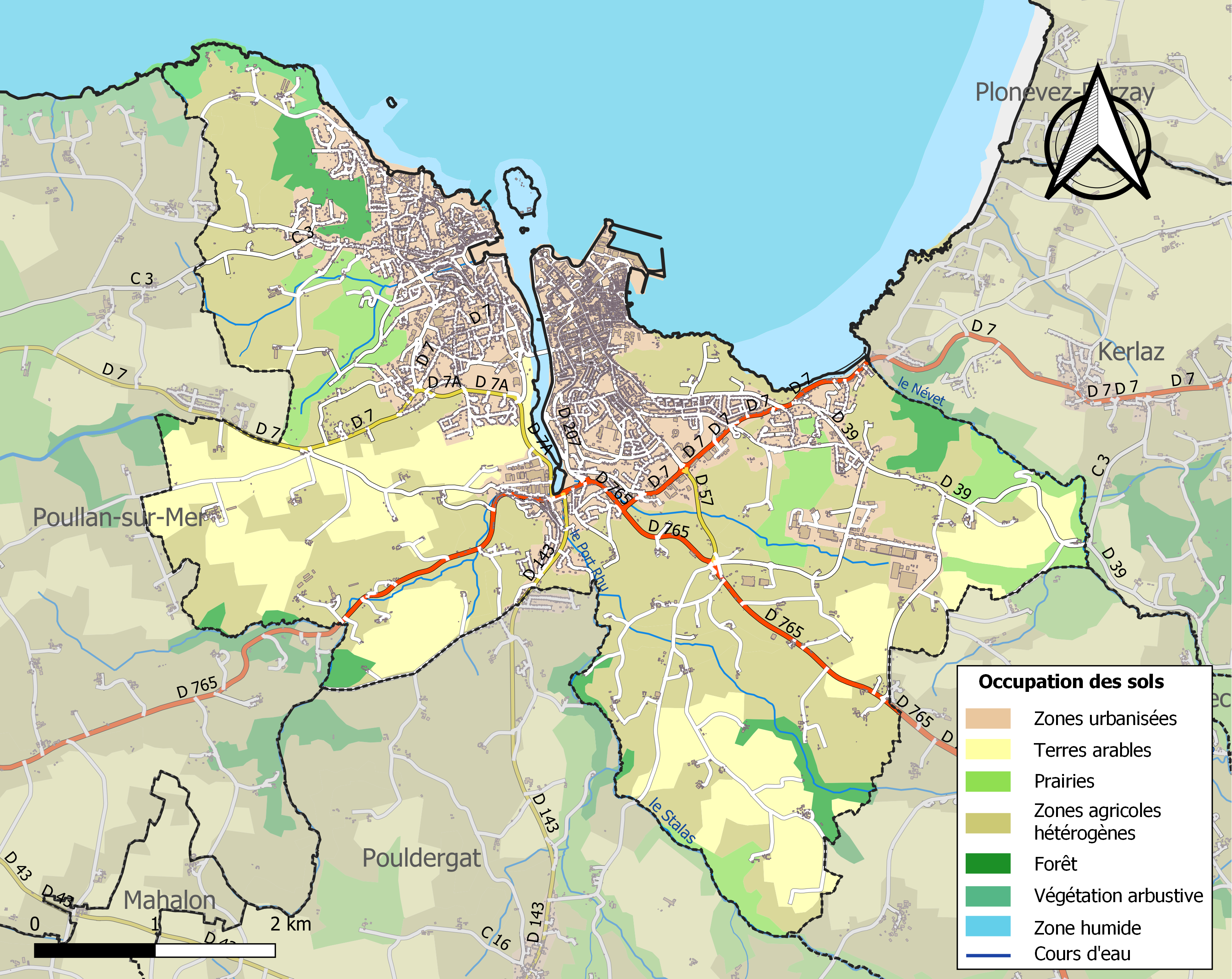
Carte des infrastructures et de l'occupation des sols de la commune en 2018 (CLC).

### Projets immobiliers
D'importants projets immobiliers sont en cours en 2024, pour faire face à la demande de logements HLM sur la commune, en détruisant des friches industrielles et des bâtiments désaffectés et abandonnés depuis des années.
- La résidence Ker Cachou, en projet sur l'emplacement de l'ancienne caserne de pompiers, en surplomb de la plage des Dames, comprendra 75 logements[38]. Le programme a pris beaucoup de retard à la suite de la découverte de vestiges archéologiques lors de fouilles et devrait être livré mi-2025.
- L'ancien hôpital, qui surplombe le port du Rosmeur à proximité des Plomarc'h, devrait être transformé à l'horizon 2030 en un quartier de 190 logements, dont la moitié en habitat social[39]

## Histoire

### Préhistoire

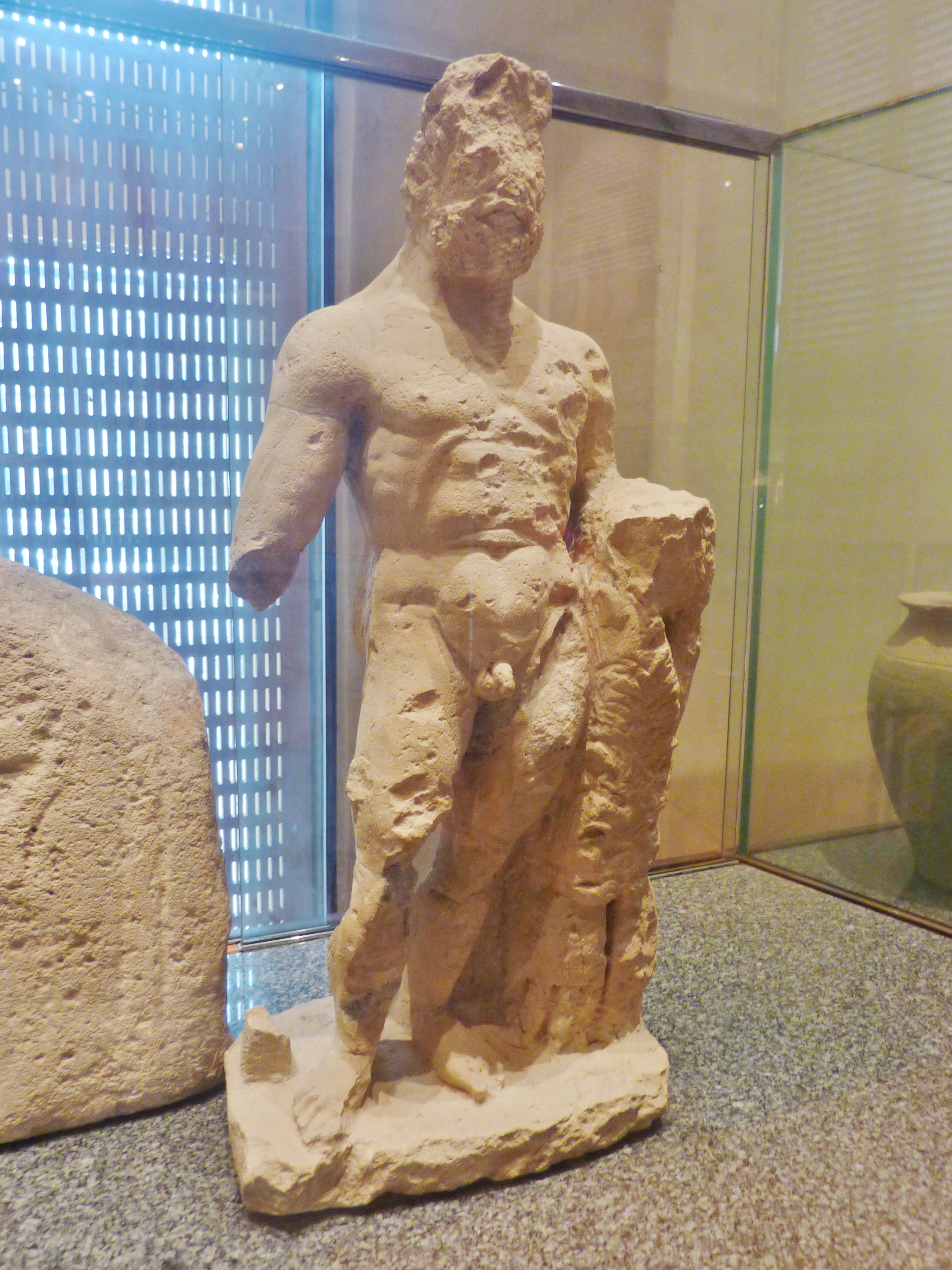
Douarnenez : statue d'Hercule, en calcaire, trouvée dans une ancienne cuve de salaison du Port-Rhu et datée du IIIe siècle apr. J.-C. (Musée départemental breton, Quimper)

Une stèle datant de l'âge du fer, qui se trouvait dans une nécropole située à l'entrée de la ferme de Kerru en Ploaré, dont il ne subsiste qu'un fragment haut de 22 cm pour un diamètre de 15 cm, orné de frises, se trouve au musée de la préhistoire finistérienne de Saint-Guénolé en Penmarc'h.

### Antiquité
À l'époque gallo-romaine, le site de Douarnenez faisait partie du territoire des Osismes et le port et la ville avaient alors une certaine importance si l'on en croît les nombreuses traces archéologiques retrouvées (tuiles, statues, poteries, monnaies, etc.), même si le nom de la localité à l'époque demeure inconnu. Le noyau central de la ville se trouvait au Guet, mais de nombreux établissements de salaison produisant du garum existaient le long de la rive droite de la rivière en Pouldavid, ainsi qu'aux Plomarc'h, au Ris et en d'autres endroits proches. Plusieurs voies romaines convergeaient vers Douarnenez.
Un piège à poisson (gored en breton), formé d'une digue de pierres entassées fermée par une grille, se trouvait au lieu-dit Ar Gored, une crique située à proximité des Plomarc'h. Le poisson était rabattu dans cette enceinte de roches à marée haute et capturé ensuite à marée basse. Le Gored est une crique aménagée de façon à capturer les poissons au moyen d'une grille placée dans un passage étroit au cœur d'une digue formée de pierres entassées. Son tracé est difficilement visible aujourd'hui, mais peut encore être distingué.

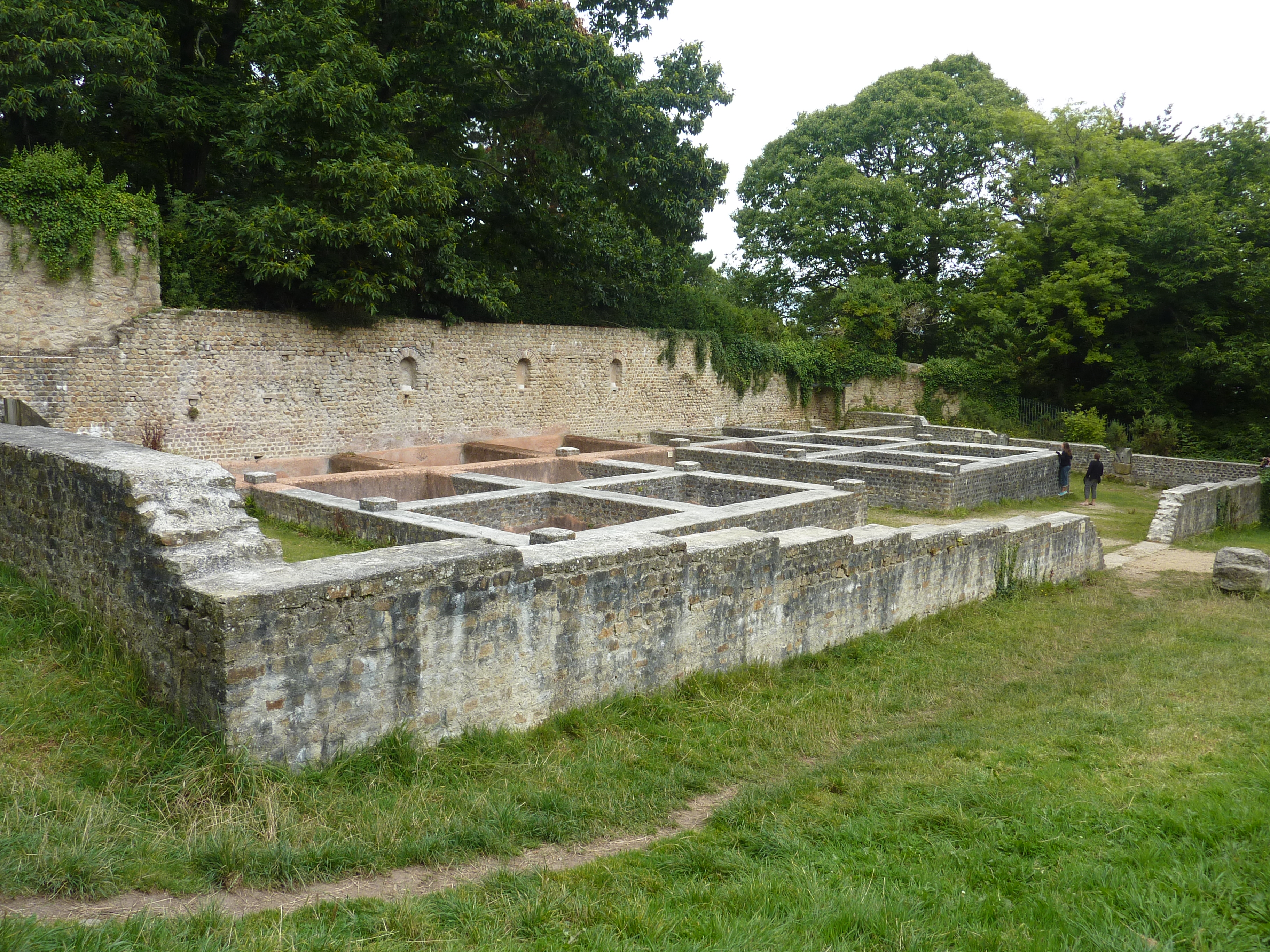
Vestiges de l'ancien bâtiment des salaisons des Plomarc'h datant de l'époque gallo-romaine ; servait à la fabrication du garum)

L'abondance de la sardine à l'époque gallo-romaine a entraîné la création de nombreux établissements de traitement de ce poisson (salaisons et fabrication de sauce de garum, condiment ressemblant au nuoc-mâm), tout au long de la Baie de Douarnenez : des cuves de salaison ont été retrouvées le long de la côte à l'Aber de Crozon, Telgruc-sur-Mer, Saint-Nic, Plonévez-Porzay, Douarnenez (de la plage du Ris à Tréboul), Poullan-sur-Mer ainsi qu'à Audierne. Les analyses de sédiments de poisson trouvés lors des fouilles ont montré une pêche axée sur la sardine ; le poisson était salé pour être conservé, les abats et une partie du poisson étaient coupés et mis à macérer avec des épices pour produire un condiment, le garum. La préparation comportait des couches successives de sel, de poisson et d'épices. Cette préparation était ensuite filtrée et vendue sous forme d'un liquide et d'une pâte.
Le site antique de salaisons des sardines de Plomarc'h Pella est le plus important de la région : la présence de cuves à garum aux Plomarc'h atteste de l'antiquité du site qui se trouve être un des sites les mieux conservés d'Europe ; il fut occupé dès le Ier siècle apr. J.-C. Les cuves étaient réparties en trois unités de production regroupant en tout une trentaine de cuves creusées dans le sol, dans lesquelles le poisson pilé et salé macérait. Détruit à la fin du IIIe siècle (peut-être en 276, année qui vit la côte ouest de l'Armorique ravagée par de nombreux raids de pirates venant du nord de l'Europe). Le premier Douarneniste connu est d'ailleurs un romain, Caius Varénius Varus, probablement issu de la Narbonnaise. Son nom est inscrit sur une stèle votive conservée au musée départemental breton de Quimper.
Le site fut réoccupé à partir du IVe siècle par une forge, et le lieu est resté occupé jusqu'au XIIIe siècle par quelques cabanes et un cimetière. L'ensemble de Plomarc'h Pella comprend quatre édifices répartis dans le vallon et les hauteurs avoisinantes, construit avec des pierres trouvées à proximité, liées avec du mortier de sable et de chaux naturelle. Les bâtiments étaient couverts de tuiles plates à rebord (tegula) et de tuiles semi-rondes (imbrex), reposant sur une puissante charpente.
Un seul bâtiment, celui consacré à la préparation du poisson, des anciennes salaisons romaines a été restauré : il mesure 30 m sur 18 m, et comprenait 15 cuves desservies par un large couloir, dix cuves enduites d'un mortier d'étanchéité, pour le stockage du poisson et du garum ; et cinq en pierres apparentes, pour le stockage du produit fini et  conditionné. Trois niches situées dans le mur arrière, contenaient des statues des divinités protectrices (Hercule dont la statue a été découverte en 1906) et probablement Jupiter et Neptune. Les trois autres bâtiments, non restaurés, servaient au stockage et au conditionnement.
Le Temple de Trégouzel, un temple romano-celtique, ainsi que 130 pièces de monnaie datées de cette époque, a été découvert à Trégouzel, aux environs de Ploaré.

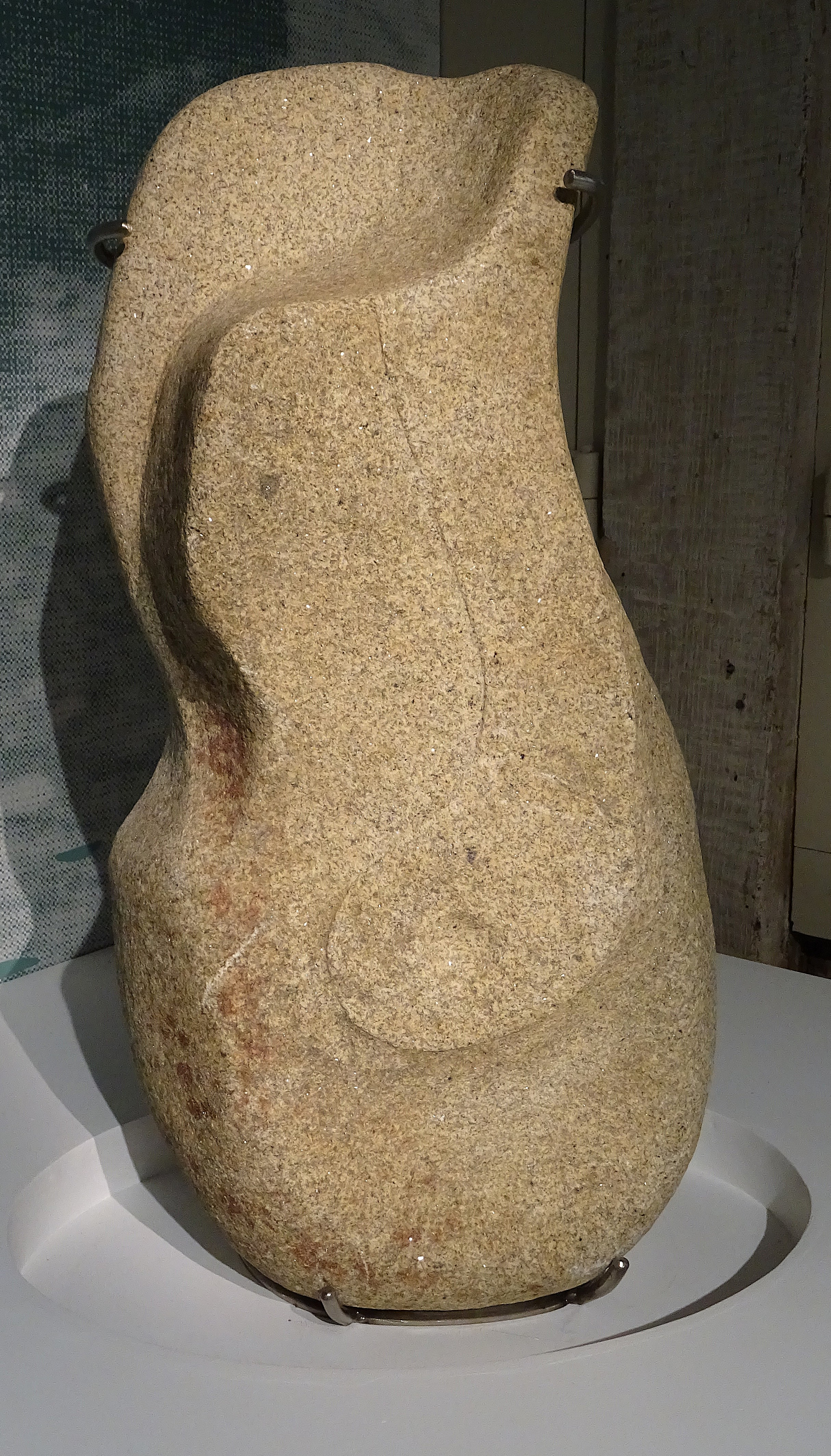
Statue de Neptune Hippius, dieu romain de la mer (trouvée au large des Plomarc'h en Douarnenez lors d'une marée de fort coëfficient).
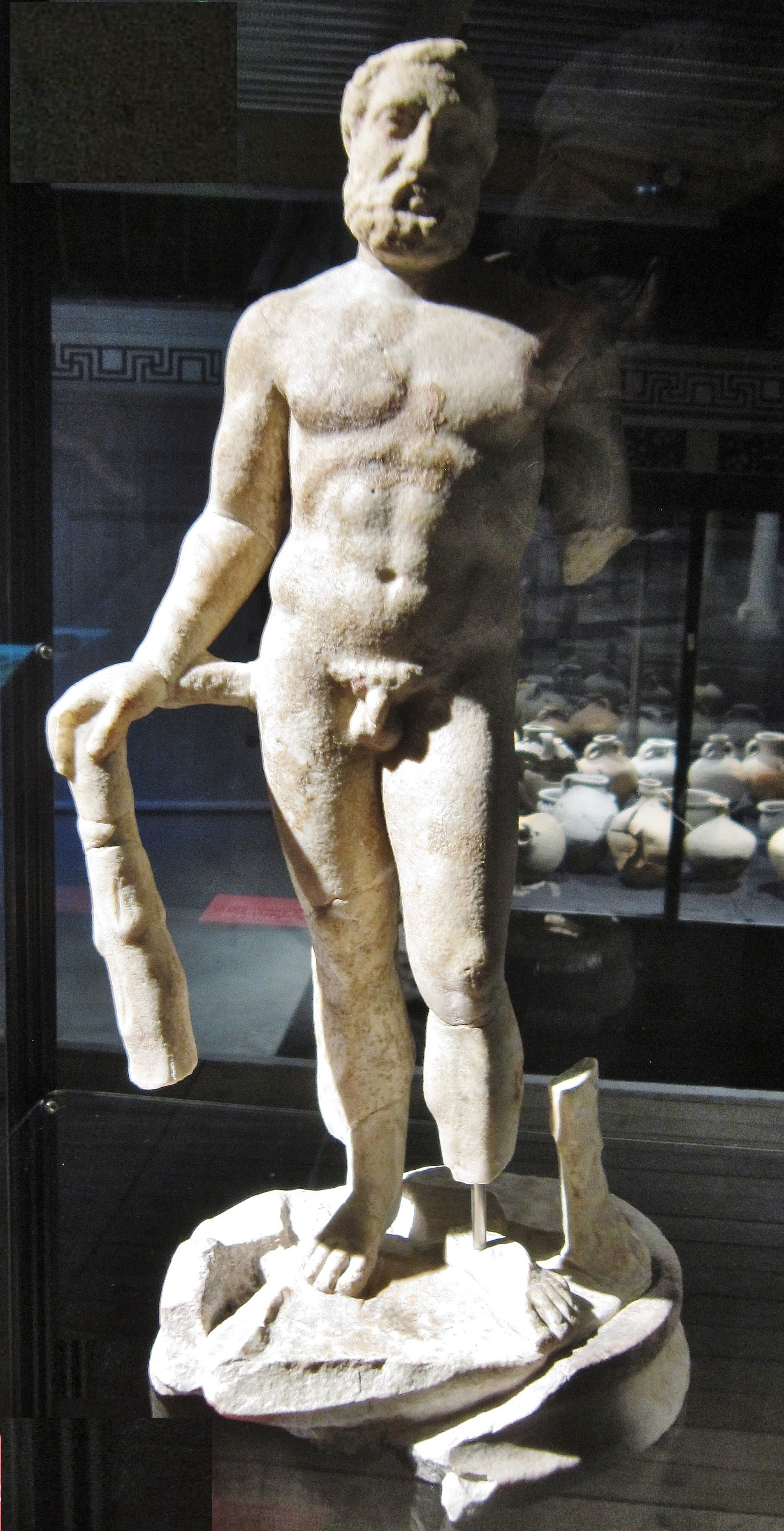
Statue d'Hercule en marbre trouvée aux Plomarc'h (IIe siècle après J.-C., Musée de Bretagne).
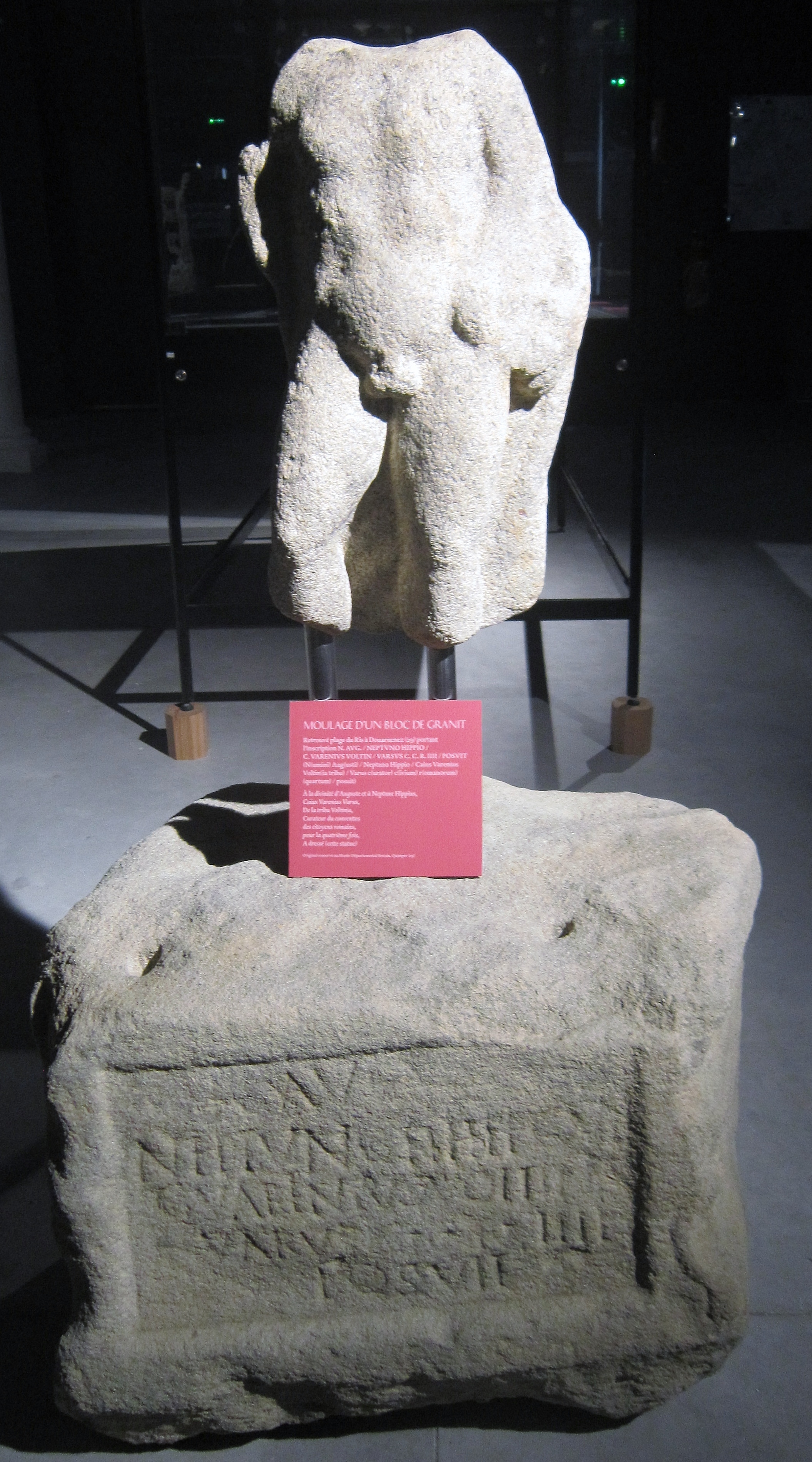
Moulage du bloc de granite offert par Caius Varenius retrouvé sur la plage du Ris à Douarnenez.
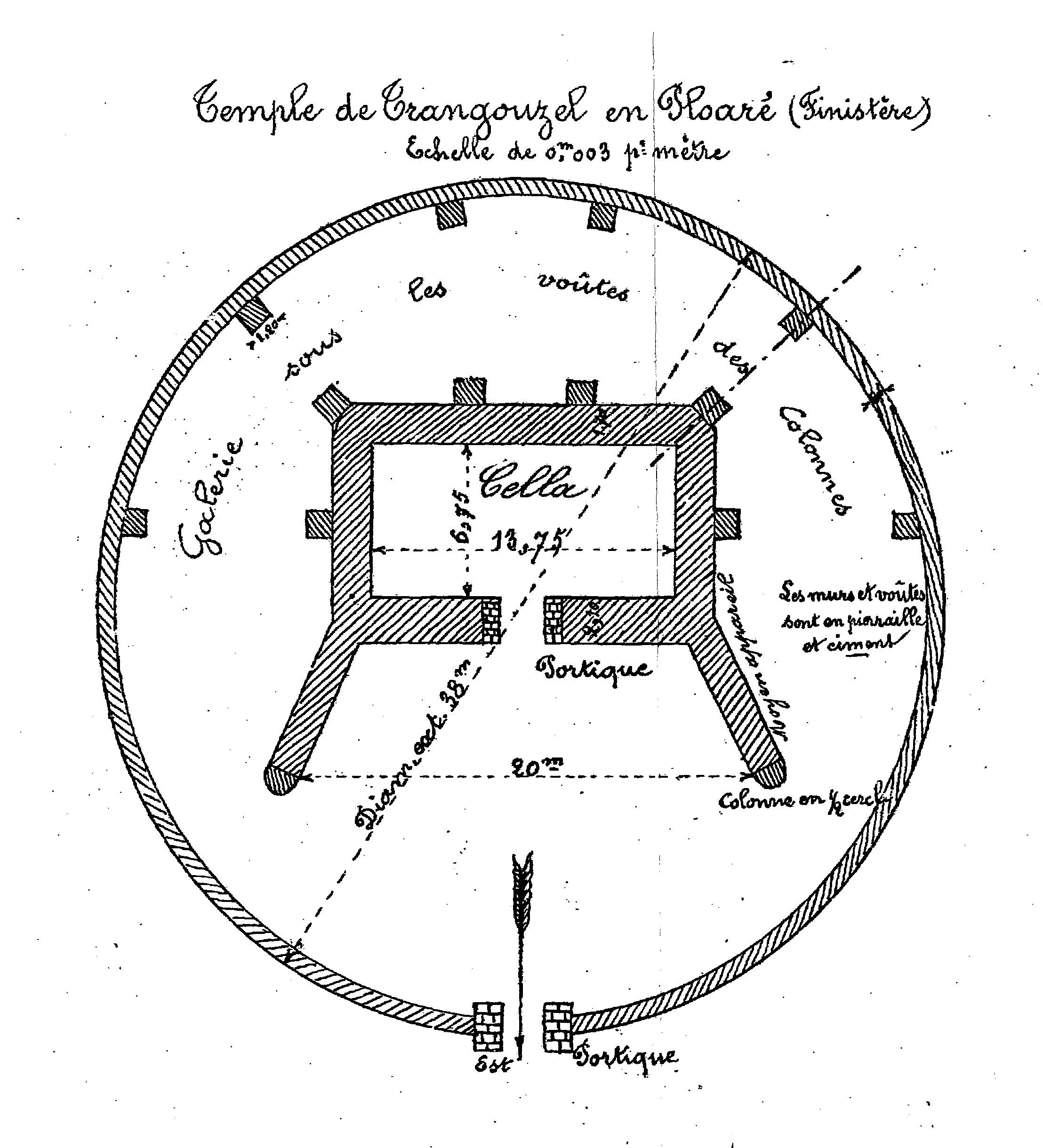
Plan du temple de Trégouzel (par Maurice Halna du Fretay).
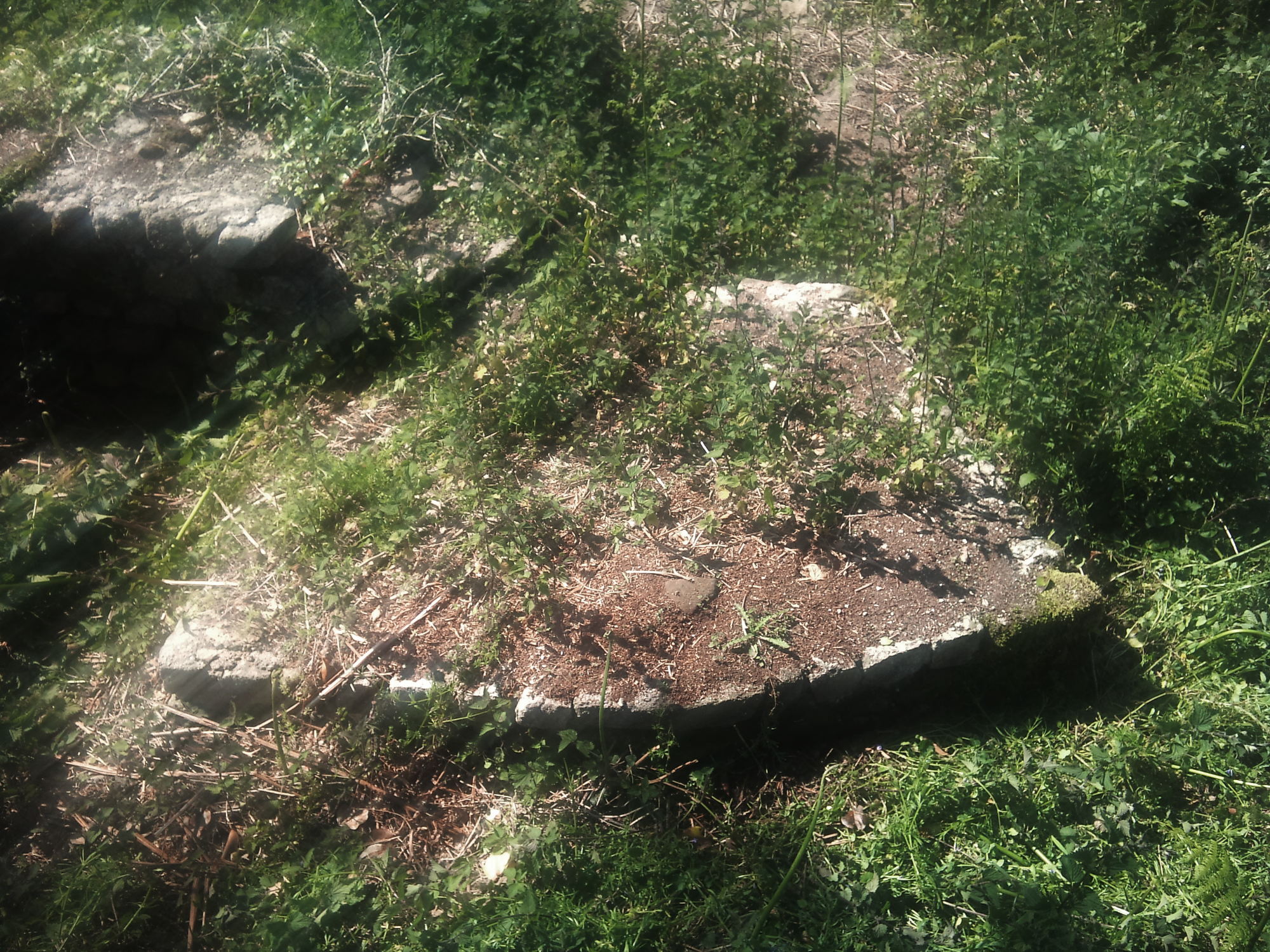
Le temple de Trégouzel : restes d'un contrefort.
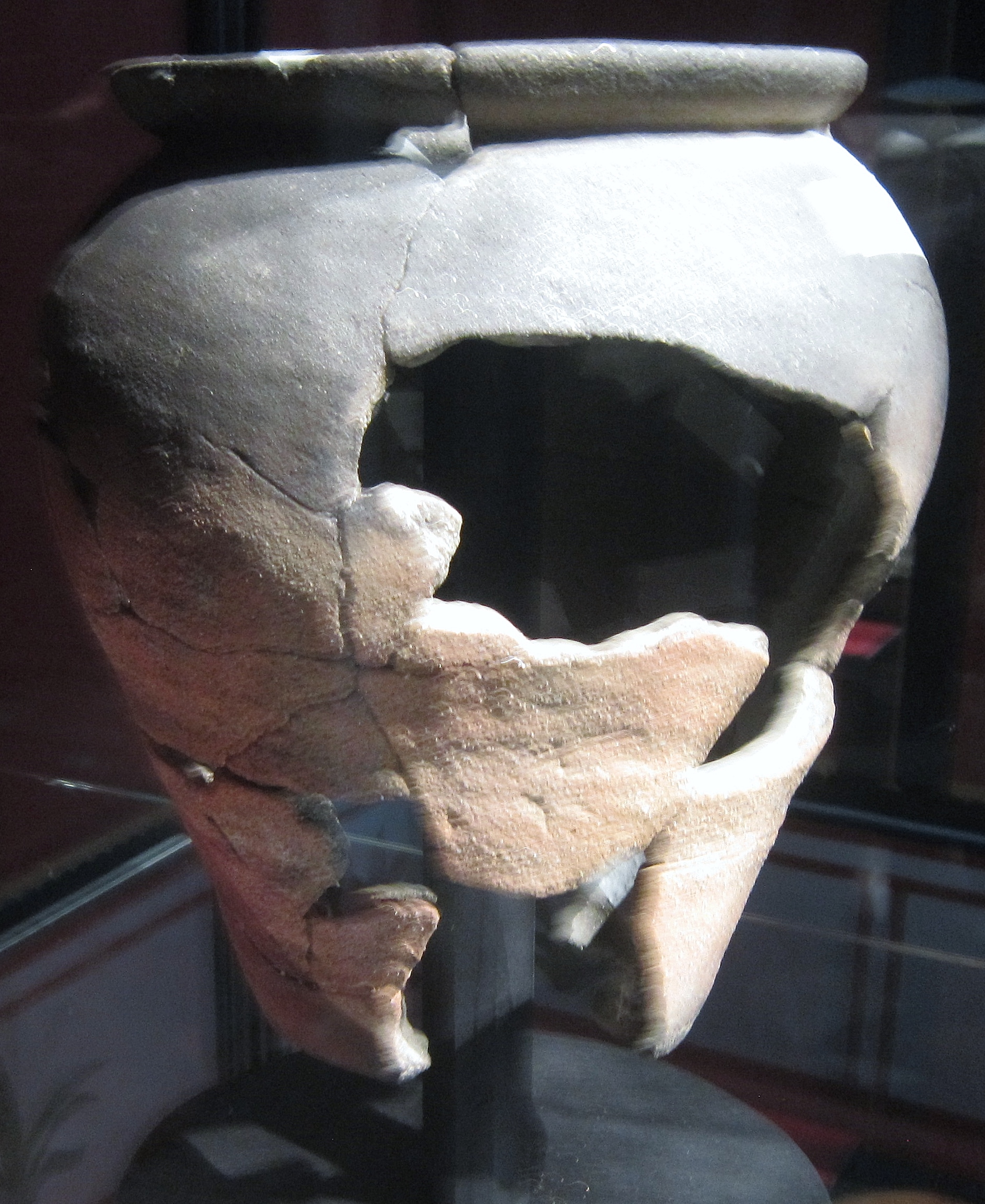
Vase ovoïde trouvé à Trégouzel (1er ou 2e siècle après J.-C.).
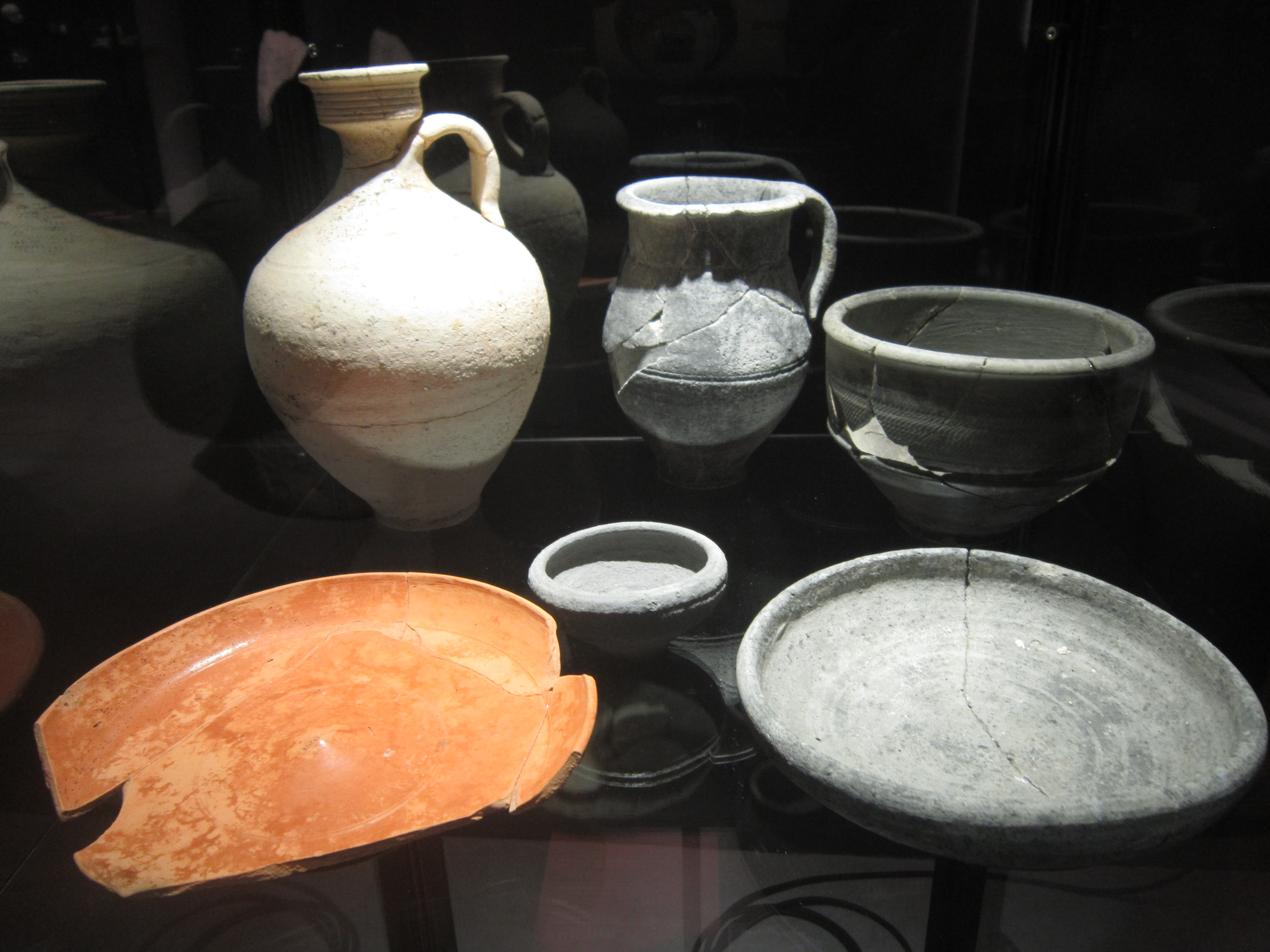
Ustensiles divers trouvés aux Plomar'h Pella (époque gallo-romaine).
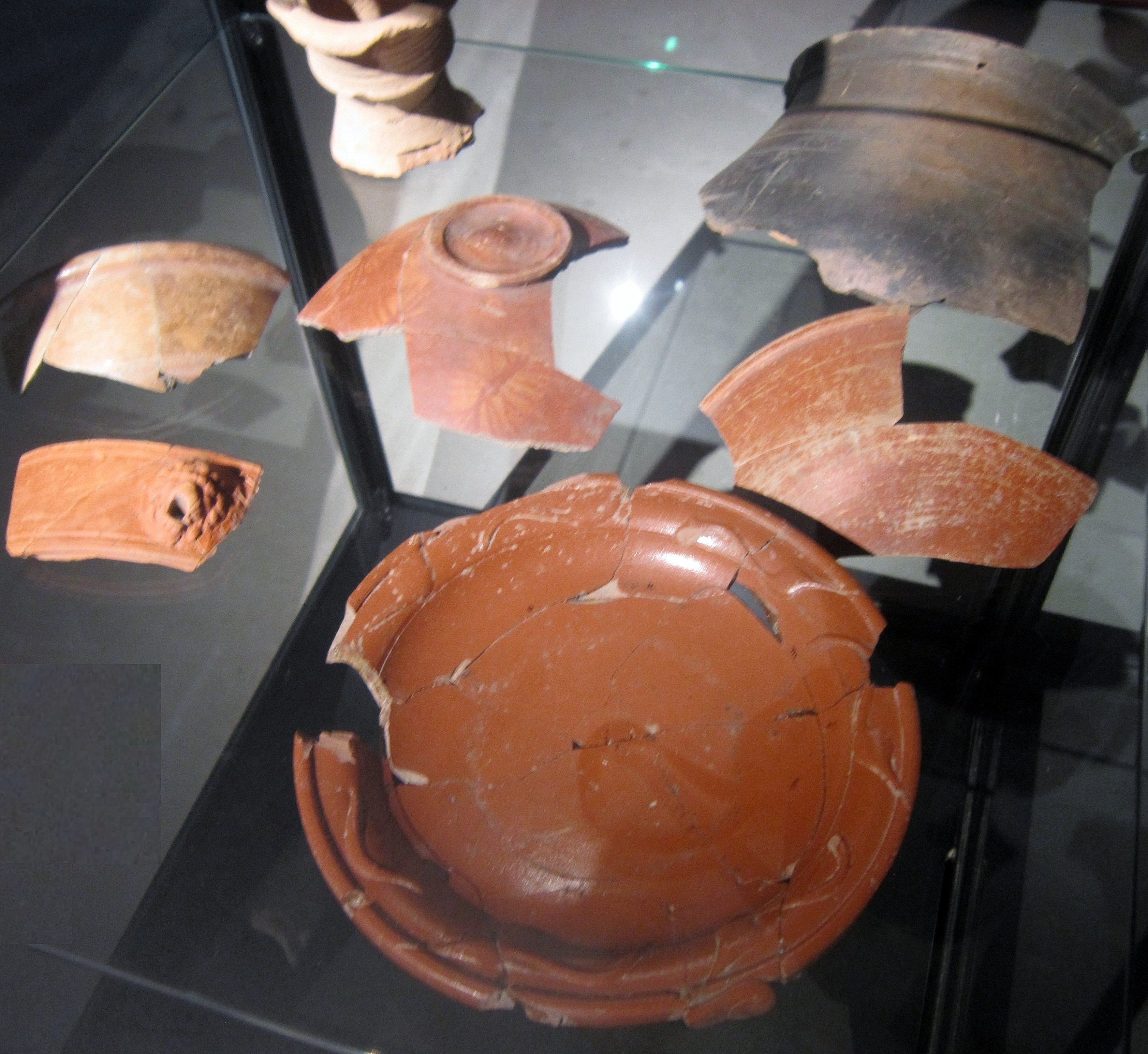
Débris de céramiques trouvés aux Plomarc'h Pella (1er au 4e siècle après J.-C.).

Une statue d'Hercule, datant du IIe siècle ou IIIe siècle apr. J.-C., en marbre de Carrare, a été trouvée sur le site des salaisons de Plomarc'h. Elle se trouve au Musée de Bretagne à Rennes. Une autre statue d'Hercule, en calcaire, a été aussi découverte dans une cuve de salaison du Port-Rhu et se trouve au Musée départemental breton de Quimper.

### Moyen Âge
Selon Bernard Tanguy, la carte du géographe arabe Al Idrissi, qui date du XIIe siècle, localise un lieu dénommé Leones(ce nom étant probablement une déformation du latin Legionense, qui signifie "ville où stationne une légion romaine") entre la Pointe Saint-Mathieu et Quimper, qui pourrait être Douarnenez. Ce "Léonois" (ou '"Loonois", ou "Lehnois") est par ailleurs cité dans plusieurs textes médiévaux comme le pays d'origine de Tristan et du roi Marc'h.

#### L'île Tutuarn (île Tristan)
« L'île, ou plutôt l'îlot, car la superficie n'est que d'environ 7 hectares, devient une presqu'île à marée basse comme les oppidums gaulois que décrit César en parlant de la Guerre des Vénètes. Dès l'époque gauloise, ce poste qui commande l'entrée de la rivière fut habité. En y faisant des défrichements, on a découvert un très grand nombre d'habitations disposées comme les cases d'un échiquier ; deux monnaies gauloises, des fragments d'armes, des meules, ont été trouvés au milieu des ruines. Des gallo-romains résidèrent dans l'île. (...) »

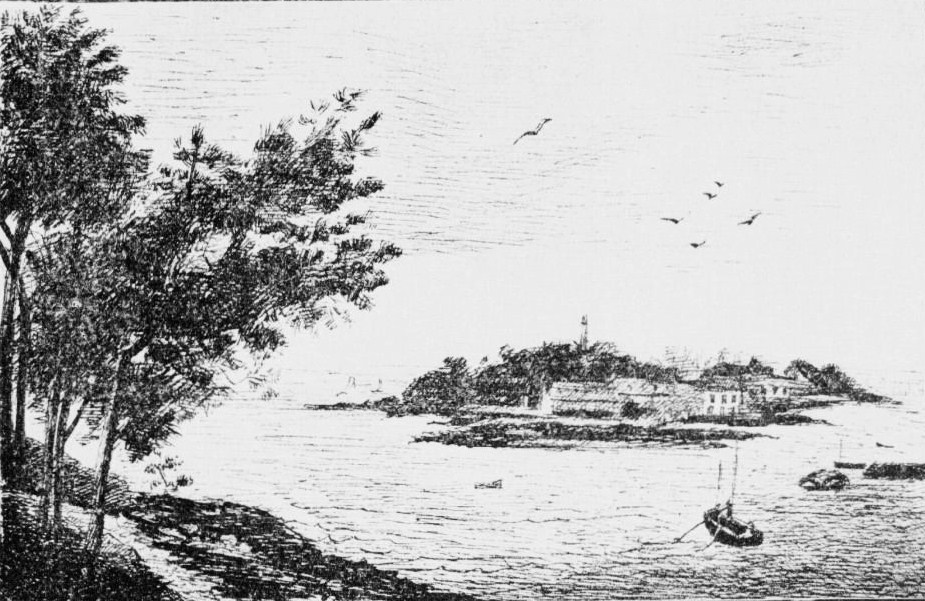
l'Ile Tristan (dessin de 1912).

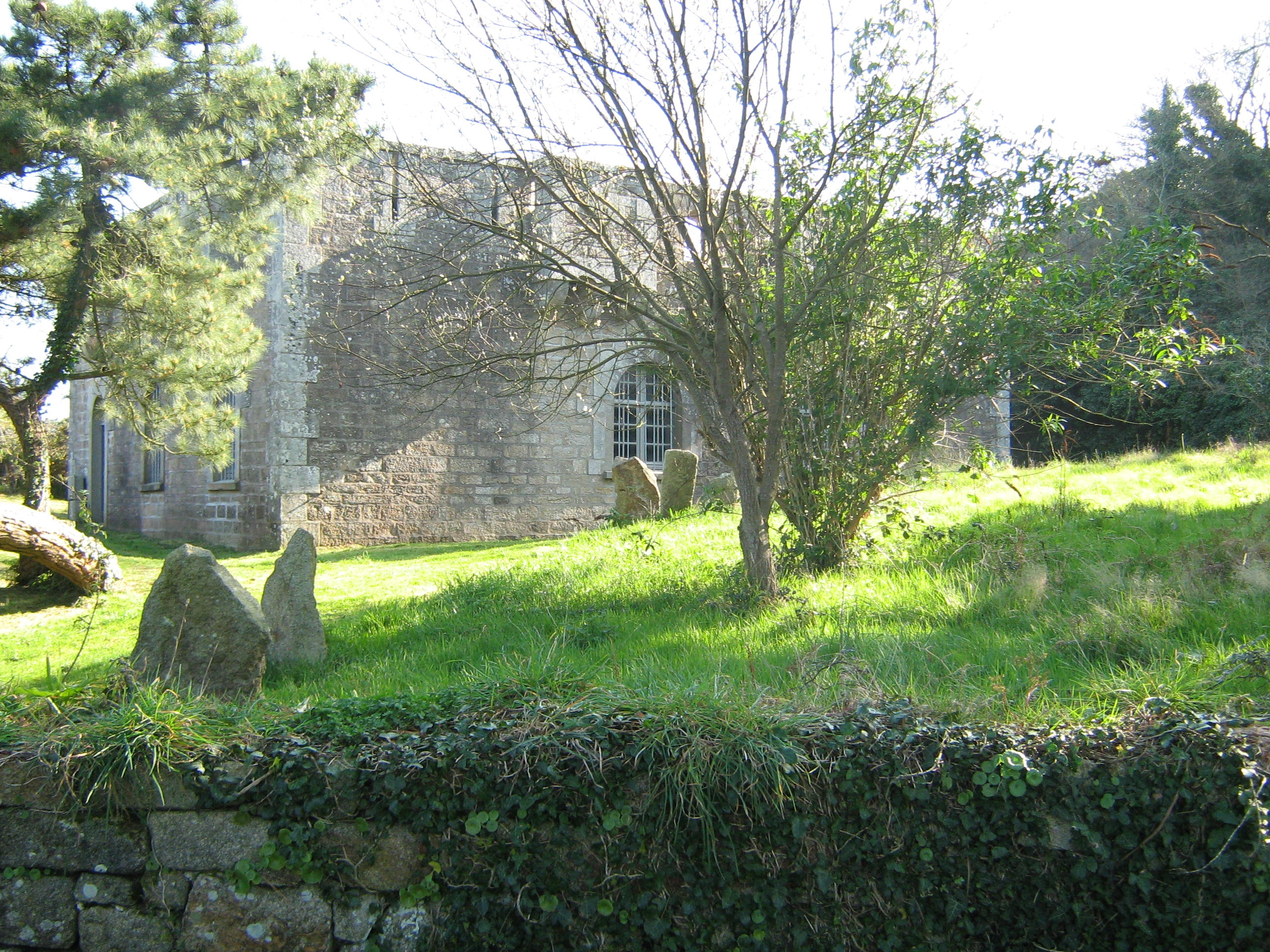
Le fort Napoléon III, construit en 1859.

Selon la légende de la ville d'Ys, une cité prospère et insoumise aurait été construite jadis dans la baie, avant d'être engloutie par l'océan en guise de punition divine. Cette légende, mise en forme au XIIe siècle, recrée un passé mythique à la Cornouaille en se basant sur des personnages historiques ayant marqué la région avant l'an mil et l'époque des invasions scandinaves.
Il faut attendre 1118 pour trouver un nom à l'île. C'est à cette date que l'évêque de Cornouaille, Robert de Locuon (ou Locuan), fait don en 1121 aux moines de l'abbaye tourangelle de Marmoutier de sa petite île de saint Tutuarn, et d'une maison lui appartenant dénommée hamot (en breton) avec toutes les rentes et les dépendances, ainsi que les deux-tiers de la dîme du Plebs Sancti Ergadi (Pouldergat). La première supposition de l'origine du nom serait liée à un ermite du nom de l'île qui s'y serait installé au VIIIe siècle. Cependant la plus probable serait la suivante : ce serait une déformation du nom de saint Tugdual (ou Tudy), Tutual étant sa forme ancienne en vieux breton. Ce nom apparaît du XIIe au XIVe siècle avant que l'île « Trestain » puis « Trestan » vienne le remplacer dans les écrits.
Cette île a été identifiée avec l'île Tristan et son nom ancien fait référence à saint Tudy.
L'acte de donation indique qu'une église existait déjà, plutôt un petit monastère qu'une église paroissiale. Quant au don, il semble avoir eu comme but un renouveau dans la vie religieuse du diocèse.

#### Le port et les toiles de Pouldavid
Le port de Pouldavid a une importance notable au Moyen Âge ; ses navires fréquentent alors des ports tels que Nantes, La Rochelle, Bordeaux, Bilbao, Rouen, Dunkerque, etc., important sel, blé et vin, exportant sardines et toiles de chanvre tissées à usage agricole, domestique ou servant à fabriquer des voiles ; les olonnes de Locronan et du Porzay étant aussi à l'époque connues sous le nom de Pouldavid ou des noms avoisinants, car le nom est parfois déformé.
Le nom de Pouldavid, écrit de diverses manières, figure d'ailleurs sur nombre de cartes marines médiévales. Il désignait le site où venaient s'approvisionner certains bâtiments.

### Époque moderne

#### Douarnenez auXVIesiècle
Un aveu de 1541 détaille les biens et prérogatives du prieuré de l'Île Tristan : il précise que la ville et bourg de Douarnenez couvre une superficie d'environ 13 ha et que les revenus du prieur de l'Île Tristan consistent essentiellement en le moulin banal et une taxe modeste sur chaque bateau de pêche ; le port de pêche étant dénommé Pors Comoneuc dès 1336 et il était situé entre la cale ronde et la cale raie dans l'actuel port du Rosmeur.
Le hameau situé aux alentours de Pors Comoneuc se développe à partir de la fin du XVe siècle ; la chapelle dédiée à sainte Hélène est construite au XVIe siècle, sa flèche datant de 1642. Cette chapelle fut reconstruite vers 1755, date inscrite sur le nouveau clocher, un certain nombre d'éléments de l'ancienne chapelle étant réemployés.
À l'époque des Guerres de la Ligue (1576-1598), le bandit Guy Éder de La Fontenelle profite de la situation pour brigander la Bretagne et plus particulièrement la Cornouaille et la région de Douarnenez. L'île Tristan est un moment sa base. Le consensus de mise à la fin des guerres de religion le voit même se faire confier la gouvernance de l'île. Finalement convaincu d'intelligence coupable avec les Espagnols et sans que soit oublié le souvenir de ses massacres, il fut roué en place de Grève en septembre 1602.

#### LeXVIIesiècle
Dom Michel Le Nobletz a vécu à Douarnenez de 1617 à 1639, dans une maison proche de l'actuelle chapelle Saint-Michel, construite entre 1663 et 1665 sous l'influence du prédicateur Julien Maunoir (lequel a prêché 29 missions à Douarnenez, un record) pour honorer la mémoire de Michel le Nobletz. Les 64 peintures qui ornent le plafond de la chapelle ont été peintes entre 1667 et 1675 (et complétées en 1692) : elles représentent des scènes de la Passion du Christ, de la Vie de la Vierge, des Évangélistes et des Docteurs de l'Église, et sont des reprises des taolennoù de Michel Le Nobletz.

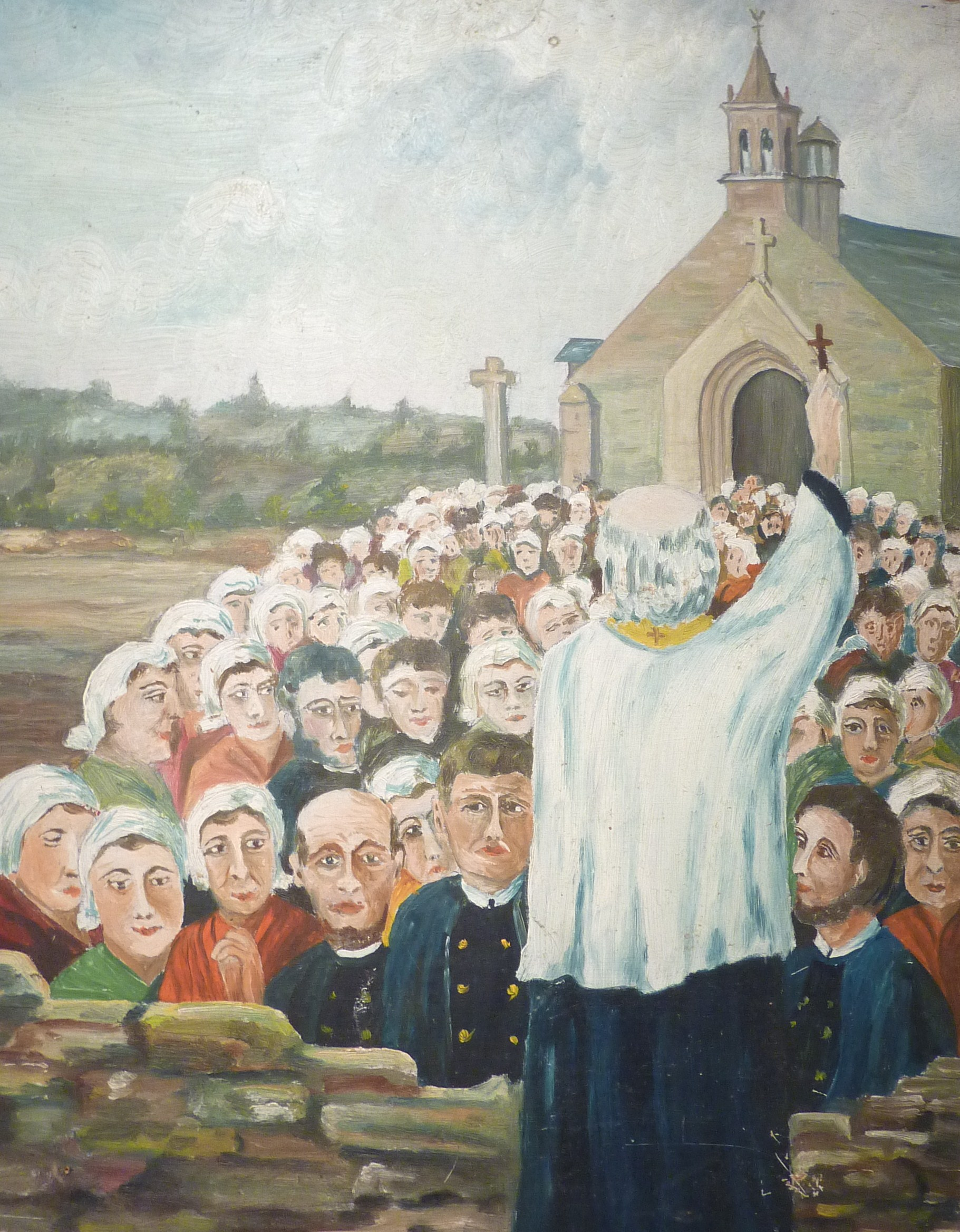
Tableau de mission de RP Cariou (début XXe, archives évêché de Quimper) : prédication par Michel Le Nobletz sur le parvis d'une chapelle de Douarnenez.
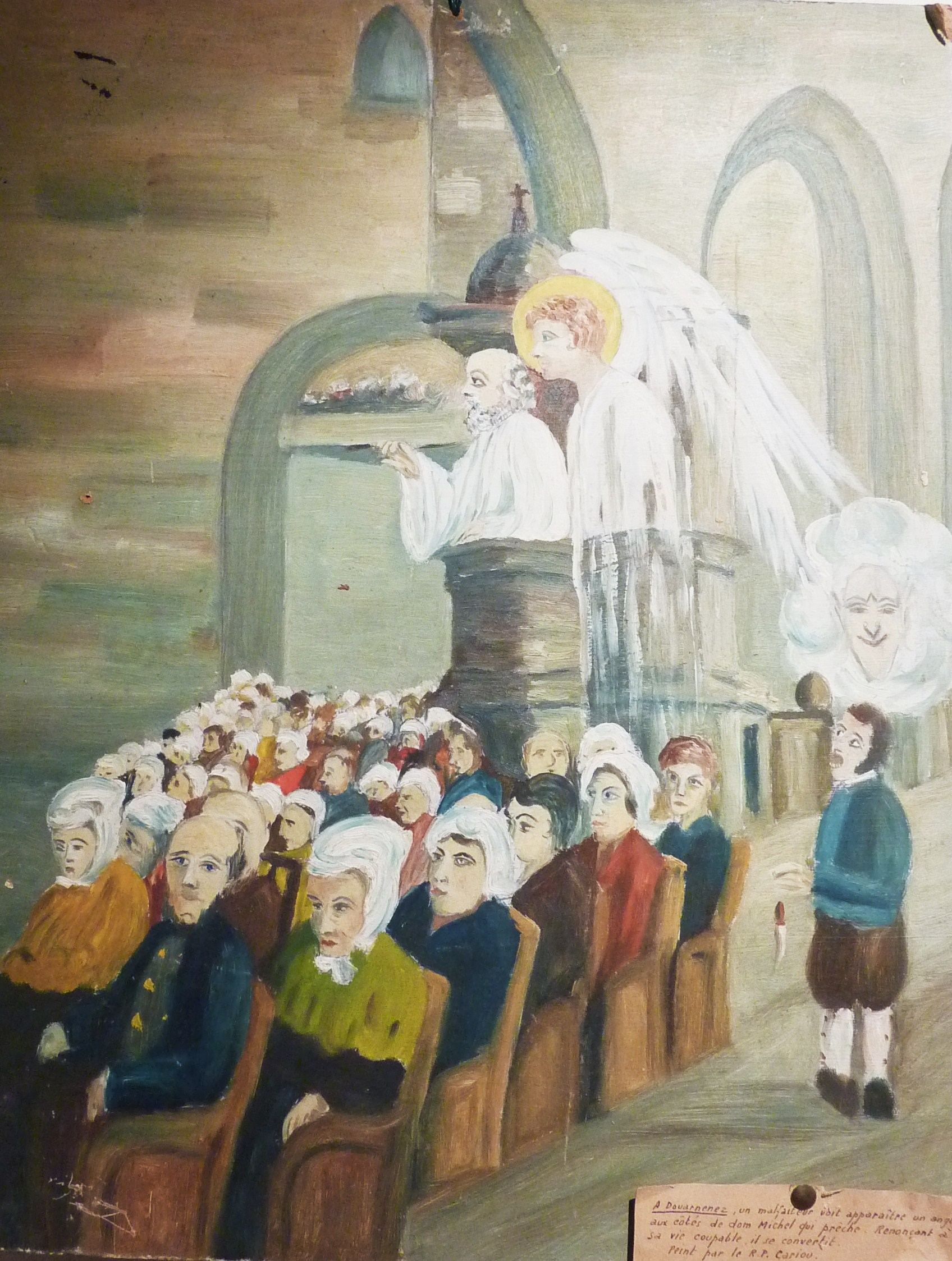
Tableau de mission du RP Cariou (début XXe siècle) : Michel Le Nobletz prêchant dans une chapelle de Douarnenez.
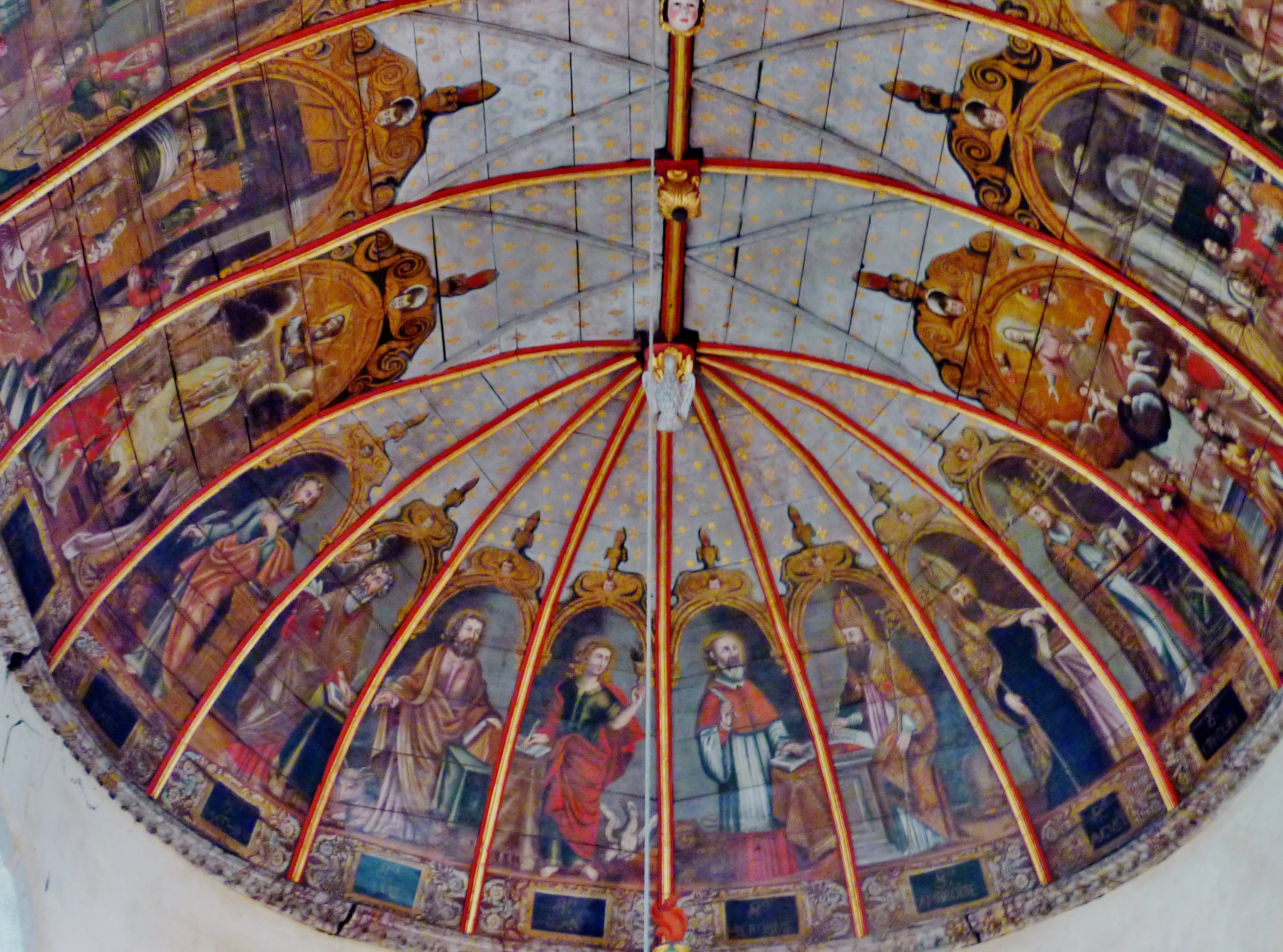
Douarnenez : chapelle Saint-Michel, fresques du plafond peintes entre 1667 et 1675.
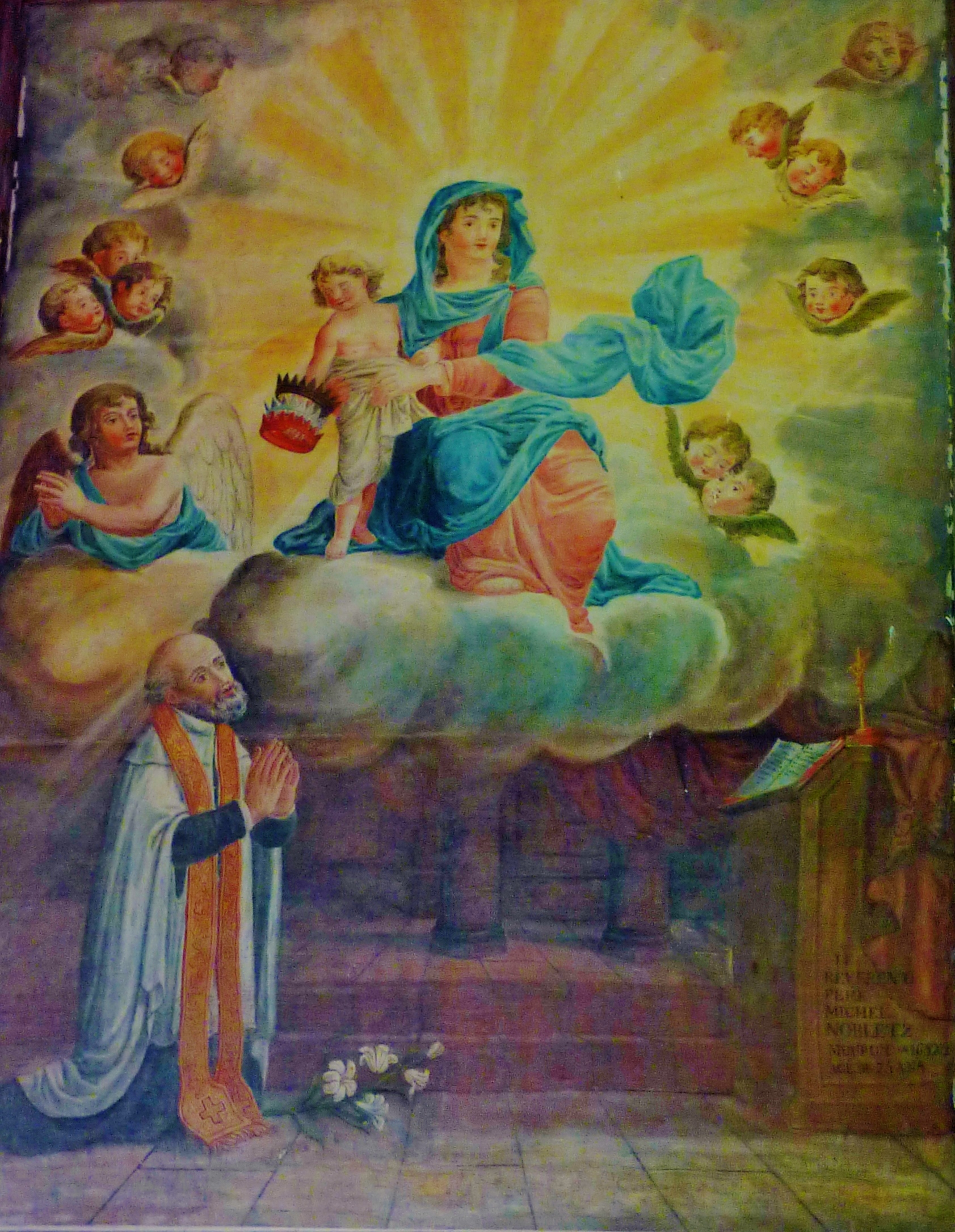
Douarnenez : chapelle Saint-Michel, fresque représentant Michel Le Nobletz priant la Vierge Marie.

À l'époque de Louis XIV, Douarnenez fut connue pour des faits liés à la Révolte des Bonnets Rouges (1675).

#### LeXVIIIesiècle
En 1741, une épidémie de dysenterie sévit : « Dans chacune des paroisses de Goulien, Plogoff, Esquibien, Plouinec, Plozévet, Mahelon, Poulan, Beuzet-Cap-Sizun, Pouldergat, Douarnenez, on compte le chiffre énorme de dix à douze morts par jour ».
La pêche, principalement celle des congres et des sardines, a été une activité très florissante, en particulier aux XVIIe et XVIIIe siècles (en 1717, trois cents chaloupes, chacune montée par quatre hommes, pêchent la sardine à Douarnenez et Tréboul), mais en 1784 fut abrogé l'arrêt royal de 1748 qui interdisait l'entrée des sardines étrangères en France. « L'entrée trop facile du poisson étranger dans le royaume porta aux pêcheries des pertes affreuses et ralentit le courage des marins» est-il écrit dans le cahier de doléances de Douarnenez. En 1792 Lesconil et Le Guilvinec n'avaient qu'une chaloupe, Sainte-Marine 3, Treffiagat et Kérity 4 chacun, L'Île-Tudy 8, Concarneau 250 et Douarnenez 275 environ.
Les installations portuaires sont longtemps restées très médiocres : en 1786 commence la construction du môle du Rosmeur et, dans le Port-Rhu, des deux cales de l'Enfer et du Guet. La rivière de Pouldavid reste sans aucun aménagement et les chargements et déchargements des navires ne peuvent s'y faire qu'à marée basse jusqu'à la construction des quais entreprise seulement à partir de 1845, en même temps que le remblaiement de l'Anse de l'Enfer.

### Révolution française
Le 6 mai 1789, l'assemblée du tiers-état de Douarnenez, forte de 300 à 400 personnes, réunie dans la chapelle Sainte-Hélène, rédige un cahier de doléances et élit deux représentants à l'assemblée du tiers-état de Quimper, le sénéchal Bouricquen et un marin, Jean-Claude Belbéoc'h ; deux autres députés (deux négociants : Guillier-Dumarnay et Jérome Joachim Grivart de Kerstrat) sont élus par la bourgeoisie locale dans le cadre de la "Chambre des nouvelles de Douarnenez", une "Chambre de lecture" créée en 1787.

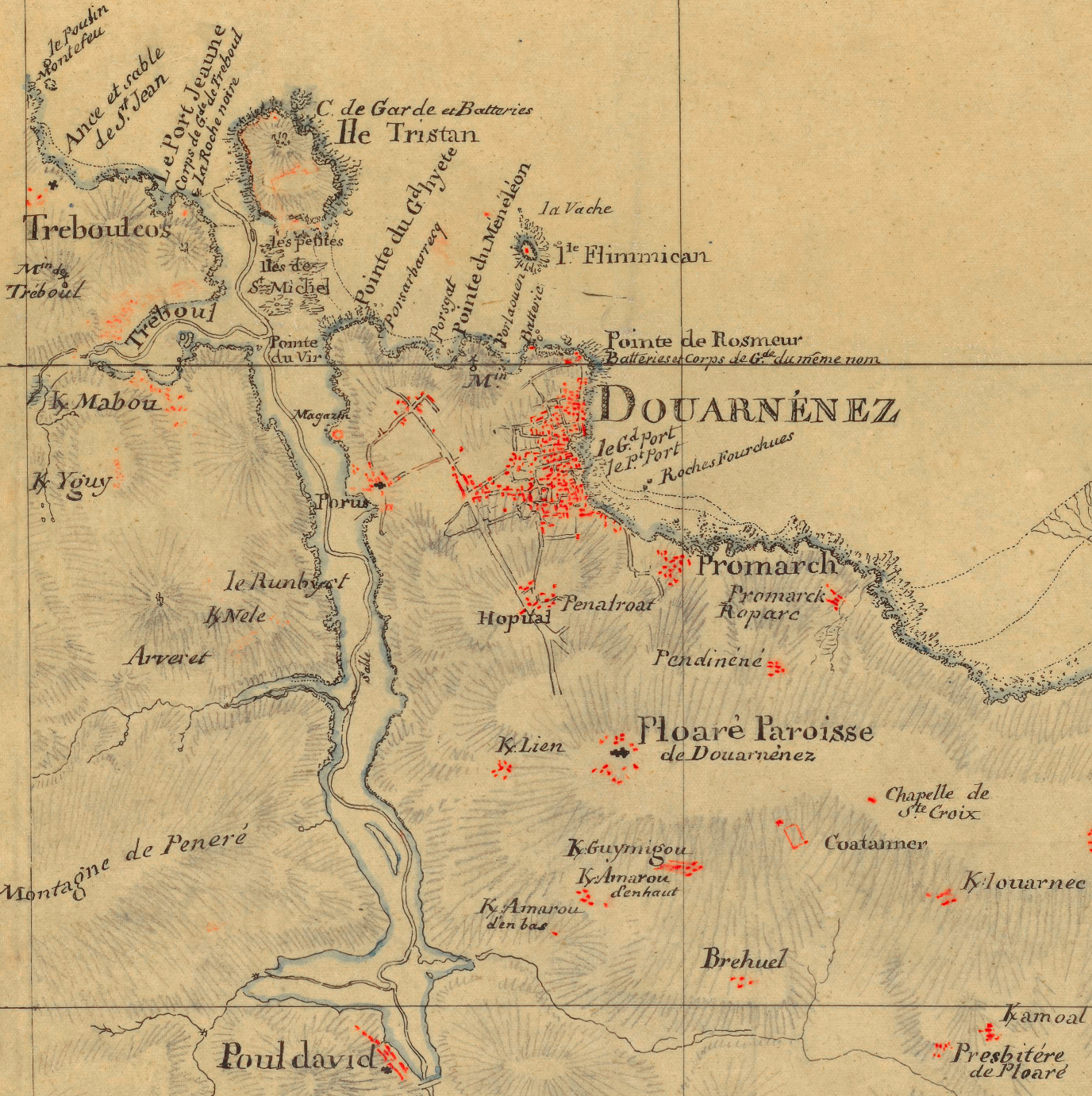
Douarnenez à la fin du XVIIIe siècle (source : Gallica/Archives Nationales)

Ce n'est qu'en 1790 que Douarnenez devint une commune indépendante (de 70 ha seulement), au détriment de Ploaré dont elle dépendait jusque-là, et même chef-lieu de canton. Douarnenez, ancienne trève de Ploaré, devient sur le plan religieux une succursale de Ploaré et ne devint une paroisse indépendante qu'en 1875.
Jérome Joachim Grivart de Kerstrat devint le 5 février 1790 le premier maire de Douarnenez, mais démissionna le 20 juin 1790 car il devint membre de l'administration départementale, et il fut remplacé par Chardon, un autre négociant, le 10 juillet 1790.
En 1791, Douarnenez a 1 795 habitants permanents, mais un millier de plus environ durant la saison de la pêche à la sardine.
« Jamais messieurs nos marins en général n'ont été partisans de la Révolution. Esclaves en naissant, élevés de même, courbés de tout temps sous le poids de leurs chaînes, naturellement brutaux, incapables de réflexion sur l'ignominie de leur avilissement, les nobles et les prêtres sont les seules divinités devant lesquelles ils fléchissent par terreur et qu'ils ecensent par ignorance » écrivent des négociants membres de la municipalité.
La loi du 12 septembre 1791 « relative à la circonscription des paroisses du district de Pont-Croix » donne à la paroisse de Ploaré comme succursales Le Juch et Douarnenez.
En août 1793, des Girondins pourchassés par la Convention montagnarde se réfugièrent dans le manoir de Kervern en Pouldavid.

### LeXIXesiècle

#### Le blocus anglais en baie de Douarnenez
En 1813, et depuis longtemps déjà, en raison du Blocus continental, une division anglaise mouille en baie de Douarnenez sans empêcher toutefois les pêcheurs de se livrer à leur activité et de tendre leurs filets. Fin juillet, une péniche anglaise qui pratiquait aussi la pêche afin d'approvisionner en poisson les marins anglais, chavire à la Pointe de Morgat et est alors canonnée par des garde-côtes, ce qui provoqua plusieurs tués et noyés dans les rangs anglais. Les Anglais menacèrent alors d'empêcher la pêche et même de détruire Douarnenez si de tels incidents se reproduisaient.

#### L'extension progressive de la ville
La presqu'île de Douarnenez est délimitée à l'ouest par le Port-Rhu et à l'est par la Baie de Douarnenez. Le cadastre de 1820 montre que le développement urbain s'est produit à partir de deux noyaux urbains initiaux, celui à l'ouest de Saint-Michel, autour de l'Anse de l'Enfer (désormais comblée et devenue la Place de l'Enfer), qui fut le premier port de Douarnenez, mais déjà supplanté par un noyau plus important, à l'est, autour du Grand Port ; les rues se sont développées principalement selon une orientation est-ouest à l'exception de l'axe principal formant un axe nord-sud au milieu de la presqu'île, se dirigeant vers Ploaré. Les maisons étant pour la plupart alignées le long des rues étaient donc aussi orientées est-ouest, seul un pignon donnant face au port. Ce n'est que dans la seconde moitié du XIXe siècle qu'en raison des remblaiements nécessités par les aménagements portuaires, des rues parallèles aux quais furent aménagées, bordées de maisons faisant face aux ports. À partir de 1880, l'essor se poursuivit avec la prolongation de la digue, l'aménagement des halles et la construction du nouveau port. Une nette ségrégation existe alors entre les villas des usiniers, entourées de murs très hauts et clos de grilles, qui s'établirent sur les hauteurs, avec vue sur mer, et l'habitat populaire mêlé aux usines implantées dans le tissu urbain.

#### L'essor du port sardinier et des conserveries
L'essor de la pêche à la sardine continue pendant la première moitié du XIXe siècle : en 1832, il y a 150 ateliers de pressage de la sardine, employant environ 600 femmes, à Douarnenez, dont 60 à Tréboul. La cale ronde est construite en 1836. Toute la ville est imprégnée d'odeurs de sardines, de saumure et les filets bleus pendent le long des façades. Douarnenez est alors le premier port sardinier de France : en 1850, Douarnenez remplit 90 000 barils de 80 kg de sardines pressées, chaque baril contenant environ 25 000 sardines, cela fait en tout environ 225 millions de sardines. En 1848, Douarnenez compte 544 chaloupes de pêche, 786 en 1865 et en 1875 elles sont 850, la plupart étant la propriété de patrons embarqués.

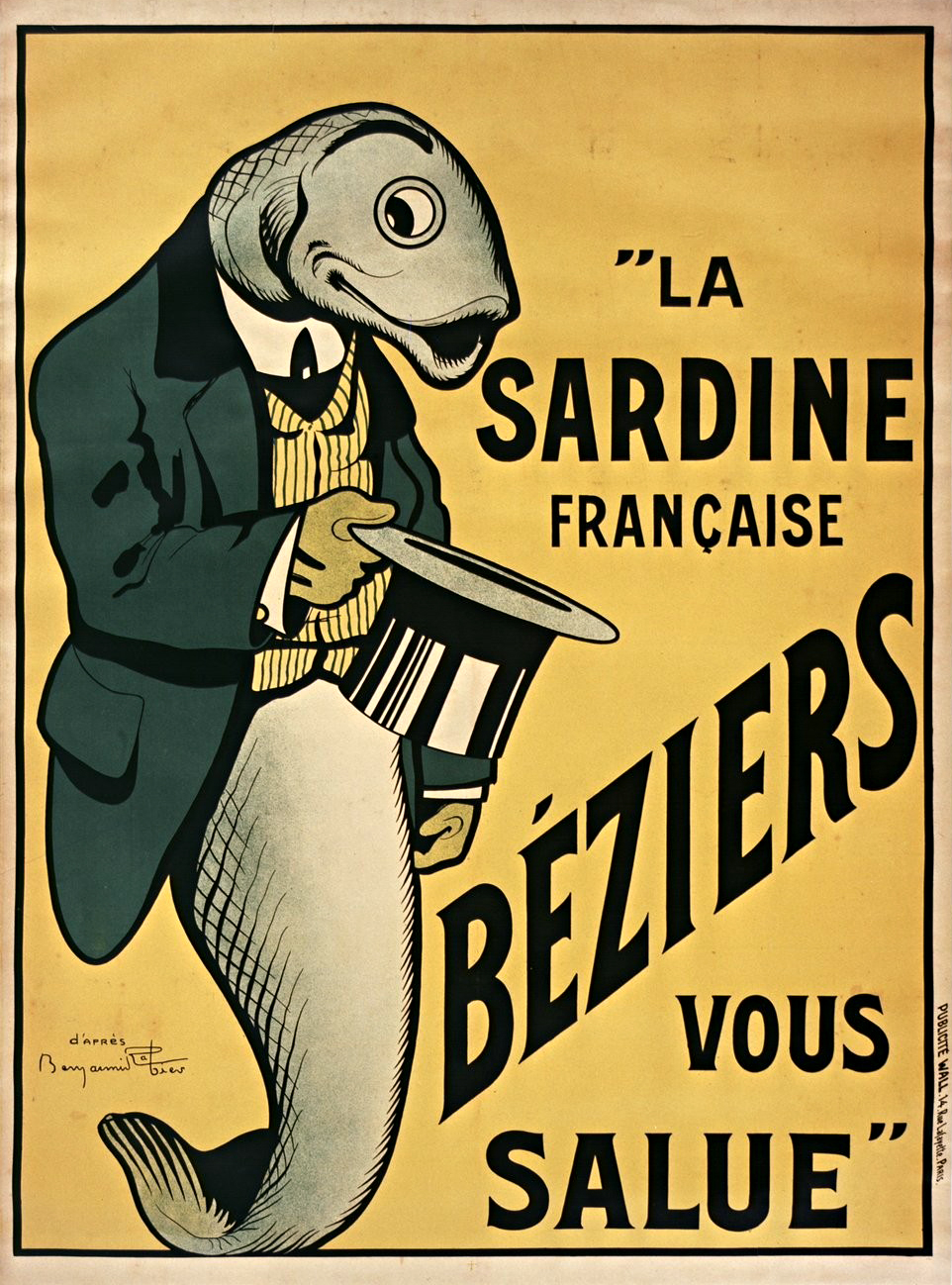
Publicité pour les sardines Béziers datant de 1920

En 1860, Douarnenez pêche 300 millions de sardines, dont la moitié est cuite à l'huile dans les "fritures" (nom que portaient alors les conserveries) avant d'être mise en conserve, le reste étant encore en bonne partie pressé, à l'exception de celles qui sont vendues fraîches. La sardine était saumurée dans des tonneaux, pressée à l'aide de madriers et le jus s'écoulait du fond du tonneau. On obtenait une sardine salée et séchée qui pouvait être consommée pendant plus d'un an. On l'appelait la "viande de Carême".

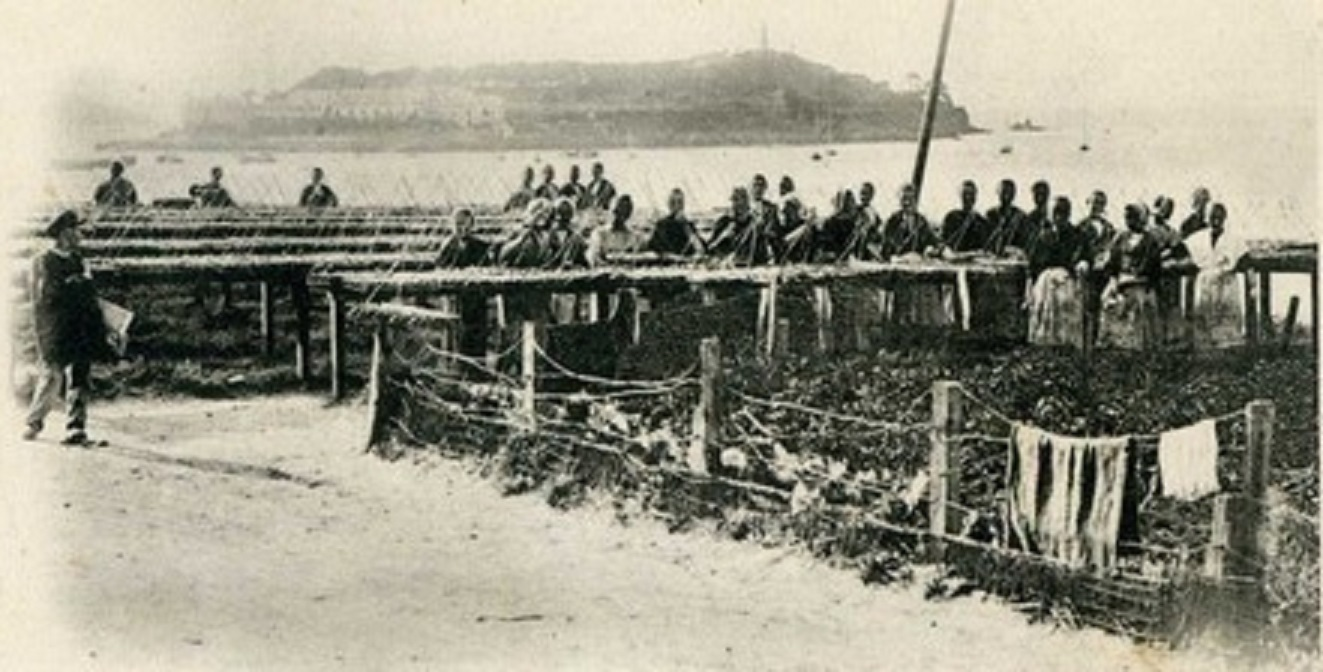
Douarnenez : Sardinières au travail vers 1900

La première conserverie, remplaçant la technique de la presse pour la conservation des sardines, ouvre à Tréboul en 1853, fondée par Eugène Clarian, qui fait faillite (la conserverie est rachetée en 1855 par Robert Chancerelle et son frère Toussaint-Laurent Chancerelle); une autre conserverie est créée la même année par Jules Lemarchand, qui devint maire de Tréboul en 1880. C'est en 1860 que sont créées les premières conserveries à Douarnenez même, l'une en ville, créée par Debon, l'autre dans l'Île Tristan par Gustave Raymond Le Guillou de Pénanros, qui fut deux fois maire de Douarnenez entre 1849 et 1865 et fut le premier bourgeois patron de presses à sardines à investir dans la conserverie ; en 1862 l'usine Rabot est construite à la pointe du Rosmeur. Entre 1860 et 1901, une quarantaine d'usines sont construites dont en 1866 l'usine fondée par Wenceslas Chancerelle à Pors Laouen, celle de Pierre Chancerelle, celle d'Auguste Chancerelle et en 1872 celle créée par René Béziers ; en 1901, Émile Chemin reprend la marque Capitaine Cook, fondée en 1877 par un négociant parisien, Alphonse Canneville. Les "fritures" étaient une vingtaine le long des quais en 1905 ; en 1956 les conserveries n'étaient plus que 16 et 10 en 1961. Progressivement, pendant la seconde moitié du XIXe siècle, la rive droite de la rivière de Pouldavid est vouée à la conserverie. Partout les cheminées des fritures crachent leur vapeur odorante. Au-dessus du Guet, les conserveurs se construisent de somptueuses demeures à l'écart de la promiscuité populeuse du Rosmeur.

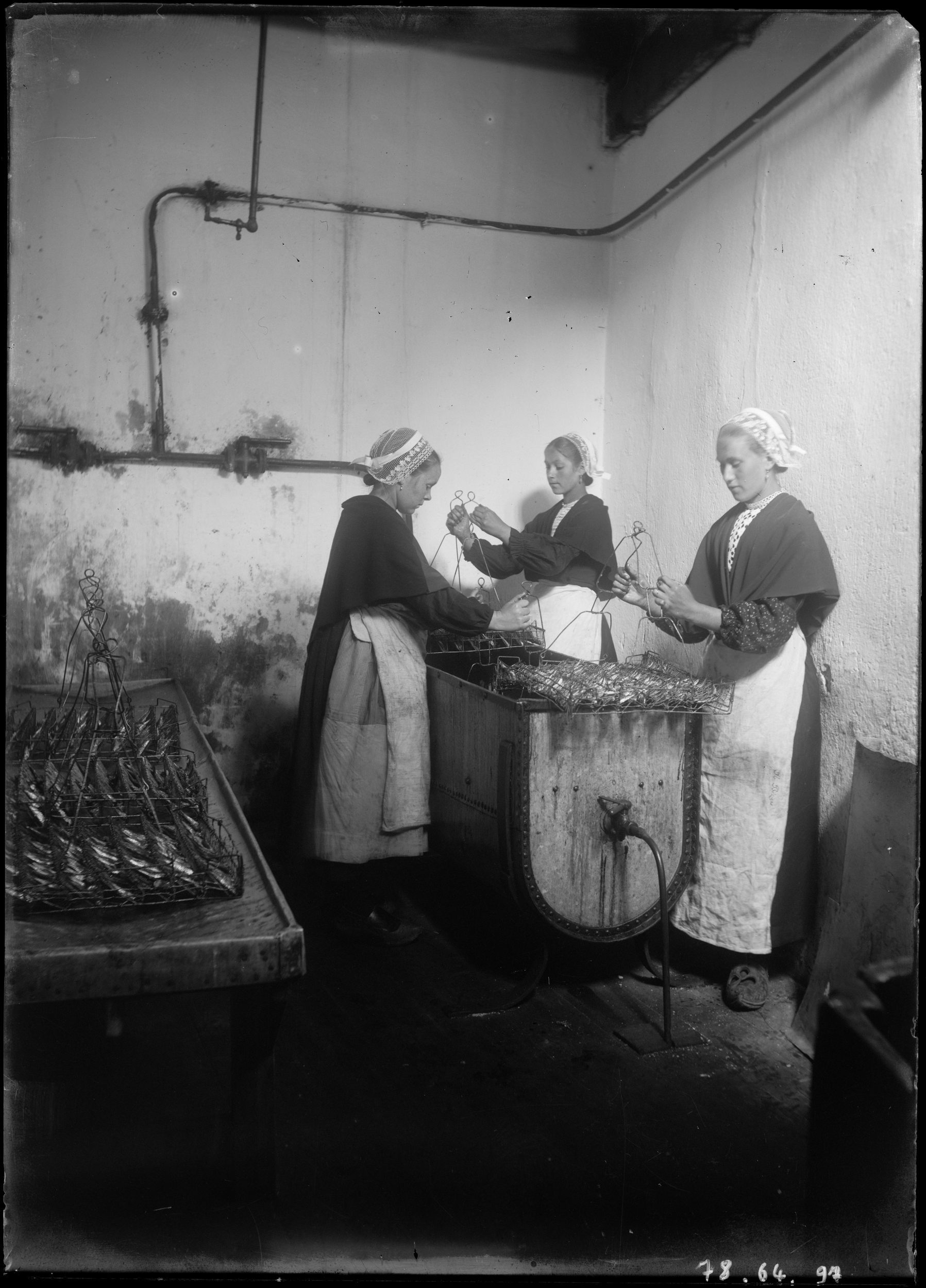
Trois femmes affairées à la friture des sardines dans une conserverie de Douarnenez, au début du XXe siècle
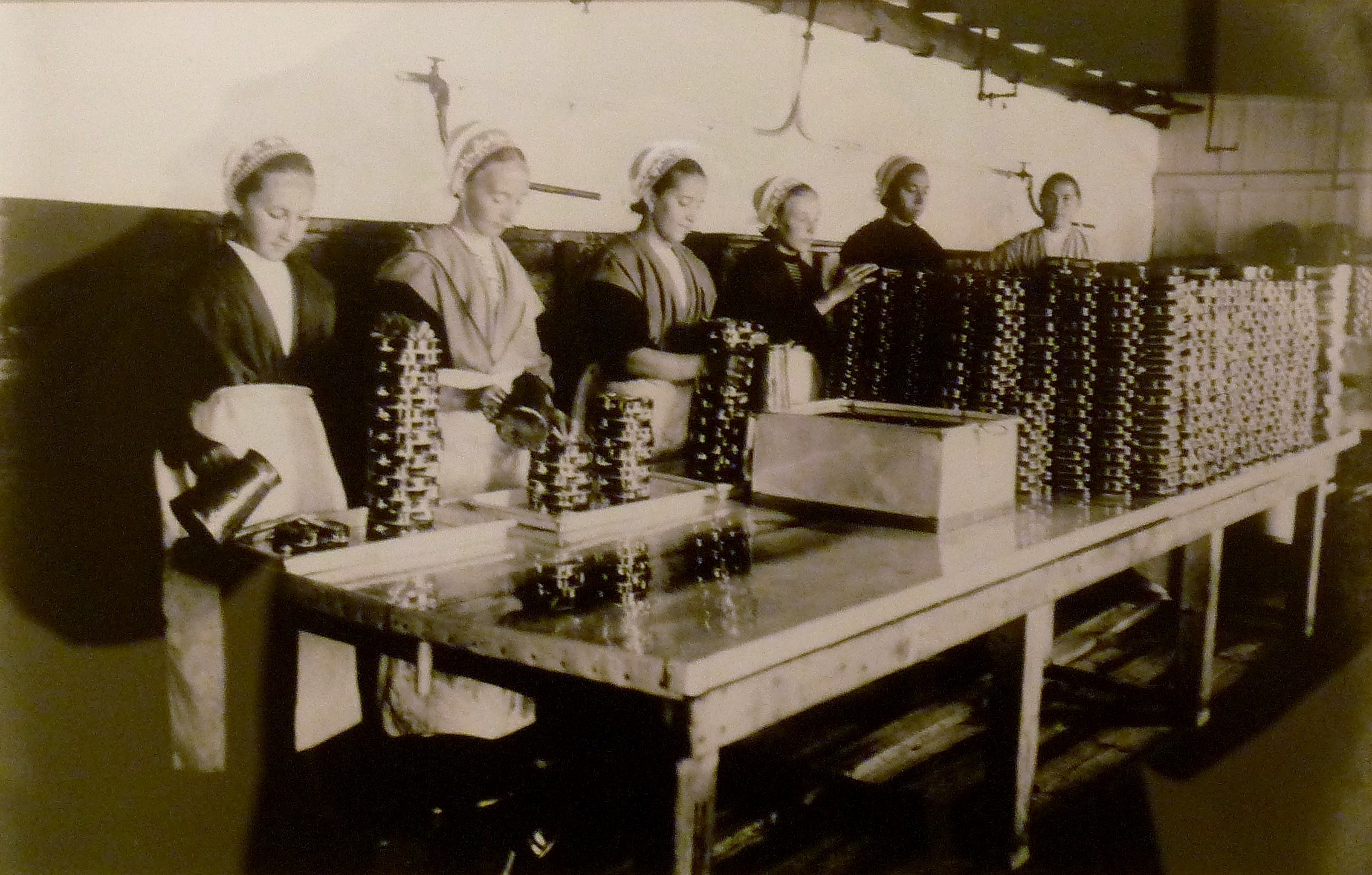
Ouvrières d'une conserverie de Douarnenez debout face à une table de travail où sont posées les boîtes dans lesquelles elles versent de l'huile, début du XXe siècle
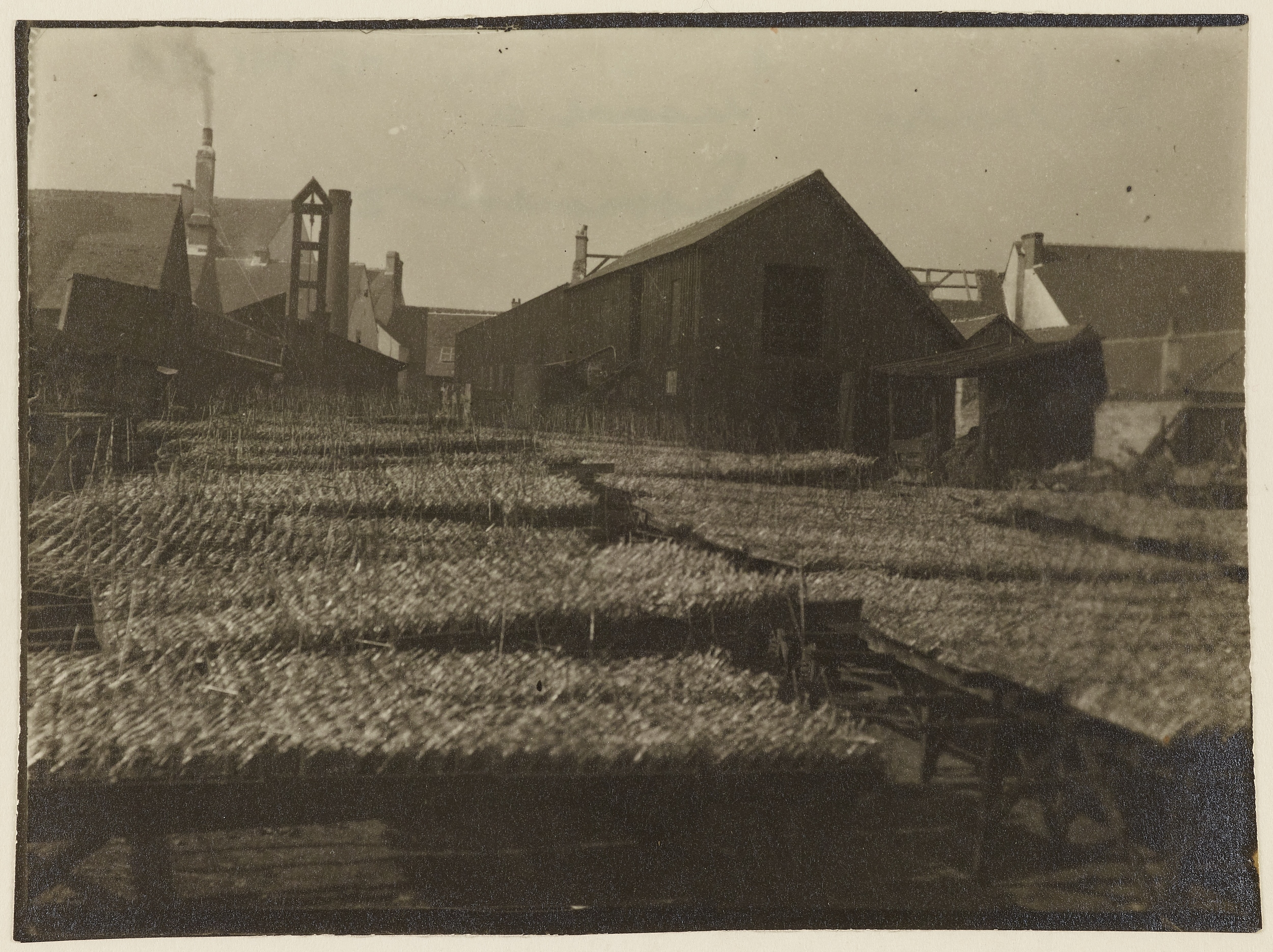
Séchage des sardines à Douarnenez au début du XXe siècle

De l'autre côté de la rivière, à Tréboul, peu de conserveries, mais un village de pêcheurs qui a conservé son charme pittoresque et une vue imprenable sur la baie. L'arrivée du chemin de fer à Quimper en 1863, puis à Tréboul en 1884, ouvre les portes de l'exotisme et des bains de mer à nombre d'artistes et aux premiers touristes fortunés, transformant les abords des plages de Tréboul en station balnéaire.
Les bacs franchissant la rivière de Pouldavid ne suffisant plus en raison de l'augmentation du trafic due à l'essor des activités économiques douarnenistes (de nombreuses personnes habitant Tréboul y travaillent) et le passage à gué étant risqué (des noyades surviennent, par exemple le 22 novembre 1883 le bac parti de la cale du Guet pour rejoindre Tréboul chavira et le naufrage provoqua la noyade de 17 femmes, employées dans une usine, et un homme), un pont métallique reliant Tréboul et Poullan-sur-Mer à Douarnenez en franchissant la rivière de Pouldavid est construit entre 1874 et 1878. « L'établissement de cet ouvrage est demandé depuis de longues années (...) par les populations intéressées, pour mettre en communication la commune de Poullan et notamment le petit port de Tréboul avec la ville de Douarnenez. Le principal motif est de permettre aux pêcheurs qui, suivant le temps et l'heure de la marée, vont souvent débarquer en très grand nombre à Tréboul, d'apporter sans aucun retard leur poisson aux usines de Douarnenez ».
Pendant le XIXe siècle, Douarnenez connaît une croissance démographique rapide (1 800 habitants en 1820, 4 193 habitants en 1851, 8 637 habitants en 1876), d'où la création d'une nouvelle paroisse en 1875 et la construction de l'église du Sacré-Cœur par Joseph Bigot.

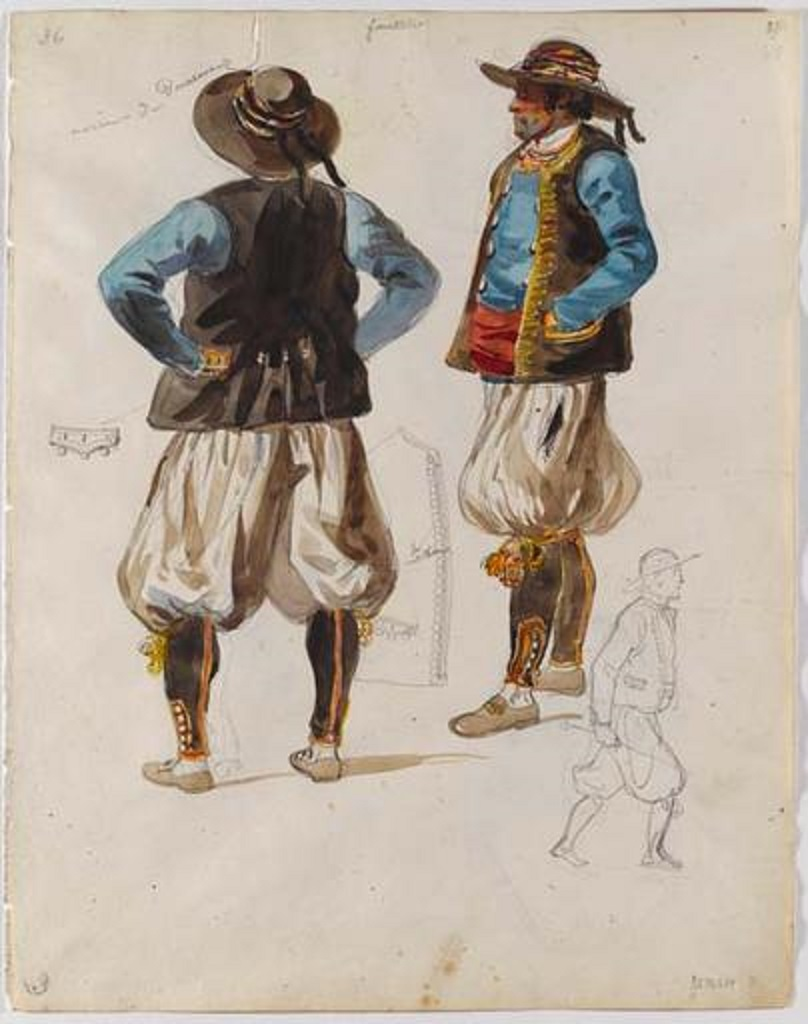
François Hippolyte Lalaisse : Homme de Douarnenez (1843, musée des civilisations de l'Europe et de la Méditerranée, Marseille).
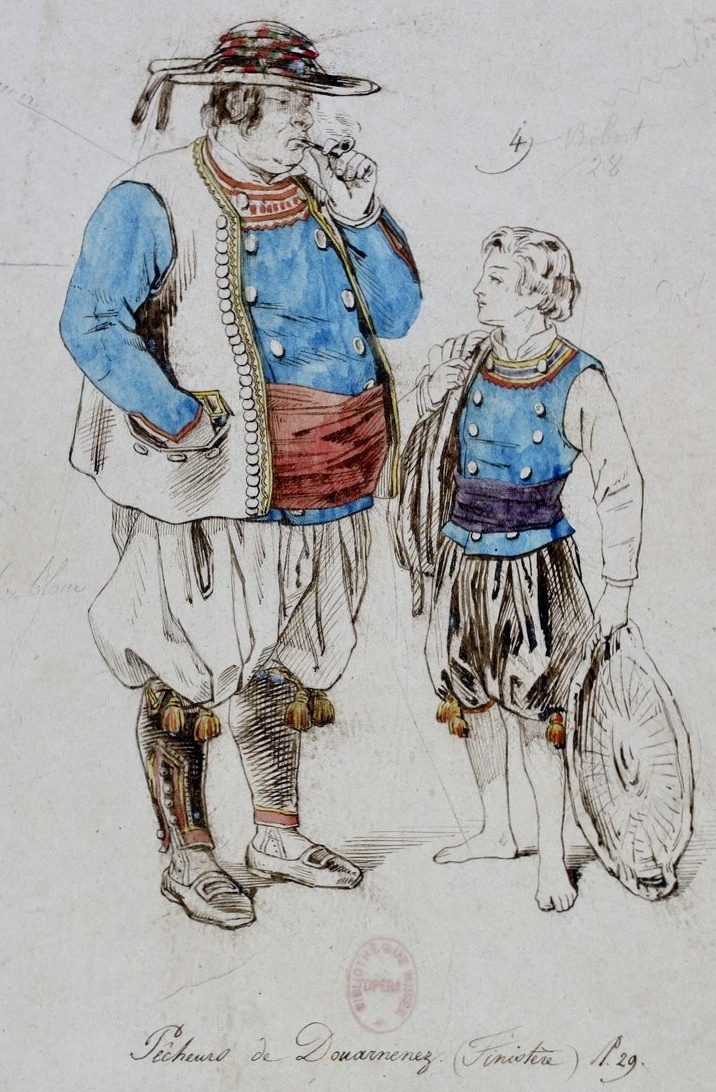
Pêcheurs de Douarnenez (dessin anonyme, 1849)
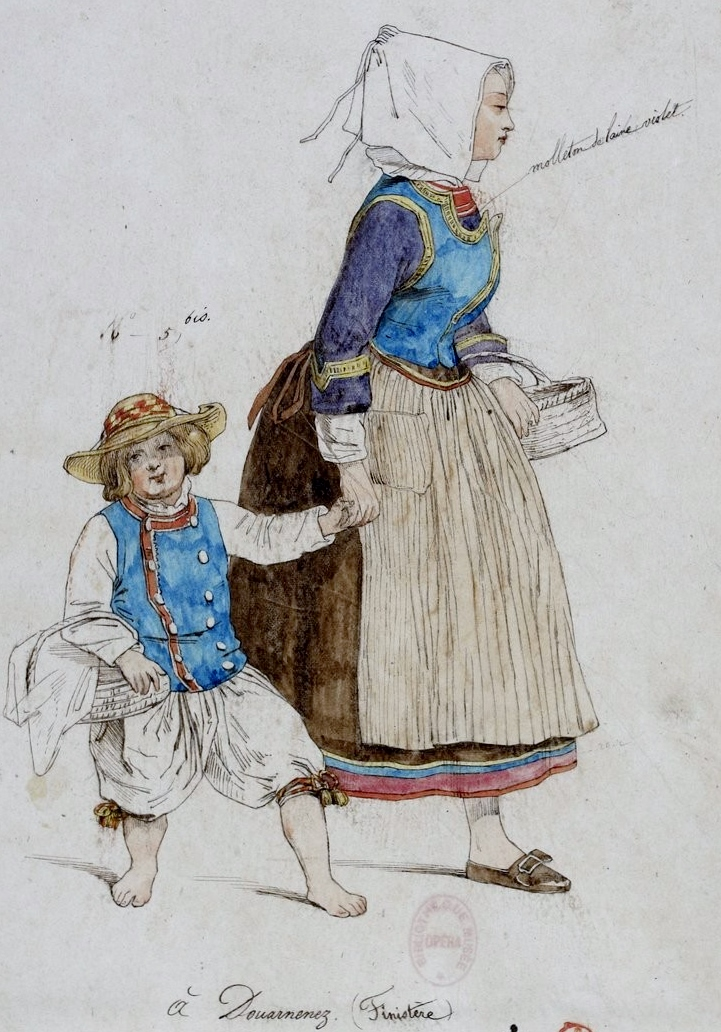
Femme et enfant de Douarnenez (dessin anonyme, 1849)
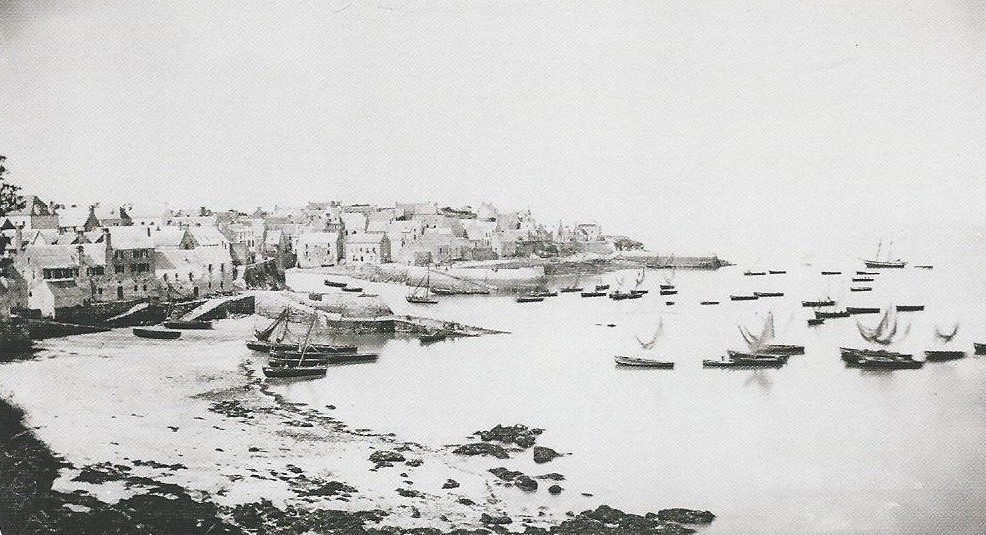
Douarnenez en 1857 (Charles Furne, vue stéréoscopique, Voyage en Bretagne, 1857).
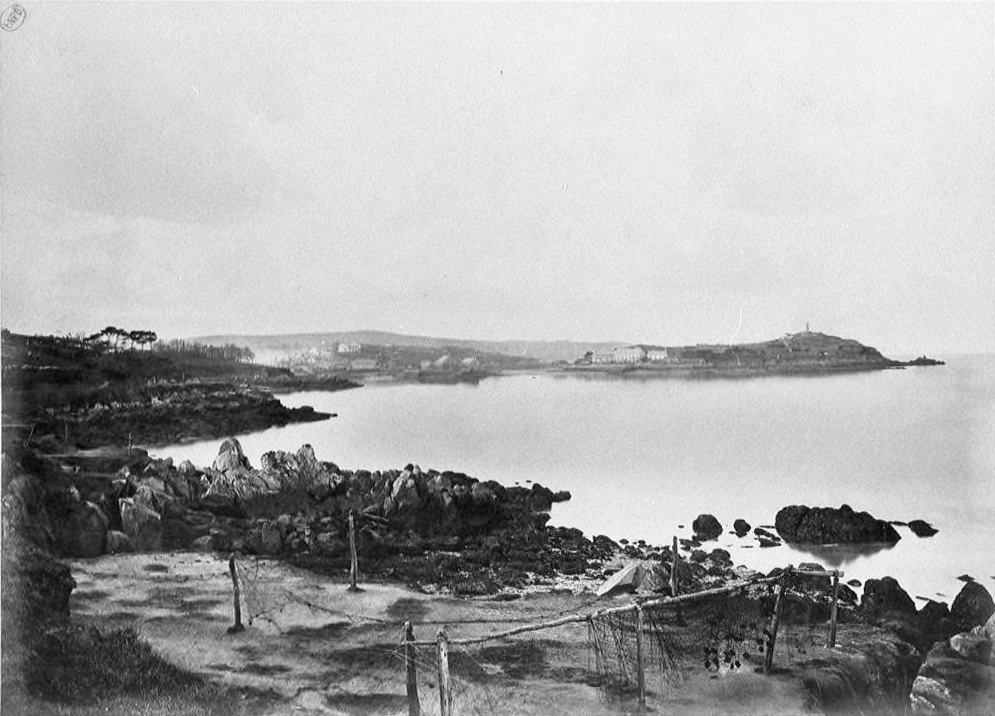
Douarnenez : le port en 1873 (photo de J. Duclos).
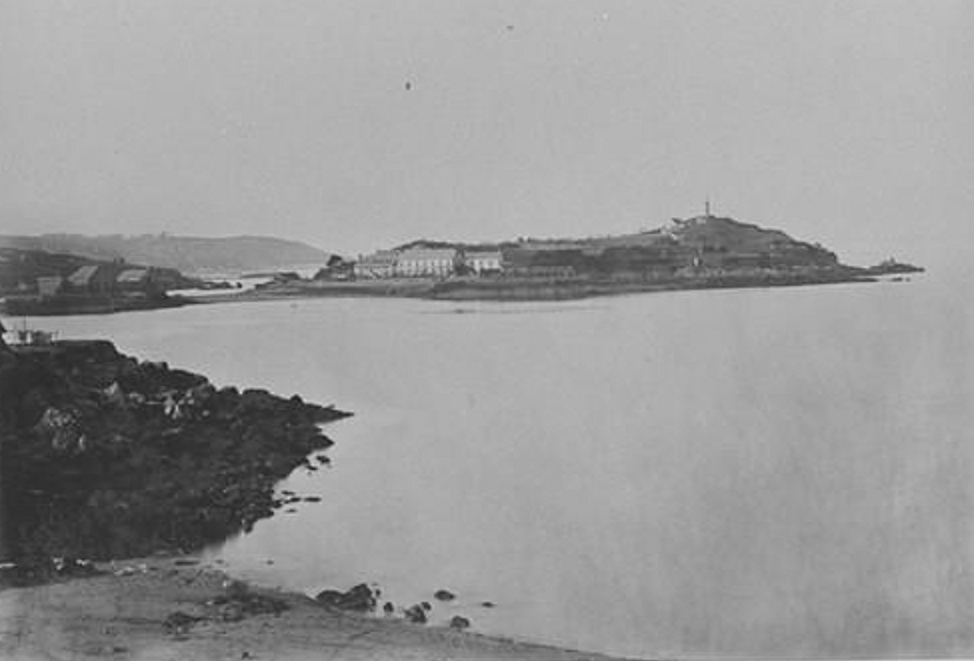
L'Île Tristan en baie de Douarnenez en 1873 (photo de J. Duclos).

André Theuriet décrit ainsi le retour des pêcheurs en 1881 :

« C'est l'heure du flux. Avec la mer montante, des barques qui ont passé la nuit à la pêche rentrent au port. Nous les voyons débusquer du Cap de la Chèvre, une à une, lentement, leur voile triangulaire d'un roux orange légèrement gonflée. Nous en comptons plus de cent cinquante ; bientôt elles s'éparpillent dans toute la largeur de la baie (...). Un vol de goélands les précède vers Douarnenez, comme pour annoncer aux femmes et aux enfants le retour des pêcheurs. »

En 1889, Benjamin Girard écrit que la pêche, principalement à la sardine, emploie environ 800 bateaux montés par plus de 3 500 marins. Il ajoute : « On y trouve aussi un grand nombre d'usines et d'ateliers pour la fabrication des conserves alimentaires et il s'y fait un commerce considérable de poissons frais, salés et pressés ».
En 1900, Douarnenez est alors le premier port français de pêche côtière.

##### Le quartier maritime de Douarnenez
La création du quartier maritime de Douarnenez date de 1863. Il est devenu depuis 2010 le quartier d'immatriculation DZ.

##### Jacques Le Du et la station de sauvetage de Douarnenez

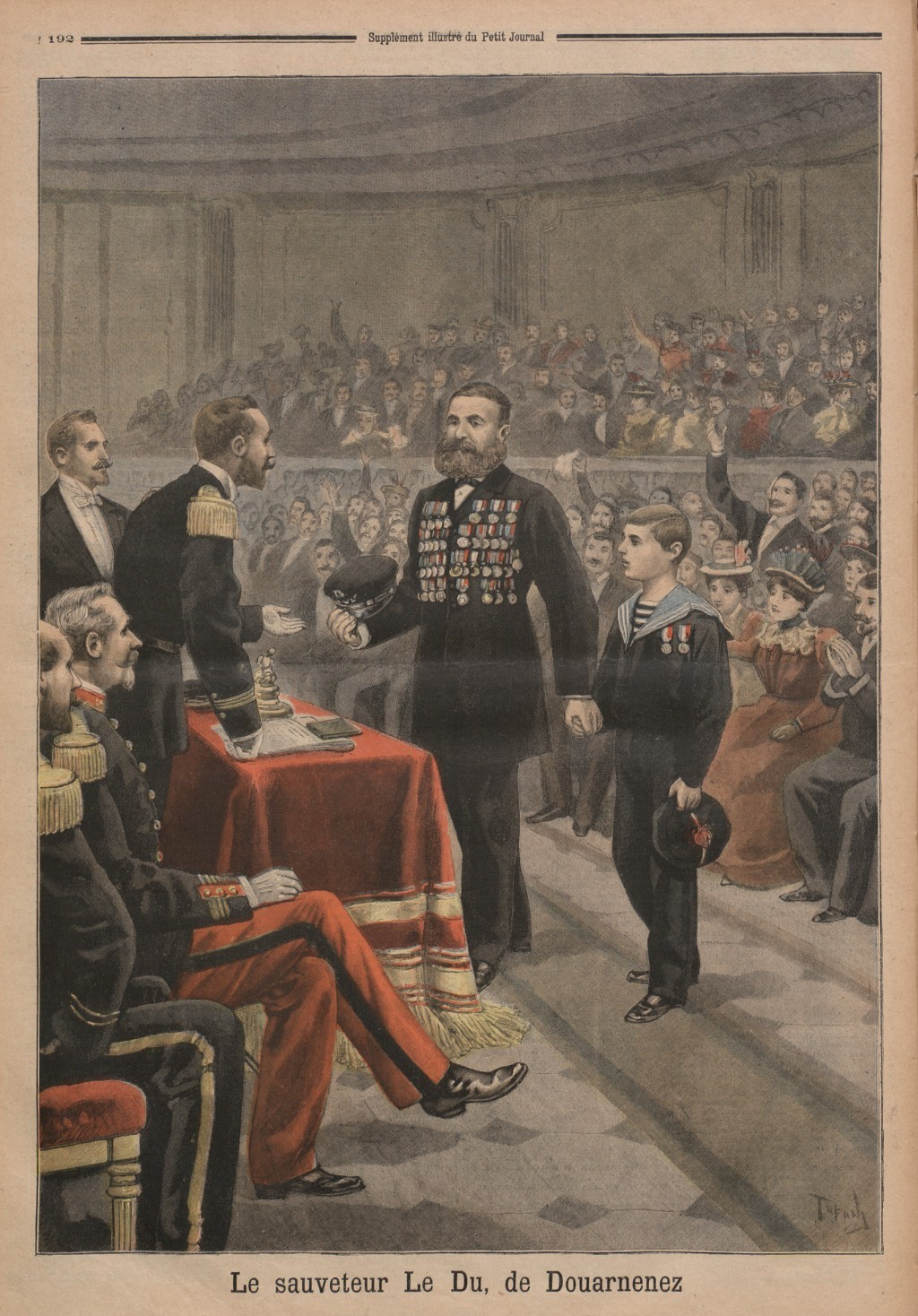
Gravure d'Osvaldo Tofani pour le Supplément illustré du Petit Journal du 13 06 1897, représentant la décoration de Jacques le Du lors de la cérémonie annuelle de la Société centrale de sauvetage des naufragés.

Jacques Le Du est patron du premier canot de sauvetage de Douarnenez, la « Maréchale de Mac Mahon », du nom de la femme du président de la république de l'époque, Élisabeth de Mac Mahon. Le bateau, d'une longueur de 9,78 m et doté de 10 avirons, est construit aux chantiers Augustin Normand sur un budget de 500 F alloués en 1868. Le Du sauve en tout 208 personnes entre novembre 1875 (date de la mise en eau du navire) et 1904, et devient célèbre pour son héroïsme lors des tempêtes d'octobre 1891. Il est décoré à maintes reprises, notamment du Prix Montyon en 1896, et monte à Paris la même année pour être récompensé lors de la cérémonie annuelle de la Société centrale de sauvetage des naufragés, en même temps que son fils qui, âgé de 13 ans, sauve deux personnes de la noyade,. Frédéric Caille juge notamment que l'événement, couvert par le Supplément illustré du Petit Journal du 13 juin 1897, « permet d'orchestrer, en une scénographie unique, l'importance de la Société centrale de sauvetage des naufragés, la filiation et la relève courageuse, et la spontanéité de l'admiration et du désir d'exemplarité du peuple de France ». Il meurt en 1912 et est enterré au cimetière de Ploaré. Une impasse porte son nom à Douarnenez.

##### La plage des Dames
La "plage des Dames", appelée anciennement "grève du Pironic", située au pied des HLM du boulevard Richepin, fut un temps la plage des notables de la ville, principalement des femmes de la haute société (d'où son nom) , un arrêté municipal datant de 1871 interdisant de s'y baigner « sans un costume de bain complet », financièrement hors de portée des classes populaires. Mais à partir de l'ouverture de la gare à Tréboul en 1884, les notables et les industriels préférèrent les plages tréboulistes.

##### L'aménagement du Port-Rhu
L'aménagement du Port-Rhu, le port de cabotage de Douarnenez, se fait dans la seconde moitié du XIXe siècle. Benjamin Girard décrit ainsi le port de commerce de Douarnenez, dénommé Port-Rhu et situé dans la rivière de Pouldavid : il indique qu'en 1885 ce port a reçu 222 bateaux venant de l'étranger (important surtout du charbon, du bois du Nord et de la rogue), provenant principalement des Îles Lofoten et 186 venant d'autres ports français.

#### Le village des Plomarc'h

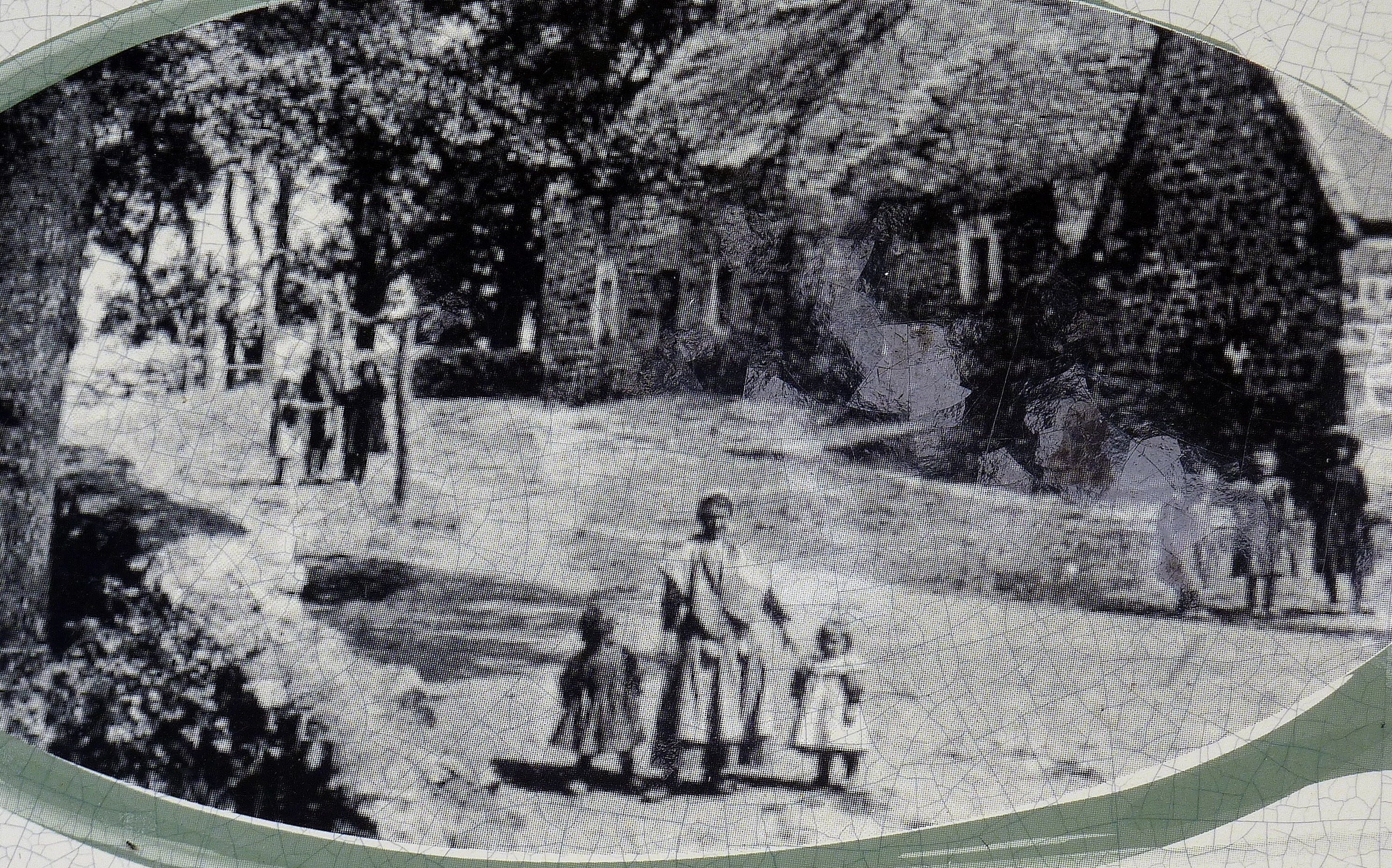
Photographie ancienne (vers 1900 ?) de l'ancien village des Plomarc'h

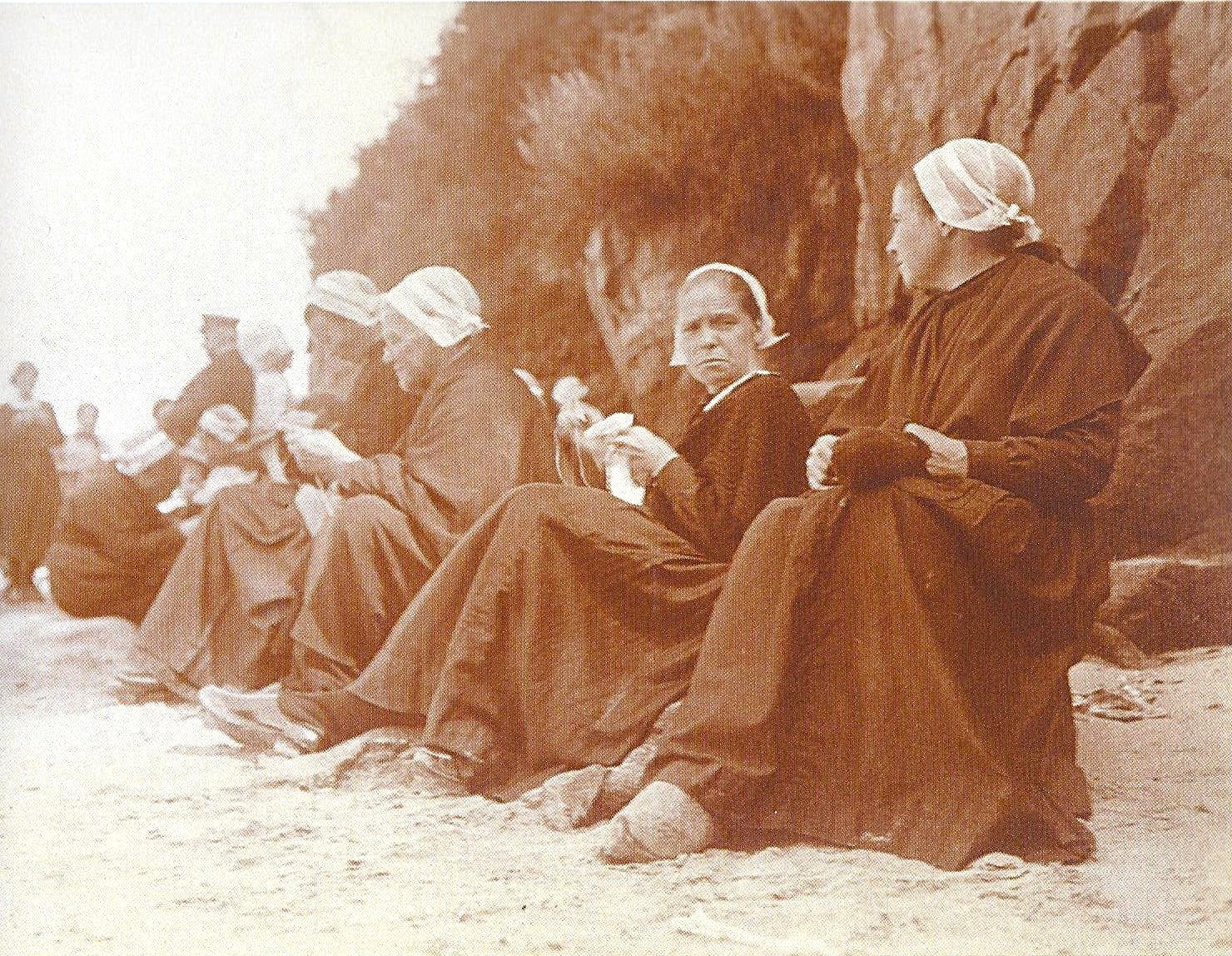
Robert Demachy : Dentellières sur la plage des Plomarc'h (Douarnenez, vers 1910).

Le "village des pêcheurs" des Plomarc'h daterait du début du XIXe siècle. En 1820, le village comprenait 23 maisons et trois mazières, qui comprenaient toutes un petit courtil ; on y dénombre alors trois tonneliers, un maçon, un scieur de long, un tailleur, des marins au service du Roi, des cultivateurs qui certes, tous, devaient aussi pratiquer la pêche à la belle saison. Les femmes étaient ménagères, ramendeuses, faiseuses de filets. Les maisons, aux murs de pierres de granite revêtus d'un badigeon de chaux (les maisons étaient chaulées chaque année aux environs de la Saint-Michel), ont un sol en terre battue et étaient couvertes initialement de chaume de seigle avant de l'être ensuite d'ardoises. Toutes les maisons tournaient le dos à la mer, afin de se protéger du vent du nord. Les ouvertures étaient petites et il faisait donc sombre à l'intérieur.
Le village des Plomarc'h, avec ses penty [maisonnettes bretonnes] et sa vue imprenable sur la baie, les chaloupes du port, les plages du Ris et des Sables Blancs, a attiré de nombreux peintres tout au long de la seconde moitié du XIXe siècle et XXe siècle ; Jules Breton, Emmanuel Lansyer, Eugène Boudin, Maxime Maufra, Paul Sérusier, Charles Cottet, Paul Signac, Henri Matisse et de nombreux peintres scandinaves ; plus tard, dans le courant du XXe siècle, Mathurin Méheut, Pierre de Belay, Maurice Le Scouëzec, Émile Simon, Louis-Marie Désiré-Lucas. Des poètes et écrivains ont aussi été attirés ici, comme José Maria de Heredia, Jean Richepin, Jules Breton, Max Jacob. André Theuriet a écrit : « On accompagnait en bandes les peintres qui allaient travailler au Riz [Ris], à Tréboul ou sous les vertes hêtraies de Ploaré ».

#### Les épidémies
La ville est sale, si l'on en croit une délibération du conseil municipal datant de 1832 : « Cette ville (...) est croisée de trente petites venelles et culs de sac, dans lesquels les voitures ne peuvent pénétrer pour en extraire les fumiers et les ordures de toutes natures ». En 1835, il n'y a pas encore de réseau d'eau potable dans la ville : seuls deux puits et deux fontaines donnent une eau fade et saumâtre ; il faut aller à Ploaré pour trouver de l'eau potable en abondance.
Les épidémies y sont fréquentes : en 1849, le choléra provoque 256 morts à Douarnenez et 507 si l'on ajoute ceux de Tréboul, Ploaré et Pouldavid. Cette épidémie de 1849-1850, venue d'Audierne, fit, entre le 29 septembre 1849 et le 5 décembre 1849 256 victimes à Douarnenez et de nombreuses également dans les localités avoisinantes : 146 victimes à Poullan (qui incluait alors Tréboul), 60 à Ploaré, 50 à Pouldergat (qui incluait alors Pouldavid), 31 à Plonévez-Porzay. Une autre épidémie de choléra fait 80 morts dans la seule ville de Douarnenez entre décembre 1885 et mars 1886. En mars 1888, une épidémie de petite vérole sévit à Douarnenez, faisant de nombreuses victimes ; on compte 844 décès parmi les 11 000 habitants de la ville à l'époque. Entre le 30 août 1893 et le 1er mai 1894, le canton de Douarnenez enregistra 172 cas de choléra (dont 99 décès), dont 88 cas (48 décès) pour la seule ville de Douarnenez. En juin 1895, un projet d'alimentation en eau potable est voté par le conseil municipal.
Une épidémie de diphtérie sévit à Douarnenez entre le 29 novembre 1897 et le 6 juin 1898. Elle fit 59 malades et provoqua 17 décès.

#### La construction des nouvelles halles

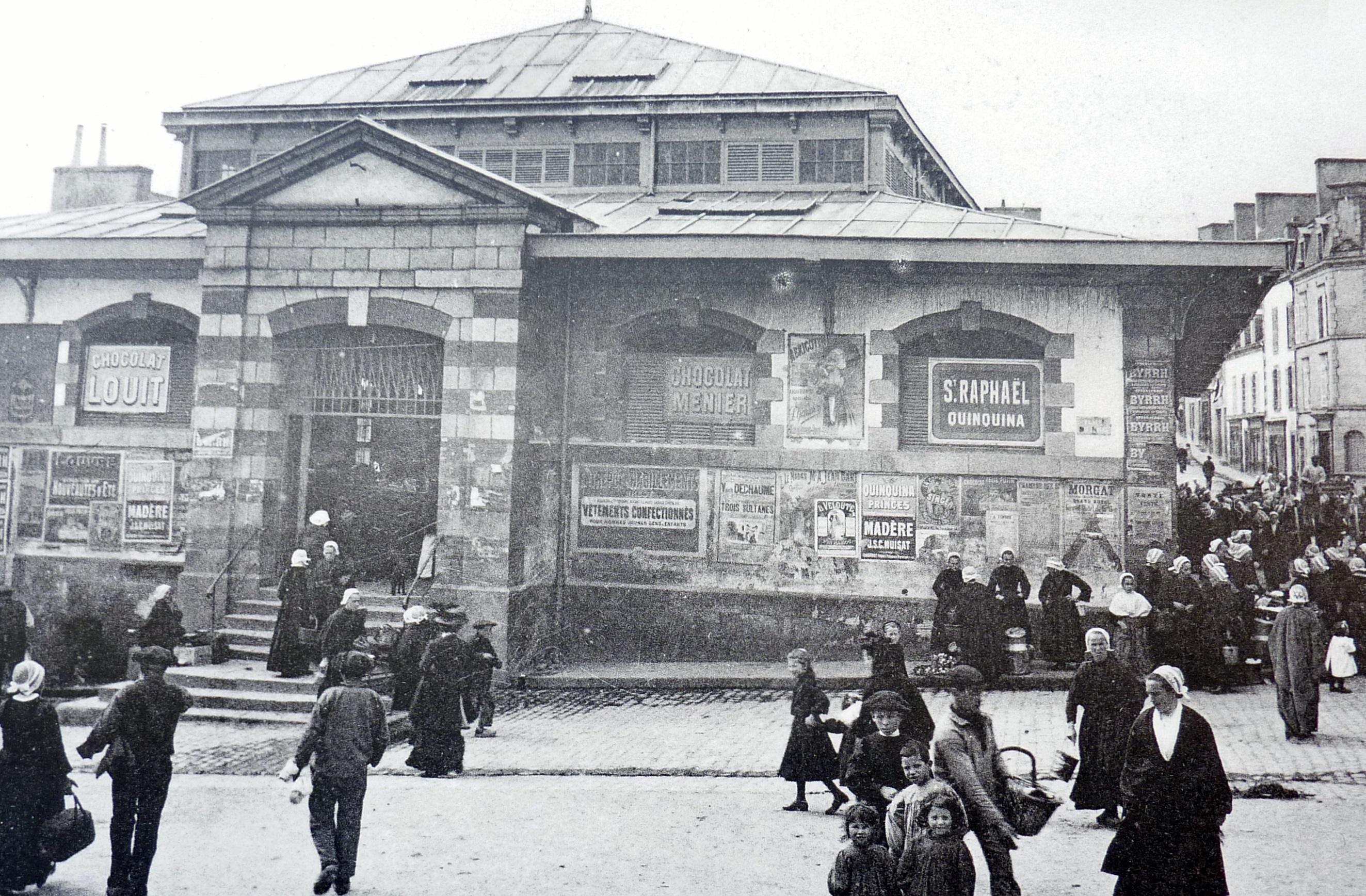
Les halles de Douarnenez vers 1908

De nouvelles halles furent construites à Douarnenez en 1871 à l'emplacement d'un bâtiment précédent devenu trop exigu ; construites de plain-pied, elles furent surélevées d'un étage au début de la décennie 1930 pour y installer la Salle des fêtes qui ouvrit en 1934 ; elle fut décorée par six peintres qui y peignirent des fresques.

### LeXXesiècle

#### LaBelle Époque

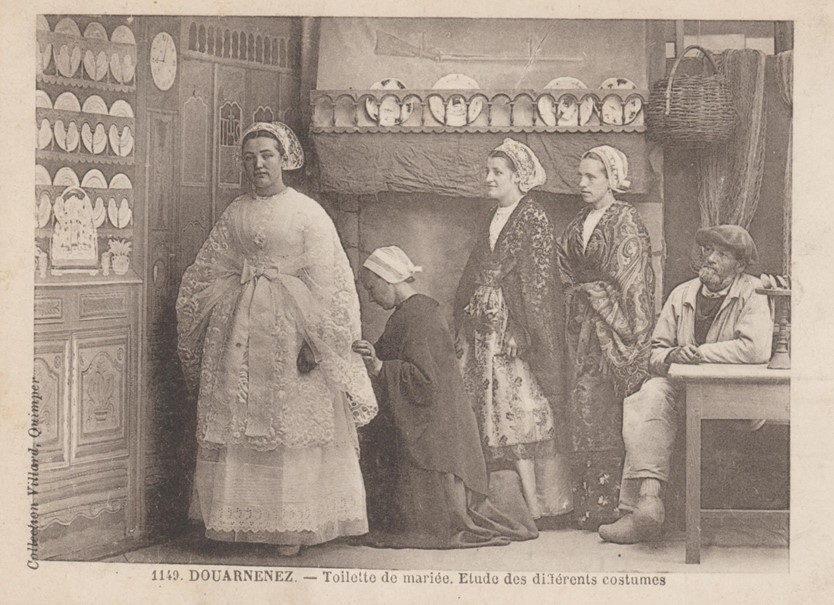
Photographie ancienne d'une robe de mariée et de costumes traditionnels de Douarnenez

En 1900, Douarnenez est le port sardinier le plus important de la côte cornouaillaise. La ville comptait 22 000 habitants (dans les limites de l'actuel "grand Douarnenez") ; 26 conserveries y employaient près de 3 000 personnes, des femmes principalement, et 5 600 marins pêcheurs ; installés pour la plupart le long du Port Rhu, 8 chantiers navals construisirent cette année-là 176 chaloupes.

« Au début du XXe siècle, une ville comme Douarnenez compte autant de buvettes que de bateaux dans le port... ce qui en dit long sur les bordées et les débordements que connaît la ville lors des grands retours de campagne [de pêche]. Ces maisons sont un peu la "deuxième" maison du marin. Certes il y consomme du vin rouge, le gwin ruz, ou de l'eau-de-vie, plus rarement du cidre, mais il y retrouve aussi ses amis, joue aux cartes ou aux dominos, procède au partage de l'argent gagné par la vente des poissons. »

La Mission organisée en 1901 à Douarnenez dura un mois, avec le concours de 74 prêtres.
La villa d'Emmanuel Delécluse, avocat, industriel et maire de Douarnenez, est construite en 1906 par l'architecte Charles Chaussepied.

##### La création de la Place de l'Enfer
La place de l'Enfer est aménagée en 1901, avec la création d'un lavoir, à l'emplacement d'une anse marécageuse (un marais se dit gwern en breton ; par déformation progressive, le nom se serait transformé en Ivern, puis en Ifer, francisé en "Enfer").

##### Les tensions politico-religieuses
Le samedi 16 août 1902, avant de faire de même à Ploaré, les forces de l'ordre vinrent, en vertu de la loi sur les congrégations du 1er janvier 1901, expulser de force les 17 religieuses de la congrégation des Filles du Saint-Esprit qui enseignaient dans l'école privée catholique de Douarnenez où elles assuraient la scolarisation de 1 015 enfants:

« Les habitants avaient barricadé solidement toutes les issues conduisant à l'école des Sœurs : d'énormes pierres avaient été placées sur la route. Quand arrive le bataillon du 118e, la 20e brigade de gendarmerie, le commissaire spécial Thomazi, les deux commissaires qui l'accompagnaient et le serrurier, la foule leur barre les rues en criant : « À bas Combes !Vive l'armée ! ». Le commissaire fait les sommations, mais la foule rompt le cordon des troupes. Les gendarmes à pied essaient de faire une brèche dans la muraille vivante. Une terrible bousculade se produit. De nombreuses arrestations sont opérées, un prêtre est arrêté et gardé à vue. M. Thomazi lui offre la liberté s'il consent à rester neutre. « Jamais, répond l'abbé, tant qu'il s'agira de crier "Vive la liberté !", je serai là ». Les gendarmes à pied s'avancent. Une lutte corps à corps s'engage. Il en faut trois ou quatre pour chaque homme. (...) Pendant une hure, c'est une résistance acharnée (...). De nouveaux contingents viennent renforcer les soldats fatigués par une nuit d'insomnie et parviennent, après trois-quarts d'heure d'une résistance superbe, à dégager la porte de l'école dont les femmes se font arracher une à une. M. Le Maire proteste, au nom des pères de famille, contre la violence qui leur est imposée, au nom de ses administrés, au nom des 1 100 enfants que l'on veut jeter sur la rue. (...) Le commissaire s'avance, demande qu'on laisse entrer. Les défenseurs de l'école, montés sur le mur répondent : « Vive la liberté ! À bas les proscripteurs ! », et la foule, une masse de 5 à 6 000 personnes, appuie en criant : « Vivent les Sœurs ! À bas Combes ! À bas Le Bail ! ». Le crocheteur avance, protégé par un quadruple cordon de soldats et de gendarmes. À coup de hache, de levier, il s'attaque à la porte qui résiste; il s'en prend au mur. Pendant deux heures, il s'acharne sous les huées et son travail n'avance guère. Des baquets d'eau lui tombent (...). Épuisé, il renonce à la besogne. Les sapeurs avancent. À coup de hache et de pioche, ils démolissent la porte et le mur ; une grande heure leur est nécessaire pour pratiquer un passage aux commissaires. (...) Enfin, à 10 heures ½, les Sœurs sortent aux bras des dames et des femmes de marins qui les gardent depuis trois semaines. »

En 1902, le commandant Barthélemy-Emmanuel Le Roy Ladurie, grand-père de l'historien Emmanuel Le Roy Ladurie, fut destitué de son grade pour avoir refusé de fermer les écoles tenues par des congrégations catholiques à Douarnenez.

##### La crise sardinière

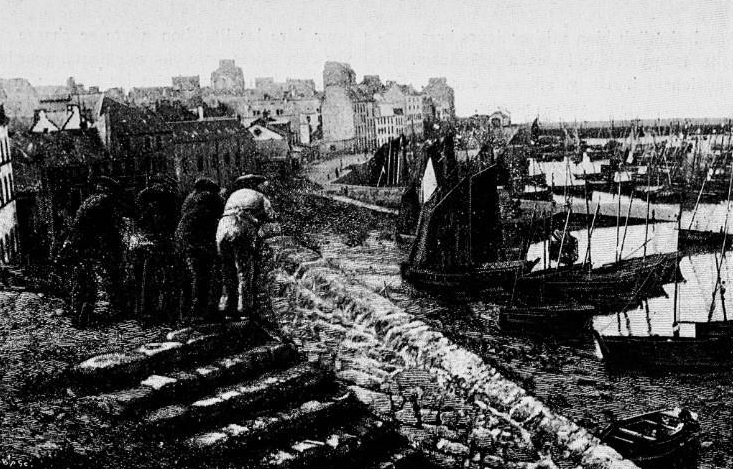
Le port de Douarnenez en 1902

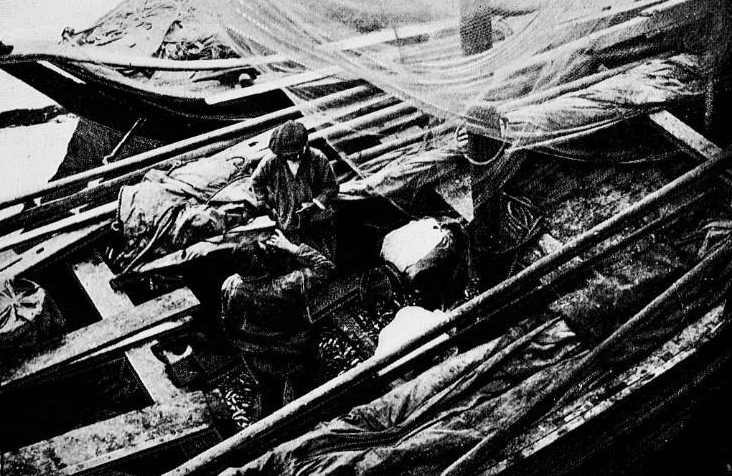
Le comptage des sardines et la "goutte de marée" (1902)

Yan de La Noët a longuement décrit dans un article publié en 1902 les techniques de pêche de la sardine et les conditions de vie difficiles des pêcheurs à une époque où l'alcoolisme sévissait :

« Les pêcheurs de Douarnenez et Concarneau habitent presque tous dans de grandes et nauséabondes casernes ouvrières (...). L'odeur de ces chambres, habitées souvent par quatre à six personnes, n'a pas d'équivalent. L'âcre saveur du poisson avancé domine. (...) L'alcoolisme dégrade les sardiniers ; eaux-de-vie de grains, tafias monstrueux, "gwin-ardent", gouttes incendiaires (...). L'ingurgitation de ces mixtures nocives a donné aux hommes un teint qui tourne au garance, et à l'aubergine mûre quand ils sont vieux. (...) Un directeur d'usine qui emploie beaucoup de femmes sait que quelques-unes s'enivrent et que l'argent gagné par les jeunes filles sera pris par leurs pères et par leurs frères pour boire »

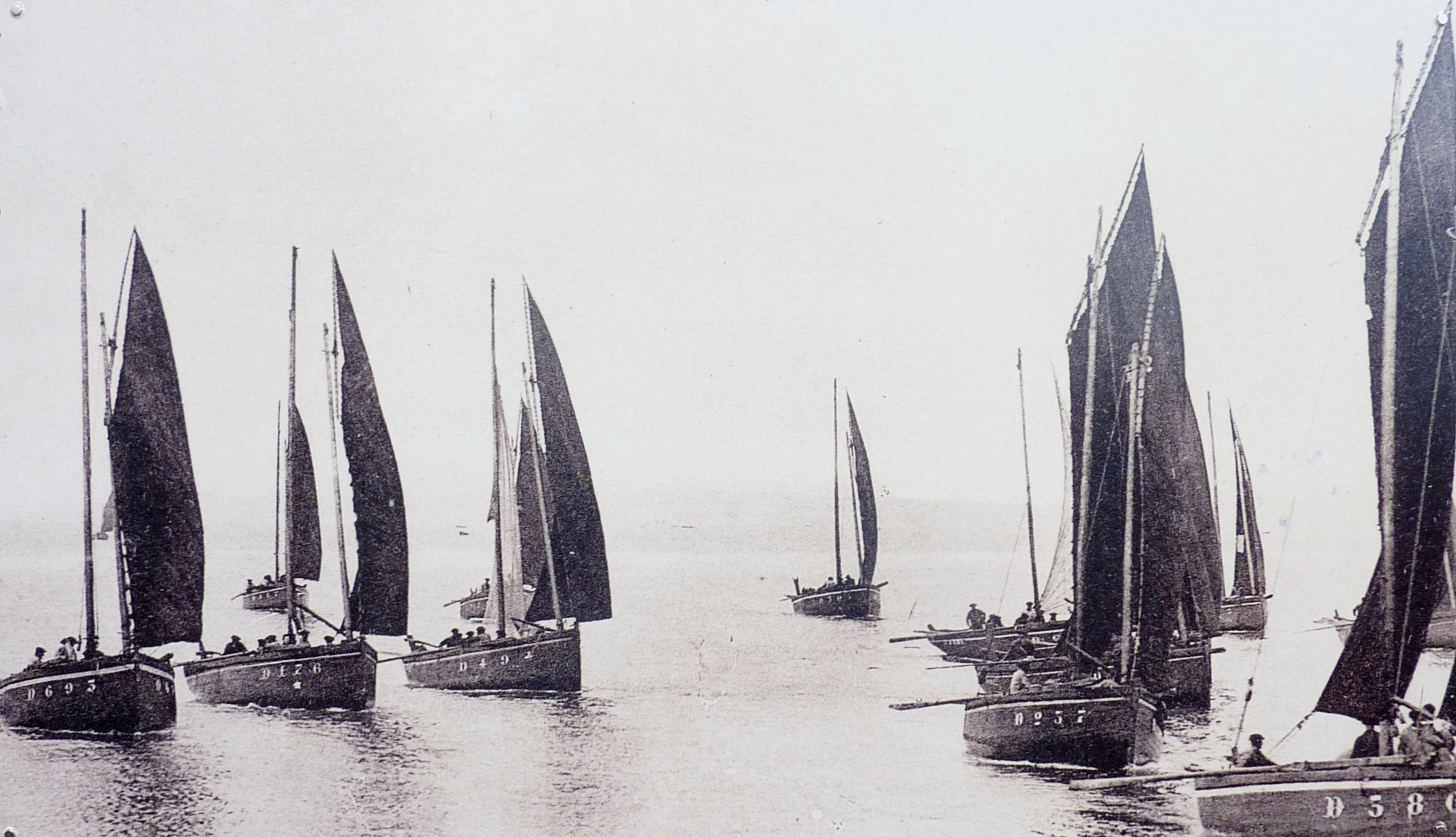
Chaloupes sardinières rentrant au port de Douarnenez (vers 1907)
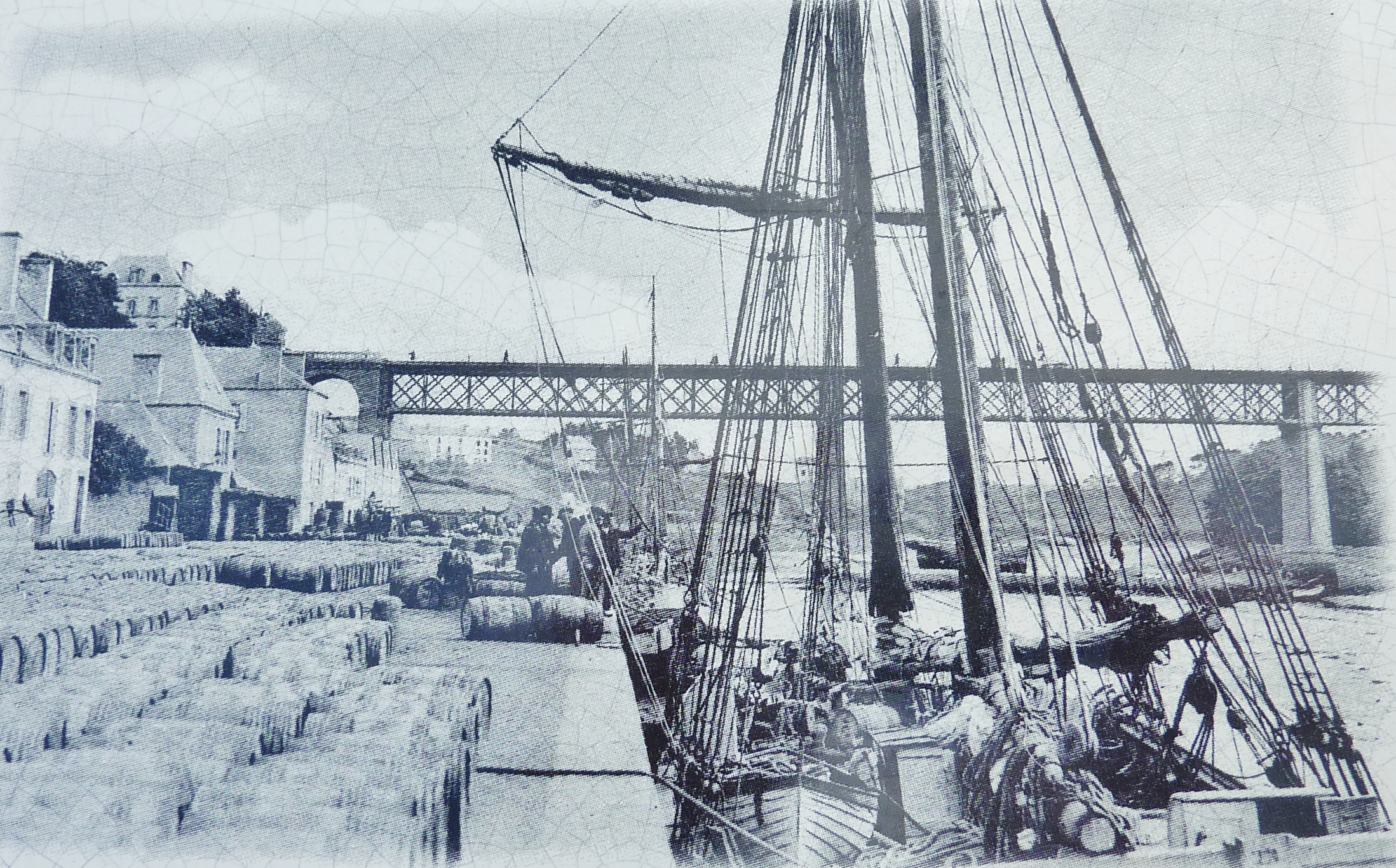
Des milliers de barils de rogue venus de Norvège (début XXe siècle)
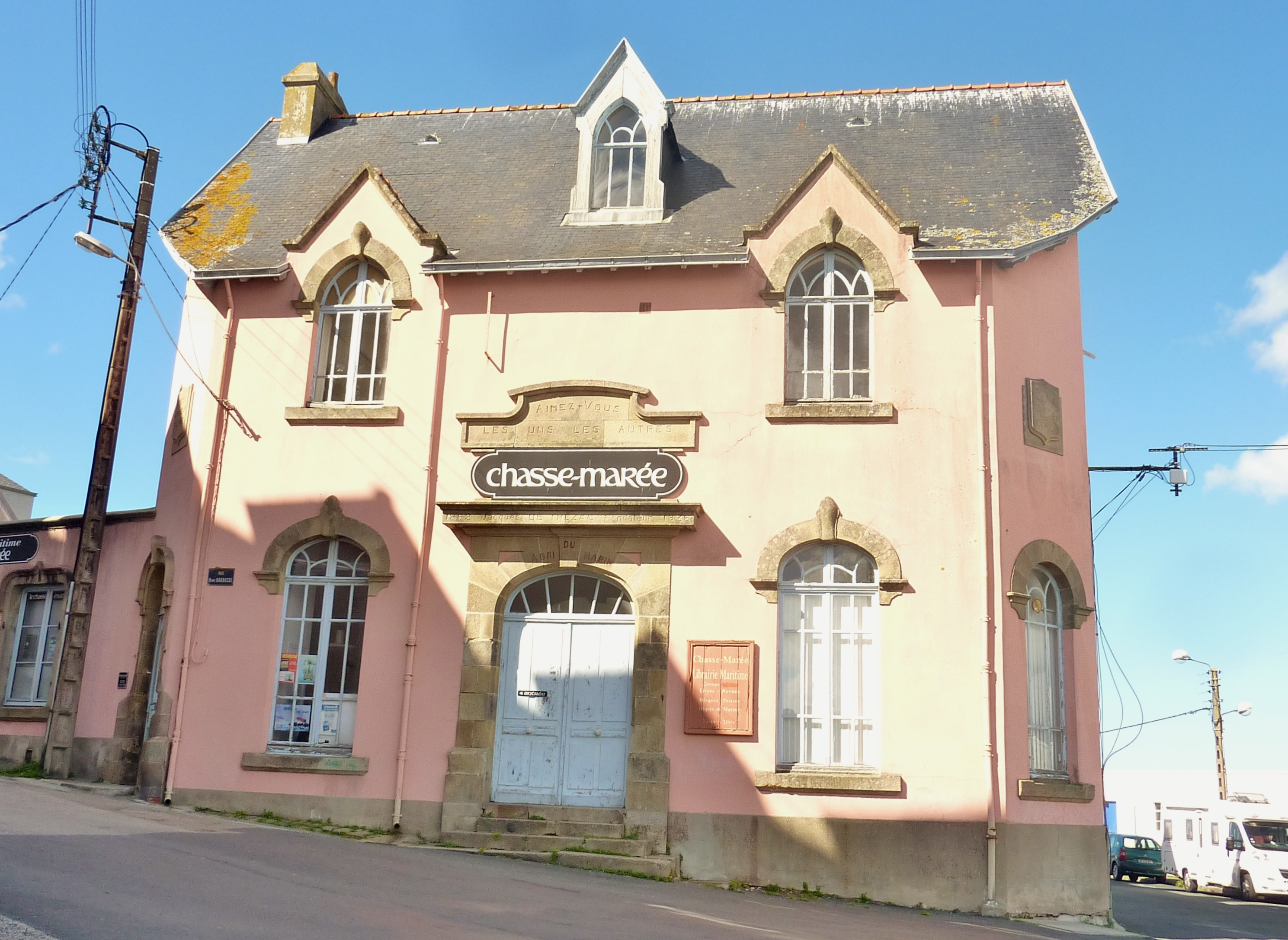
L'Abri du marin construit par Jacques de Thézac et qui fut le siège de la revue "Chasse-Marée" (façade sud-est)
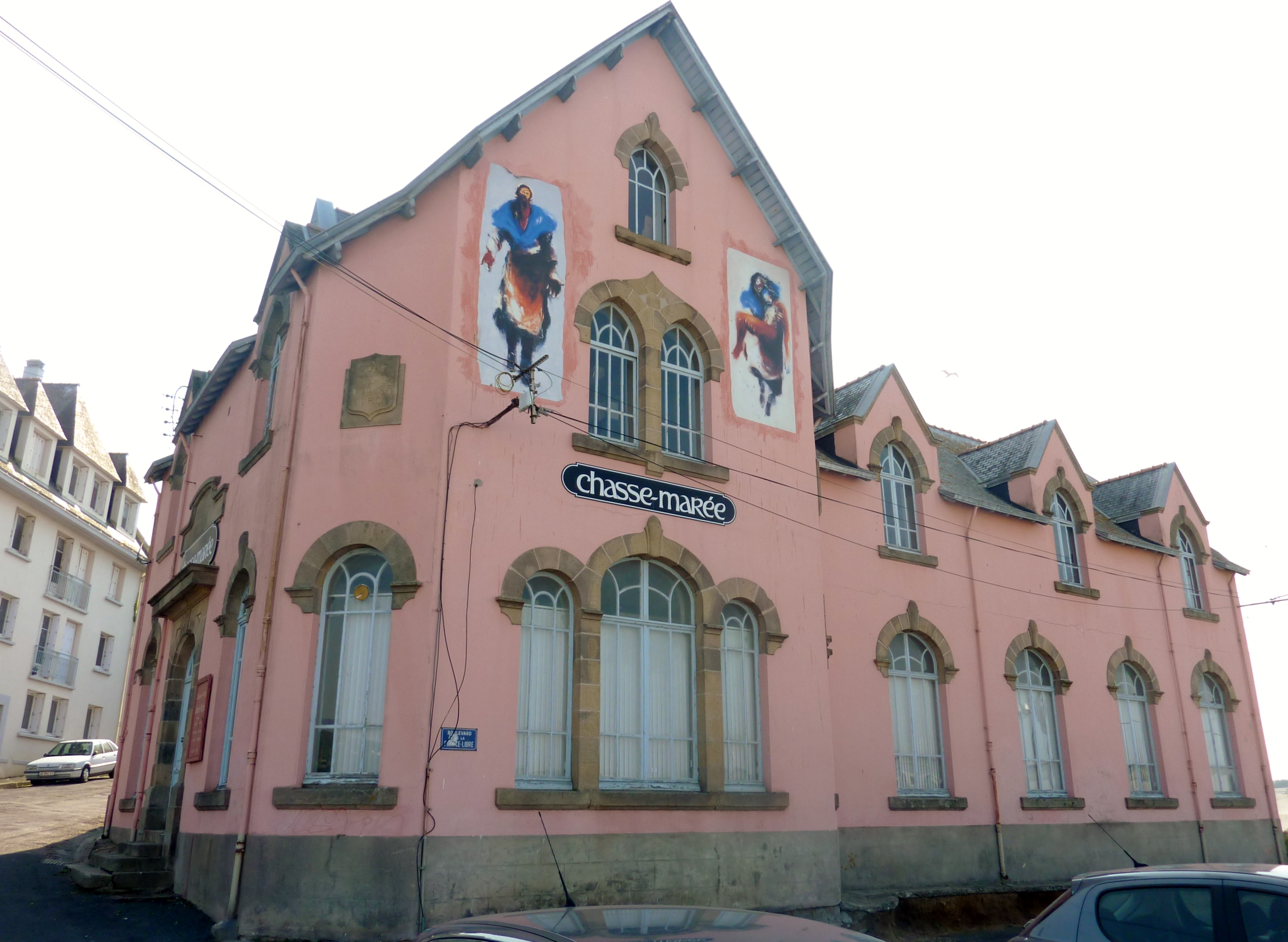
L'Abri du marin construit par Jacques de Thézac et qui fut le siège de la revue "Chasse-Marée" (façade donnant sur le quai)
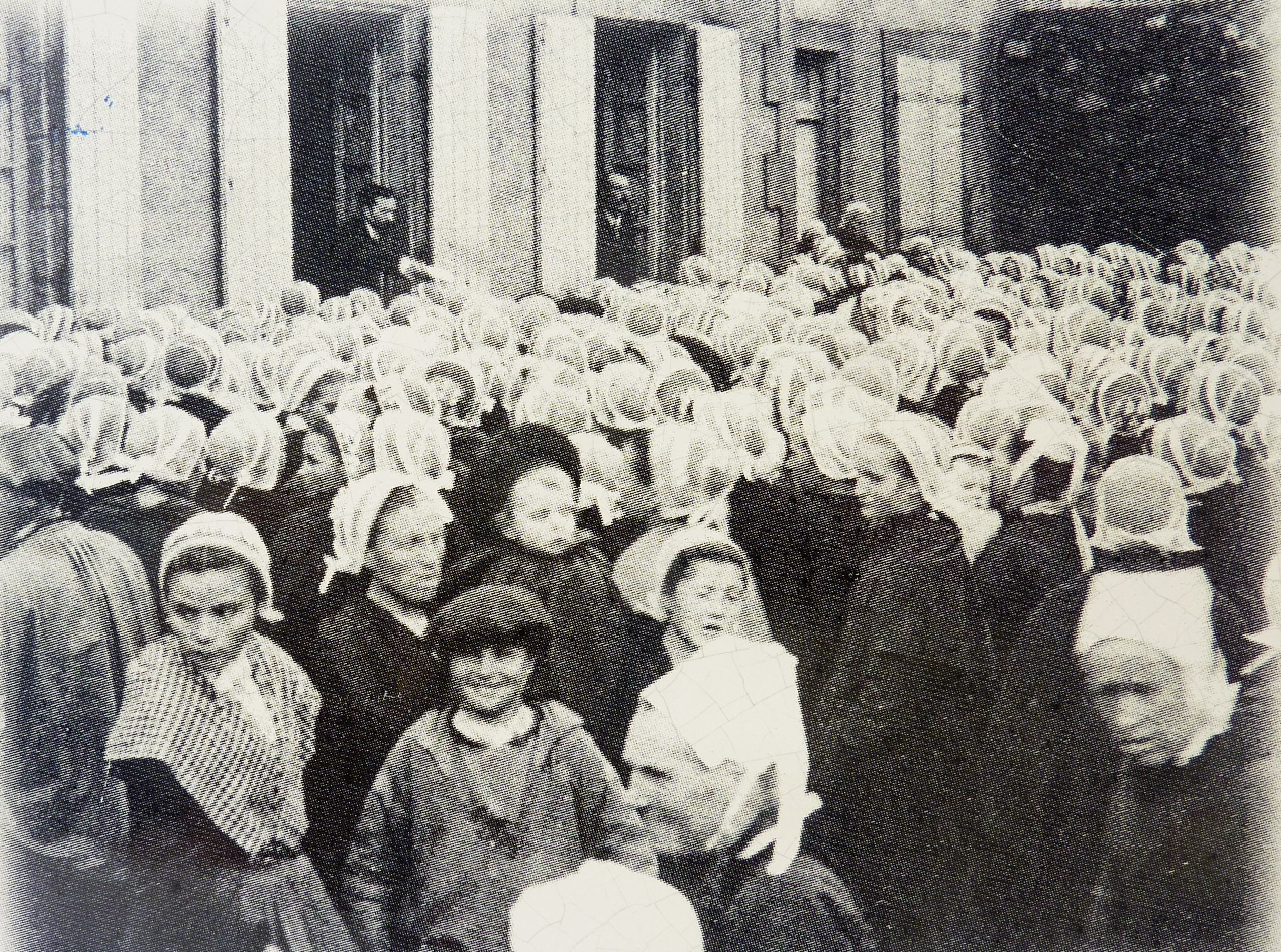
Distribution de vivres à la mairie en 1903 lors de la crise sardinière
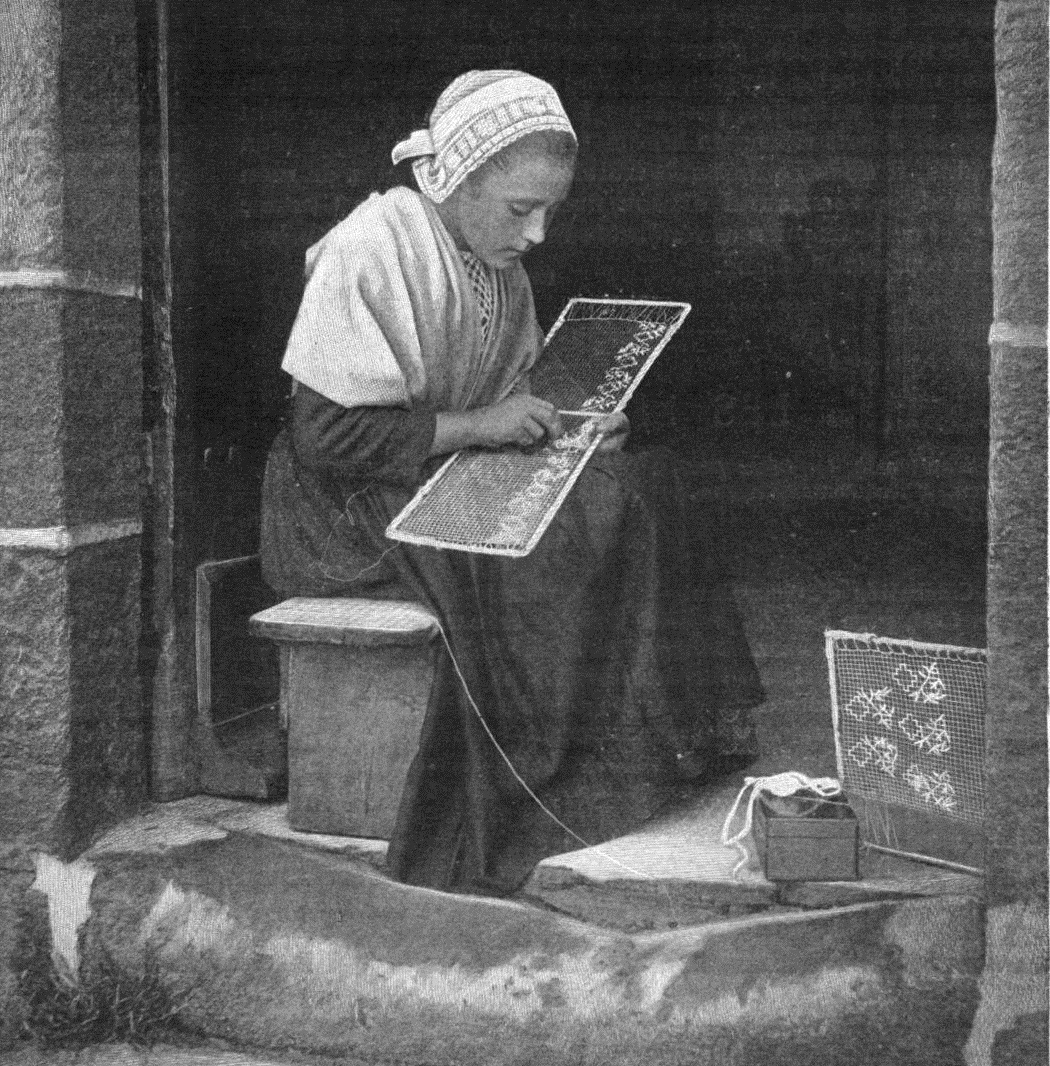
Une brodeuse vers 1905
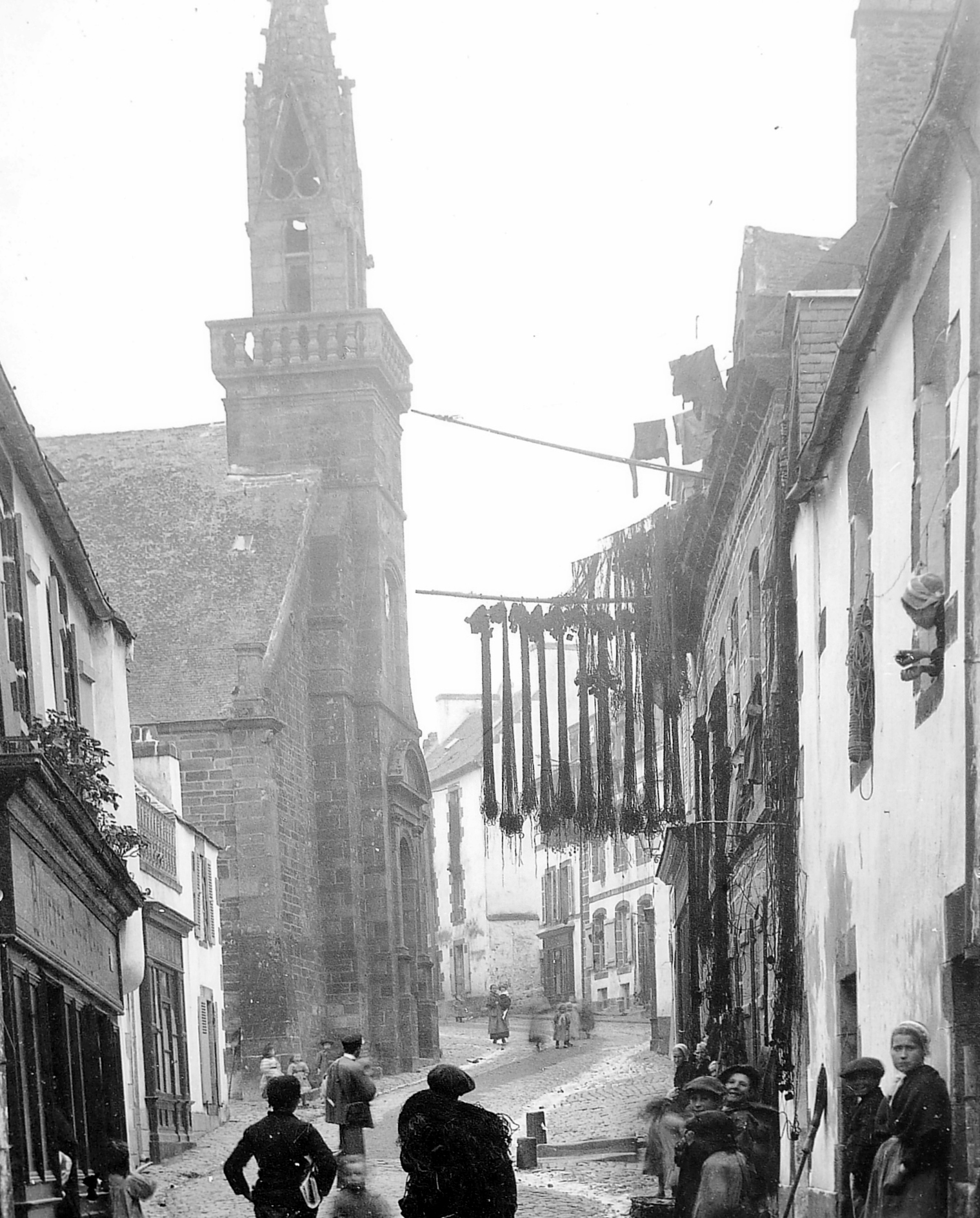
La rue Sainte-Hélène vers 1905 et des filets de pêche séchant sur un balcon
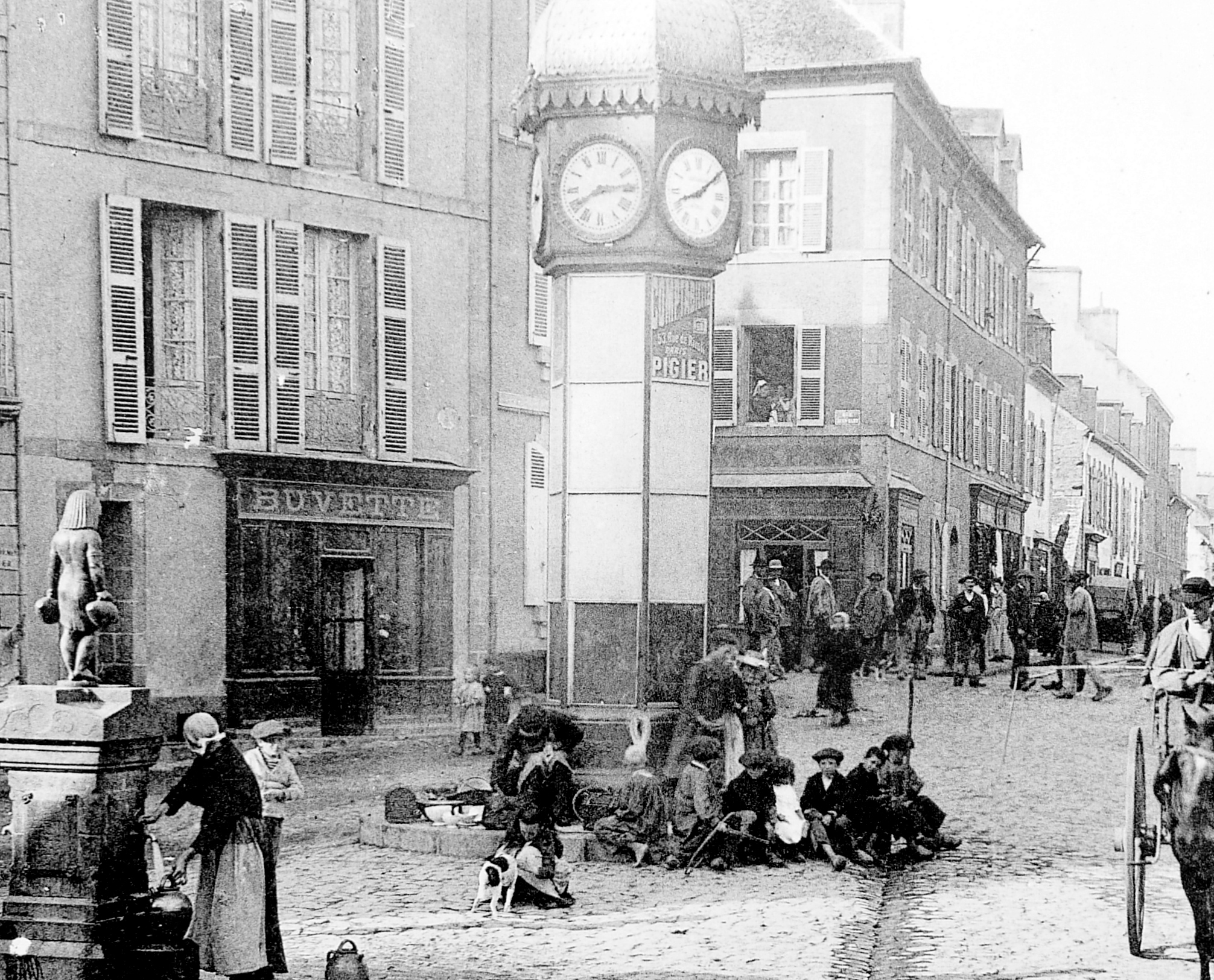
La place de la Croix vers 1905 ; à gauche la fontaine publique du Bolomig
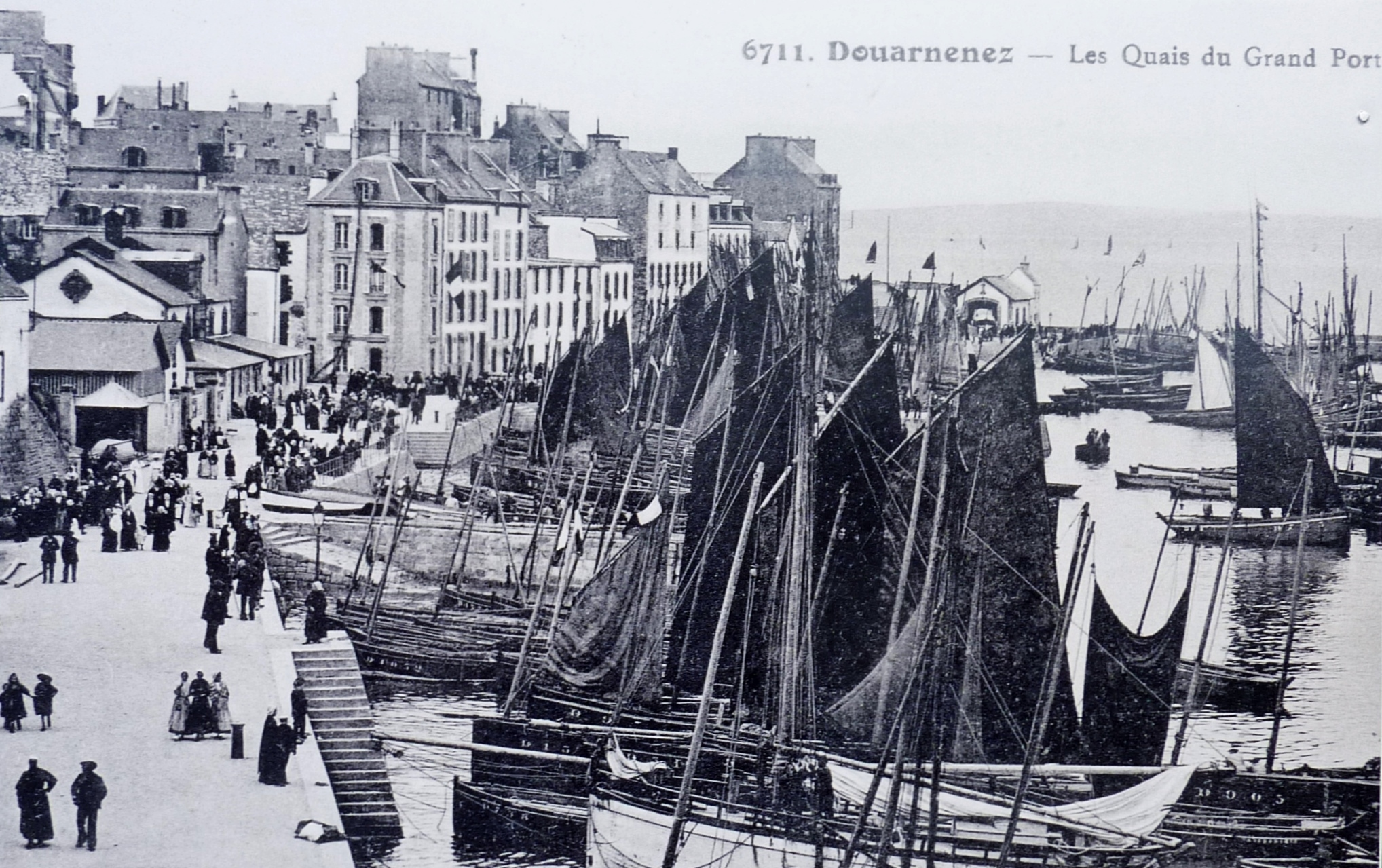
Le quai du Grand Port vers 1915
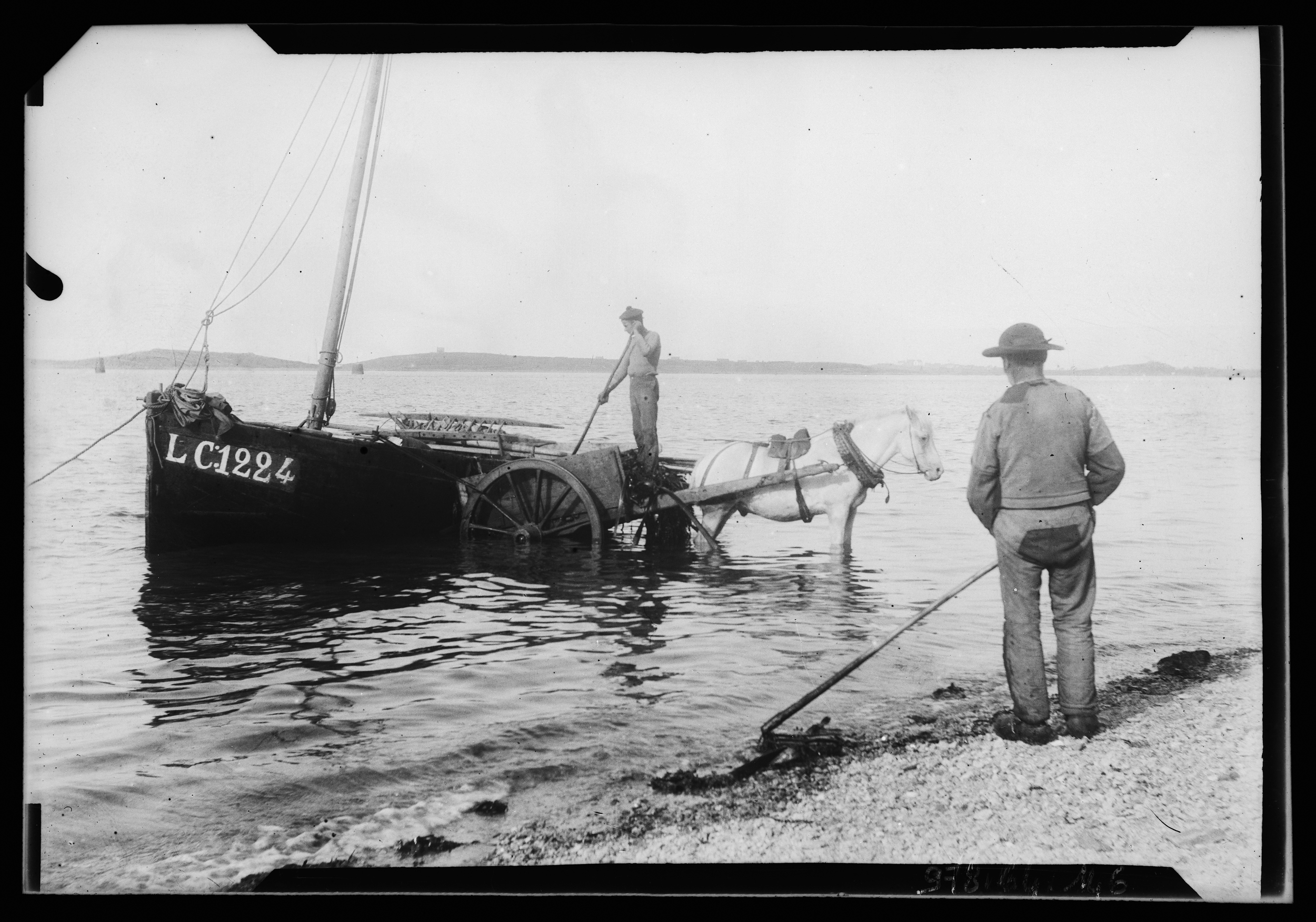
Pêcheurs de goémon dans la baie de Douarnenez, photographiés par Paul Gruyer en 1900-1902
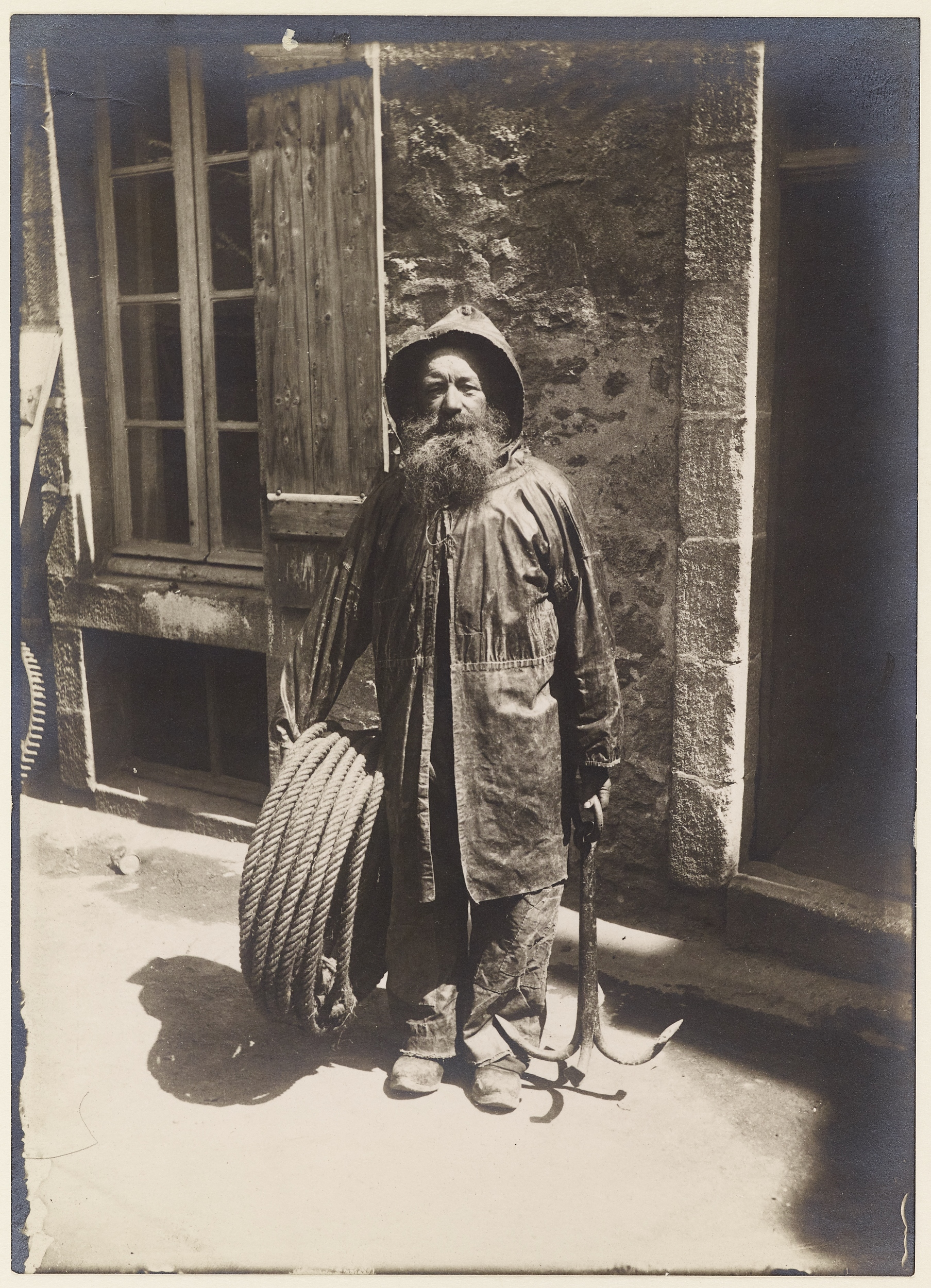
Un vieux pêcheur de Douarnenez, photographié par Paul Gruyer vers 1900
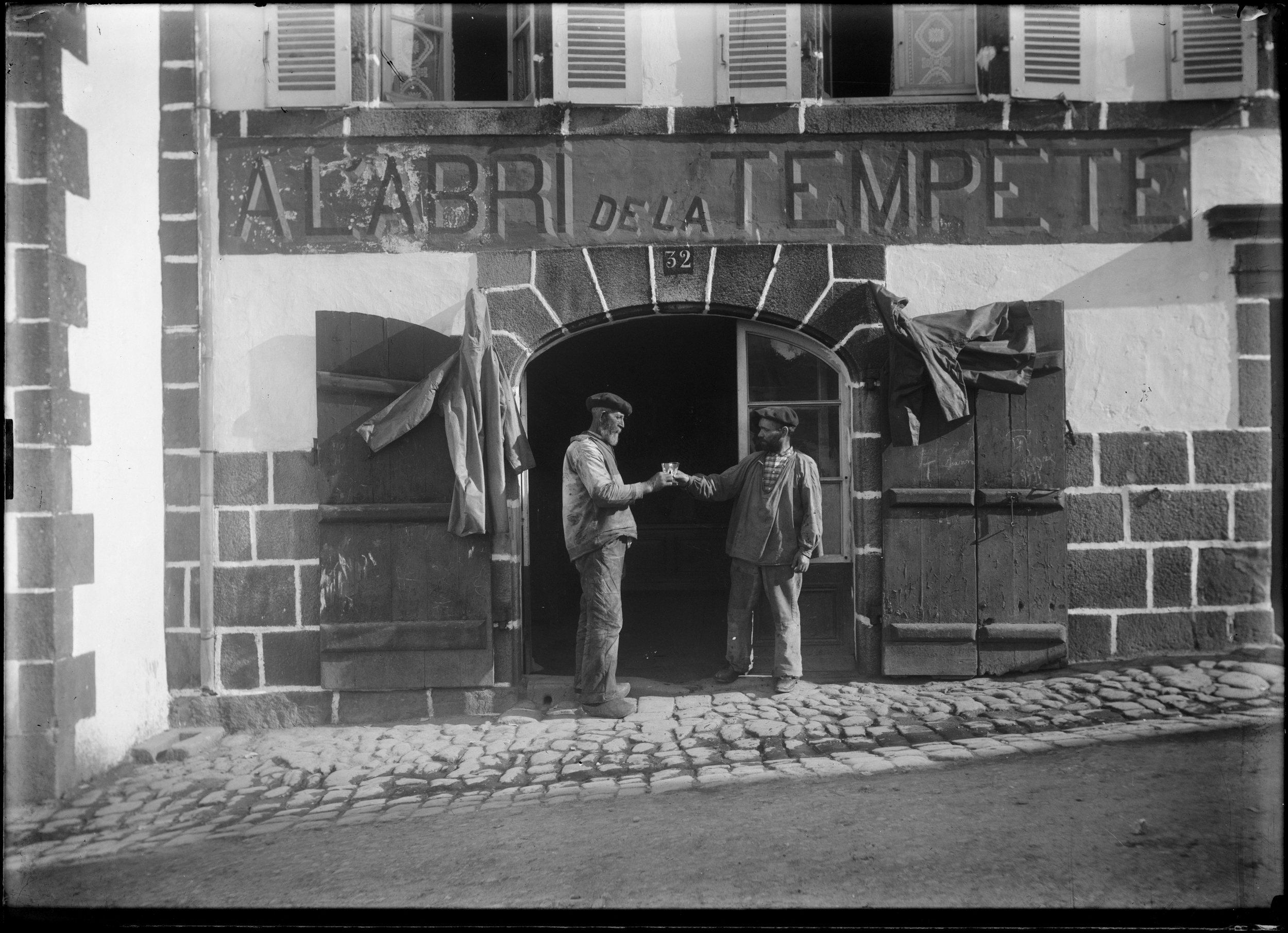
Deux marins devant le bar "A l'abri de la tempête" photographiés par Paul Gruyer vers 1900

« À l'époque, les chaloupes [qui allaient pêcher la sardine jusqu'à l'Île d'Yeu] n'étaient pas pontées, seulement à demi-pontées. Elles étaient noires sous leurs voiles cachou. L'hiver, quand les marins dormaient sur leur bateau, ils s'enveloppaient dans leur kapo bras, une grande capote à capuchon, taillée dans de la toile à voile et tombant jusqu'aux pieds. Et ils se glissaient sous l'auvent du bateau. (...) Pour teindre leurs voiles, les hommes préparaient leur tannée dans de grands chaudrons, puis ils tendaient leurs voiles sur la cale et, avec des balais-brosses, ils versaient la tannée pour que la teinture, le cachou, pénètre bien ».
La crise de la sardine, due à sa raréfaction, frappe Douarnenez à partir de 1902 : le 14 juillet 1902, l'usine Masson est mise à sac par des ouvriers : « Les syndiqués se réunirent vers 9 heures à la salle Lozach [en Ploaré]. (...) Au nombre de plusieurs centaines, drapeau, clairon et bureau en tête, se mirent en marche dans la direction de Douarnenez. (...) Le cortège s'engagea dans la rue du Môle et arriva devant l'usine des Franches-Montagnes, dite couramment usine Masson. (...) Des cris nombreux : "Vive la main-d'œuvre ! À bas les machines !" éclatèrent de toutes parts (...). Des pierres furent jetées et éclatèrent les vitres des bâtiments. (...) Un certain nombre d'assaillants pénétrèrent dans l'usine (...). L'usine fut entièrement saccagée, les machines brisées et le matériel anéanti ». Un syndicat de sardinières est constitué à Douarnenez en 1905, animé par Angéla Gonidec.
Pour survivre, il faut trouver des expédients :« C'était la grande vogue de la dentelle d'Irlande. Les petites filles, comme les femmes de marin, apprenaient toutes à faire de la dentelle d 'Irlande. Cette dentelle était expédiée en Amérique, des mètres et des mètres ! On disait que c'était pour garnir les cercueils... Quand il y a eu la crise de la sardine, la dentelle irlandaise a été un moyen de survivre ». Les Filles du Saint-Esprit, chassées de leur école en 1902, dirigèrent un fourneau économique. En 1904, un ouvroir est ouvert par Mme Louis de Pénanros, puis, après sa mort, dirigé par Mme Robert Chancerelle. La production est commercialisée par Mademoiselle de Marnier, qui anime la LPDF (Ligue patriotique des Françaises).
Les difficultés des pêcheurs étaient accrues par les dégâts provoqués par les marsouins, alors nombreux en Baie de Douarnenez : Jacques Gloaguen, président du syndicat des marins-pêcheurs de Douarnenez, expose en 1901 que « les marsouins et autres gros poissons pullulent dans la baie ; que ces poissons voraces consomment des quantités considérables de sardines, détruisent les filets des pêcheurs et les mettent souvent dans l'impossibilité de continuer leur pêche ; qu'il est urgent d'aviser aux moyens d'arriver à la destruction de ces poissons ». La Marine nationale participa entre 1910 et 1930 à des campagnes d'extermination des bélugas, marsouins et autres gros poissons, y compris des dauphins, en envoyant des navires garde-pêche et même des torpilleurs les tuer à coups de mitrailleuses et de canons ; les pêcheurs menèrent eux-mêmes des campagnes d'extermination jusqu'aux Îles Scilly.

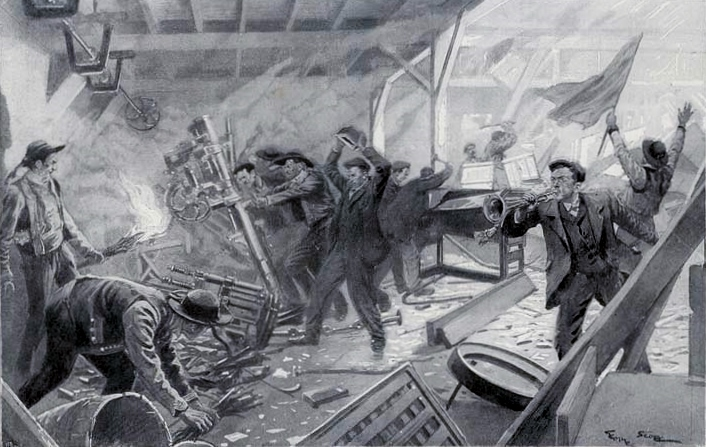
Dessin illustrant la mise à sac d'une conserverie en juillet 1902 à Douarnenez en raison du refus par les ouvriers soudeurs de l'utilisation de machines à sertir (sertisseuses) qui menacent leur emploi (revue L'Illustration du 21 janvier 1903).
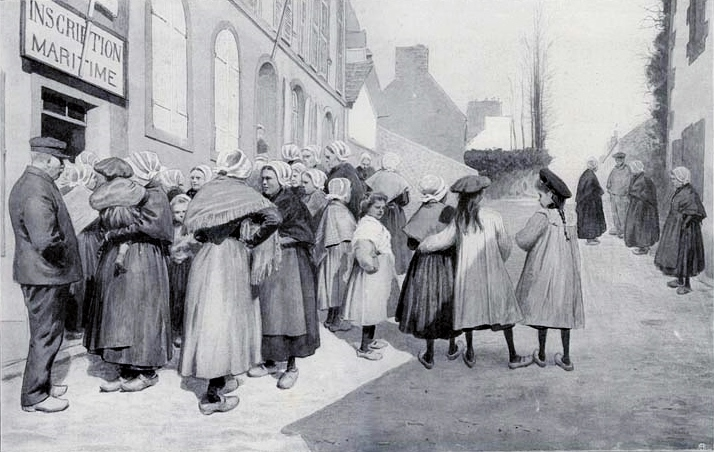
Dessin de femmes faisant la queue à Douarnenez devant les bureaux de l'Inscription maritime pour faire des déclarations d'indigence en raison de la misère liée à la crise de la sardine en 1902 (revue L'Illustration du 21 juillet 1903).

La crise de la sardine provoqua aussi une émigration, notamment vers le Canada : par exemple Joseph Béléguic fils d'un ancien maire de Poullan (lequel créa aussi la première usine de fabrication de filets de pêche à Douarnenez en 1870), qui lui avait succédé à la tête de l'entreprise (mais celle-ci disparut à cause de la crise sardinière) partit s'installer à Saint Brieux (Saskatchewan).
Parmi les drames de la mer survenus à cette époque, le naufrage du 913 coûta la vie à onze pêcheurs de Douarnenez et Ploaré : il se perdit corps et biens le 22 avril 1902 au large d'Ouessant.
Bien qu'envisagé dès 1900 par Jacques de Thézac, qui se heurte alors au refus de la municipalité républicaine, ce n'est qu'en 1914 (en raison de l'élection de la municipalité conservatrice dirigée par Louis Le Guillou de Penanros en 1912) qu'est inauguré l'Abri du marin de Douarnenez. Il abrita pendant la Première Guerre mondiale une unité du 151e régiment d'infanterie. L'abri du marin ferme en 1971.

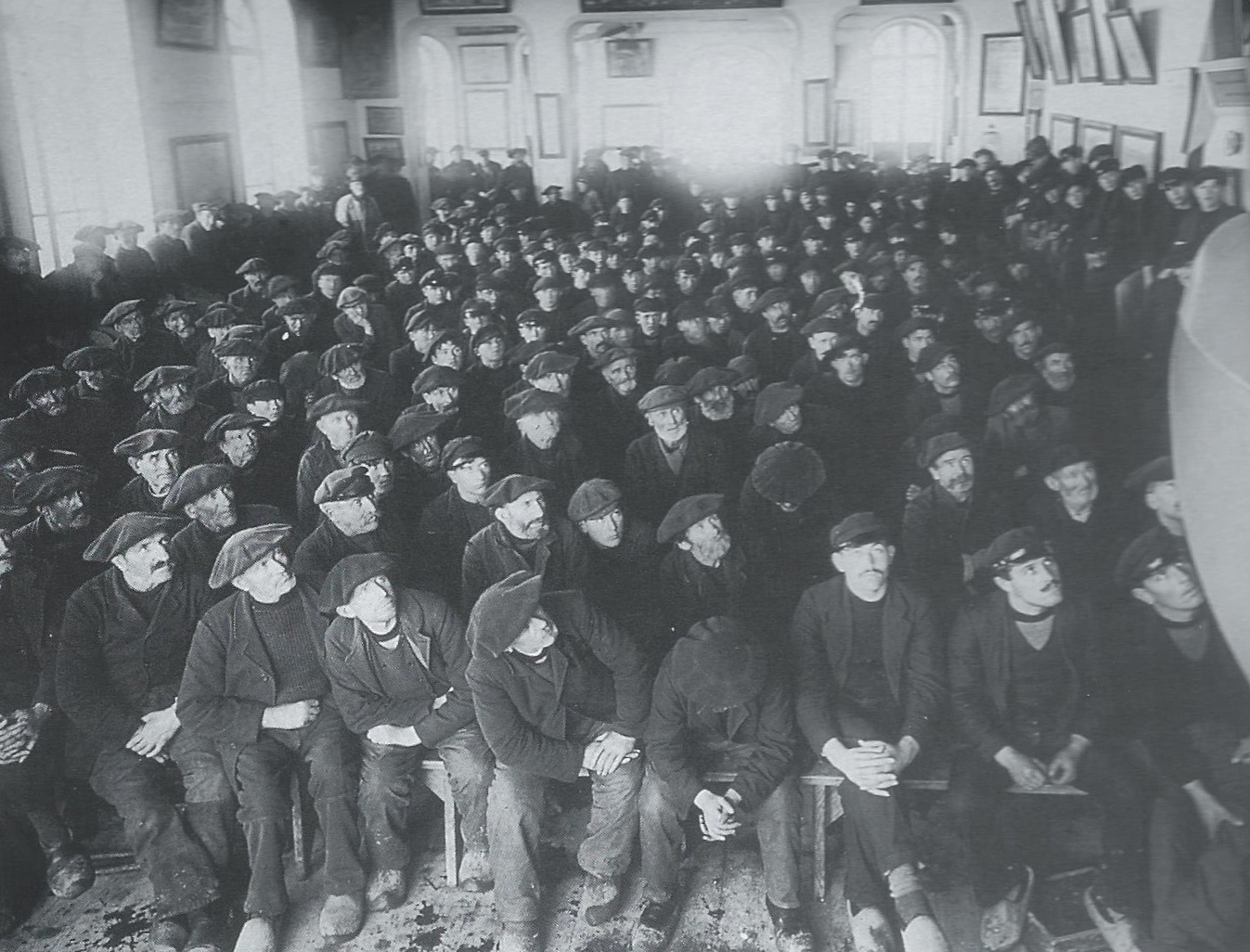
Conférence à l'Abri du marin de Douarnenez en 1919 (photographie Jacques de Thézac)

#### La Première Guerre mondiale

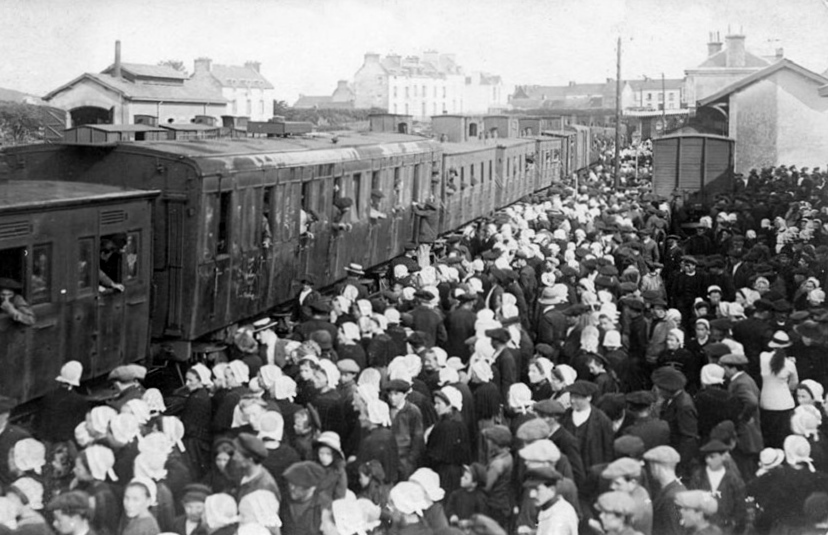
Gare de Tréboul : départ pour le front en 1914

Le monument aux morts de Douarnenez, édifié en 1919 par l'architecte Charles Chaussepied, porte les noms de 389 soldats et marins morts pour la France pendant la Première Guerre mondiale ; parmi eux, plusieurs ont été décorés, souvent à titre posthume : Jean Brusq et Joseph Gorgeu reçurent la Médaille militaire, Élie Chancerelle de Roquancourt Keravel reçut la Légion d'honneur et la Croix de guerre avec palmes. Vilhelm Nicolaysen, mort en captivité en Allemagne, reçut lui aussi la Croix de guerre avec palmes. Par ailleurs Guillaume Normant est aussi mort en captivité en Allemagne le dernier jour de la guerre. Quinze au moins sont des marins disparus en mer ; la plupart des autres sont décédés sur le sol français à quelques exceptions près comme Herlé Gadal, tué à Wiltz (Luxembourg) le 14 septembre 1914, six soldats (François Gloaguen, Charles Guillou, Émile Hanras, Guillaume Le Gall, Louis Hippolythe Quentrec, Louis Marie Quentrec) tués sur le front belge lors de la Course à la mer, Hervé Sergent mort à Salonique (Grèce).
Quatre soldats sans attaches particulières avec Douarnenez sont inhumés dans une tombe collective du cimetière communal car ils sont morts alors qu'ils étaient hospitalisés dans l'hôpital temporaire no 43, qui était implanté à Douarnenez.

#### L'entre-deux-guerres

##### La création du patronageStella Maris
Le patronage Stella Maris est créé en 1920, par l'abbé Paul Auffret, curé de la paroisse du Sacré-Cœur (une salle servant principalement à des représentations théâtrales avait déjà été construite à l'initiative du même prêtre au lieu-dit"Park ar Veil" ("Champ du Moulin") en 1900. Le club de football de la Stella Maris est créé en 1931. Il joue au stade Sainte-Croix, alors en Ploaré, devenu le stade Xavier-Trellu.

##### Une des premières municipalités communistes de France
En juillet 1921, Douarnenez est la première municipalité de France à élire un maire communiste en la personne de Sébastien Velly. Il est néanmoins précédé par, Louis-Jacques Lallouët maire d'Huelgoat dès 1919, qui devient communiste dès la création du parti lors du Congrès de Tours en décembre 1920, de même que par Joseph Lasvergnas, maire de Saint-Junien en Haute-Vienne mais ces deux maires n'ont pas été élus en tant que tels lors de l'accès à cette fonction.
Daniel Le Flanchec, lui aussi communiste, succède à Sébastien Velly comme maire de 1924 à 1940. C'est à cette époque que Douarnenez gagne son surnom de « Ville rouge ».
Alors que les femmes n'ont pas encore le droit de voter, le conseil municipal élit Joséphine Pencalet en son sein en 1925 mais le vote est invalidé par la préfecture.

##### Joséphine Pencalet
À cette époque les femmes n'avaient pas le droit de vote. Le 3 mai 1925, une femme d'usine de Douarnenez, qui a participé aux grandes grèves des mois précédents, Joséphine Pencalet, se présente comme candidate aux élections municipales (veuve, elle n'a donc pas besoin de l'aval de son mari) et est l'une des dix premières femmes de France élues conseillères municipales. Elle siège dans six conseils municipaux (aucun n'est invalidé), avant que le Conseil d'État n'invalide son élection en novembre 1925. Son cas fut à l'époque très médiatisé, notamment par le journal L'Humanité, mais elle fut totalement oubliée par la suite.

##### La grève despenn sardinen 1924
Le travail dans les conserveries de sardines était pour l'essentiel réservé aux femmes ; leurs conditions de travail étaient exécrables, comme en témoigne Charles Tillon : « J'ai tout de suite été sidéré par le degré de misère de ces gens-là (...). Les conditions de vie et de salaire des ouvrières étaient effroyables (...). L'économie de la pêche et de la conserve reposait avant tout sur l'exploitation de la main-d'œuvre » ; des ouvrières ont aussi émigré vers le Pays Basque où l'entreprise Chancerelle avait ouvert en 1917 une conserverie, à Ciboure.

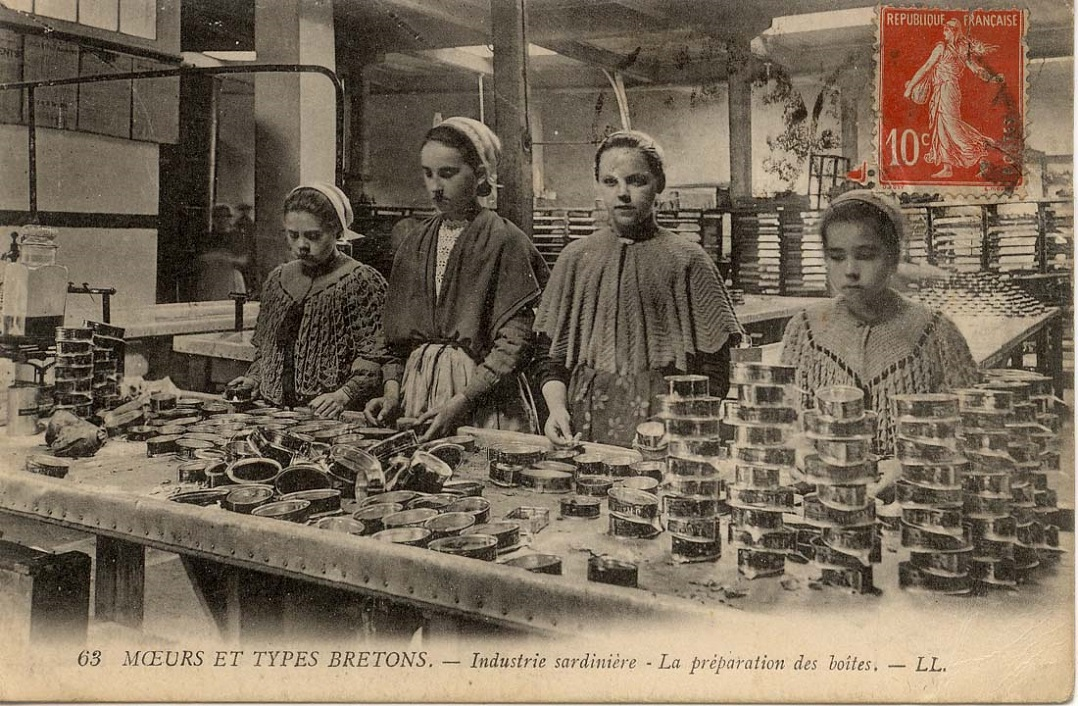
Douarnenez : la préparation des boîtes de conserves vers 1920 (carte postale Lévy et fils)

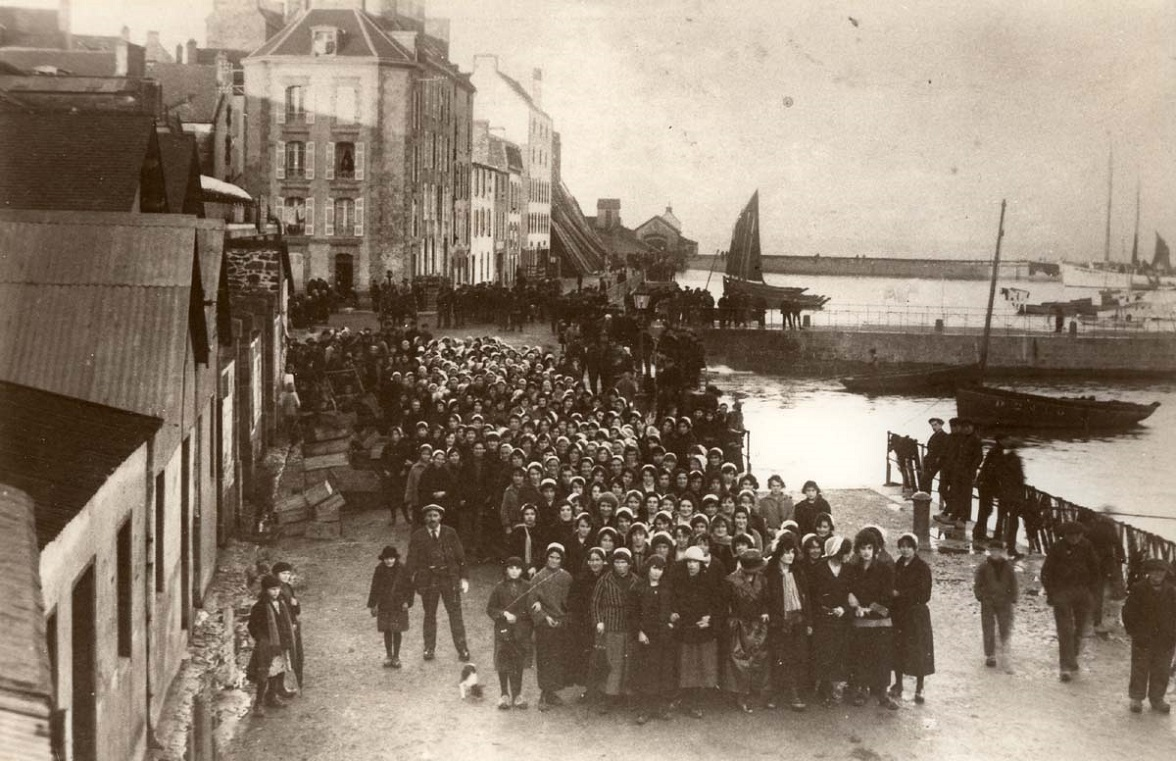
La grève des sardinières de Douarnenez en 1924 : la manifestation dite triomphale début janvier 1925 devant l'usine rouge

En 1924, la grève des penn Sardin (les « têtes de sardines », surnom des Douarnenistes en référence à la coiffe que portaient les femmes) connaît un retentissement national. Les femmes d'usine, dit Jean-Michel Le Boulanger, « ont écrit des pages parmi les plus belles de l'histoire de Douarnenez. La ville leur doit beaucoup… ». Les Penn Sardin de Douarnenez ont déjà fait grève en 1905 pour obtenir d'être payées à l'heure, et non plus au cent de sardines. La grève de 1924, « la grande grève », porte sur une revalorisation du salaire.
Cette année-là, Douarnenez compte 21 usines de conserve, ainsi que deux entreprises liées, l'usine Ramp (qui sertissait les boîtes de conserve) et la filature Beleguic (qui fabriquait des filets de pêche). Les ouvrières, qu'elles aient 12 ou 80 ans, gagnent 16 sous de l'heure. Elles travaillent en principe dix heures par jour, mais parfois jusqu'à 72 heures d'affilée. Les patrons ignorent la loi des huit heures de 1919. Les heures passées à l'usine dans l'attente du poisson ne sont pas payées, les heures supplémentaires ne sont pas majorées, les heures de travail de nuit (en principe interdit pour les femmes) ne sont pas majorées. Les revendications vont porter sur tous ces points.
La grève, soutenue par le maire Daniel Le Flanchec, animée par un comité de grève et supportée entre autres par Lucie Colliard et Charles Tillon pour la CGTU, commence le 21 novembre dans une fabrique de boîtes. Elle s'étend le 25 à toutes les usines du port. Les 1 600 femmes (sur 2 100 grévistes), sont chaque jour en première ligne des manifestations, au cri de « Pemp real a vo ! » (« Cinq réaux ce sera », c'est-à-dire 25 sous, ou 1,25 franc). Les patrons sont intraitables. Et les choses s'enveniment dans la deuxième quinzaine de décembre lorsqu'ils font appel à 16 « jaunes » (briseurs de grève), recrutés dans une officine spécialisée de la rue Bonaparte, à Paris. Le préfet destitue le maire communiste, Daniel Le Flanchec. La grève « déborde Douarnenez. Elle devient un enjeu national. » Le 1er janvier 1925, au débit L'Aurore, les jaunes tirent plusieurs coups de feu sur Le Flanchec, l'atteignant à la gorge, blessant grièvement son neveu et touchant quatre autres personnes.
On apprend que deux conserveurs, Béziers et Jacq, ont remis aux jaunes la somme de 20 000 francs (l'équivalent de 25 000 heures de travail de leurs ouvrières). Ils risquent la cour d'assises. Le préfet menace de porter plainte contre le syndicat des usiniers. Le 7 janvier, ce dernier pousse à la démission ses membres les plus durs. Le 8 janvier, après 46 jours de grève, des accords sont signés : toutes les heures de présence à l'usine sont désormais payées, les femmes obtiennent un relèvement de leur salaire horaire à un franc, une majoration de 50 % des heures supplémentaires et de 50 % pour le travail de nuit ; aucune sanction pour fait de grève ne sera prise. La grève est victorieusement terminée le 10 janvier 1925 alors que des briseurs de grève ont tiré sur le maire Daniel Le Flanchec le 1er janvier 1925.
Considérée comme « exemplaire » par la CGTU, la grève des Penn Sardin marque une date dans l'histoire des luttes syndicales. Cette affaire fut évoquée à plusieurs reprises à la Chambre des députés, donnant lieu à des discussions animées, en particulier lors des séances du 14 décembre 1924 et du 15 janvier 1925.
La chanson Penn Sardin est écrite par la chanteuse Claude Michel à la mémoire de cette grève.

##### L'aménagement progressif des ports de pêche
Le projet de construction d'un grand port en eau profonde, avec un môle de 350 ml qui aurait relié l'Île Tristan au continent échoue dans la décennie 1920, en dépit des réclamations des pêcheurs qui se plaignent du manque de place et de l'insuffisance du port pour abriter les 700 chaloupes et canots de pêche, ainsi que la quarantaine de bateaux de 25 à 100 tonneaux de l'armement local. Cet échec est dû à des désaccords entre responsables locaux et les crédits prévus sont finalement affectés le 11 août 1927 au port de Lorient-Kéroman.
L'aménagement du port du Rosmeur est décidé et commence enfin en 1937, grâce à la construction d'une digue reliant le Flimiou à la côte et d'un môle Est-Ouest de 300 m de long. La chaussée bordant le quai du Port-Rhu est aussi goudronnée la même année, elle était jusque-là dans un état déplorable.

##### Les naufrages et accidents de mer
Selon un recensement effectué par Jean-Michel Le Boulanger, au moins 870 marins originaires de Douarnenez auraient été victimes de naufrages entre 1899 et 1999, les naufrages les plus nombreux s'étant produits entre 1920 et 1960, à l'époque où la pêche artisanale était la plus active, mais la période 1899-1914, qui fut l'âge d'or de la pêche à la sardine sur des chaloupes non pontées facilement chavirable, provoqua aussi de nombreux drames.
Parmi ces naufrages, celui de la chaloupe Idéal au large d'Ouessant le 3 juin 1909 fit 8 victimes ; celui du Rosine Philomène le 13 avril 1919 provoqua la disparition de 11 hommes au large de Penmarc'h ; celui de l' Arche de la Paix, à la Pointe du Van, fit 8 victimes en novembre 1925 et laissa 10 orphelins et de nombreuses familles sans ressources ; celui du dundee Telen mor le 31 mars 1927 parti dans la Manche à la pêche aux maquereaux fit 18 disparus ; celui du Diogène le 15 mars 1946 fit 6 disparus ; celui du Jules Verne le 20 septembre 1953 fit 7 disparus.
Le 7 novembre 1932 le canot ponté Dumont-d'Urville, de Douarnenez, porta assistance à un gros hydravion trimoteur anglais, le Windward III, contraint d'amerrir dans les parages du Cap de la Chèvre en raison d'une fuite d'huile.
En novembre 1941, deux naufrages de bateaux douarnenistes surviennent : celui du palangrier Sainte-Thérèse, disparu dans le Raz de Sein, fit 16 morts et celui du palangrier Sapigneul 18 morts.

#### LaSeconde Guerre mondiale

##### L'occupation allemande
La maison Ker Tadcoz ("Chez le grand-père"), qui domine la plage du Ris, construite en 1901 par la famille Chancerelle, est réquisitionnée par les Allemands, qui y installent un canon, en raison de sa position stratégique.

##### Les départs vers l'Angleterre

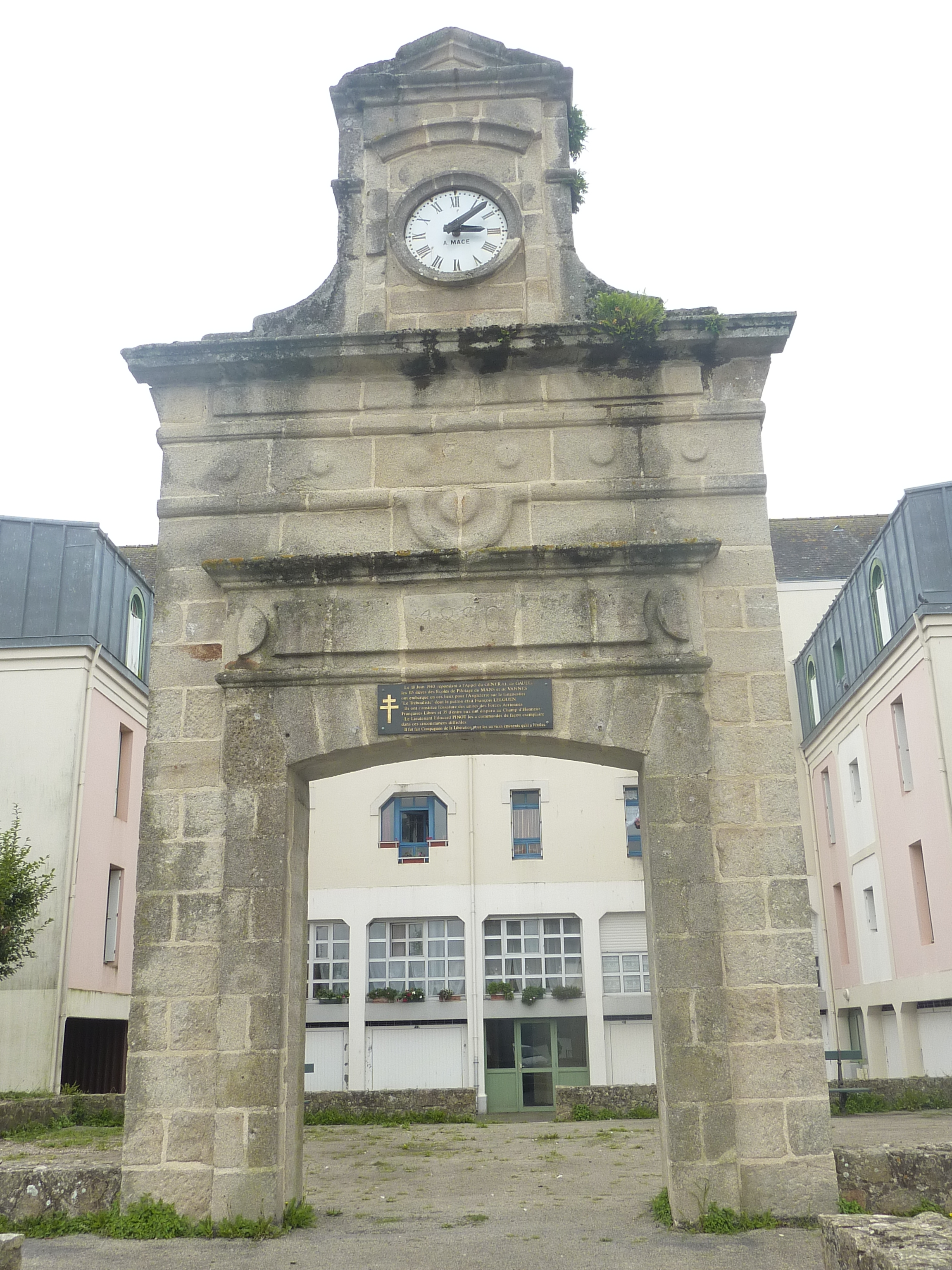
La Porte de la Glacière (1890) et son inscription à la mémoire des Français libres embarqués le 18 juin 1940 sur le Trébouliste

Le Port-Rhu fut le lieu de départ de deux bateaux à destination de l'Angleterre : le Ma Gondole dès le 18 juin 1940, le jour même de l'appel du 18 Juin. 115 élèves pilotes de l'école élémentaire de pilotage du Mans, dirigés par le lieutenant de réserve d'aviation Pinot, embarquèrent le 18 juin 1940 à bord du Trébouliste, un langoustier à voiles équipé d'un moteur auxiliaire, dirigé par François Lelguen ; ils parvinrent à Falmouth le 20 juin 1940 et contribuèrent à former le premier noyau des futures forces aériennes françaises libres (36 d'entre eux périrent dans des combats aériens pendant la Seconde Guerre mondiale, par exemple Jacques Joubert des Ouches). Dès le lendemain 19 juin 1940, la Brise évacue une soixantaine de militaires et le Ma Gondole une cinquantaine de personnes vers l'île d'Ouessant, qu'un autre bateau, le Dm Michel Le Nobletz, rallie directement
Dix autres bateaux de pêche à des dates diverses : la Petite Anna partit le 22 octobre 1940 et parvint à Newlyn le 31 octobre 1940 ; l' Émigrant partit le 16 décembre 1940 et l' Émeraude le 25 juin 1941 ; le Dalc'h Mad partit le 7 avril 1943, barré par Louis Marec âgé de 21 ans. Ce départ bénéficie de la complicité de Victor Salez (syndic de l'inscription maritime à Tréboul). 19 personnes prirent place à bord dont Xavier Trellu (un professeur quimpérois membre du réseau Johnny), plusieurs réfractaires du STO et des résistants en danger. Il y avait également à bord un aviateur anglais, Pat O'Leary qui a été amené de Carhaix par une filière d'évasion ; le Moise partit le 23 août 1943 de Lanvers dans le Cap Sizun avec 22 passagers dont 4 aviateurs alliés ; l'Ar Voulach avec 9 passagers dont des officiers français et 2 aviateurs américains ; le La Pérouse le 2 octobre 1943 ; le Breiz Izel, commandé par un jeune patron-pêcheur, Gabriel Cloarec, et son équipage partit beaucoup plus tard en janvier 1944 avec à son bord 12 aviateurs alliés et 19 volontaires dont Yves Vourc'h et Joseph Le Bris, tous deux de Plomodiern, Jean Celton, André Delfosse, Théodore Doaré, François Jaouen, Yves Le Fol, Jean de la Patelière, Yves Péron, Pierre Philippon, Jacques Reverchon, Jean Richard.
Deux Douarnenistes partis en Angleterre participèrent au débarquement de Normandie le 6 juin 1944 : Francis Guézennec, parti en Angleterre à bord du Dalc'h Mad le 6 avril 1943, membre du commando Kieffer, débarqua à Sword Beach (en Colleville-sur-Mer) ; Jacques Talec (1922 - 1984) participa à l'opération Overlord dans les rangs de la 82e division aéroportée américaine : il sauta sur Saint-Martin-de-Varreville. Un troisième Douarneniste, Roland Hascoët (1921-2008), membre du réseau Johnny, partit ensuite en Angleterre et participa au support aérien du débarquement à bord d'un avion Douglas-Boston du groupe Lorraine.
Selon l'historien Jean-François Muracciole, la seule ville de Douarnenez a connu plus de départs de Français libres pour l'Angleterre que les agglomérations de Marseille, Toulouse et Montpellier réunies, leur nombre avoisinant 300.
Alexis Le Gall, né à Audierne, parti d'Audierne à bord du Ar Zenith, dernier survivant des Français libres du Finistère, est décédé, âgé de 97 ans, le 22 décembre 2019 à Douarnenez. Il a publié en 2017 Les Clochards de la Gloire, un livre où il raconte ses cinq ans au sein des Forces françaises libres.
Les noms de sept femmes résistantes originaires de Douarnenez ont été donnés aux rues d'un lotissement communal inauguré au Ros en 2023 : Madeleine Gestin, Marie-Josèphe Nouy, Yvonne Désirée Kervec, Anne et Charlotte Pencalet, Marguerite Seznec et Yvonne Le Ray-Chancerelle.

##### Les victimes de la Seconde Guerre mondiale
Les victimes de la Seconde Guerre mondiale originaires de Douarnenez furent nombreuses : le monument aux morts porte les noms de 53 combattants morts pendant les deux campagnes de 1939-1940 et de 1944-1945 ; il faut y ajouter 9 marins morts à Mers el-Kébir, 7 soldats morts dans les Territoires d'Outre-Mer. De nombreux marins-pêcheurs furent victimes de la guerre : parmi eux, les 18 victimes du Regina Pacis, coulé par les Allemands dans le passage du Fromveur le 28 avril 1941, les 18 victimes du Sapigneul coulé par les Allemands le 6 septembre 1941, les 16 victimes du Sainte-Thérèse, coulé par les Allemands dans le raz de Sein le 10 novembre 1941 ; 9 autres-marins pêcheurs ont été tués à des dates diverses. Jean Lesteven, né le 14 octobre 1877 à Douarnenez et mort le 15 février 1945 au camp de concentration d'Orianenbourg est un résistant. Un stade à Douarnenez porte son nom.
Le 30 juin 1943, le palangrier Mam-Doue de Douarnenez fut vers 12h45 mitraillé par deux avions anglais alors qu'il se livrait à la pêche entre Ouessant et le phare d'Ar Men : deux marins furent tués et deux autres blessés.
Le 22 avril 1944, Robert Tricard, un commerçant brestois, est tué par une patrouille allemande alors qu'il circulait après l'heure du couvre-feu
Le 8 juin 1944 l'équipage du chalutier Joannes Baptista, de Douarnenez, sauva 47 marins allemands, leur sous-marin (qui avait pourtant attaqué le chalutier peu avant) ayant été coulé par un bombardier américain.
Le 5 août 1944 un avion britannique, Dark Victor, un Avro Lancaster, un bombardier de la Royal Air Force qui participait au bombardement de la base sous-marine de Brest s'abîme en Baie de Douarnenez ayant été abattu par la flak allemande le 5 août 1944 ; trois des aviateurs furent tués (Reginald Pool, William Wait, Robert Welch) et inhumés dans le carré militaire du cimetière de Douarnenez, quatre autres survécurent dont trois furent cachés par des résistants,.
Deux familles juives qui habitaient Douarnenez ont été victimes de la Shoah: Jacques, Jeanne et Jean-Michel Hervé d'une part (ils vivaient à Tréboul, Jacques était un peintre de renom), Jacob et Eugénie Krouto (nés à Odessa dans la décennie 1880) ont été déportés en 1942 au camp de concentration d'Auschwitz et Jacques, Jeanne et Jean-Michel Hervé (ils vivaient à Tréboul, Jacques était un peintre de renom) sont arrêtés le 2 décembre 1943, transférés au camp de Drancy avant d'être déportés le 3 décembre 1944, eux aussi au camp de concentration d'Auschwitz.

##### La libération de la ville
Le vendredi 4 août 1944 dès le matin, la fausse nouvelle de la libération de Quimper parvient à Douarnenez ; spontanément de nombreux habitants se mirent à pavoiser leurs fenêtres aux couleurs alliées. Les FFI de Douarnenez prennent le contrôle du siège de la douane allemande installée dans les locaux de la Vallombreuse et des barricades sont construites à Ploaré. Des combats faisant plusieurs victimes ont lieu en début d'après-midi aux alentours de la place Paul-Stéphan.
Le lendemain, les Allemands reprennent le contrôle de Ploaré en dépit de bombardements alliés et prennent en otage une vingtaine de personnes dont les maires de quelques communes avoisinantes et menacent de les fusiller.
Les Allemands brûlent sept maisons le 6 août 1944 du 71 au 85, rue Jean-Jaurès, tuant François Le Friant et François Trellu, tous deux âgés de 17 ans et quittent finalement la ville le 8 août 1944 après avoir fait exploser leurs stocks de munitions, ce qui fit voler en éclats toutes les vitres du groupe scolaire de Ploaré ainsi que les vitraux de l'église paroissiale.
Les FFI de Douarnenez contribuèrent ensuite aux combats pour la libération du Menez-Hom, de la presqu'île de Crozon, de Beuzec-Cap-Sizun, de Lesneven, etc.
Yves Criou (1909-1981), Alfred (1891-1949) et Augustine Le Guellec (1891-1977) sont trois Douarnenistes qui ont été reconnus "Justes parmi les nations" par l'institut Yad Vashem.

#### L'après Seconde Guerre mondiale

##### La création du «grand Douarnenez»
En 1945, Douarnenez fusionne avec les communes voisines de Ploaré, Pouldavid-sur-Mer et Tréboul.

##### LaStella Maris
Le patronage catholique fondé en 1901 par l'abbé Auffret sous le nom "patronage du Sacré-Cœur" (c'était un patronage initialement à but culturel et éducatif), a pris le nom Stella Maris en 1951 lors de la construction de la salle de patronage construite à l'initiative de l'abbé Pierre Cariou, ancien résistant et déporté ; la statue de Notre-Dame-de-la-Mer qui orne le pignon sud de cette salle provient du moulin à vent situé au-dessus de Pors Cad. La Stella Maris a succédé au patronage du Sacré-Cœur, lequel avait développé pendant l'Entre-deux-guerres des sections sportives. L'équipe de football, crée en 1931, a connu ses heures de gloire dans les années 1960 et 1970. en gagnant contre les Chamois Niortais le Championnat de France des patronages en 1959. Durant la décennie 1960, l'équipe remportera par trois fois le tournoi. En 1968, lors d'un match de coupe de France de football contre le SCO d'Angers, l'équipe joue devant 5 811 spectateurs à la Sainte-Croix. Le club est éliminé par trois fois en 32e de finale de Coupe de France, en 1970 contre Mazargues, en 1972 contre Poissy et en 1973, contre Angoulême. En 1971, il élimine même le Stade brestois en 32e de finale ; mais en 16e de finale, le Montpellier LSC met fin aux espoir des Penn sardin qui s'inclinent 3 buts à 0, à la Rochelle. Cette institution douarneniste a bien failli disparaître en 2014 en raison de difficultés financières. Le 12 novembre 2017, le club joue contre le FC Lorient, au 7e tour de la Coupe de France, devant 2 678 spectateurs au Stade Xavier-Trellu. Les Penn sardin perdent 4 buts à 0, en encaissant les 4 buts dans les trente premières minutes de jeu. Aujourd'hui le club joue en Régional 1, 6e échelon français et premier échelon régional.

##### Douarnenez et les centres de vacances
La ville du Mans possède un centre de vacances, le domaine de Ker-Huel, à Tréboul et la société Solvay un autre en bordure de la plage du Ris, transformé en colonie de vacances sous le nom de "Ker Bugale" dans les décennies 1970 à 2000.

##### Les «Mauritaniens»
Déjà entre les deux guerres mondiales des bateaux partaient à la pêche à la langouste verte le long des côtes de Mauritanie : par exemple la goélette Fauvette, partie le 21 décembre 1932 et qui entama son voyage de retour le 12 avril 1933, mais mit faute de vent 52 jours pour faire le voyage de retour.
Dans les années 1950, une véritable « guerre de la sardine » opposa les pêcheurs guilvinistes qui utilisaient des bolinches (filets tournants) aux pêcheurs douarnenistes restés fidèles au filet droit ; les premiers, osant venir pêcher en Baie de Douarnenez, furent considérés comme des intrus par les seconds qui considéraient cette baie comme leur chasse gardée ; le conflit devint si violent que la Marine nationale dut intervenir.
Douarnenez, ainsi que Camaret-sur-Mer, se sont spécialisés dans la pêche à la langouste : en

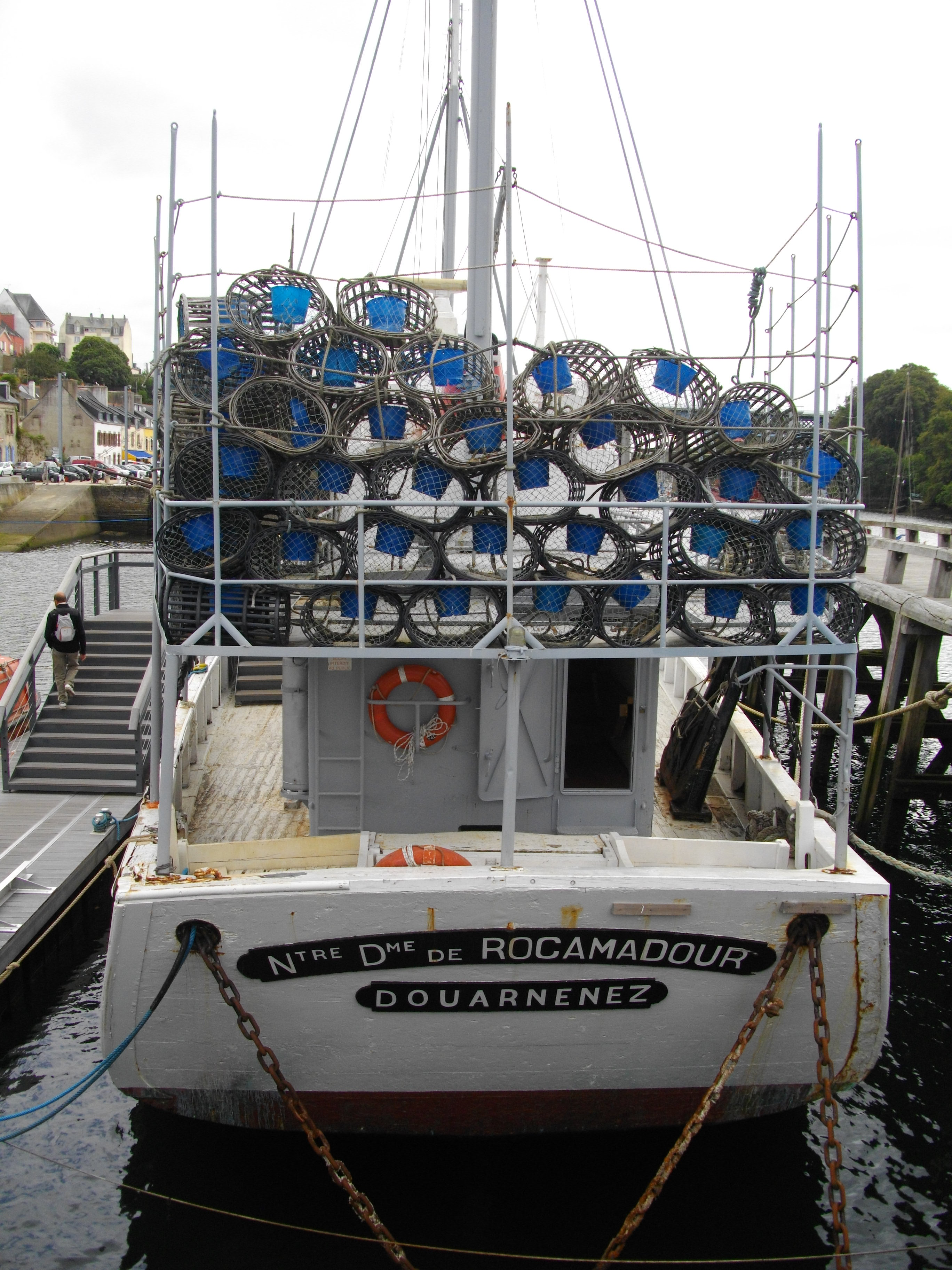
Le Notre-Dame-de-Rocamadour, langoustier "mauritanien" à pont arrière de Douarnenez

1951 des pêcheurs camaretois et douarnenistes s'aventurent dans les eaux brésiliennes, ce qui créa une tension diplomatique entre le Brésil et la France : on a parlé d'une « guerre de la langouste » qui dure jusqu'en 1963[réf. souhaitée].
En 1960, Douarnenez arme une trentaine de navires langoustiers (c'est alors le 2e port français de pêche à la langouste derrière Camaret-sur-Mer qui en arme une quarantaine), construits pour la plupart dans les deux ports précités ; les pêcheurs allaient pêcher la langouste (la langouste verte et la langouste rose) au large des côtes de la Mauritanie (banc d'Arguin) et étaient pour cette raison dénommés des "Mauritaniens": c'étaient des navires en bois de 26 à 35 m de long et de 8 m de large qui jaugeaient entre 250 et 350 tonnes de jauge brute et avaient généralement un équipage de 13 hommes, les bateaux partant en moyenne pour une durée de trois mois ; seuls quelques vieux langoustiers possédaient une voilure auxiliaire, qu'ils utilisaient pour le trajet aller. Une demi-douzaine de bateaux, construits entre 1949 et 1955, étaient des langoustiers purs, dépourvus de toute installation frigorifique (les langoustes étant conservées dans des viviers), appartenant à des patrons pêcheurs. La génération suivante de bateaux est formée de bateaux-congélateurs (seules les queues de langoustes étaient congelées) ; une douzaine de bateaux de ce type furent construits entre 1958 et 1960 et armés au départ de Douarnenez. Mais très vite un nouveau type de bateaux s'imposa, les langoustiers mixtes, qui juxtaposaient les deux types de conservation, vivier et congélateur, ce qui leur permettait d'être plus rentables. Les armements des bateaux sont des actionnaires d'origine diverse (armateurs locaux principalement surtout dans la décennie 1950, banques, actionnaires d'origine diverse, beaucoup étant des Parisiens, surtout dans la décennie 1960), dénommés quirataires. Après déduction des frais d'exploitation, le partage des bénéfices était variable selon le type de pêche pratiqué, les quirataires se partageant entre 50 et 65 % de ceux-ci, l'équipage le reste.
Les interdictions de pêche dans leurs zones économiques exclusives décidées par les gouvernements mauritanien et marocain dans la décennie 1970 mirent fin à cette pêche.
Des naufrages se produisent encore : le Tendre Berçeuse est victime, de même que six autres chalutiers finistériens, des tempêtes de fin novembre-début décembre 1954 ; le 11 juillet 1962 le palangrier Michelle et Manu qui rentrait de pêche avec 7 tonnes de poissons heurta une roche devant Porspoder ; le naufrage fit 10 morts et 3 rescapés. Le 17 janvier 1969 le palangrier Kornog, avec son équipage de 8 hommes, disparut sans laisser de traces lors d'une tempête entre Land's End et les îles Scilly. Le 13 octobre 1973 le Pell-euz-an-Neiz (Loin-du-Nid en français) se perdit avec huit hommes à bord dans le Golfe de Gascogne.

##### Le déclin de Douarnenez
Au début du XXe siècle, Douarnenez est un important port de pêche, on y compte 5 000 marins pour faire face aux besoins des conserveries.
Le nombre de conserveries à Douarnenez passe de 30 usines en 1904 à 18 en 1945, à 11 en 1960 avec la fermeture notamment d'Amieux, de Garres-Pennanros, de Lemarchand, de Pennamen, de Farnan-Legros, de Philippe et Canaud et de Chemin. Trois subsistent en 2004 : Wenceslas Chancerelle, Paulet et la Cobreco. En 2013, Chancerelle rachète Cobreco.
Face à la presque disparition de la ressource en sardine, les pêcheurs rebondissent en diversifiant leur pêche (homard et langouste au large de l'Espagne, du Portugal, du Maroc et de la Mauritanie) jusqu'aux interdictions de pêche décrétées par le Maroc et la Mauritanie au début des années 70.
Dans les années 1970, des chalutiers douarnenistes allèrent pêcher la langoustine à proximité des côtes islandaises, mais cette diversification ne dura guère en raison de l'extension des eaux territoriales décidées par le gouvernement islandais, portées à 50 milles en 1972 et 200 milles en 1975.
En 1997, les quatre derniers bateaux de pêche semi-industriels de Douarnenez changent définitivement de port et rejoignent Lorient. Les ateliers de réparation navale, les dockers spécialisés dans la débarque du poisson, la criée en seront impactés.
Le déclin progressif de l'activité de pêche ne permet qu'à trois conserveries de se maintenir (en 2024, conserveries Connétable, Petit Navire et Kerbriant). Leurs activités sont désormais déconnectées du port de Douarnenez, le poisson provenant uniquement de l'étranger.
Le déclin démographique en conséquence est constant entre 1946 et le début du XXIe siècle, la ville passant de 20 564 habitants en 1946 (lors du premier recensement postérieur à la fusion avec les communes voisines de Pouldavid-sur-Mer, Ploaré et Tréboul) à 14 747 en 2012, soit une perte de 5 817 habitants (-28,3 % en 66 ans).

##### Le port-musée du Port-Rhu

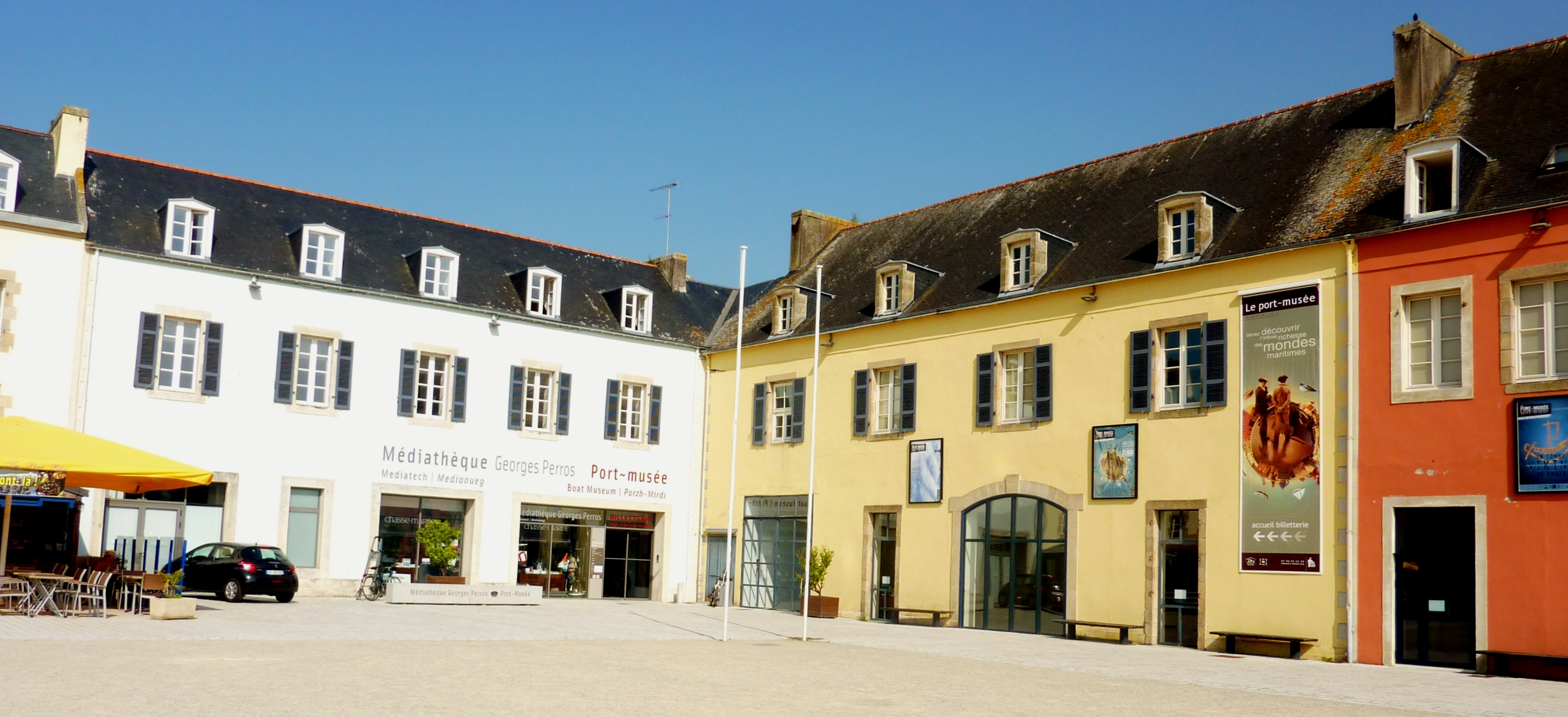
Le port-musée de Douarnenez et la médiathèque Georges-Perros.

Le 22 mai 1993, Douarnenez inaugure le port-musée du Port-Rhu : il a fallu assécher la "Ria de Pouldavid" sur une portion pour permettre la construction des pontons en bois, de la digue versante et l'écluse permettant le bassin à flot avec 3,60 m de profondeur, afin que l'eau y demeure à marée basse. Le projet est né dans le sillage du succès de la fête maritime ‘'Douarnenez 1988 et prend la relève de l'ancien ‘'musée du bateau créé en 1985 par l'association Treizour, laquelle fit don de sa collection, une centaine de vieilles coques, à la ville en 1986. Mais le port-musée doit fermer en 1995, faute de moyens financiers car il n'attire pas suffisamment de visiteurs. Le port-musée ouvre à nouveau au début de l'année 2000, avec un budget plus important.
En 2023, c'est la fin d'une longue page d'histoire pour le Notre-Dame-de-Rocamadour, dernière des grandes unités de pêche à la langouste mauritanienne, il sera déconstruit. Pour restaurer entièrement le langoustier du Port-Musée de Douarnenez (Finistère), inscrit aux collections des musées de France depuis 1991, il aurait fallu trouver près de trois millions d'euros. Des inquiétudes se font jour car d'autres bateaux du Port-Musée pourraient connaître le même destin.

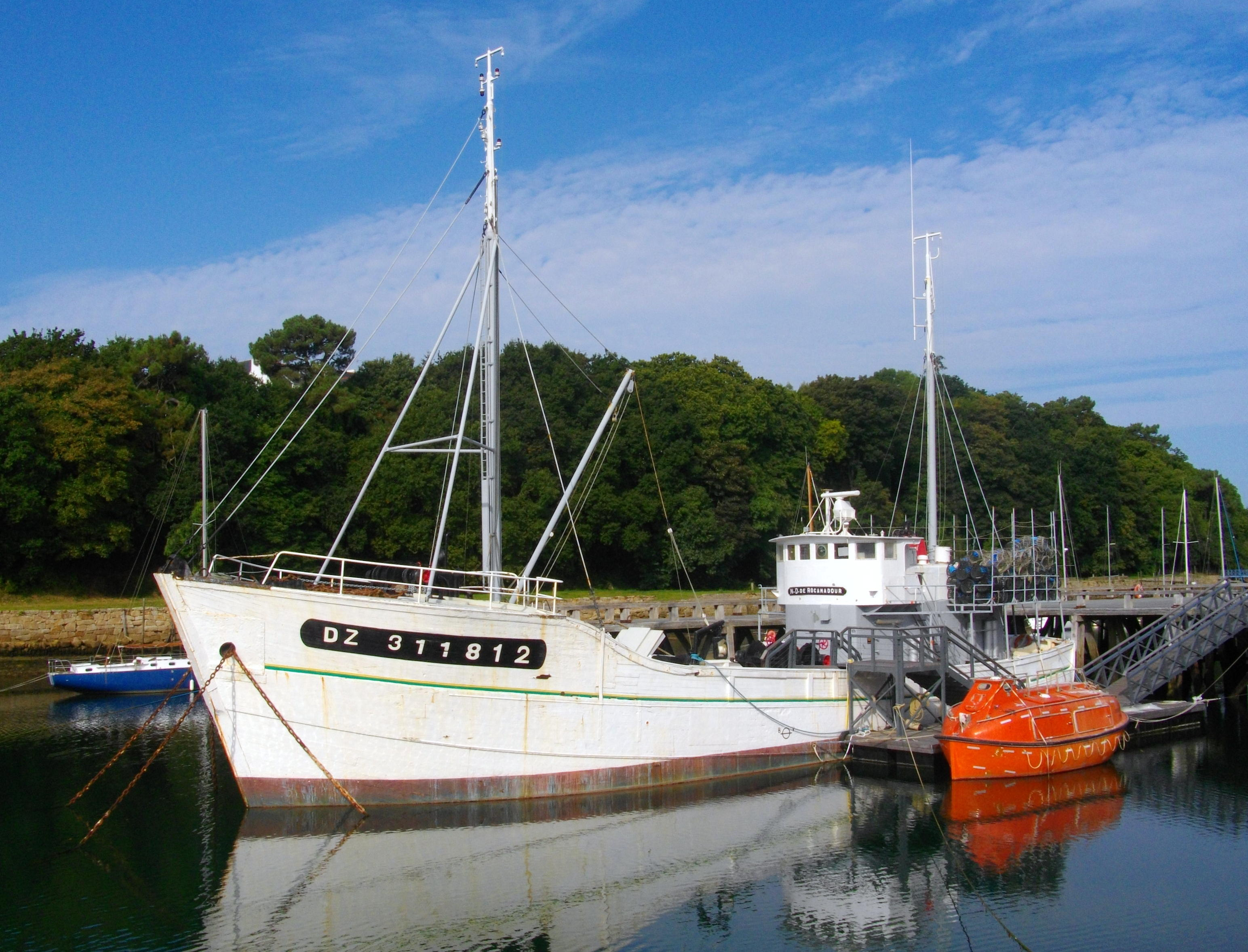
Le Notre-Dame de Rocamadour visitable jusqu'en 2013 au port-musée de Douarnenez.

### LeXXIesiècle

#### Le regain de la pêche et de quelques conserveries
Le déclin de la pêche s'est poursuivi pendant la première décennie du XXIe siècle, le nombre des navires de pêche de plus de 12 mètres diminuant de moitié. Il en subsiste une vingtaine dont 19 armés pour la pêche côtière, un seul pour la pêche hauturière.
En 2011, 8 000 tonnes de poissons sont débarquées à Douarnenez pour être vendues à la Halle à marée et 13 000 tonnes hors criée, notamment par des bateaux espagnols, mais aussi par des chalutiers français, qui utilisent Douarnenez comme base de débarquement en raison du fort tirant d'eau du port du Rosmeur et de sa situation péninsulaire, plutôt que de rejoindre leur port d'origine, afin de faire des économies, notamment de gazole : cela a fait de Douarnenez le 3e port français par le tonnage de poissons débarqués cette année-là derrière Boulogne-sur-Mer et Lorient. Des travaux de réhabilitation du port de pêche du Rosmeur ont été engagés dans la décennie 2010.
En 2015, deux conserveries industrielles seulement subsistent dans la cité des Penn Sardin : la conserverie Paulet, qui vend ses produits sous le nom des marques Petit Navire et Parmentier et qui se trouve dans la zone industrielle de Pouldavid et la conserverie Chancerelle (la maison Chancerelle serait la plus ancienne conserverie de sardines du monde encore en activité, elle emploie environ 500 salariés), qui vient de quitter son usine historique sur le port du Rosmeur pour s'installer dans la zone industrielle de Lannugat, à proximité de la Cobreco, que Chancerelle a racheté en 2013 ; la Cobreco est le plus important groupe français sur le marché de la conserve des Saint-Jacques et du thon et est issue de la fusion de deux anciennes conserveries de Douarnenez : Jacq et Gourlaouen. Une conserverie artisanale et familiale, Kerbriant, existe aussi dans la zone industrielle de Lannugat.
En 2018, la criée de Douarnenez a commercialisé 10 871 tonnes de poissons pour une valeur de 16 685 000 euros.
En 2020, Douarnenez est redevenu le premier port de pêche de Cornouaille avec 17 828 tonnes débarquées(criée et hors criée), grâce principalement à des apports croissants de sardines (9 256 tonnes) par 27 bolincheurs.
En 2023, 5 268 tonnes de poissons seulement (pour une valeur de 4 306 000 euros) ont été débarquées à Douarnenez, chiffres en baisse d'environ 25 % par rapport à l'année précédente (en raison notamment du plan de sortie de pêche de 2023),.

#### Un projet pour l'Abri du marin

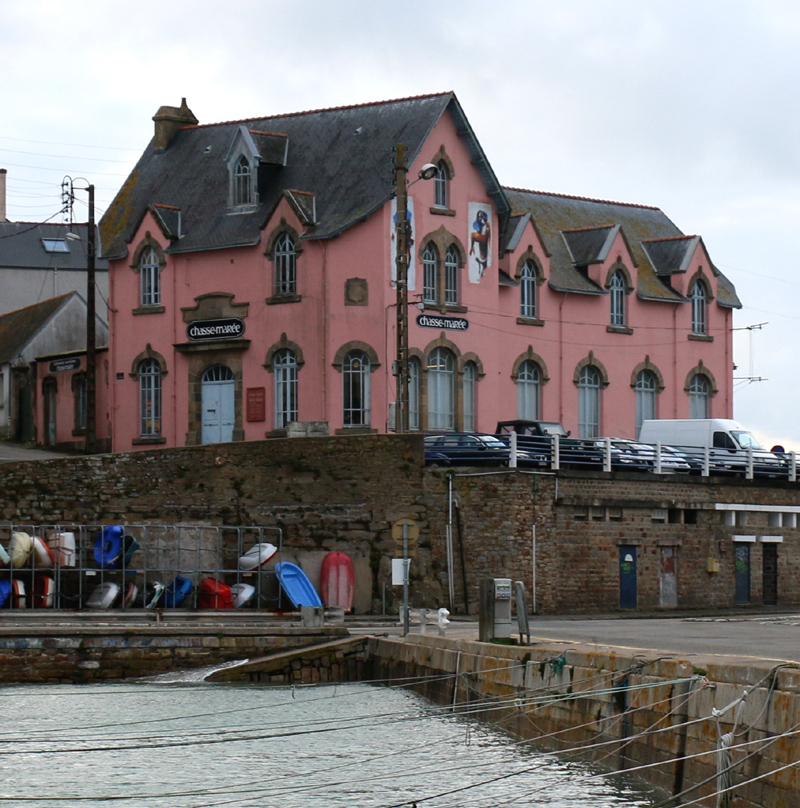
L'ancien Abri du marin.

L'abri du marin est un élément du patrimoine maritime du port de Douarnenez. Les façades et toitures de l'édifice sont inscrites au titre des monuments historiques par arrêté du 27 octobre 2007.
L'Abri du marin ferme en 1971 puis abrite de 1981 jusqu'en 2018 les éditeurs de la revue Chasse-Marée. Il a été racheté fin 2018 290 000 € par Stéphanie Stein, une avocate d'affaires parisienne, qui le remet en vente en 2021 à près d'un million d'euros. L'annonce cause un certain émoi lié aux promesses initiales basées sur un projet culturel et à la recherche d'une plus value importante et rapide à la revente,. À la suite des réactions et d'une pétition, Stéphanie Stein, retire la mise en vente et se dit prête à discuter avec la Ville de l'avenir du bâtiment,,.
En 2022, c'est la fin confirmée de tout projet culturel en association avec la ville, le Groupe Cir, promoteur immobilier bordelais construira neuf appartements haut de gamme à l'Abri du marin. Pour des prix de 6 600 à 8 000 € le m², pour des surfaces allant de 28,5 m² à 75,6 m²,.

#### Destruction de l'ancienne usine Chancerelle

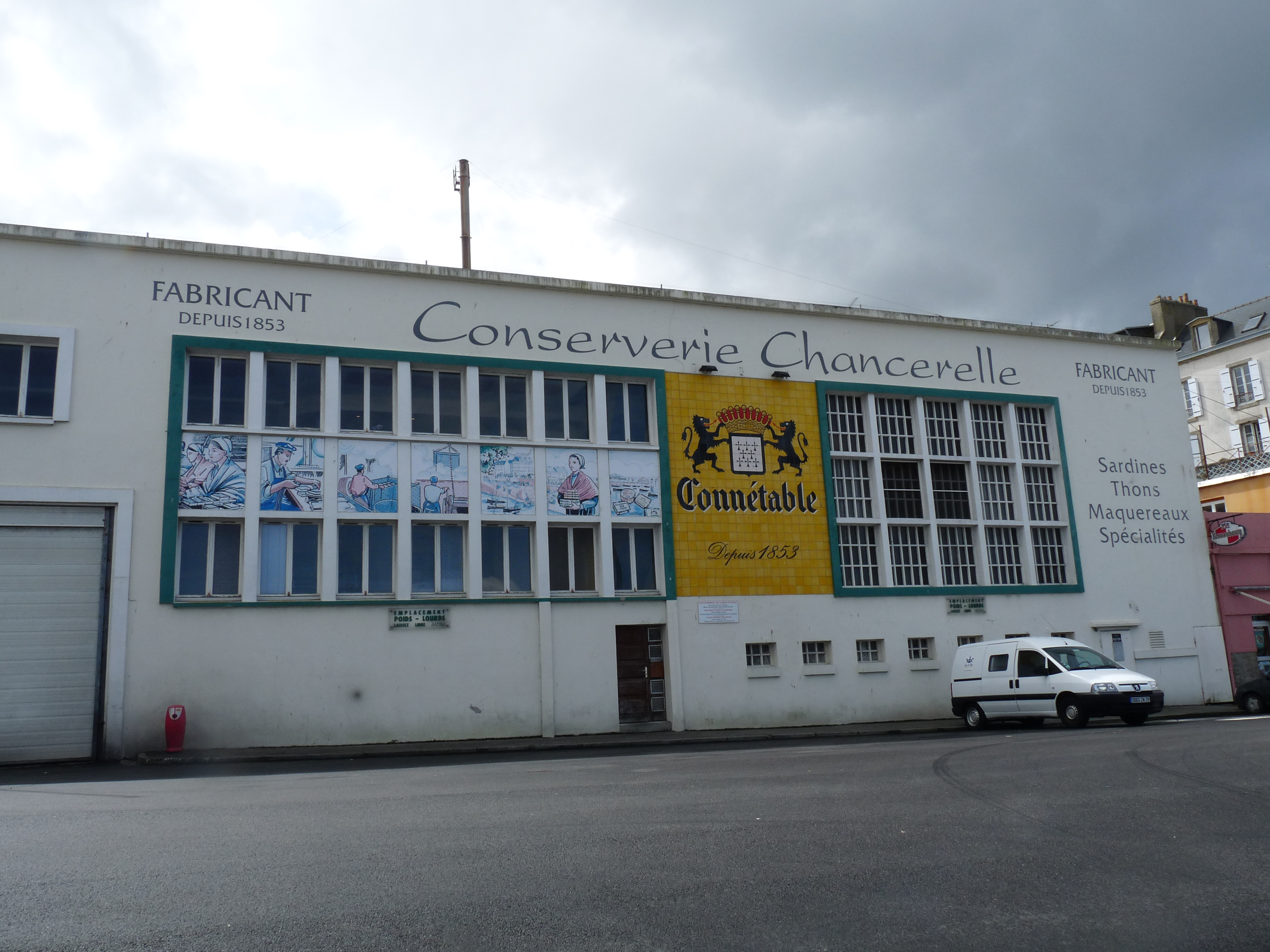
façade de l'usine des Conserveries Chancerelle.

En 2015, Chancerelle quitte son emplacement historique du port du Rosmeur. L'usine de conserverie de poissons Chancerelle, bâtiment de 3.800 m², était le plus grand atelier de presse de Douarnenez,. En 2021, elle est rachetée par le dirigeant de la faïencerie Henriot. Son but est de faire revivre le site en « accueillant des activités en lien avec le port et la baie, pour redynamiser le port et la ville ».
Mais il revend en 2023 à Bouygues Immobilier, qui prévoit de démolir le bâtiment pour construire une résidence seniors et des logements. Le "manque de concertation" sur ce projet est dénoncé, ce type d'opération se répète faisant disparaître un élément du patrimoine de l'ancienne identité ouvrière de la ville
,
,
.
En 2023, dans une exposition « entre les lignes » [de production] au Port-Musée, le photographe douarneniste Erwan Dimey présente le travail des ouvrières de l'ancienne usine Chancerelle juste avant le déménagement de 2015 à Lannugat,.
L'histoire de la conserverie Chancerelle se déroule aussi au Port-Rhu, la mairie acquiert le bâtiment, dont on trouve la trace au XVIIIe siècle, dans les années 1990, il est question de l'intégrer au Port-Musée. En février 2013, Alain Le Doaré achète le bâtiment pour en faire un centre d'interprétation du monde maritime, dédié à la sardine et sa transformation. Des difficultés financières ont finalement raison du projet initial. En 2020, l'immeuble accueille un café, une boutique de la conserverie Courtin, les locaux du périodique Chasse-Marée et la rédaction d'Ouest-France.

#### Les tensions politiques
Les démissions de Philippe Audurier, président de Douarnenez Communauté en 2023, et de Dominique Boucheron premier adjoint de Douarnenez (en raison de la montée des incivilités à son encontre) en 2024 illustrent une montée des tensions politiques à Douarnenez.

#### Lagentrificationde Douarnenez
En 2019, le collectif droit à la ville Dz, est alerté par l'augmentation du nombre de logements meublés touristiques sortant du parc locatif annuel de Douarnenez. De ce fait de plus en plus de personnes ont du mal à se loger à l'année dans cette ancienne ville ouvrière au centre-ville populaire,,.
En mai 2024, le magazine Elle crée une polémique en qualifiant, dans un article consacré à la ville, Douarnenez de « nouveau Saint-Tropez » (face aux protestations, le magazine a rapidement modifié le titre de son article : « Douarnenez, une destination plus tendance que jamais ») ce qui a surpris dans une cité à l'histoire maritime et ouvrière où plusieurs projets immobiliers haut de gamme ont, il est vrai, récemment vu le jour et qui voit arriver une population aisée, alors que depuis un siècle l'histoire de la ville est celle d'un long déclin.

## Population et société

### Démographie

#### Évolution démographique
L'évolution du nombre d'habitants est connue à travers les recensements de la population effectués dans la commune depuis 1793. Pour les communes de plus de 10 000 habitants les recensements ont lieu chaque année à la suite d'une enquête par sondage auprès d'un échantillon d'adresses représentant 8 % de leurs logements, contrairement aux autres communes qui ont un recensement réel tous les cinq ans,.
En 2022, la commune comptait 14 188 habitants, en évolution de +0,89 % par rapport à 2016 (Finistère : +2,16 %, France hors Mayotte : +2,11 %). Le maximum de la population a été atteint en 1946 avec 20 564 habitants, après la fusion des 4 villes de Douarnenez, Ploaré, Tréboul et Pouldavid.
| 1793  | 1800  | 1806  | 1821  | 1831  | 1836  | 1841  | 1846  | 1851  |
| ----- | ----- | ----- | ----- | ----- | ----- | ----- | ----- | ----- |
| 1 473 | 1 708 | 1 763 | 1 800 | 2 687 | 3 303 | 3 646 | 3 952 | 4 193 |

| 1856  | 1861  | 1866  | 1872  | 1876  | 1881  | 1886   | 1891   | 1896   |
| ----- | ----- | ----- | ----- | ----- | ----- | ------ | ------ | ------ |
| 4 470 | 4 870 | 5 434 | 7 180 | 8 637 | 9 809 | 10 985 | 10 021 | 11 465 |

| 1901   | 1906   | 1911   | 1921   | 1926   | 1931   | 1936   | 1946   | 1954   |
| ------ | ------ | ------ | ------ | ------ | ------ | ------ | ------ | ------ |
| 12 865 | 13 568 | 13 753 | 12 259 | 11 290 | 10 536 | 10 556 | 20 564 | 20 089 |

| 1962   | 1968   | 1975   | 1982   | 1990   | 1999   | 2006   | 2011   | 2016   |
| ------ | ------ | ------ | ------ | ------ | ------ | ------ | ------ | ------ |
| 19 887 | 19 705 | 19 096 | 17 653 | 16 457 | 15 827 | 15 608 | 14 815 | 14 063 |

| 2021   | 2022   | - | - | - | - | - | - | - |
| ------ | ------ | - | - | - | - | - | - | - |
| 14 163 | 14 188 | - | - | - | - | - | - | - |

Commentaire : Le déclin démographique de l'agglomération de Douarnenez depuis un siècle est spectaculaire : en 1921, les quatre communes qui formeront en 1945 le "Grand Douarnenez" étaient peuplées en tout de 21 666 habitants (12 259 habitants pour Douarnenez, 5 008 pour Tréboul, 2 831 pour Ploaré, 1 568 pour Pouldavid-sur-Mer), soit 6 919 habitants de plus qu'en 2012 ( - 32 % en 91 ans). Pendant les décennies 1960-1970, Douarnenez est, avec Hénin-Liétard, la seule ville de France de plus de 20 000 habitants à perdre des habitants en raison du déclin de la pêche et des conserveries, déjà sensible à l'époque. En 2020, la population de Douarnenez n'est plus que de 13 902 habitants, sa population ayant encore diminué de 6 % en 5 ans.
La population de Douarnenez est âgée : en 2012, les 65 ans et plus formaient 26,3 % de la population totale, soit plus que les 0 à 19 ans qui n'en formaient à la même date que 18,7 %. En 2012 Douarnenez a enregistré 95 naissances seulement (109 en 2011) et 237 décès de Douarnenistes (208 en 2011), soit un solde naturel largement négatif de -142 personnes. Depuis 2007, le nombre des décès annuels avoisine 250 et celui des naissances 100. Entre 2007 et 2012, le taux de mortalité a été en moyenne de 15,6 pour mille et le taux de natalité de 7,4 pour mille, d'où un taux d'accroissement naturel négatif de - 8,2 pour mille. Le solde migratoire par contre est voisin de zéro depuis une trentaine d'années, parfois même légèrement positif (+ 0,1 % l'an entre 1990 et 1999, + 0,4 % l'an entre 1999 et 1999 et 2007, - 0,1 % l'an entre 2007 et 2012).
En 2009, pour un total de 9 869 logements, Douarnenez comptait 7 595 résidences principales et 1 361 résidences secondaires (13,8 % du total des logements), le reste étant constitué de logements vacants. Le parc immobilier est surtout constitué de maisons individuelles (6 036 en 1999), les appartements étant au nombre de 3 815.

#### Pyramide des âges
La population de la commune est relativement âgée.
En 2018, le taux de personnes d'un âge inférieur à 30 ans s'élève à 24,8 %, soit en dessous de la moyenne départementale (32,5 %). À l'inverse, le taux de personnes d'âge supérieur à 60 ans est de 39,4 % la même année, alors qu'il est de 29,8 % au niveau départemental.
En 2018, la commune comptait 6 477 hommes pour 7 538 femmes, soit un taux de 53,79 % de femmes, largement supérieur au taux départemental (51,41 %).
Les pyramides des âges de la commune et du département s'établissent comme suit.
| Hommes | Classe d’âge | Femmes |
| ------ | ------------ | ------ |
| 1,3    | 90 ou +      | 4,0    |
| 10,1   | 75-89 ans    | 16,1   |
| 23,4   | 60-74 ans    | 23,2   |
| 23,3   | 45-59 ans    | 19,9   |
| 14,6   | 30-44 ans    | 14,1   |
| 13,6   | 15-29 ans    | 11,3   |
| 13,7   | 0-14 ans     | 11,5   |

| Hommes | Classe d’âge | Femmes |
| ------ | ------------ | ------ |
| 0,7    | 90 ou +      | 2,2    |
| 7,8    | 75-89 ans    | 11,5   |
| 19,2   | 60-74 ans    | 20,1   |
| 20,8   | 45-59 ans    | 19,7   |
| 17,7   | 30-44 ans    | 16,6   |
| 17,1   | 15-29 ans    | 14,7   |
| 16,8   | 0-14 ans     | 15,2   |

## Héraldique

### Héraldique
L'ancien blason a été dessiné par le docteur Benoiston, de Quimper, membre de la Société française d'héraldique et de sigillographie et de la commission départementale d'héraldique du Finistère.

Blason Ville de Douarnenez (Finistère).

D'azur à la clé renversée et posée en pal d'or, l'anneau en losange pommeté, le panneton figurant une ancre. L'écu timbré d'une couronne murale d'or à la porte à deux battants du même, ferrés de sable ; soutenu aux cantons du chef et aux flancs d'un cordage entrelacé tressé d'argent et de sable ; supporté en baroque de deux fous de Bassan d'argent ailés de sable essorés, descendant et affrontés en chevron renversé sous la pointe de l'écu, tenant en leurs becs un listel d'or bordé et doublé d'azur chargé de la devise DALC'H MAD en lettre de sable.
Le nouveau blason a été déposé en 1977.
| Douarnenez | Blason d'azur à la clé renversée et posée en pal d'or, l'anneau en losange pommeté, le panneton figurant une ancre |

### La devise
La devise de la ville est Dalc'h mad, ce qui signifie « Tiens bon ». Elle est tirée du nom d'une barque que des résistants douarnenistes avaient emprunté pour rejoindre l'Angleterre à la suite de l'appel du général de Gaulle.

## Politique et administration

### Liste des maires
| Période        | Période        | Identité                    | Étiquette | Qualité                                                                       |
| -------------- | -------------- | --------------------------- | --------- | ----------------------------------------------------------------------------- |
| octobre 1944   | juillet 1945   | Joseph Pencalet (1890-1973) | PCF       | Marin-pêcheur puis patron-pêcheur Secrétaire du syndicat des marins-pêcheurs. |
| juillet 1945   | avril 1949     | Yves Caroff                 | PCF       |                                                                               |
| avril 1949     | février 1951   | Joseph Trocmé               | PCF       | Douanier.                                                                     |
| février 1951   | mars 1951      | Charles Féjean              |           |                                                                               |
| mars 1951      | mars 1959      | Marcel Arnous des Saulsays  | MRP       |                                                                               |
| mars 1959      | mars 1965      | Henri Mottier               | MRP       |                                                                               |
| mars 1965      | janvier 1967   | Georges-Camille Réaud       |           |                                                                               |
| 1967           | 1971           | Jean-Claude Dubourg         | MRP       |                                                                               |
| 1971           | 1995           | Michel Mazéas               | PCF       | Enseignant.                                                                   |
| 1995           | 1997           | Joseph Trétout              | UDF       |                                                                               |
| 1997           | 2001           | Jocelyne Poitevin           | DVD       | Réélue maire en 2020                                                          |
| 2001           | 2008           | Monique Prévost             | DVG       |                                                                               |
| 2008           | 2017           | Philippe Paul               | UMP-LR    | Sénateur                                                                      |
| 2017           | 4 juillet 2020 | François Cadic              | LR        | Antiquaire                                                                    |
| 4 juillet 2020 | En cours       | Jocelyne Poitevin           | DVD       | Maire de 1997 à 2001                                                          |

### Quartier maritime
Douarnenez est un quartier maritime dont le code est : DZ.

### Jumelages
- Camp palestinien de Rashidieh (en) (Liban) depuis 2006[207]
- Falmouth (Royaume-Uni)
- Husum (Allemagne) depuis 2023[208]

## Économie

### De la mer

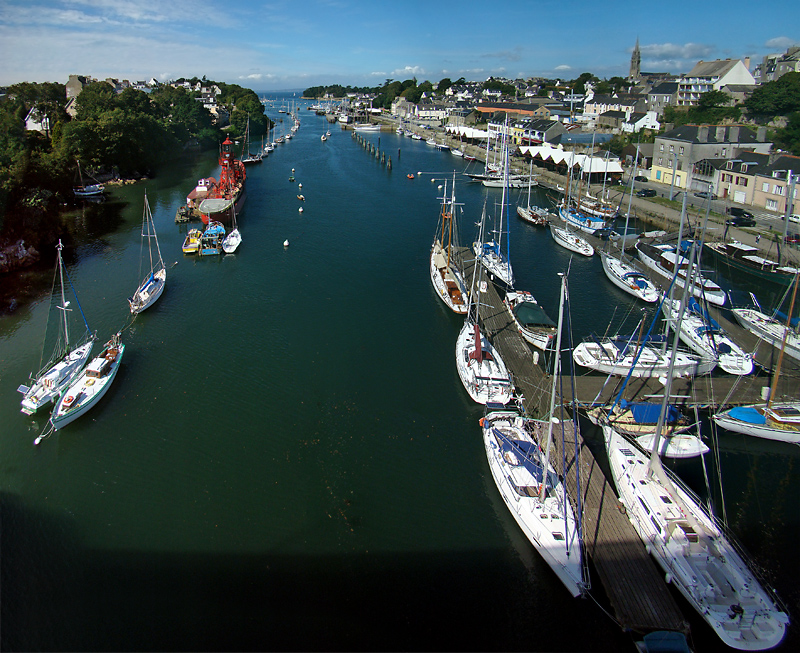
Port-Rhu vu depuis le viaduc vers l'aval.

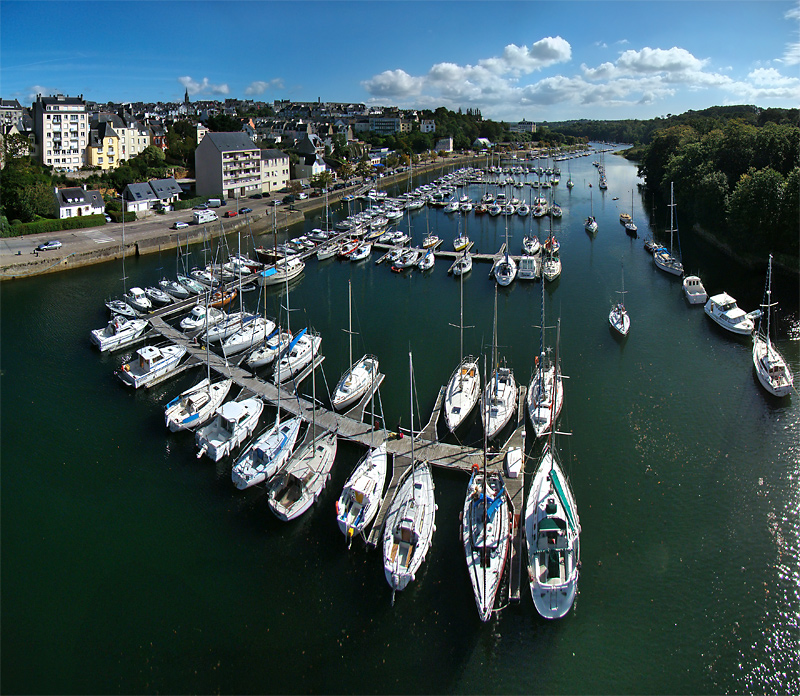
Port-Rhu vu depuis le viaduc vers l'amont.

#### Ports
La ville dispose de trois ports :
- le Rosmeur, port de pêche avec criée, géré par la Chambre de commerce et d'industrie de Quimper Cornouaille, inauguré en 1958 sous sa forme actuelle;
- le Port-Rhu ( ria de Pouldavid) où est basé le Port Musée, inauguré en 1992;
- le Port de Plaisance à Tréboul.

Au Rosmeur, les équipages et navires disposent d'une chaîne de services : remorqueur, approvisionnement en glace, ateliers de mécanique, chantier de construction-réparation navale, avitaillement en gazole et marchandises diverses. Le Syndicat mixte pêche-plaisance de Cornouaille (SMPPC) mène le projet de remplacement d'ici 2026 du (en) slipway par un élévateur à bateaux. Le slipway ne répond plus aux besoins pour des bateaux plus larges et plus lourds.
Si le port de pêche connaît une période de mutations, le port de plaisance de Tréboul, lui, accueille de nombreux bateaux de plaisance.

#### Chantiers navals
De nombreux petits chantiers navals restent en activité ; le Port-Rhu continue à produire des bateaux traditionnels en bois, tandis que le Rosmeur fabrique des bateaux modernes de pêche en acier et se diversifie. Par exemple en 2022, le chantier Gléhen construit le nouveau baliseur du Finistère pour l'armement des phares et balises.
D'ici 2026, afin de développer son activité sur Douarnenez au port du Rosmeur, le chantier naval Glehen pourra bénéficier du remplacement du (en) slipway par un élévateur à bateaux.

#### La sardine (pêche et conserveries)
Douarnenez a été et reste un haut lieu de la pêche à la sardine (3 714 tonnes en 2006), ce qui lui vaut le surnom de « Sardinopolis ». Ainsi, depuis le XIXe siècle, plusieurs conserveries se sont installées dans la ville, dont la plus ancienne au monde (1853), Chancerelle, est toujours en activité. La technique de pêche à la sardine met en concurrence les sardiniers douarnenistes qui utilisent le filet droit et leurs concurrents utilisant la bolinche, ce qui entraîne deux « guerres de la bolinche » en 1951 et 1958.
Face à la concurrence étrangère, la plupart des conserveries de sardines de la ville ont progressivement fermé leurs portes, notamment à cause de l'appauvrissement de la ressource entre 1880 et 1914. Les pêcheurs douarnenistes se sont diversifiés alors dans la pêche au homard et à la langouste sur les côtes d'Espagne, du Portugal, du Maroc, de Mauritanie, créant chez les marins-pêcheurs douarnenistes jusque dans les années 1980 une caste de Mauritaniens.
Avant 1900, Douarnenez abrite 32 conserveries, leurs patrons faisant partie de la « noblesse de l'huile » alors que les femmes qui y travaillent sont appelées les « dames ou filles de la friture » (4 000 lors de la grève déclenchée en 1924 pour obtenir des salaires décents). En 1958, il reste 14 usines, embauchant à l'année 118 personnes. Dans les années 1990, il reste trois usines industrielles qui ont su se développer, qui emploient près de 1 000 personnes et mettent en conserve 70 % du thon français : Paulet (marque Petit Navire), Cobreco (avec ses marques Arok et Jacq, elle est le leader de la conserve de coquilles Saint-Jacques et du thon fabriqué en France) et Chancerelle (marque Le Connétable). Depuis 2010, Kerbriant (marque Kerbriant) une petite conserverie artisanale et familiale de plats cuisinés à base de produits de la mer, installée à Beuzec-Cap-Sizun depuis 1986, s'est déplacée sur le site de Lannugat à proximité de la conserverie Cobreco. En 2013, Chancerelle rachète Cobreco et quitte son usine historique sur le port du Rosmeur. Douarnenez est toujours la capitale européenne de la conserve de poisson.
Le port-musée au Port Rhu a récemment abrité une importante exposition de l'historien local Alain Le Doaré, relatant l'histoire des conserveries dans la ville des "Penn-sardin", mais aussi en Cornouaille et sur tout le littoral atlantique. Pointeuse, tables, sertisseuses, autoclaves, camion, coffre, boîtes, archives, photos, maquette et films… témoignent de cette activité industrielle.

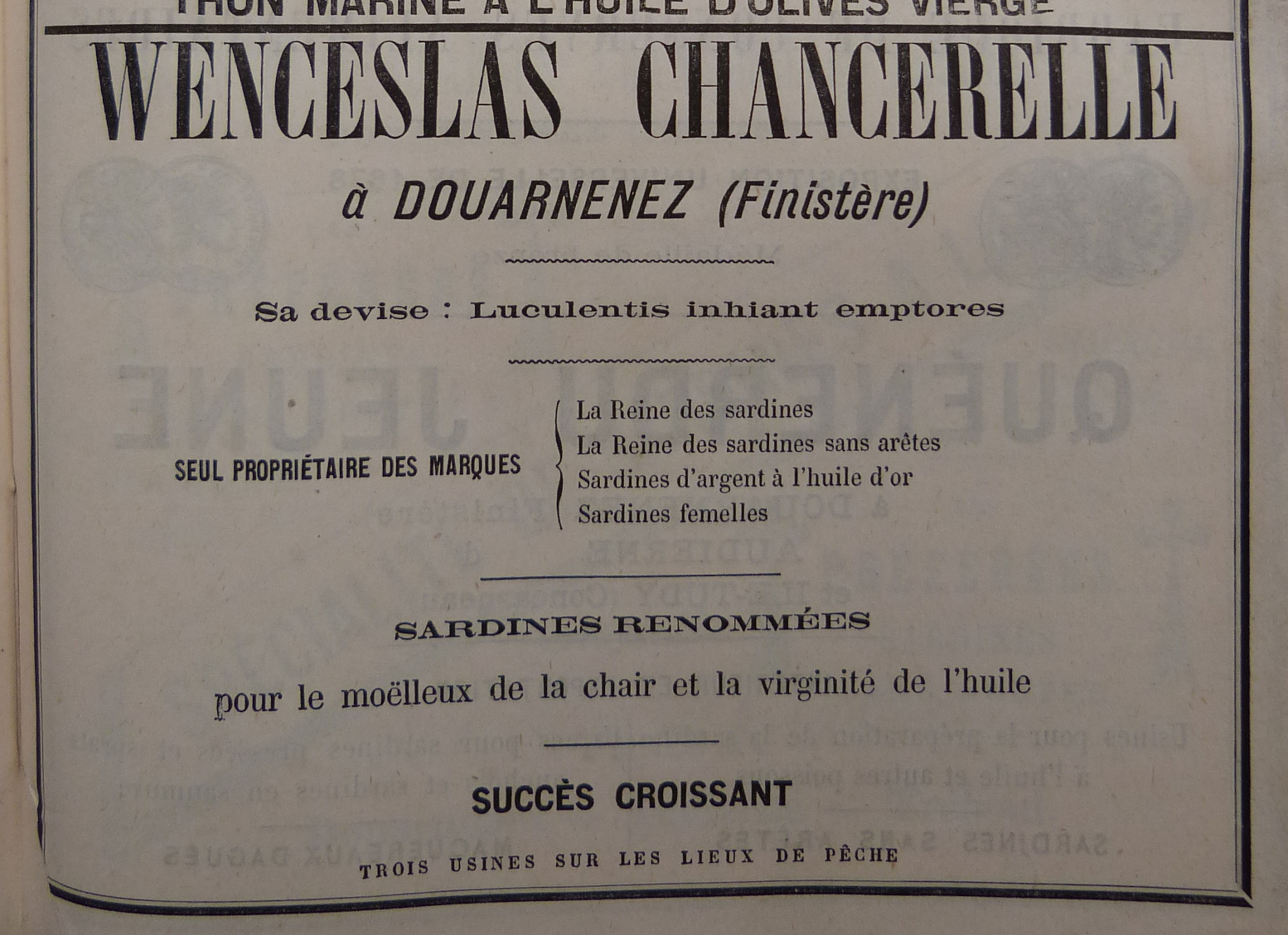
Wenceslas Chancerelle.
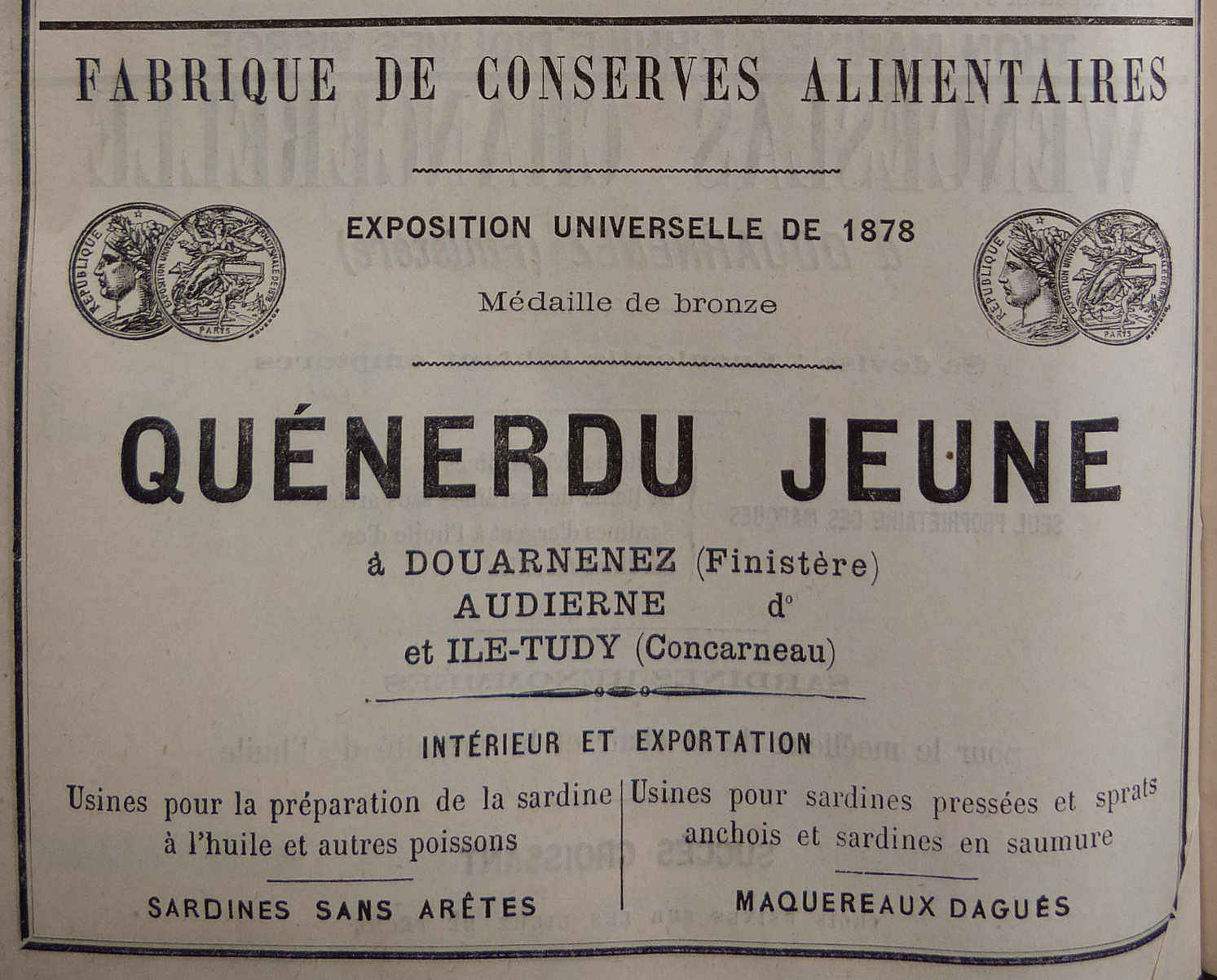
Quénerdu jeune.
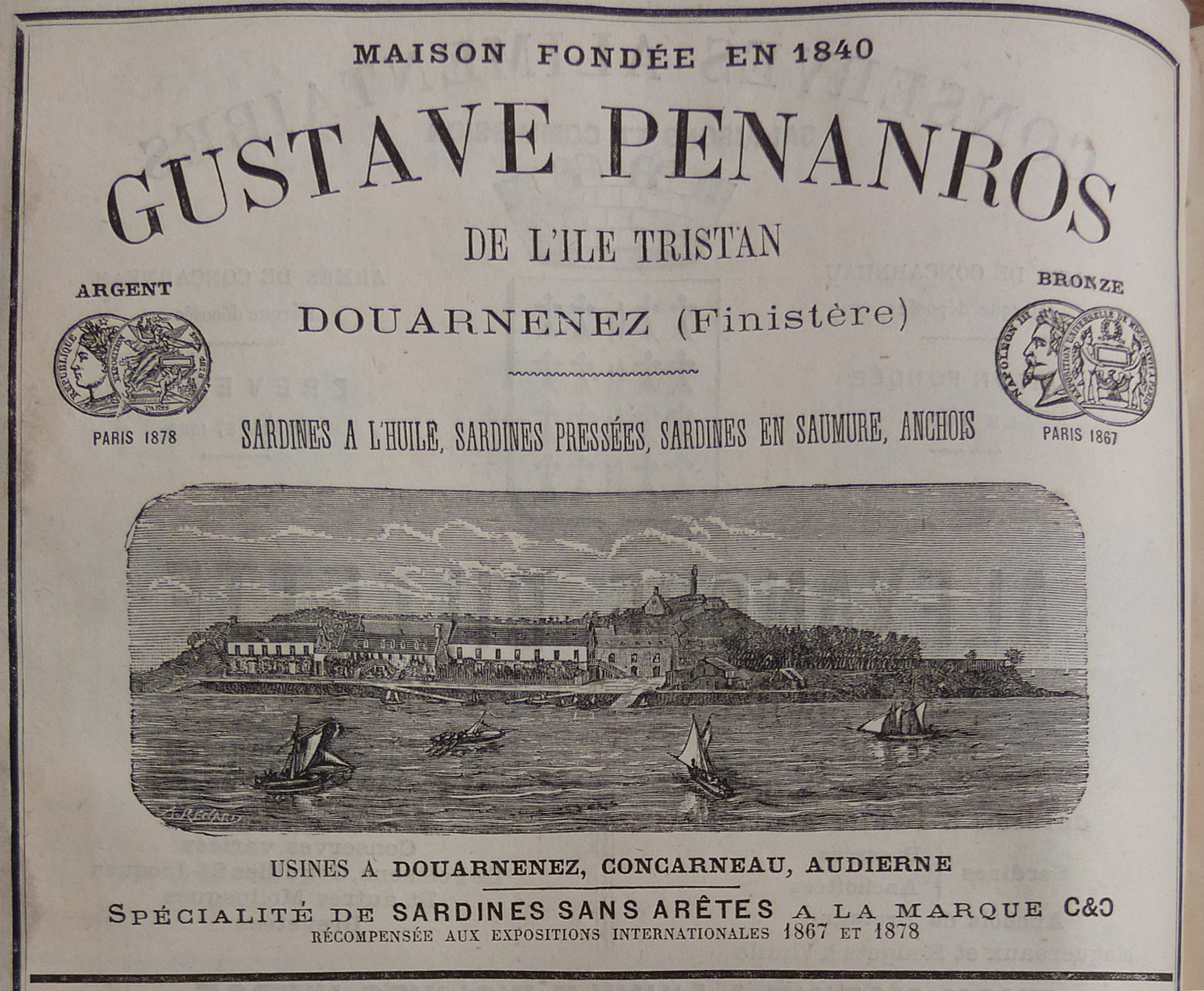
Gustave Penanros.
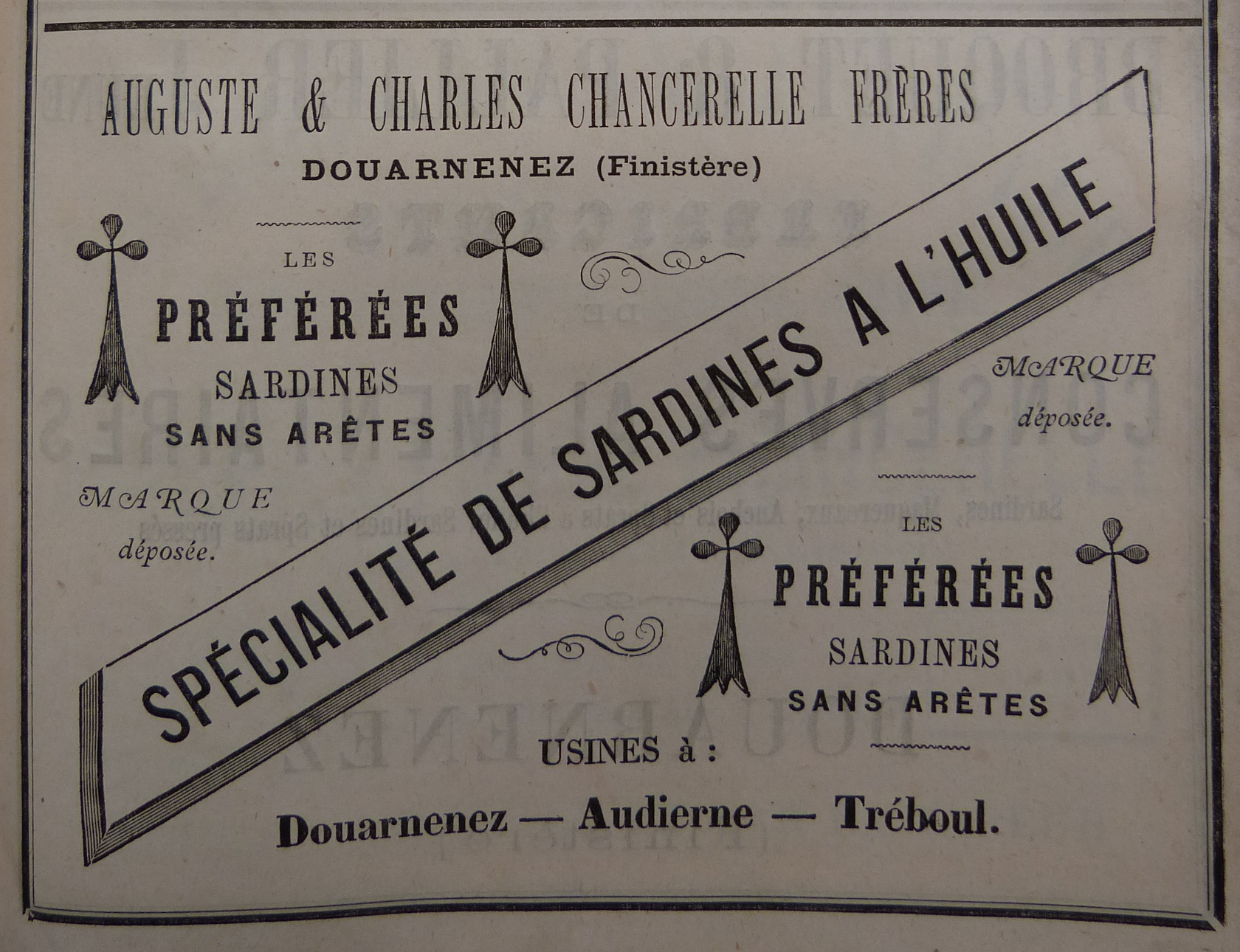
Auguste et Charles Chancerelle.
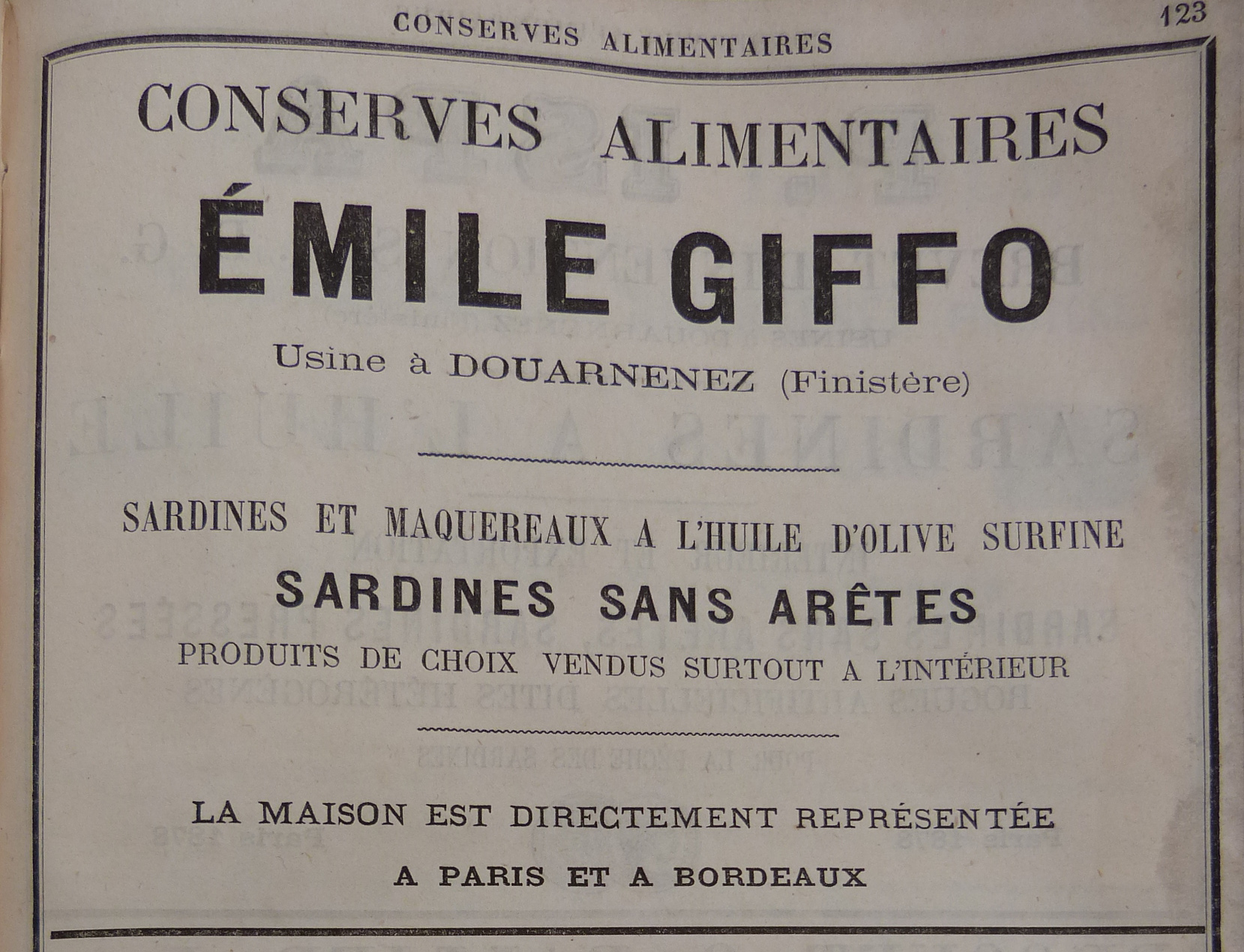
Emile Giffo.
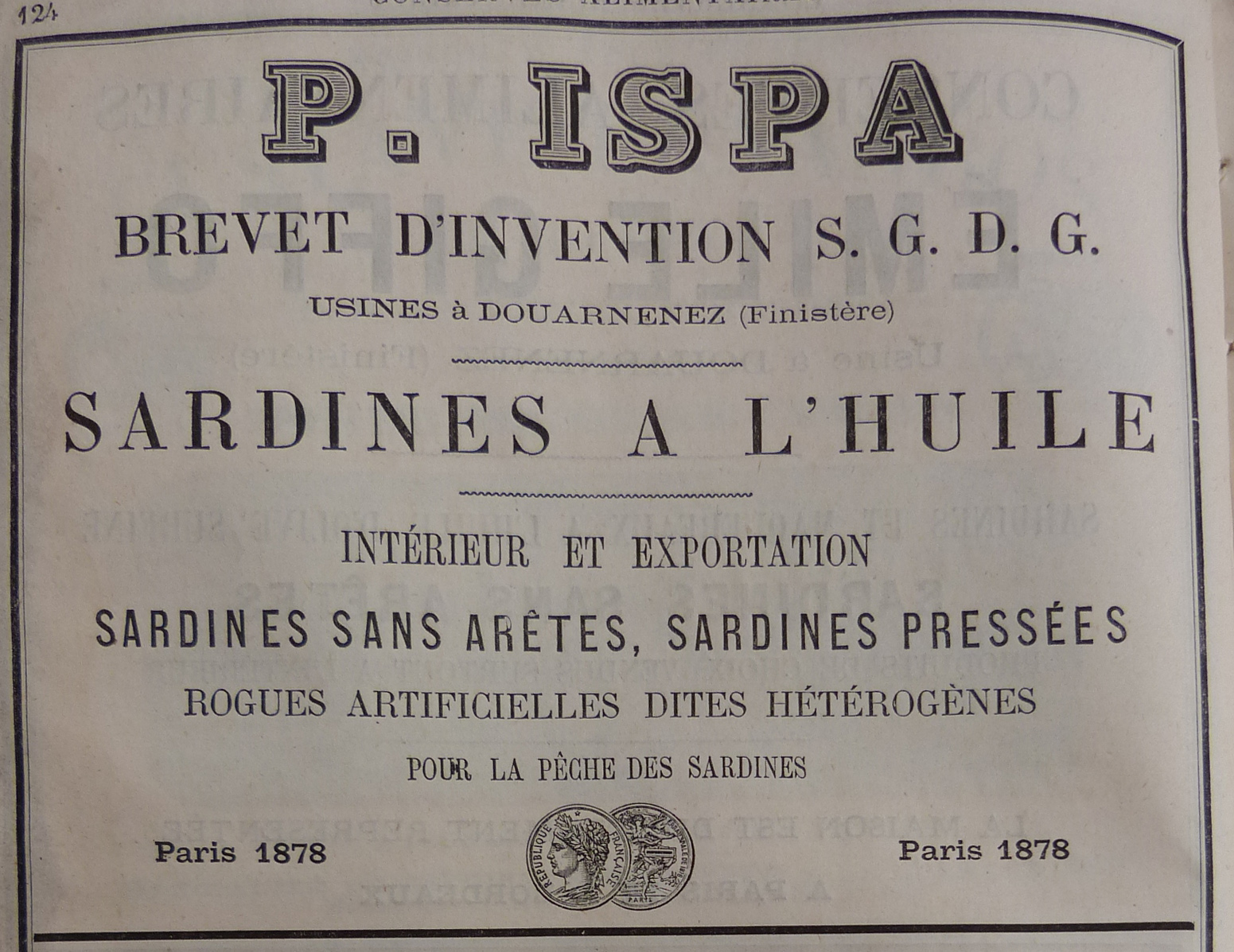
P. Ispa.
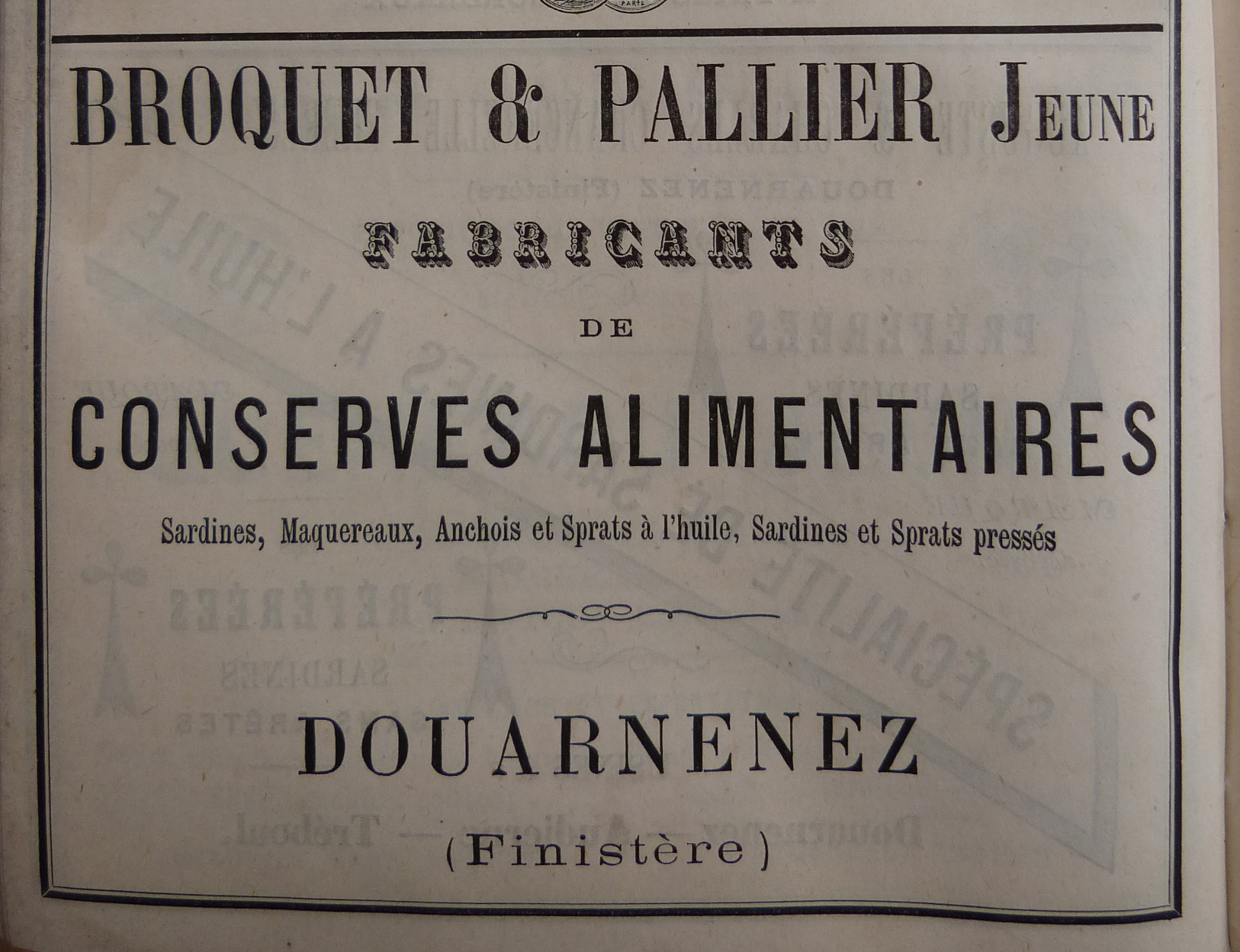
Broquet et Pallier jeune.
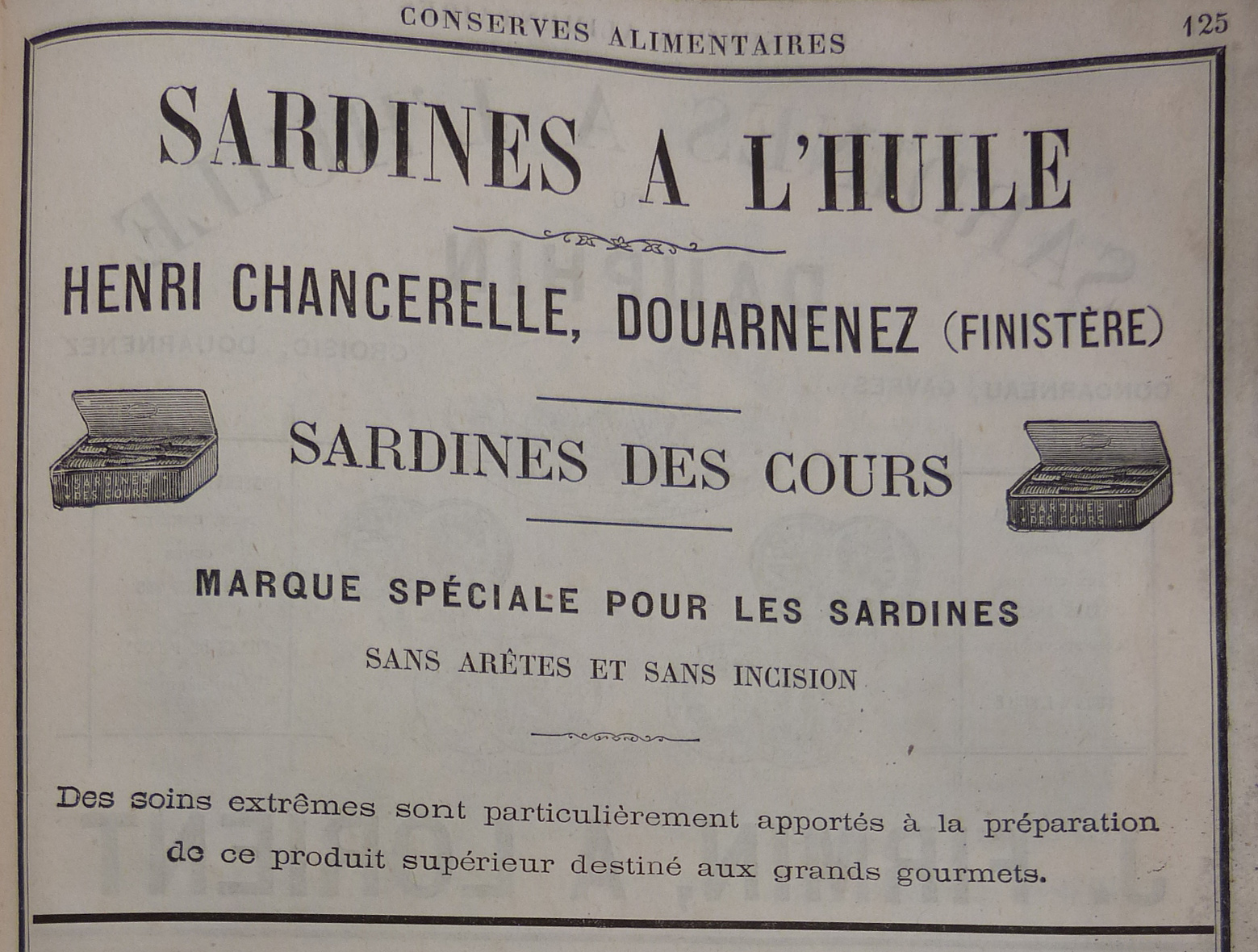
Henri Chancerelle.
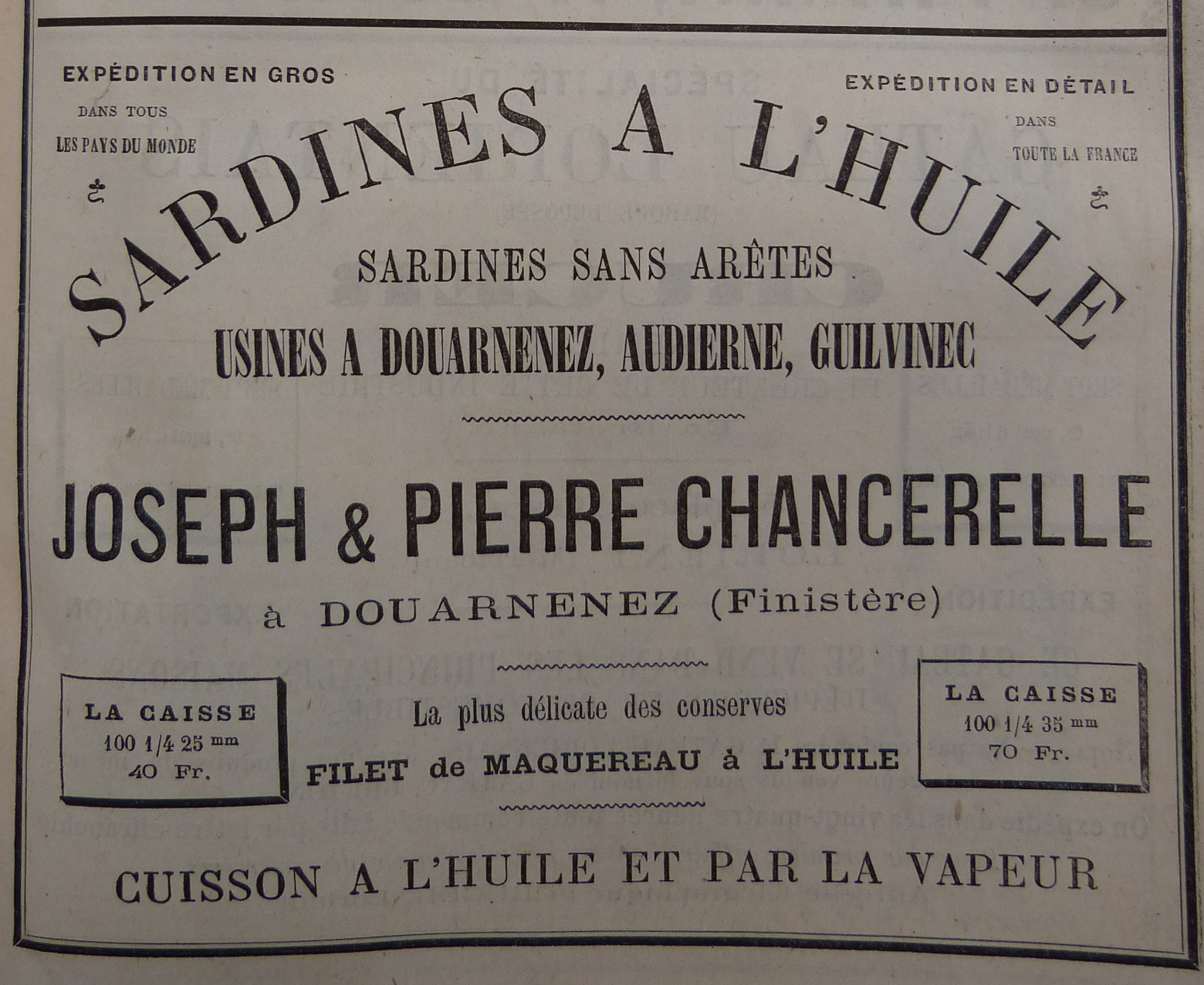
Joseph et Pierre Chancerelle.

### Tourisme
Par décret en date du 21 mars 2014, la commune de Douarnenez est érigée en « Station classée de Tourisme », la nouvelle dénomination des stations balnéaires.
L'Office départemental des centres de vacances et de loisirs (Odcvl), société coopérative française créée en 1939, dispose d'un centre permanent dans la commune; Odcvl le steredenn.
Dans le cadre de la semaine de l'économie touristique et des savoir-faire, chaque année en octobre-novembre, des visites d'entreprises locales sont organisées à Douarnenez.
La présence de navires de croisière dans la baie de Douarnenez avec escale au port du Rosmeur est l'objet de controverses dans la ville en particulier concernant son impact environnemental et du type de tourisme « qui pollue et détruit la planète »,,.

### Le cinéma
Le cinéma est un des axes de développement culturel de la ville :
- Le collège-lycée public Jean-Marie Le Bris a vu la création de la première option cinéma en Bretagne, en 1986[225] ;
- Son Festival de cinéma de Douarnenez, de renommée internationale, existe depuis 1978 ;
- L'association Daouagad Breizh, subventionnée à hauteur d'environ 15 000 Euros annuels ;
- Le cinéma « Le Club », certifié « art et essai », propriété de la ville, mis à disposition gracieuse de l'association "Toile d'Essai" qui en assure le fonctionnement afin d'accueillir près de 23 000 spectateurs tous les ans. Cette dernière est de plus subventionnée environ à hauteur de 40 000 Euros annuels ;
- Le cinéma « Le K » a fermé en septembre 2018. Après travaux, le cinéma à rouvert en décembre 2021 sous le nom de « La Balise »

#### Sociétés
- Next Films Distribution ;
- "Tita B Productions"

### Autres entreprises
Les deux places de marché (Douarnenez Centre et Tréboul) sont très fréquentées par les Douarnenistes et les touristes. Le marché de Tréboul borde le port de plaisance tandis que celui des Halles est au cœur de la vieille ville.
La communauté de communes du Pays de Douarnenez comptait 640 entreprises en 2006 (source CCI) dont 90 % sur la seule commune de Douarnenez, réparties dans les secteurs d'activités suivants :
- Agriculture - Pêche : 32 entreprises (5 %)
- Industrie de la transformation : 51 entreprises (8 %)
- BTP : 56 entreprises (9 %)
- Tertiaire (y compris commerces) : 501 entreprises (78 %).

La répartition de ces établissements par tranche d'effectifs est la suivante :
- De 0 à 2 salariés : 435 entreprises (68 %)
- De 3 à 5 salariés : 104 entreprises (16,3 %)
- De 6 à 9 salariés : 51 entreprises (8 %)
- De 10 à 49 salariés : 40 entreprises (6,3 %)
- Plus de 50 salariés : 10 entreprises (1,6 %).

#### Franpac
Actuellement[Quand ?] membre du groupe Massilly, Franpac fabrique des boîtes de conserves et autres emballages métalliques au 32 de la route de Kerveoc'h. Elle était une des rares entreprises au monde à utiliser le procédé « BOX BAND », qui permettait une ouverture et une fermeture facile grâce à une petite bande de feuillard métallique soudée entre le corps et le couvercle. Passée sous technologie Soudronic au milieu des années 1990, la ligne, sous la direction de Jean-Claude Ascoët, sort sa dernière boîte au milieu de l'année 1999 en raison de l'interdiction du plomb par une directive européenne. Aucun substitut n'ayant pu être trouvé, les boîtes qui utilisaient ce procédé, dont les mythiques paté Hénaff, ont basculé vers un système d'ouverture classique par capsule.

## Transports

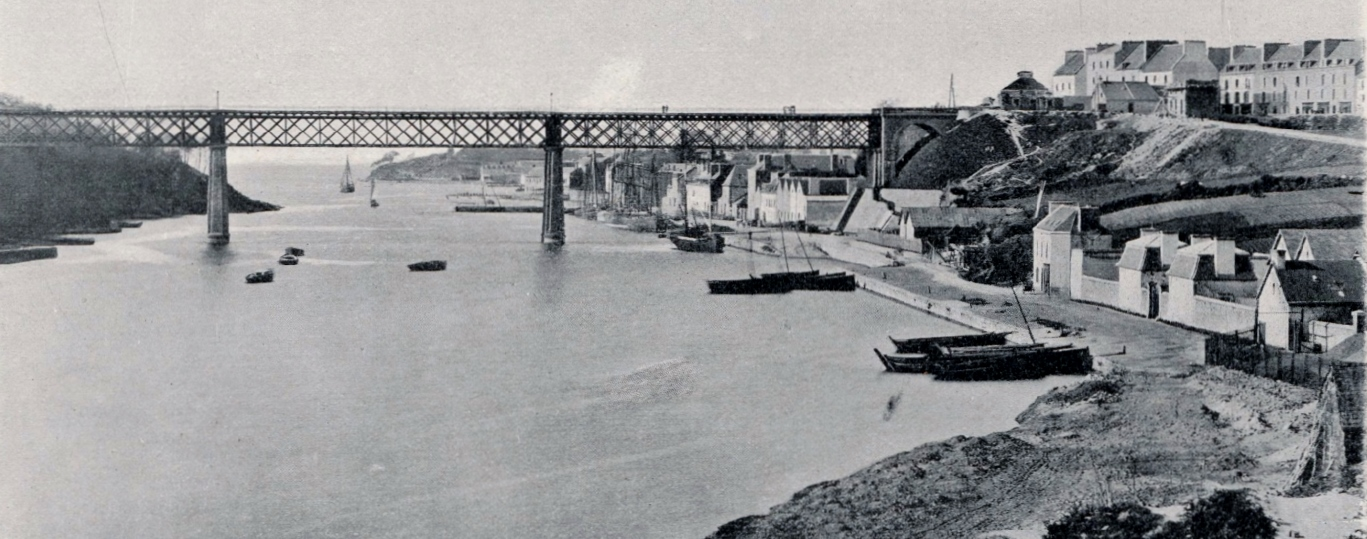
Le viaduc de chemin de fer de Douarnenez vers 1900 (reliant Douarnenez à Tréboul et à sa gare).

La voie ferrée desservant Douarnenez depuis Quimper, concédée à la Compagnie du chemin de fer de Paris à Orléans, ouvre en 1884 (elle s'arrête en fait à Tréboul, où se trouve la gare, ne desservant pas le port de Douarnenez). Elle est prolongée par une voie métrique gérée par les Chemins de fer départementaux du Finistère, déclarée d'utilité publique le 14 février 1891, mise en service le 29 janvier 1894, surnommée Ar Youter (youd en breton signifiant « bouillie », cette appellation se veut ironique : la « ligne des mangeurs de bouillie »). Cette ligne, longue de 20 km, fermera en 1946.
La ligne ferrée Quimper-Douarnenez fut fermée au trafic voyageurs en 1972 et au trafic marchandises en 1988. Déclassée, elle est désormais une voie verte gérée par le conseil départemental du Finistère.
Par voie routière, Douarnenez est principalement desservie par la RD 765, tronçon de l'ancienne route nationale déclassée RN 165 qui, initialement, reliait Nantes à Audierne. Cette route n'est actuellement que très partiellement à 4 voies entre Quimper et Douarnenez. La RD 7 relie Douarnenez à Châteaulin.
Le réseau de transport public de la région Bretagne BreizhGo en Finistère dessert Douarnenez à partir de Quimper en car grâce à la ligne 51. La ville est aussi reliée à Audierne par ce même réseau via la ligne 52 et l'été jusqu'à Plogoff à la pointe du cap Sizun.
L'aéroport de Quimper-Pluguffan est à une vingtaine de kilomètres de Douarnenez.
La ville met à la disposition de ses habitants un réseau urbain de bus (TUD'bus).

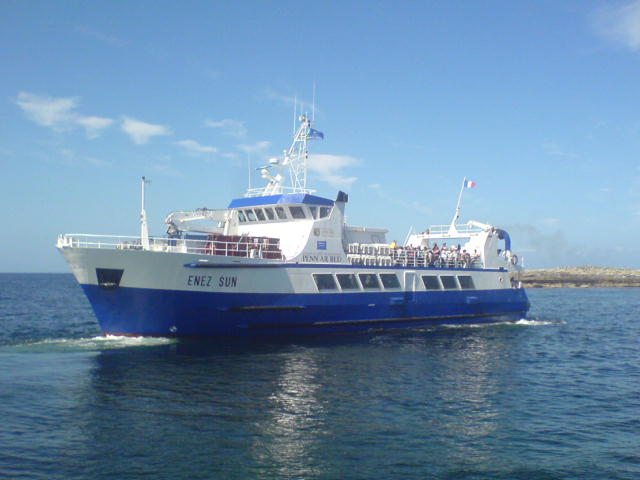
LEnez Sun 3

L'exploitation par la compagnie Penn-ar-Bed du navire Enez Sun 3, fabriqué au Chantier naval Gléhen de Douarnenez, assure la liaison entre l'île de Sein et le continent au port de Sainte-Evette, Esquibien, Audierne en condition normale.
En cas de météo maritime difficile, le départ de l'île de Sein se fait en direction de Douarnenez, sur le quai du Rosmeur, de même pour le retour. Il faut compter deux heures de traversée si la liaison s'effectue de Douarnenez (contre une heure à partir d'Audierne).

## Langue bretonne
L'adhésion à la charte Ya d'ar brezhoneg a été votée par le conseil municipal le 22 décembre 2004. Le 8 février 2008, la commune a reçu le label du niveau 2 de la charte.
À la rentrée 2017, 134 élèves étaient scolarisés dans la filière bilingue publique (soit 11,4 % des enfants de la commune inscrits dans le primaire).

## Santé
La ville possède un centre hospitalier "Michel Mazéas", un centre de thalassothérapie aux Sables Blancs à Tréboul, le Centre de Rééducation Fonctionnelle de Tréboul créé en 1964, et trois maisons de retraite.
La Ville regroupe :
- dix-sept médecins généralistes ;
- une cinquantaine de médecins spécialisés ;
- plus d'une soixantaine d'auxiliaires médicaux.

## Monuments et sites
- Le Port-Rhu, qui abrite le port-musée de Douarnenez véritable conservatoire d'objets liés aux mondes maritimes, comme des bateaux anciens ou des fonds d'ateliers d'artistes photographes de Bretagne. À quai, le musée propose plus de 2 800m² d'expositions permanentes et temporaires sur le patrimoine maritime ainsi que l'histoire de la ville[236]. À flot, le long des quais, une cale permet de visiter 4 grands navires à flot, chacun représentant une activité maritime spécifique. Le musée dispose de 4 500m² de réserves, où sont conservés plus de 10 000 objets (outils de charpentier, boîtes de conserve, marque de filet,...), plus d'une centaine de maquettes de bateaux ainsi qu'environ 250 bateaux à taille réelle[237]. Un site internet[238] recense plus de 9 000 bateaux, 4 000 articles de presse et 9 000 photos liés à l'histoire maritime de Douarnenez[239].

- L'île Tristan : accessible à pied à marée basse lorsque les coefficients de marée dépassent 90. L'île appartient au Conservatoire du littoral depuis 1995 et la ville de Douarnenez en assure l'entretien. Elle est accessible pour le public uniquement sur autorisation ou certains jours de l'année et surveillée par un garde. Son jardin exotique abrite 358 espèces florales différentes et des espèces animales protégées vivent sur l'île comme l'escargot de Quimper, la chouette hulotte ou plusieurs espèces de chauves-souris[240].
- Les Plomarc'h, site naturel et historique : Les Plomarc'h sont désormais un site protégé de 16 hectares, acquis par la Ville de Douarnenez, le département du Finistère et le Conservatoire du littoral. La commune y entretient un espace naturel ouvert au public, qui comprend en particulier une ferme pédagogique qui élève des animaux de ferme des races bretonnes et cultive entre autres du blé noir. Les boisements sont constitués des arbres traditionnels de la région (châtaigniers, hêtres, chênes).

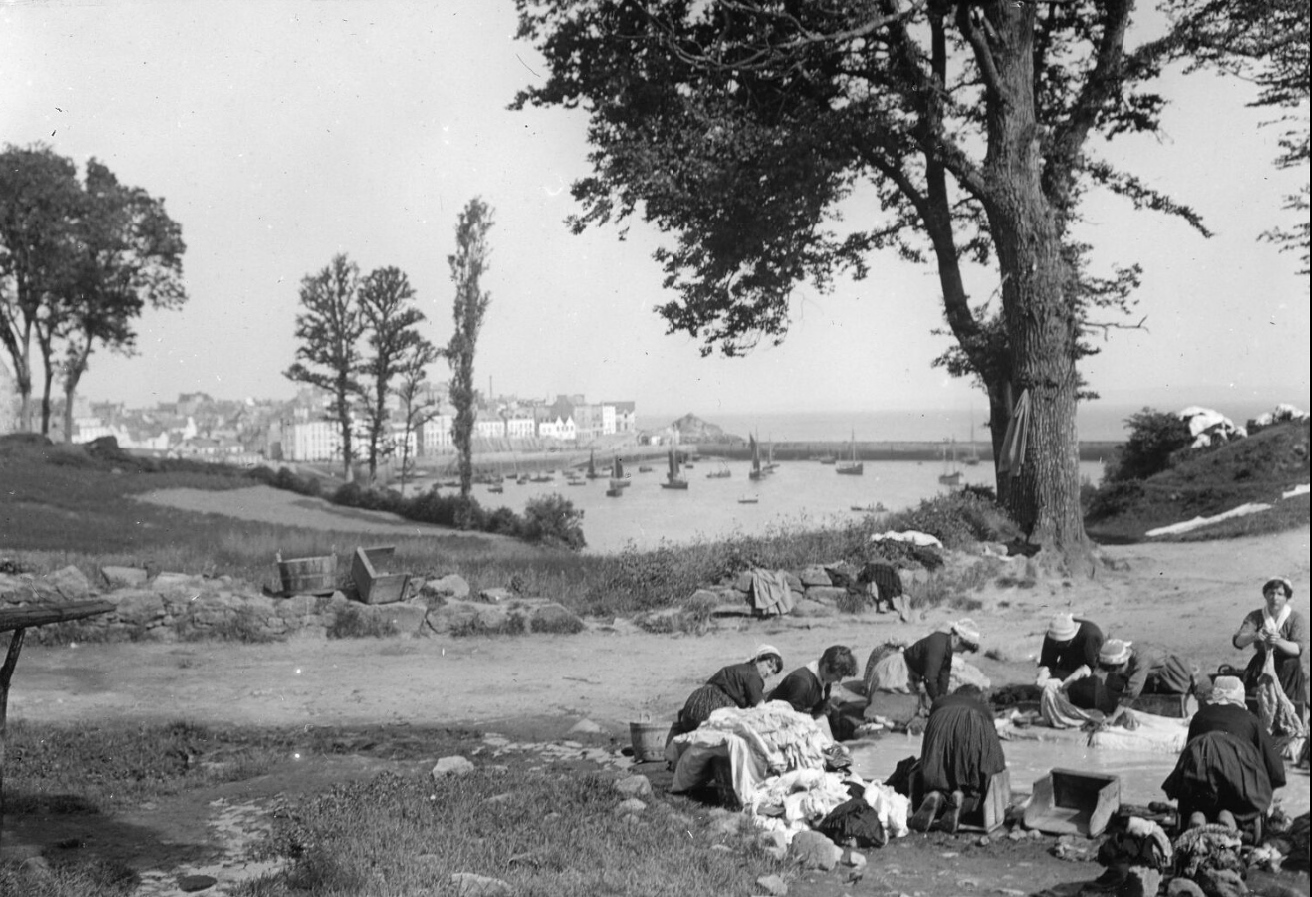
Le lavoir des Plomarc'h au début du XXe siècle (photographie Jules David).
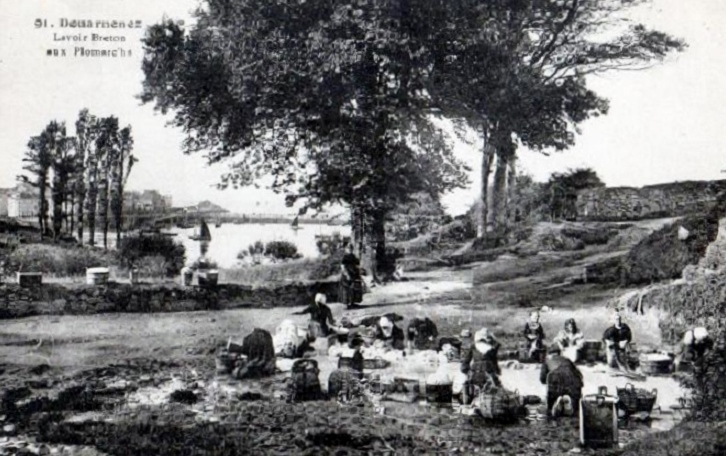
Le lavoir des Plomarc'h (carte postale Villard, vers 1920).
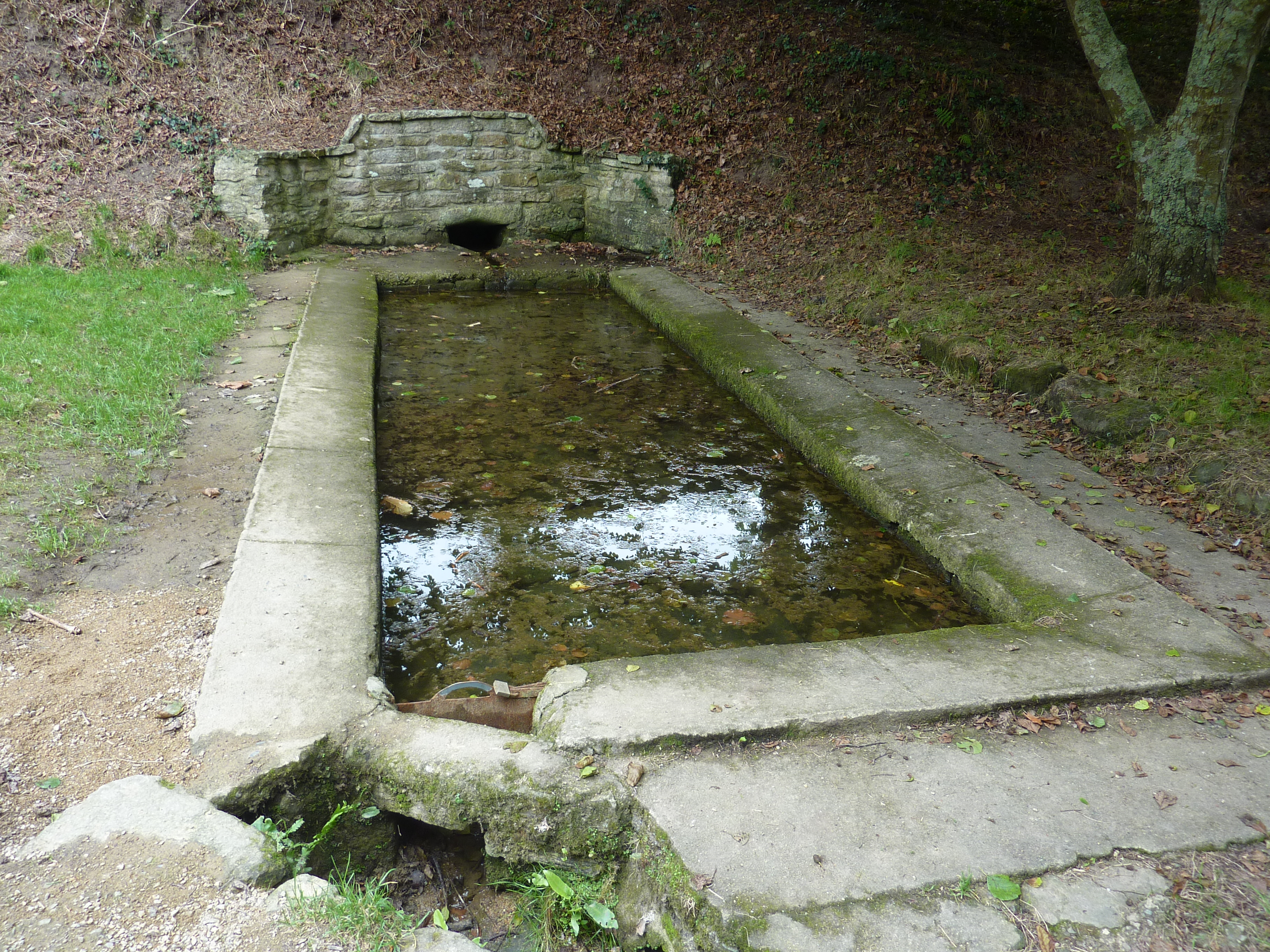
Le lavoir des Plomarc'h (état actuel).
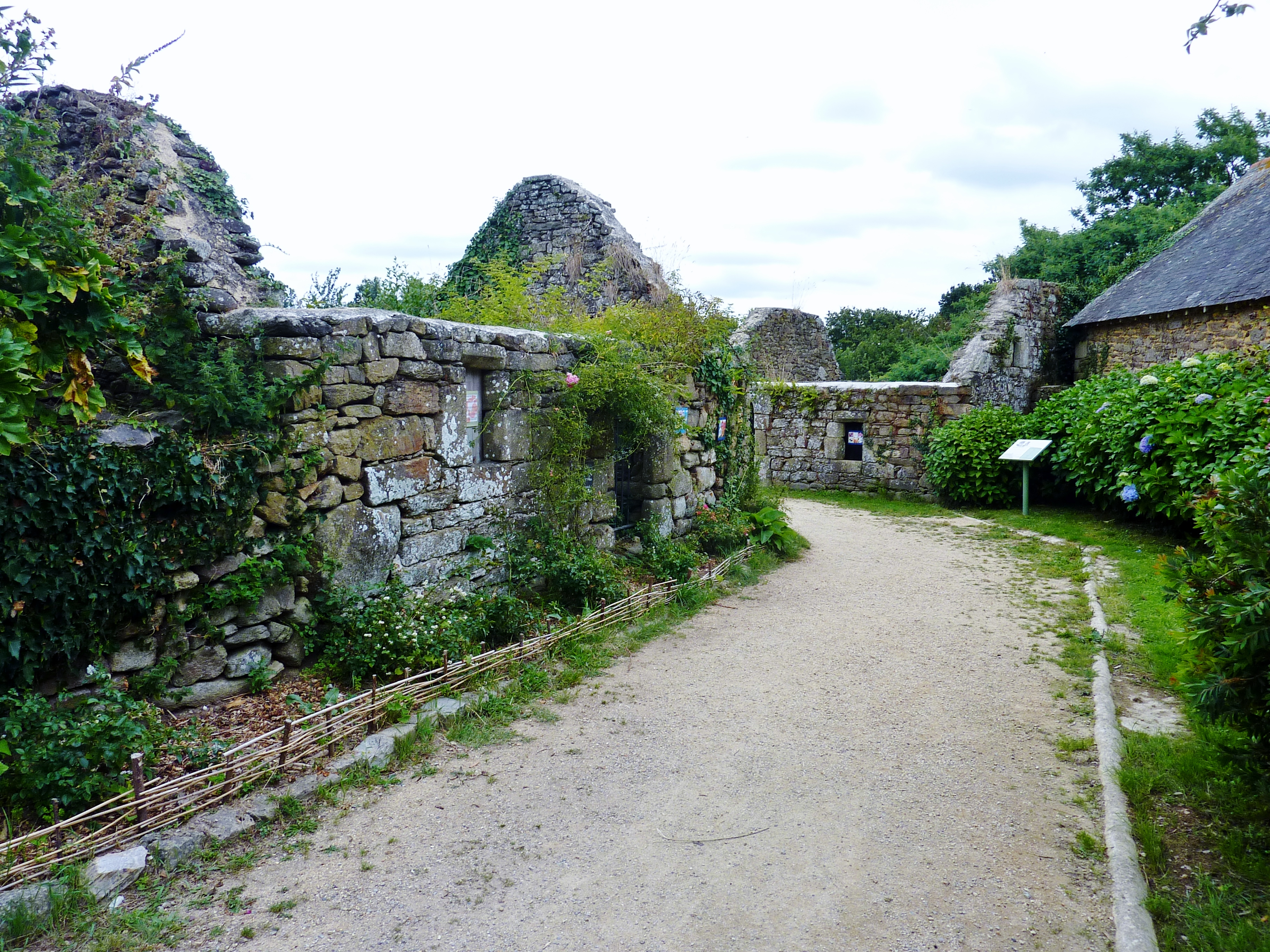
L'ancien village des Plomarc'h : maisons en ruines.
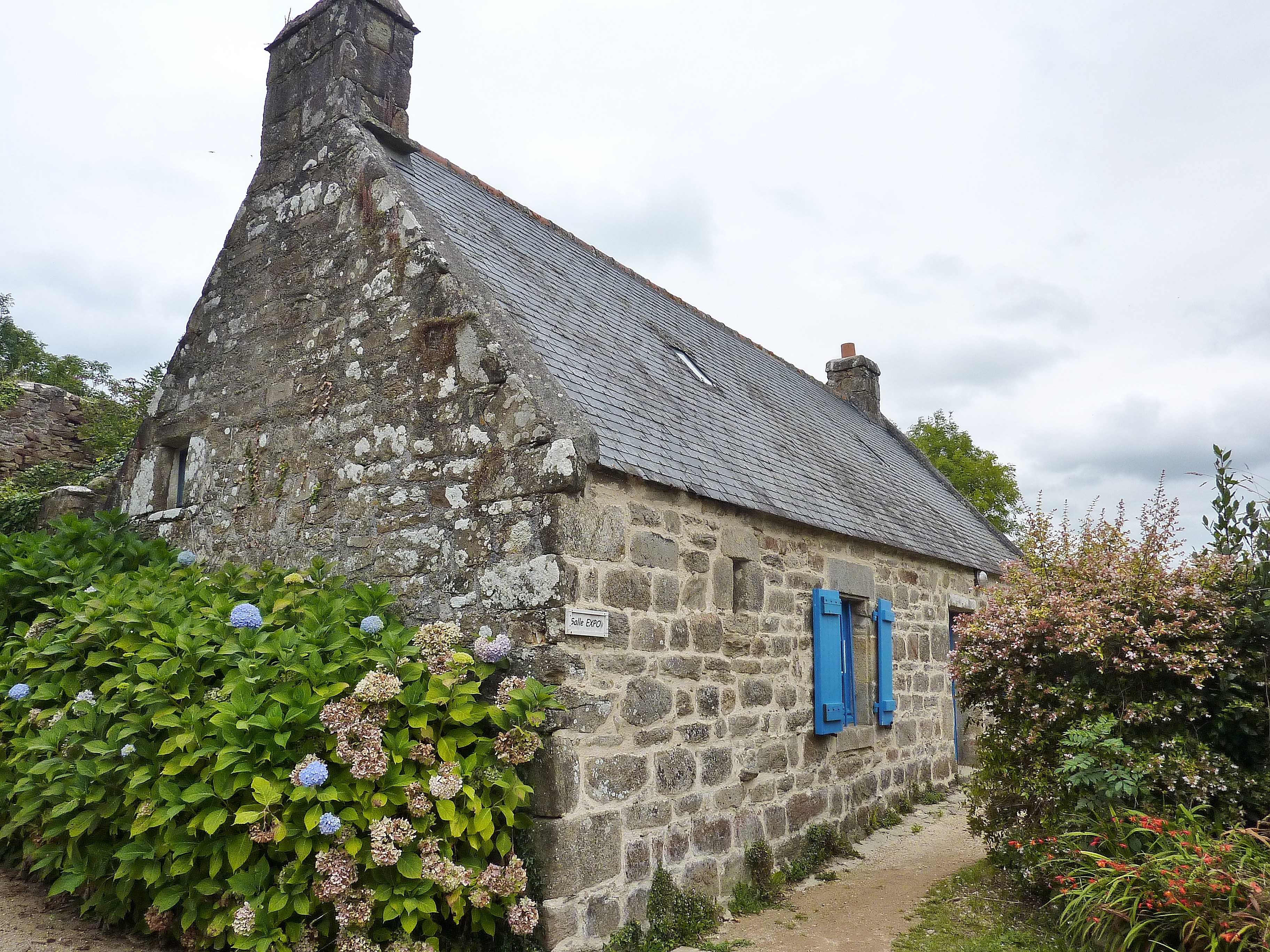
L'ancien village des Plomarc'h : une des maisons.
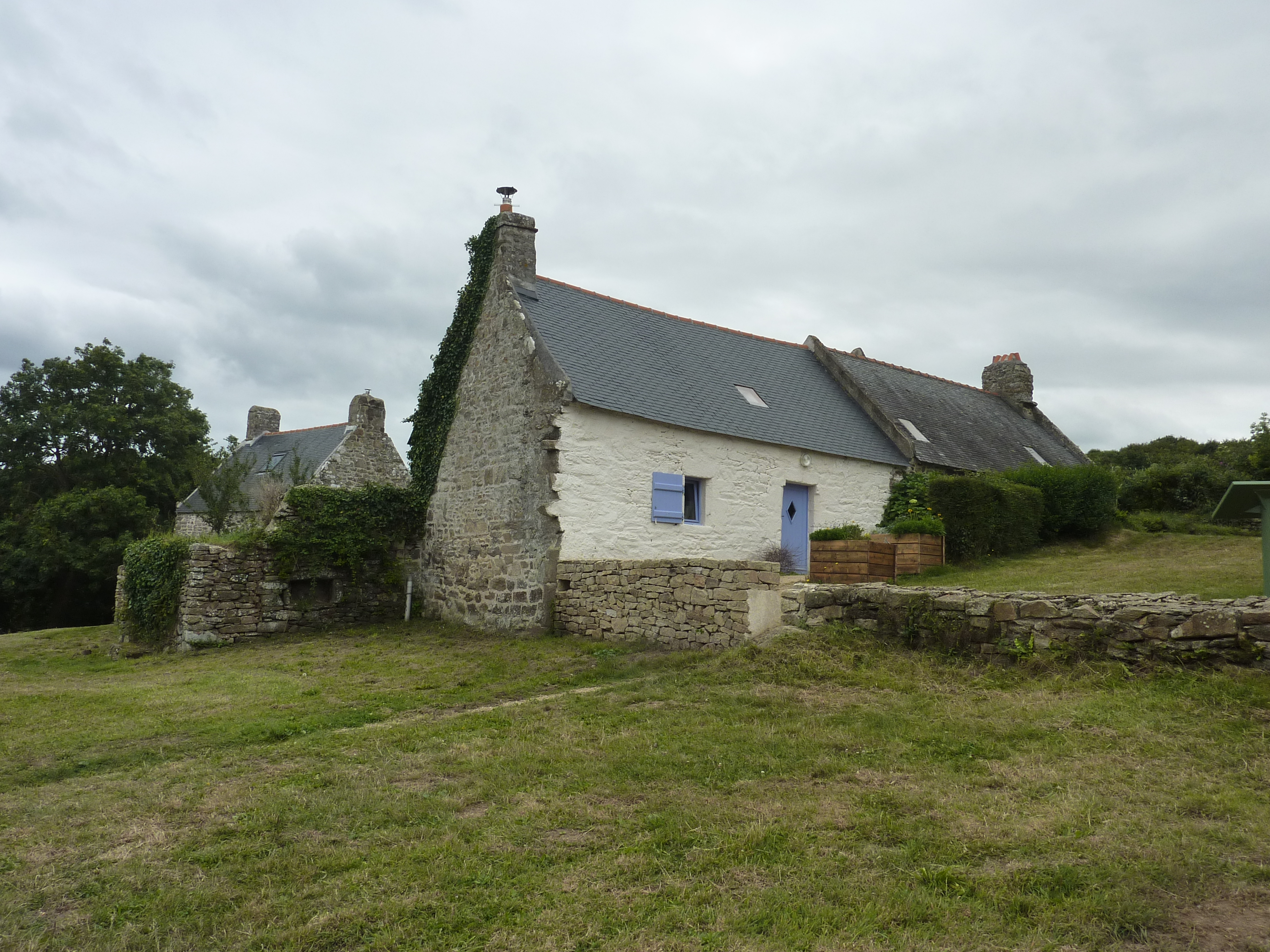
L'ancien village des Plomarc'h : maisons anciennes.

- L'enceinte fortifiée de Kerbellay Lesperbé datée du haut Moyen Âge[241].
- L'église Saint-Jacques de Pouldavid (XIVe et XVe siècles) : construite à flanc de coteau, l'église présente une nef avec des arcades du XIVe siècle, un porche du XVe siècle, et un chœur du XVIe siècle. La voûte du chœur est ornée de seize panneaux peints du XVIe siècle retraçant des scènes de la Passion, mais il n'en subsiste que des fragments. L'église renferme plusieurs statues anciennes, dont une Piétà (fin du XVIe siècle) sur un autel en pierre.

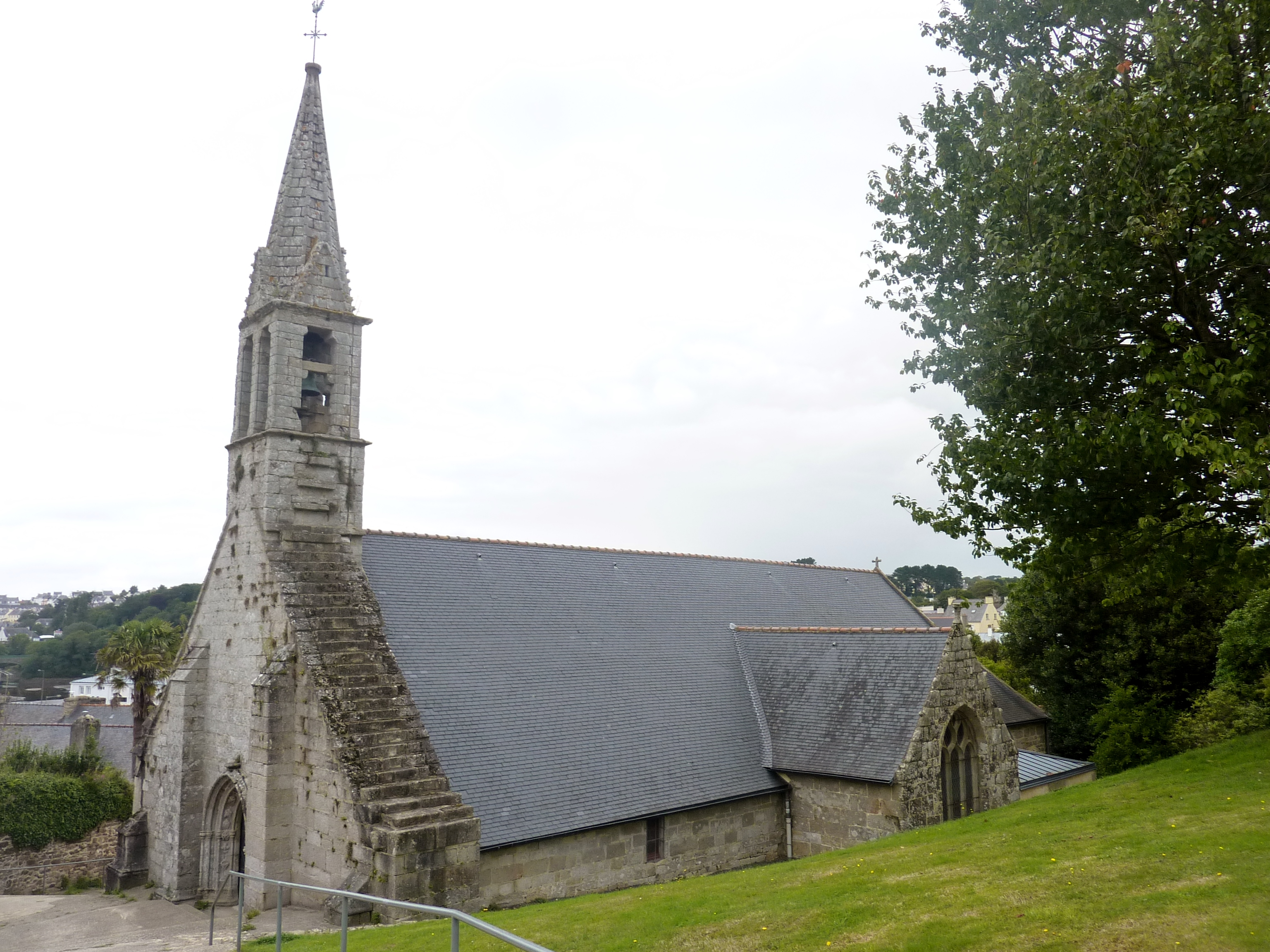
L'église Saint-Jacques de Pouldavid.
Église Saint-Jacques de Pouldavid : Descente de croix (XVIe siècle).
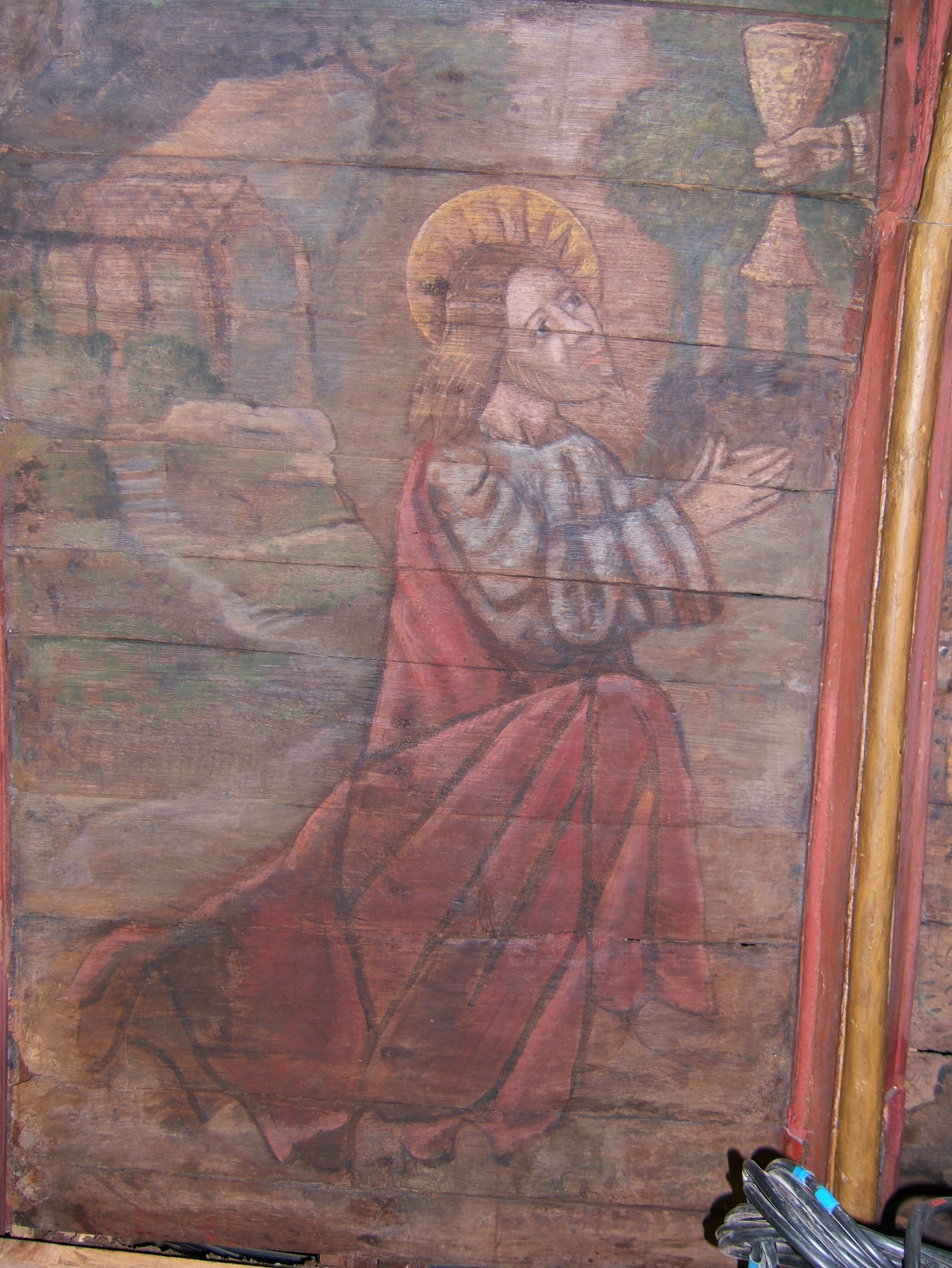
Église Saint-Jacques de Pouldavid : Jésus au jardin des oliviers (fresque du 3e lambris de l'église).
Église Saint-Jacques de Pouldavid : la statue de saint Jacques.

- L'église du Sacré-Cœur de Douarnenez : de style néogothique, elle a été construite par Joseph Bigot entre 1874 et 1877 ; sa flèche ne fut toutefois achevée qu'en 1939. Son mobilier date pour l'essentiel de la fin du XIXe siècle[242].
- L'église Saint-Joseph de Tréboul, construite selon les plans de Jean-Marie Abgrall entre 1881 et 1884 comprend une nef de six travées avec bas-côtés et un clocher-porche qui lui donne accès, situé sur le bas-côté sud[242].
- La chapelle Saint-Jean de Tréboul, inscrite partiellement aux titre des monuments historiques par les arrêtés respectifs du 25 novembre 1924 pour le clocher et du 8 mars 1951 pour le calvaire[243]. Elle date du XVIIIe siècle, mais avec un réemploi d'un édifice précédent datant du XVe siècle, en particulier pour les fenestrages. Son maître-autel en bois polychrome date du XVIIIe siècle. Elle possède des statues anciennes en bois polychrome de l'Immaculée Conception, d'un Ange de l'Annonciation, deux Anges adorateurs, de saint Jean-Baptiste, etc. Elle a servi d'église paroissiale entre 1841 et 1884. Ses vitraux, mis en place entre 1986 et 1988, sont de René Quéré. Un calvaire mutilé datant du XVIIe siècle se trouve à un carrefour voisin[242].

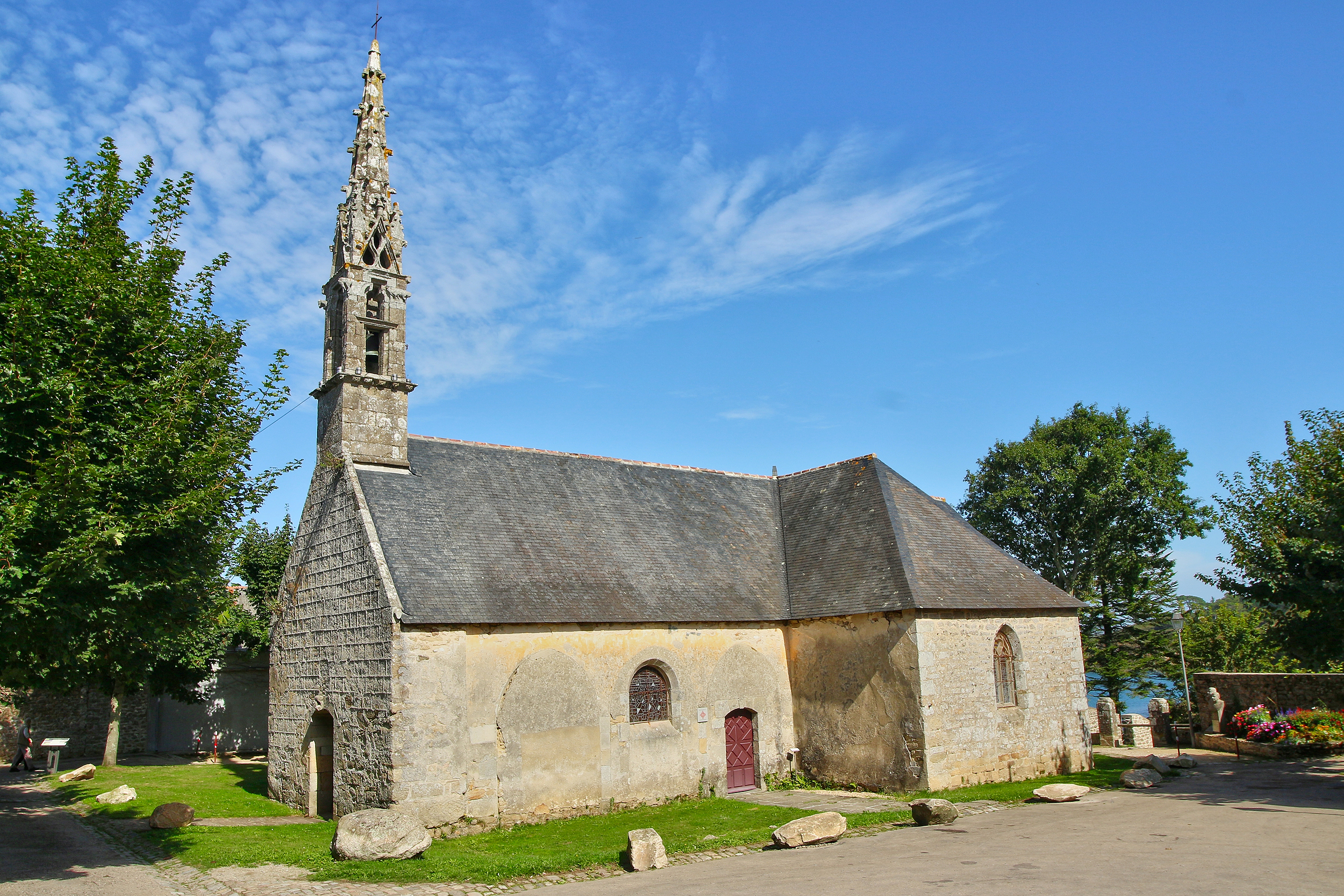
Chapelle Saint-Jean de Tréboul.

- L'église Saint-Herlé de Ploaré (XVIe au XVIIIe siècles) : la construction de l'église a commencé vers 1548 comme l'attestait une inscription jadis visible à la base de la tour ; la flèche fut construite en plusieurs étapes dans le courant du XVIIe siècle. Le tout est de style gothique cornouaillais. Mais la tour et sa flèche ont été reconstruits à plusieurs reprises, probablement après des destructions partielles dues à la foudre, d'où leur caractère composite. La sacristie date du XVIIIe siècle,[242].
- La chapelle Saint-Michel, classée au titre des monuments historiques  par arrêté du 19 juillet 1957[244]. Elle est située à 50 m du port-musée de Douarnenez et de la médiathèque ; une chapelle antérieure du même nom est mentionnée en 1312, mais la chapelle actuelle fut construite entre 1663 et 1668 à l'emplacement de la maison où aurait habité le prédicateur Michel Le Nobletz ; son mobilier, de style baroque, entre autres un retable à colonnes torses, date du XVIIe siècle. La chapelle est surtout connue pour les peintures de ses lambris qui illustrent en 52 panneaux les taolennoù de Michel Le Nobletz, représentant les mystères, les Anges gardiens, etc[245].

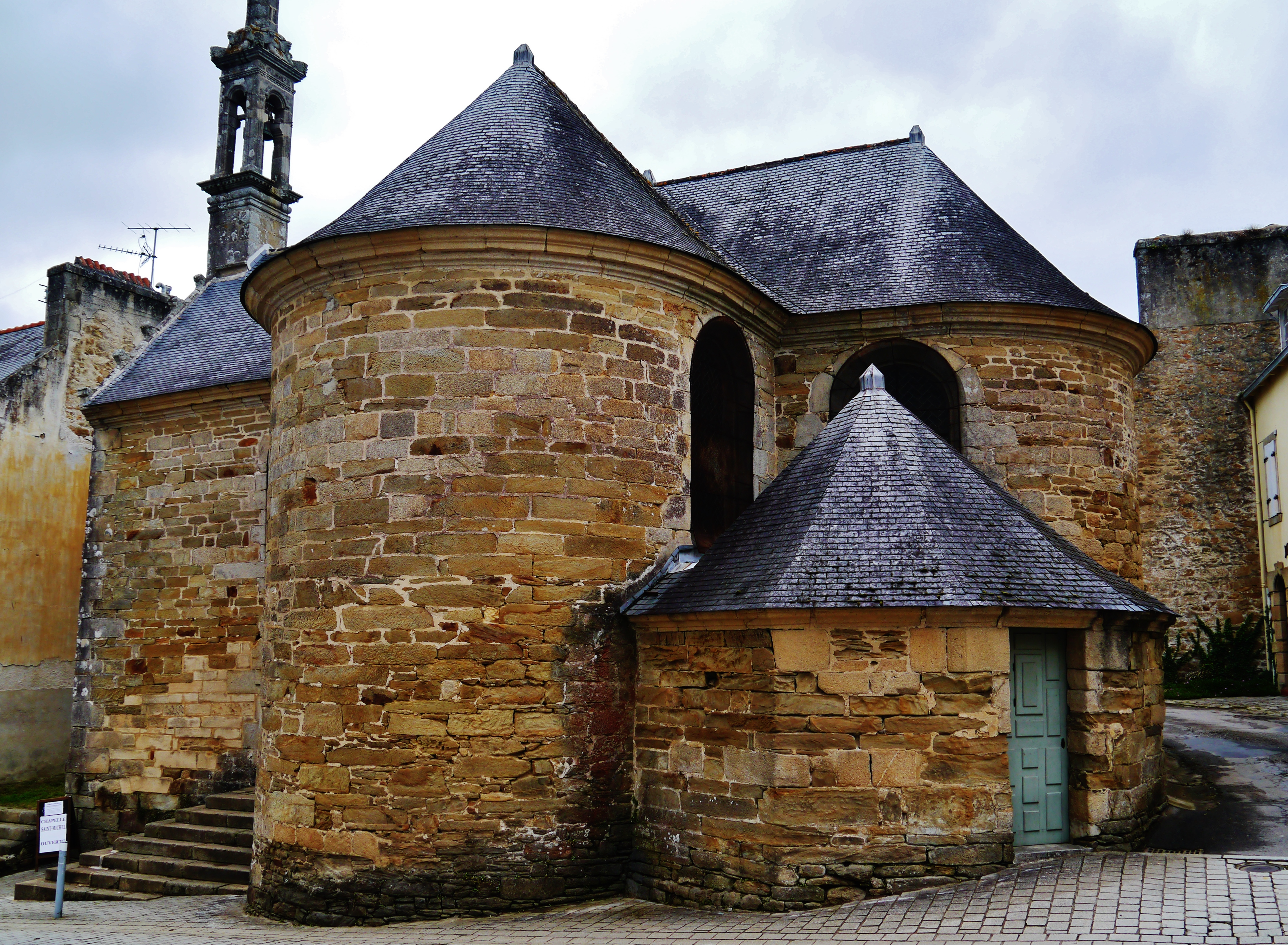
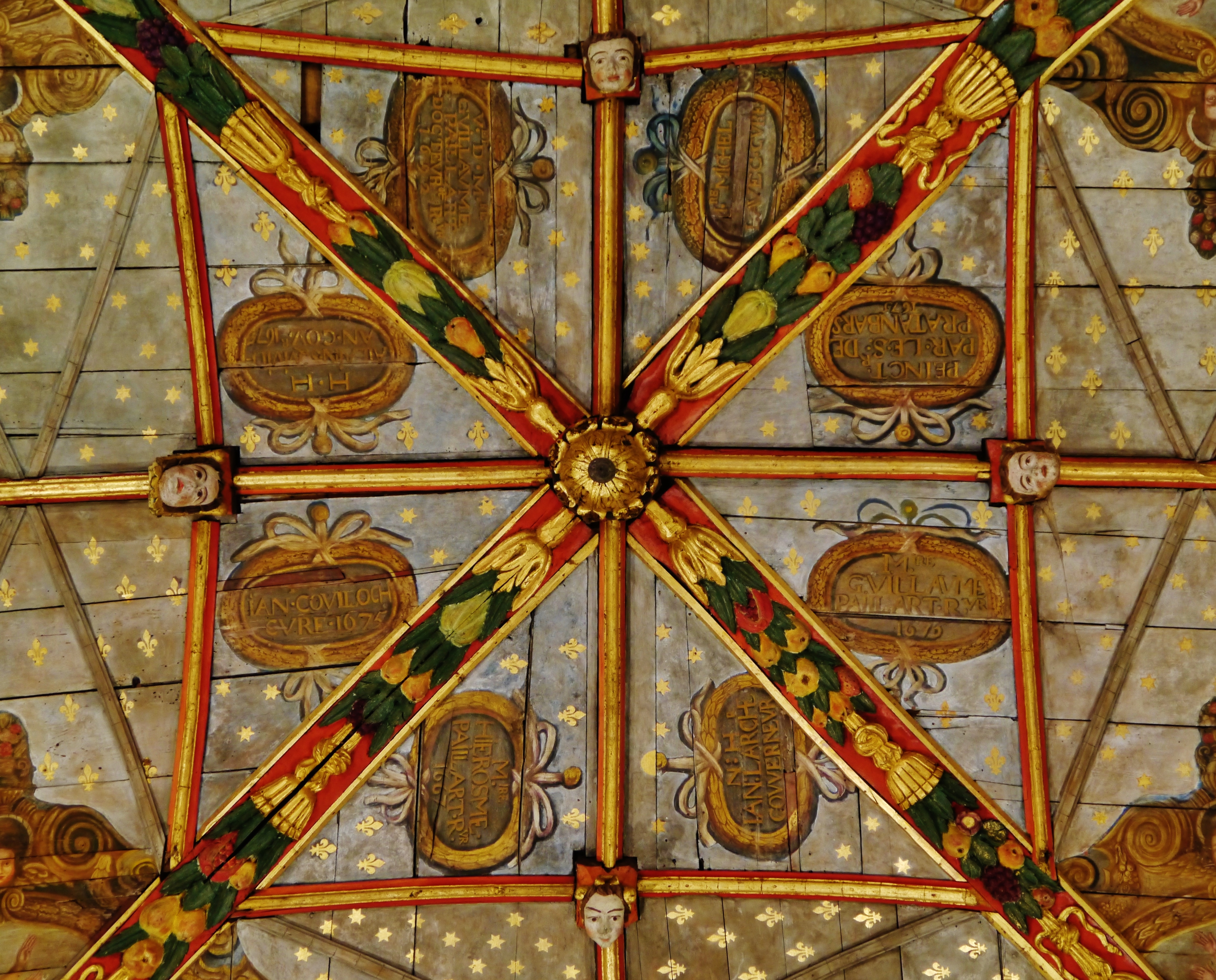
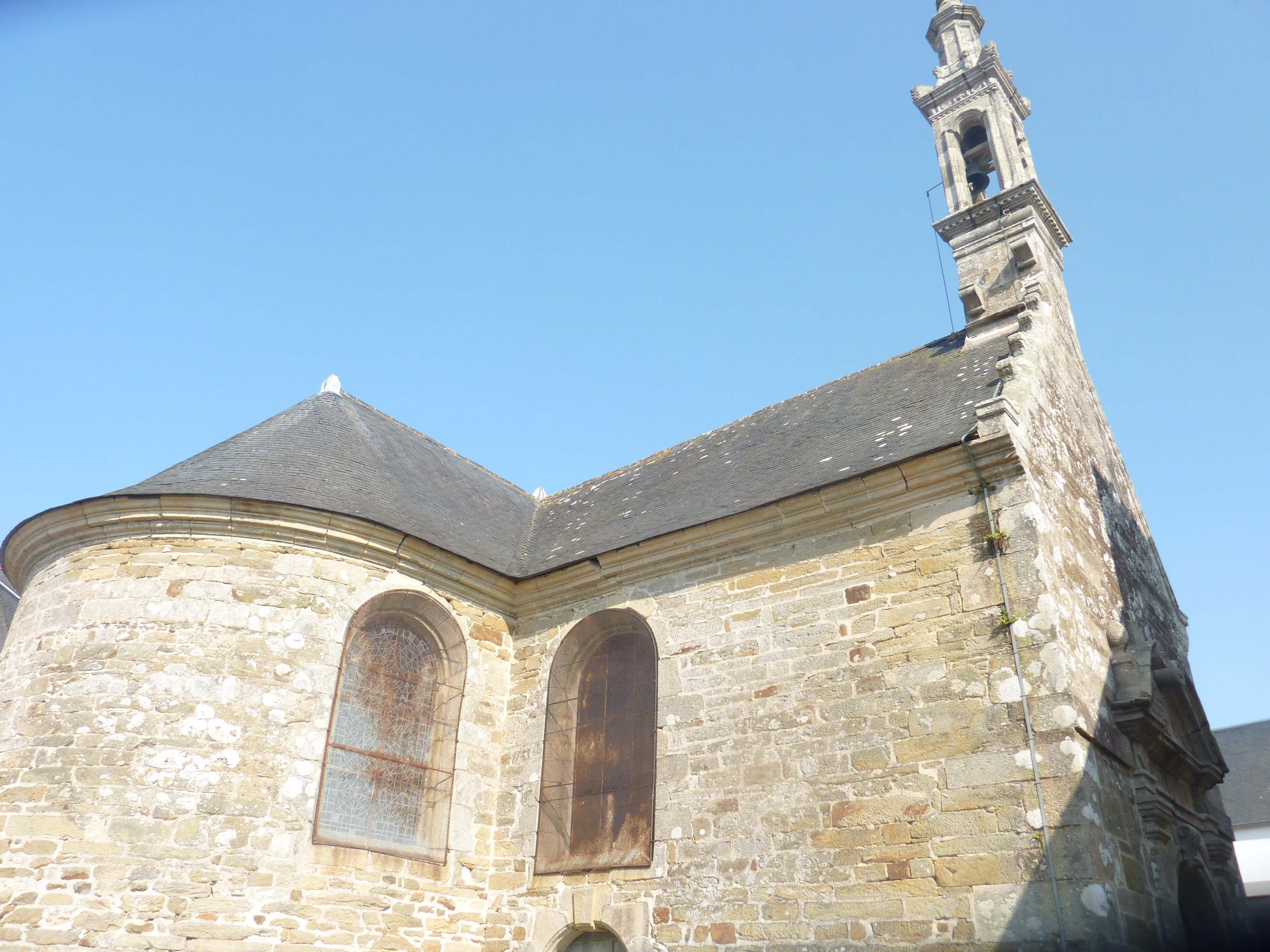
Chapelle Saint-Michel, vue méridionale partielle.
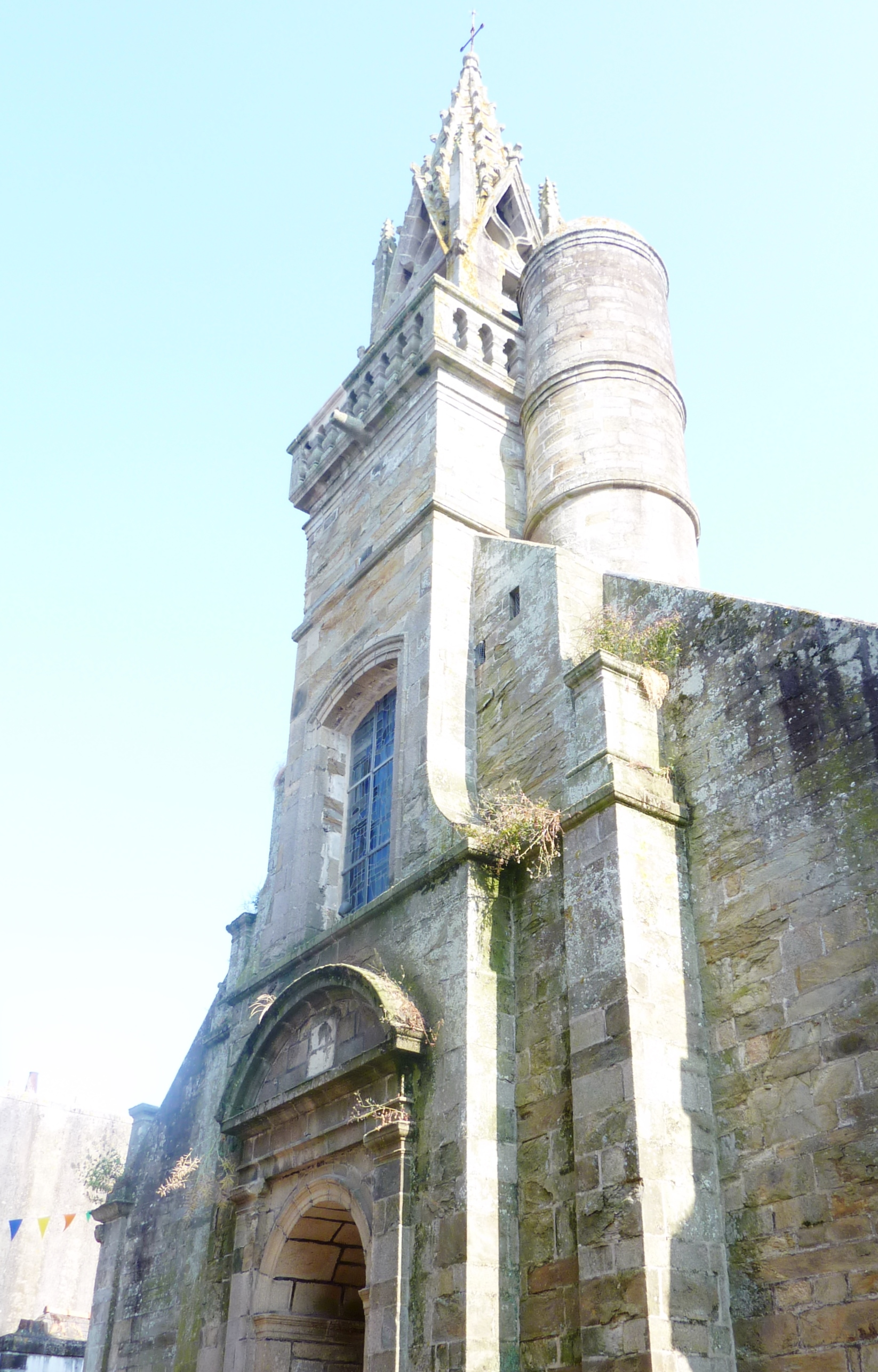
Chapelle Saint-Michel, le clocher.
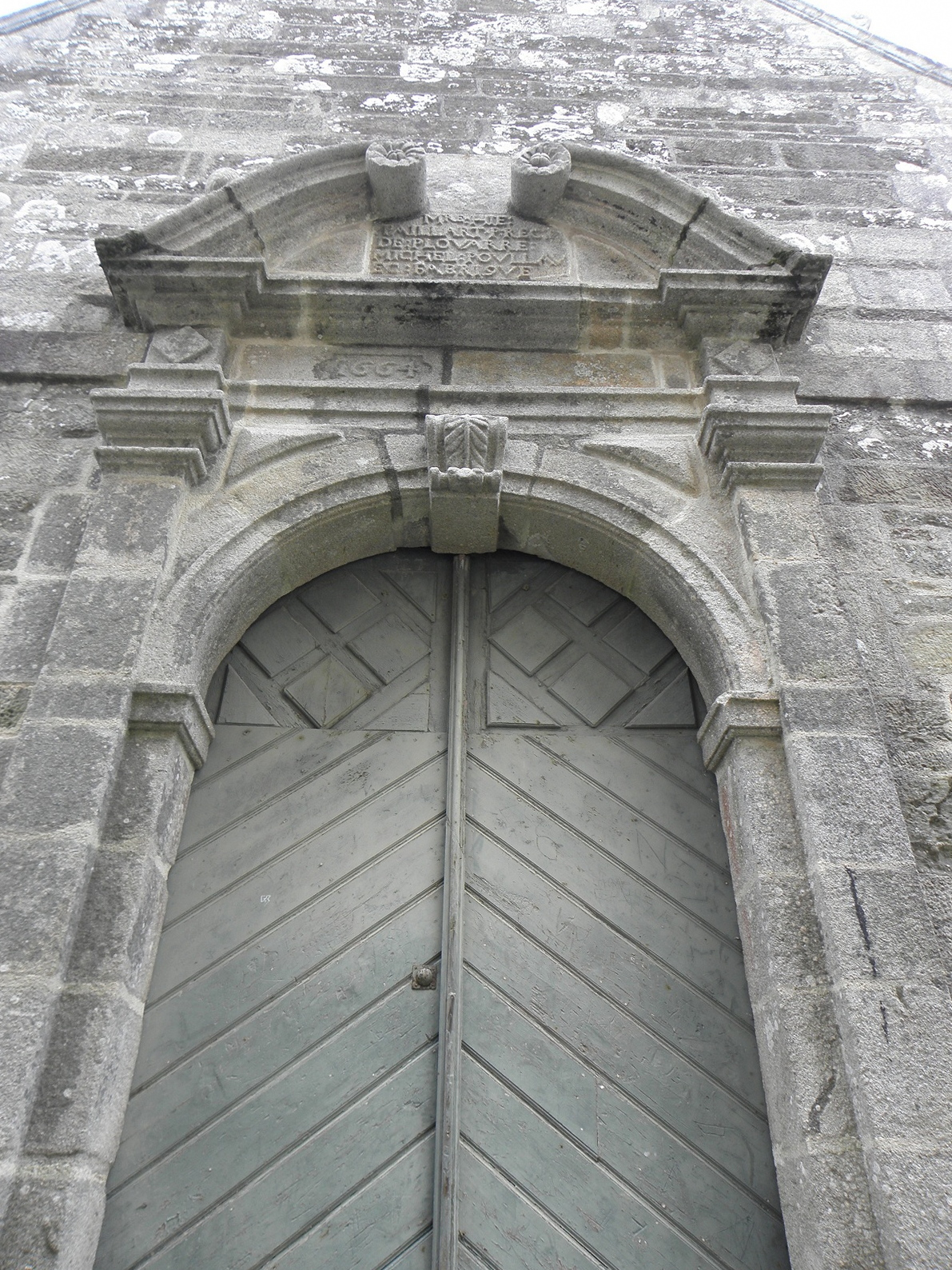
Chapelle Saint-Michel, porte occidentale.
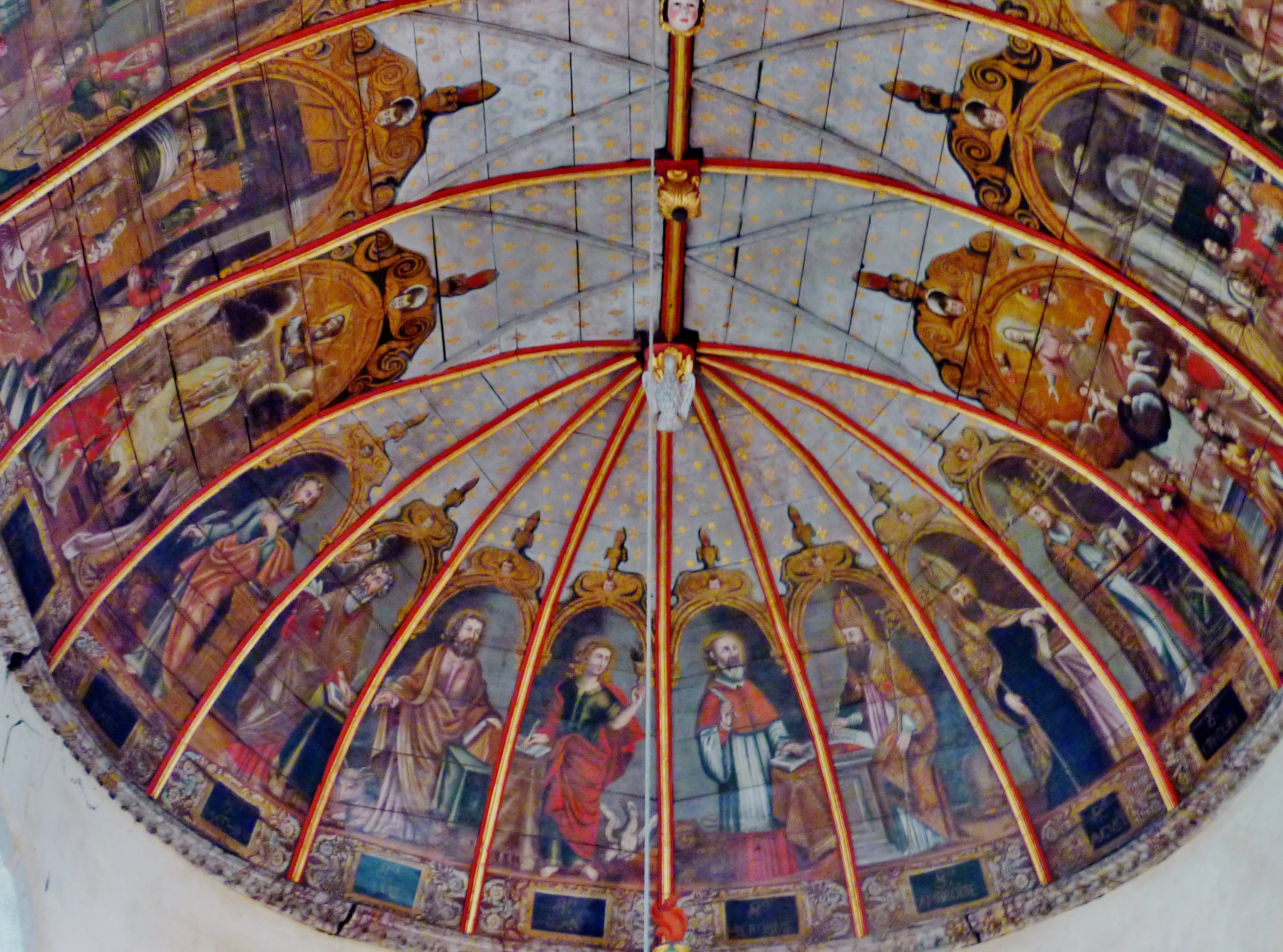
Chapelle Saint-Michel, fresques du plafond peintes entre 1667 et 1675.
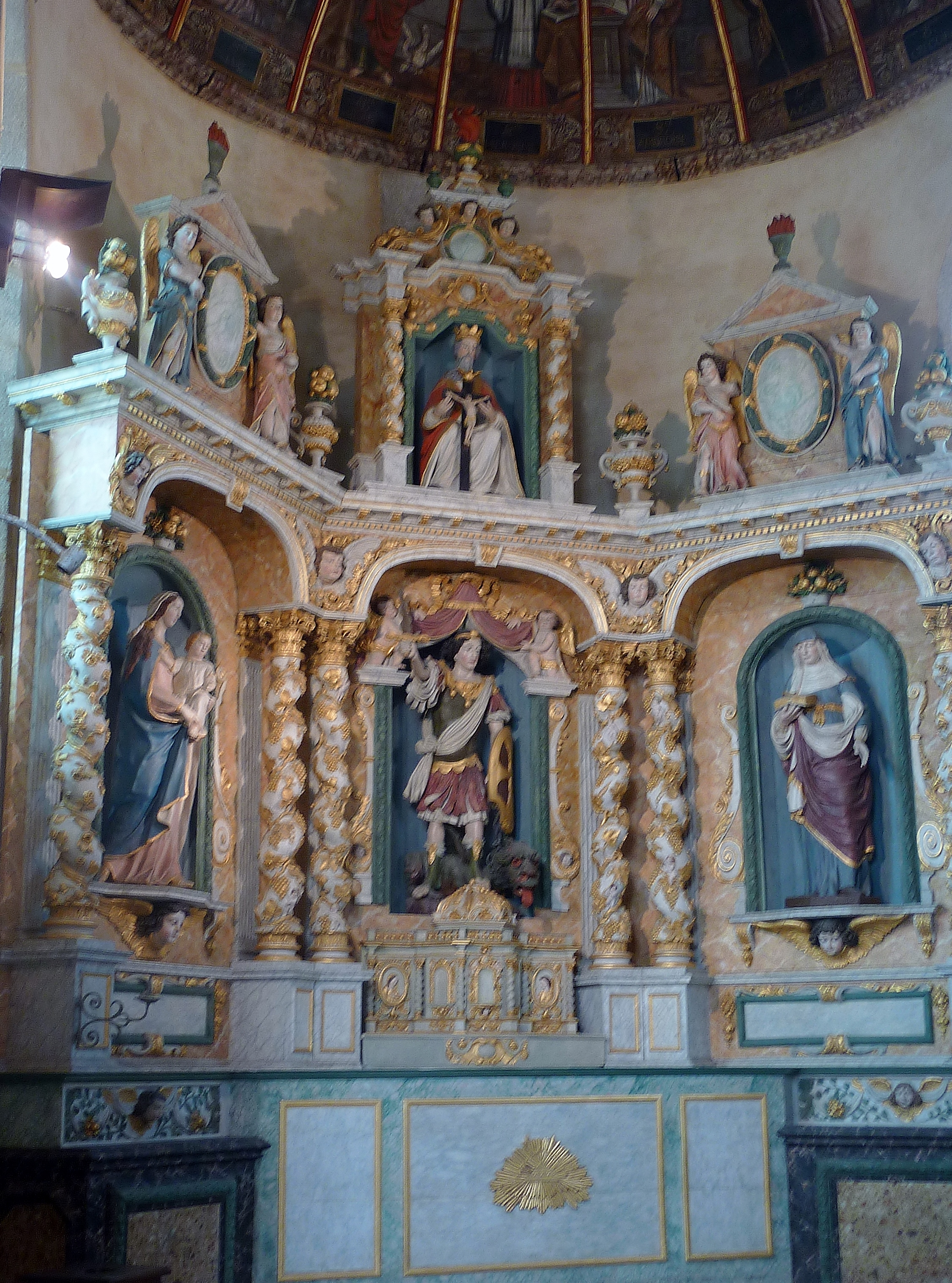
Chapelle Saint-Michel, retable du maître-autel datant probablement de 1666.

- La chapelle Sainte-Hélène sur le port du Rosmeur date du XVIIe siècle, mais a été très remaniée au XVIIIe siècle. Elle comprend une nef de trois travées avec bas-côtés, un maître-autel et deux autels latéraux avec retables datant du XVIIIe siècle et de nombreuses statues. Deux vitraux datent du XVIe siècle et sont probablement dus à un artisan espagnol[242]. Elle est inscrite aux monuments historiques le 10 avril 2012[246].

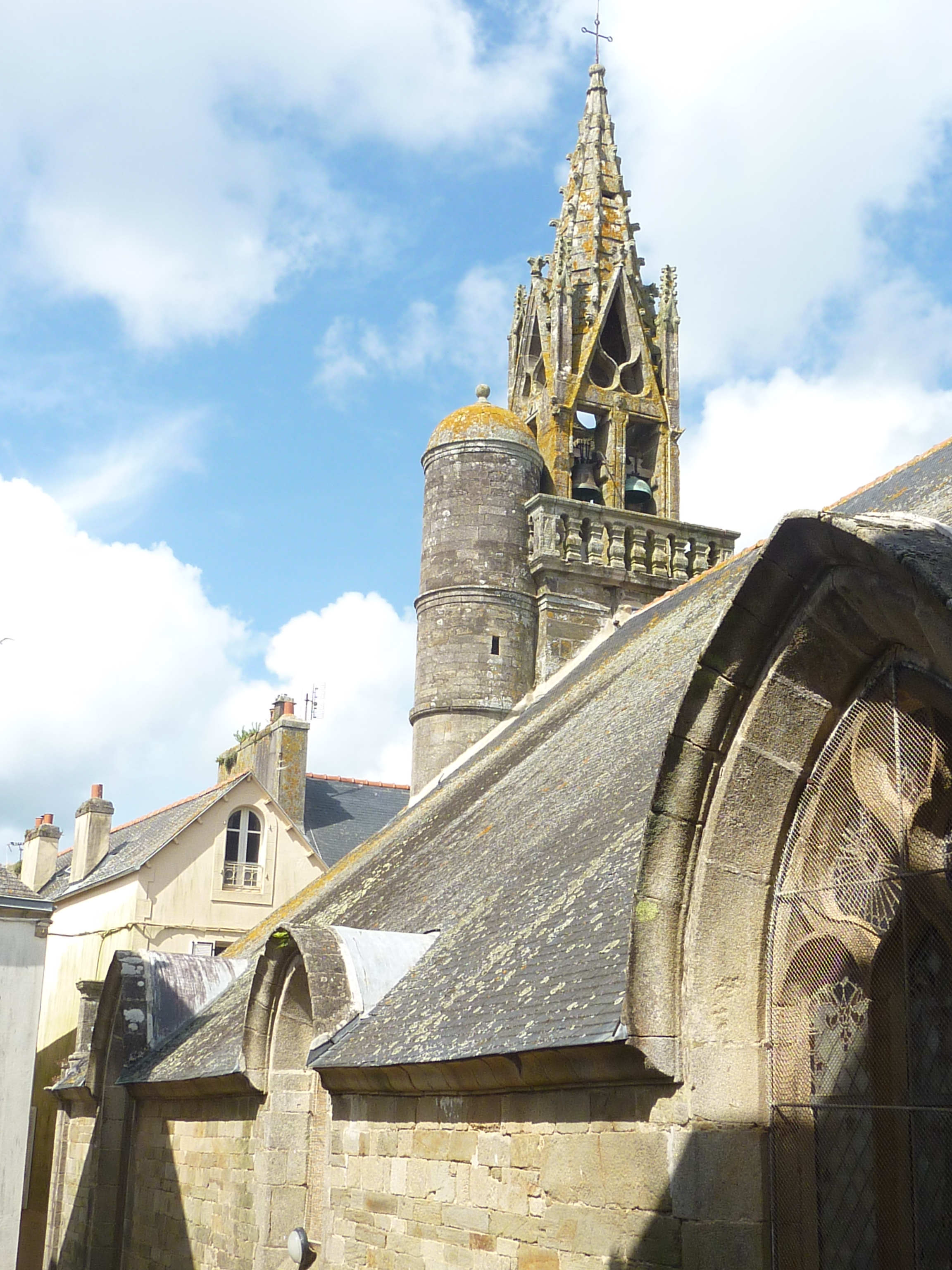
La chapelle Sainte-Hélène, vue extérieure
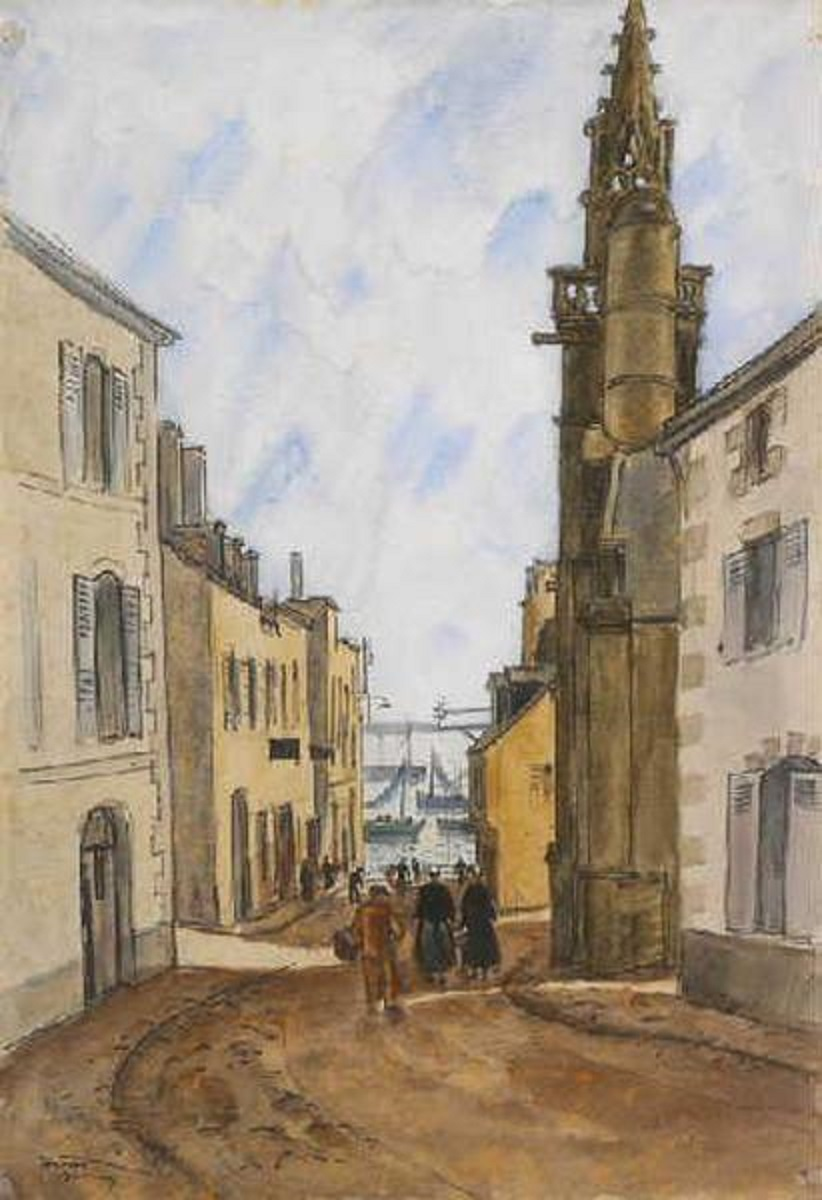
Robert Louis Antral : La rue Monte-au-Ciel à Douarnenez (musée des beaux-arts et d'archéologie de Châlons-en-Champagne)
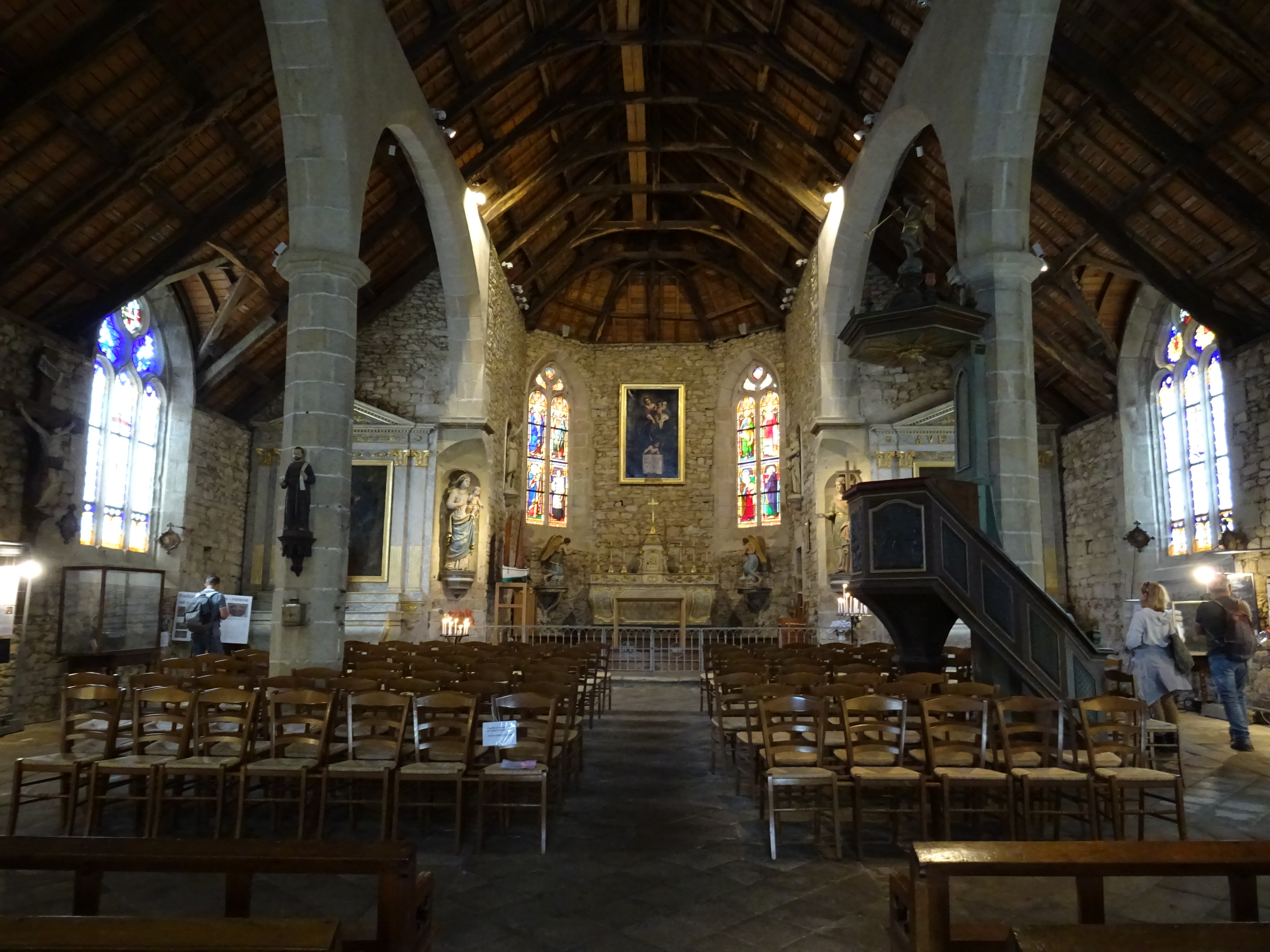
Douarnenez : chapelle Sainte-Hélène, vue intérieure d'ensemble.
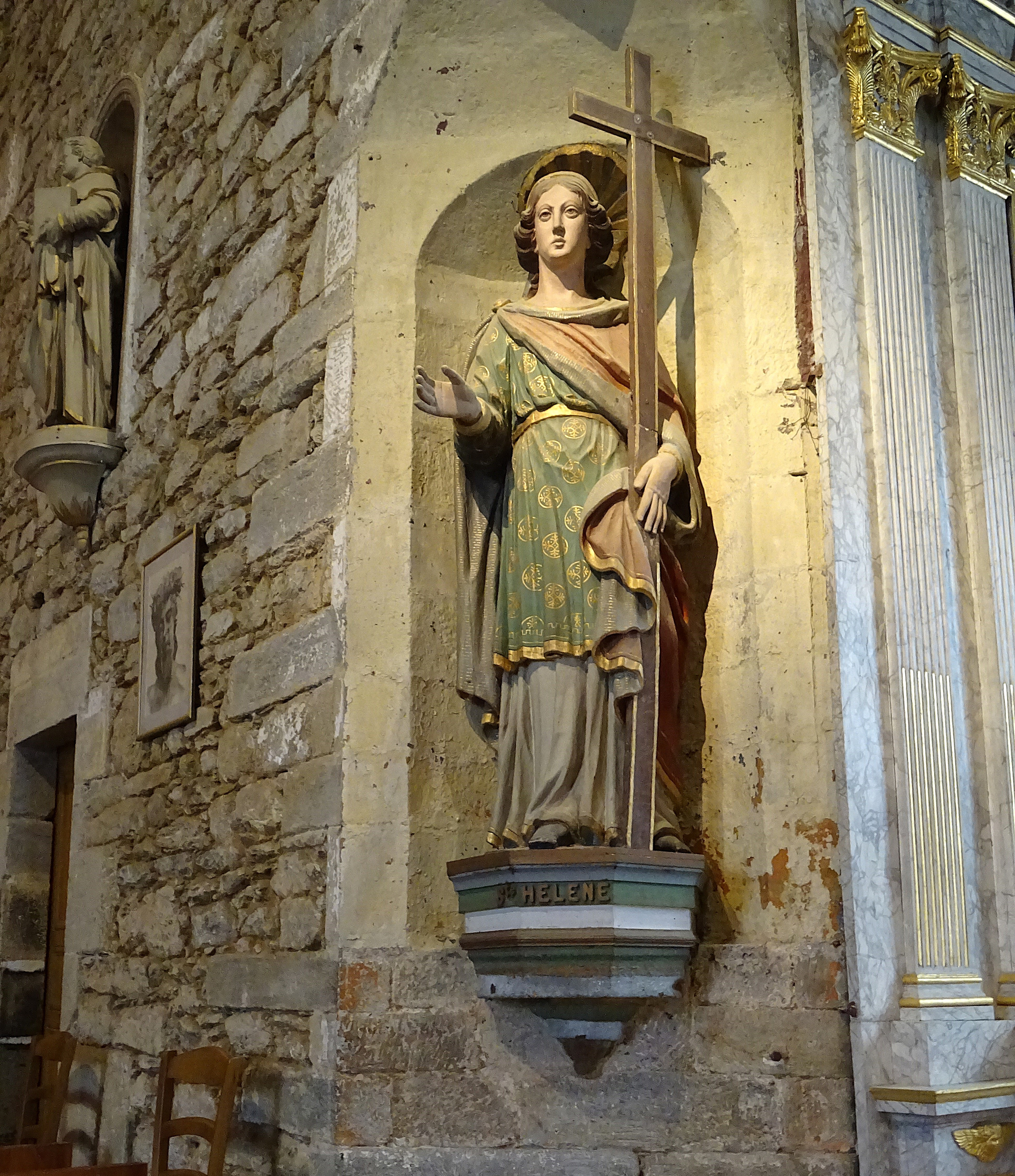
Douarnenez : chapelle Sainte-Hélène, statue de sainte Hélène.

- La chapelle Sainte-Croix à Ploaré est un édifice de plan presque carré qui date du XVIIe siècle, inscrite au titre des monuments historiques par arrêté du 11 mai 1932[247].

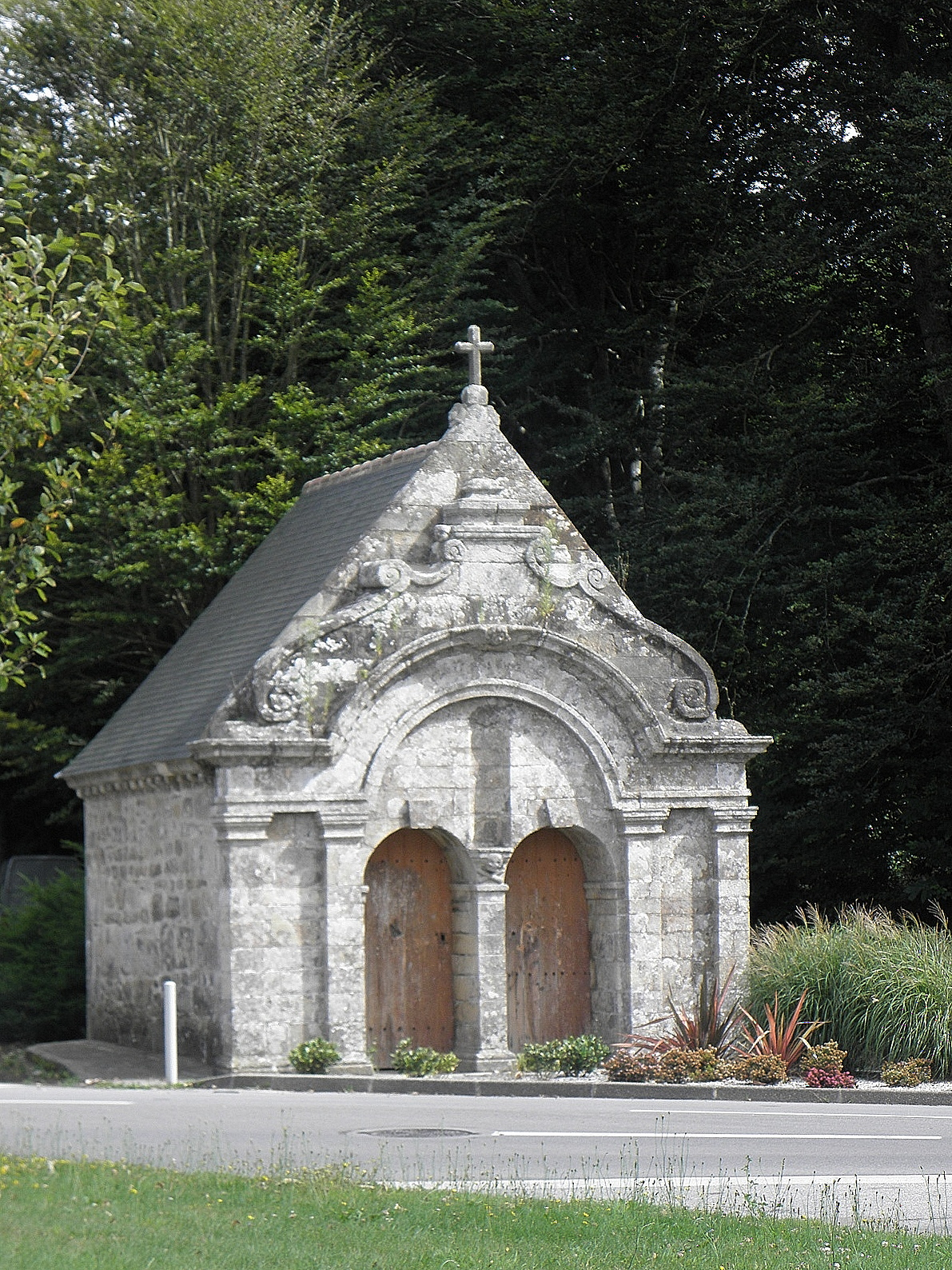
Chapelle Sainte-Croix.

- La statue du Bolomig, place Gabriel Péri, à proximité du port de pêche, d'où il surveillait l'entrée des chaloupes[Note 43].

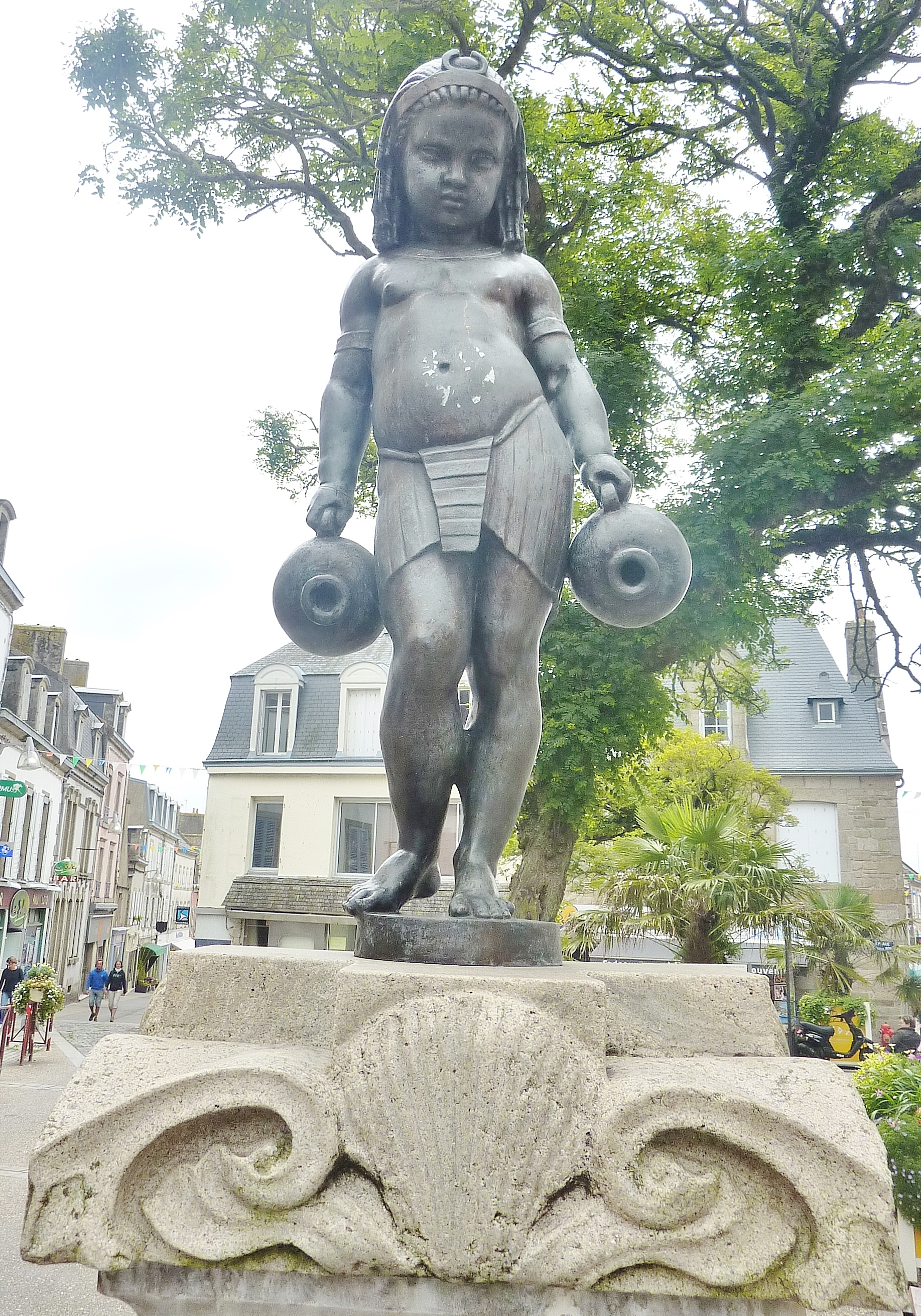
La statue du Bolomig.

- Le mémorial à Laënnec à côté de l'église Saint-Herlé à Ploaré.
- Le temple de Trégouzel à Ploaré : ancien temple romain, quelques vestiges subsistent.
- La villa Cornic, construite à la fin du XIXe siècle par la famille Le Guilloux de Pénanros, puis achetée par les époux Cornic, vétérinaires à Quimper, avant d'être rachetée par la ville en 1964, laquelle la revend en 2020[248].
- La fresque en 12 tableaux de Charles Kerivel représentant l'aventure de la sardine sur l'ancienne usine Chancerelle au Rosmeur (fortement défraîchie)[249].
- Le sentier littoral (une partie du GR 34) allant de Douarnenez à la Pointe du Van, est long d'une cinquantaine de kilomètres et il faut une douzaine d'heures à de bons marcheurs pour le parcourir. Très accidenté, en tout l'addition des dénivelés dépasse 2 000 mètres) ce sentier permet de découvrir les pointes de Leydé, de la Jument, du Millier, de Beuzec, de Luguénez, de Brézellec et du Van (avec sa chapelle Saint-They), les éperons barrés de Castel-Meur et de Kastel-Koz (Castel Coz), Pors Lanvers, Pors Péron et Pors Théolenn, la réserve naturelle de Goulien-Cap Sizun, le phare du Millier (qui accueille l'été des expositions), Ti Félix (maison achetée et restaurée par la commune de Goulien).
- Le cimetière marin de Tréboul.

## Douarnenez dans l'art

### Littérature
- Sully Prudhomme est l'auteur d'un poème A Douarnenez en Bretagne, publié dans ses Stances et Poèmes en 1865[250].
- Stéphane Mallarmé visita Douarnenez et ses environs (en août 1873 selon la chronologie de l'édition de ses œuvres dans la Pléiade[251], en 1874 selon Adolphe Racot[252]). Ce dernier donne des précisions sur les impressions, peu flatteuses, du poète (dénommé « M. M... ») sur la ville : « Ce pays est puéril (...) bon tout au plus pour des peintres ». Puis, heureusement, il découvre, à une demi-lieue, « un endroit encaissé, entièrement entouré d'ajoncs. La vue y est fermée de tous les côtés hermétiquement. J'y ai passé trois heures à prendre des notes ». Il aurait eu par la suite la « fantaisie » d'habiter un phare (lequel ?) : « C'est là au bruit des vagues qui se brisent que je pourrais écrire le roman dont je vous ai depuis longtemps raconté le scénario : Igitur de Psalterion ». N'ayant eu l'autorisation nécessaire, Stéphane Mallarmé quitta Douarnenez « en en emportant le plus mauvais souvenir » et se rendit par la suite au Conquet[253].
- Onésime Reclus décrit ainsi Douarnenez vers 1900 :

« Ce qui fait le charme et la grâce de la ville, dit Maupassant, c'est son golfe [en fait la Baie de Douarnenez]. Elle est assise tout au fond et semble regarder la douce et longue ligne des côtes, onduleuses, arrondies toujours en des courbes charmantes, et dont les crêtes lointaines sont noyées en ces brumes blanches et bleues, légères et transparentes, que dégage la mer. […] Du pont [le viaduc], la vue de Douarnenez est splendide. D'un côté, l'estuaire de Pouldavid, profondément encaissé entre des collines pleines de verdure ; de l'autre, la ville qui s'étage en amphithéâtre jusque sur les hauteurs dominées par la belle église de Ploaré, un véritable faubourg, à deux kilomètres.  Mais ce magnifique panorama […] que ferme à l'orient l'île Tristan, perd de son attrait quand on parcourt la ville, qui ne présente rien de remarquable. Les rues sont étroites, malpropres et mal pavées. Aucun monument n'éveille l'attention. »

- Tempête sur Douarnenez de Henri Queffélec, Éditions Mercure de France - 1951 (dans ce roman, l'auteur décrit les campagnes lointaines des thoniers ainsi que la pêche à la sardine depuis le port de Douarnenez).
- La cale ronde de Charles Madézo, Calligrammes, 1984 ; rééd. Coop Breizh 2002, rééd. Stéphane Batigne éditeur 2017.
- Boucaille sur Douarnenez de Jean Failler, Éditions du Palemon - 1999.
- Le Fils de Michel Rostain, Oh ! Éditions - 2011, Prix Goncourt du Premier Roman.
- Un océan d'amour, bande dessinée scénarisée par Wilfrid Lupano et dessinée par Grégory Panaccione.

### Tableaux

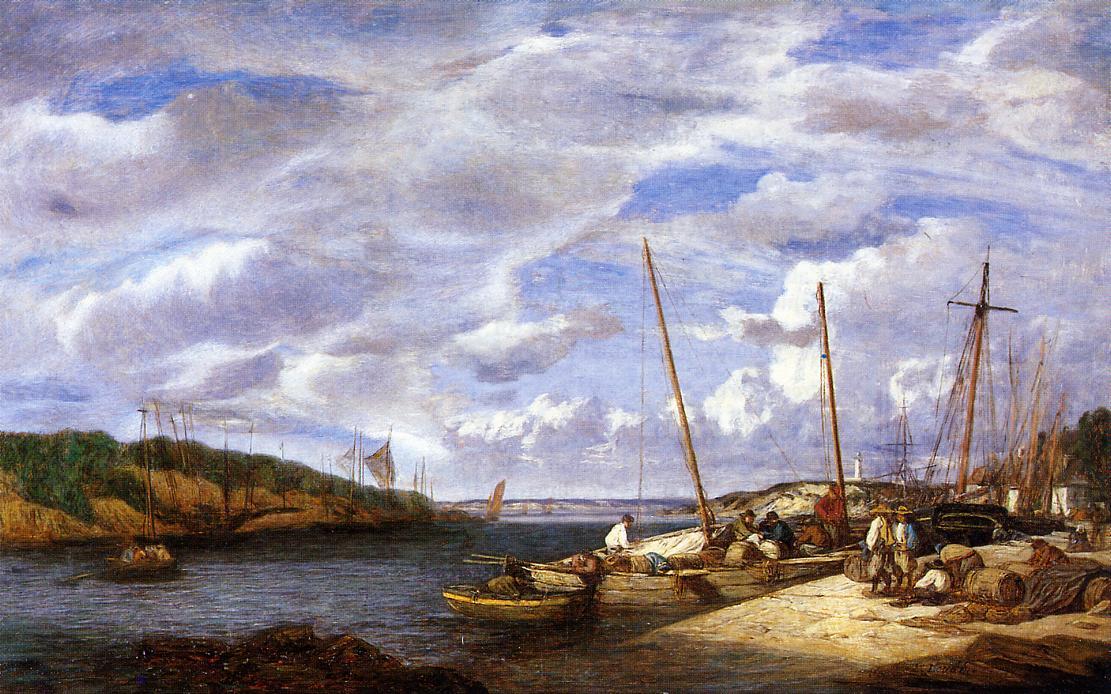
Douarnenez. Bateaux de pêche à quai Eugène Boudin, 1855 Collection privée, Vente 2014
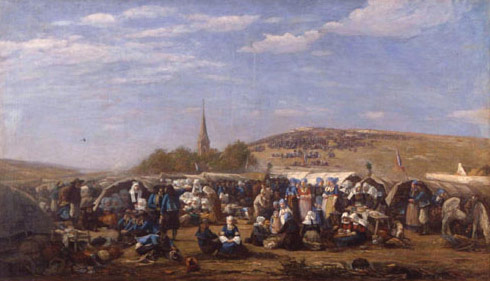
Le Pardon de Sainte-Anne-la-Palud au fond de la baie de Douarnenez Eugène Boudin, 1858 Le Havre, musée d'Art moderne André-Malraux
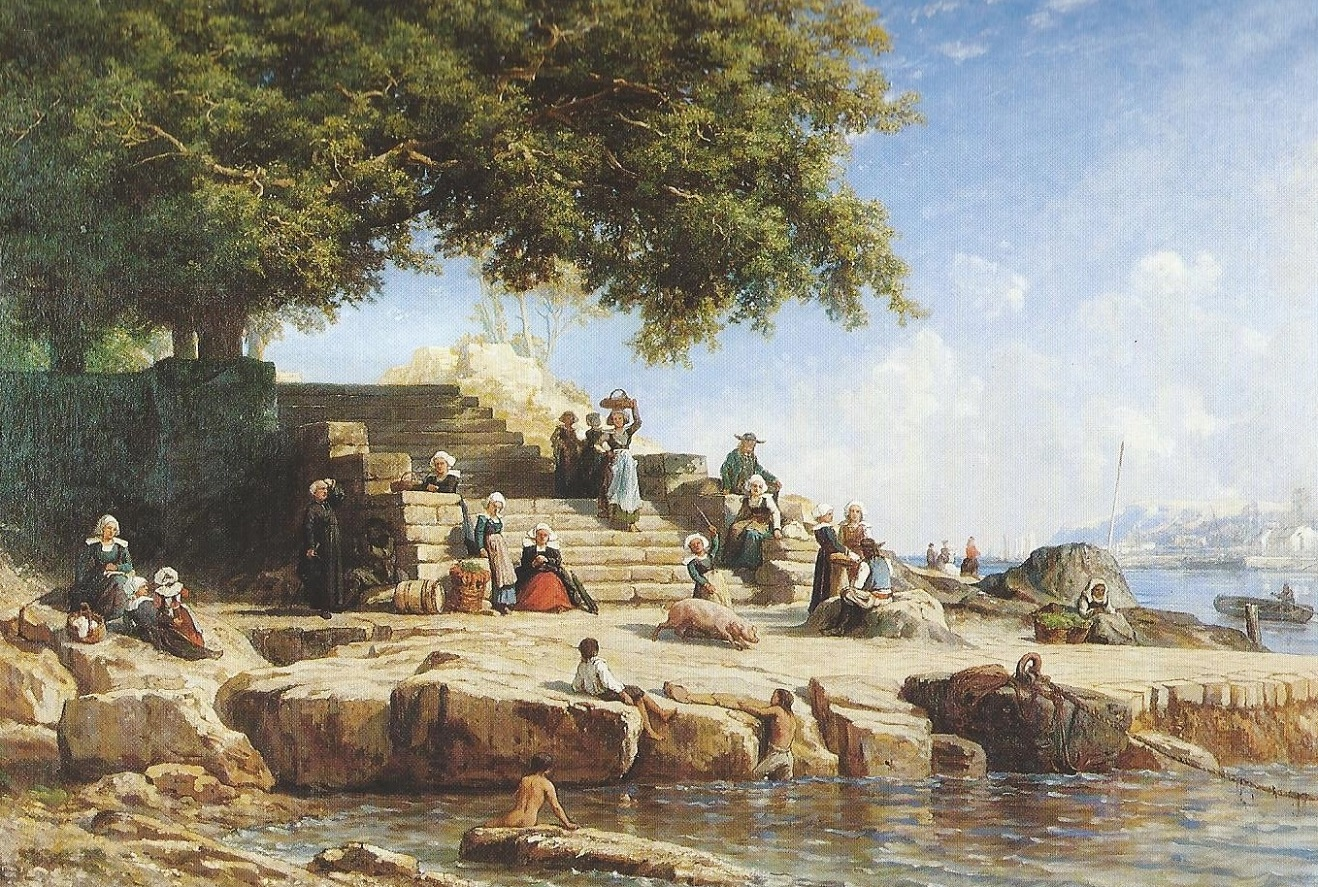
Auguste Anastasi : Le passage du bac à Tréboul (1870).
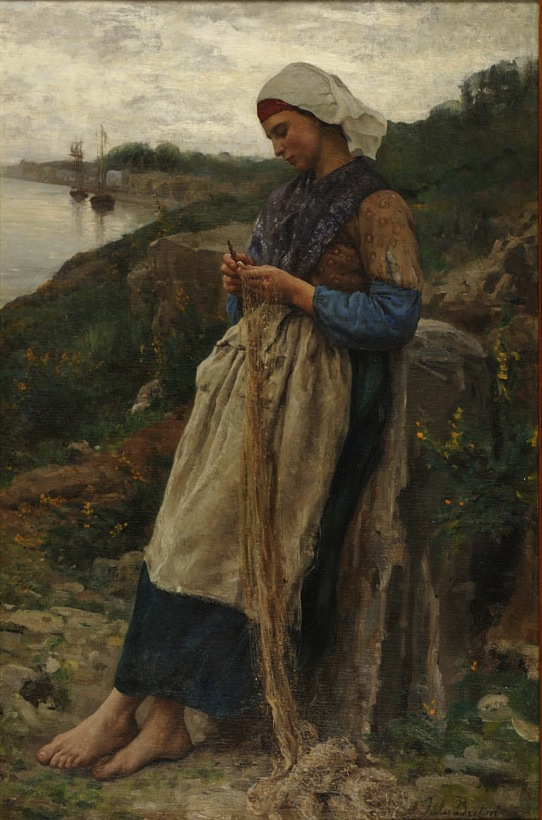
Jules Breton Fille de pêcheur, raccommodeuse de filets au Port-Rhu vers 1878
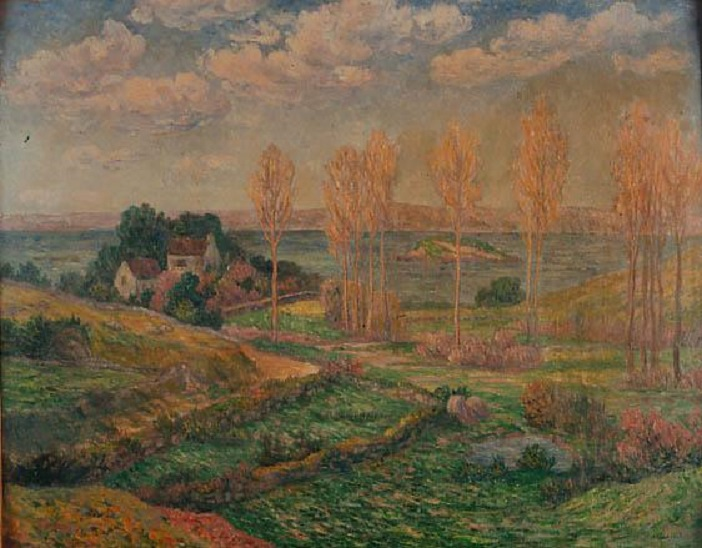
Ernest de Chamaillard : La vallée de Tréboul.
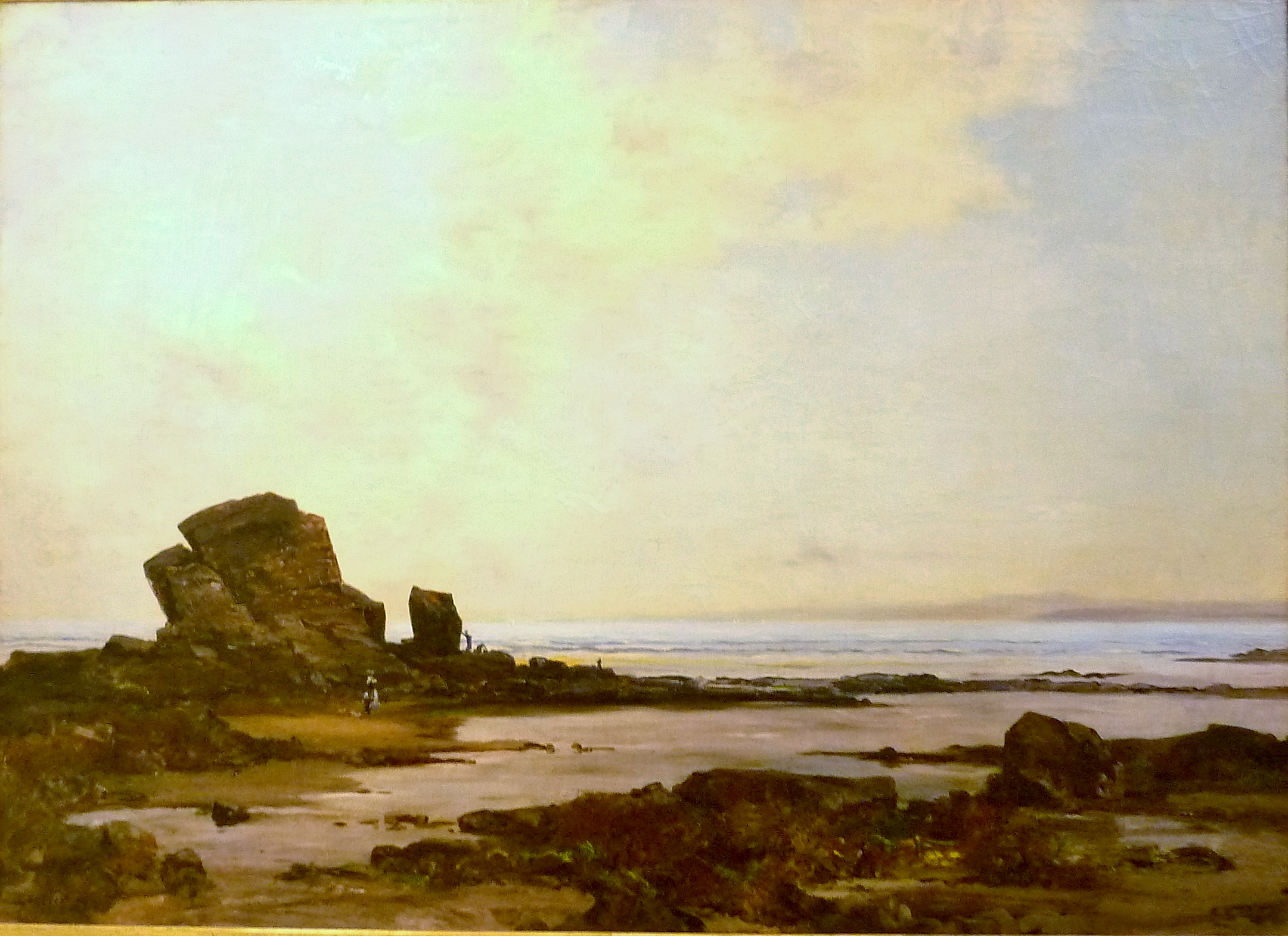
Emmanuel Lansyer : La baie de Douarnenez à marée basse (1879, musée des beaux-arts de Quimper).

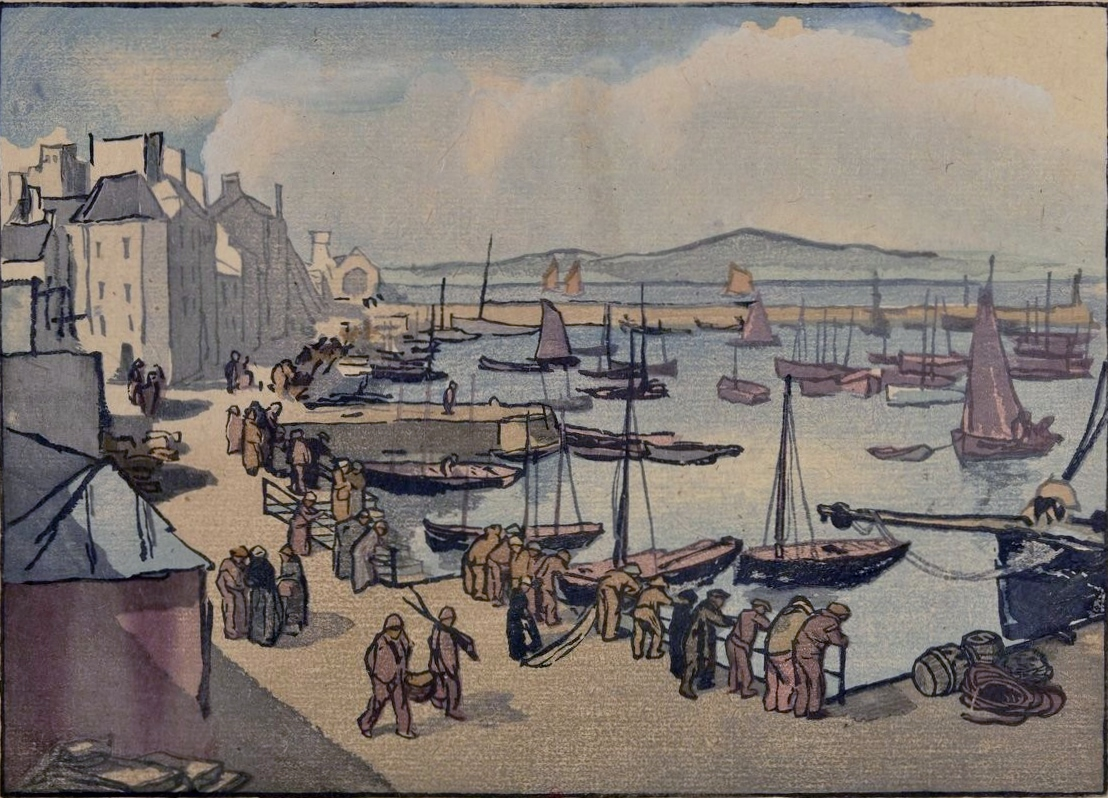
Jules Chadel : Le port de Douarnenez (estampe, 1924).

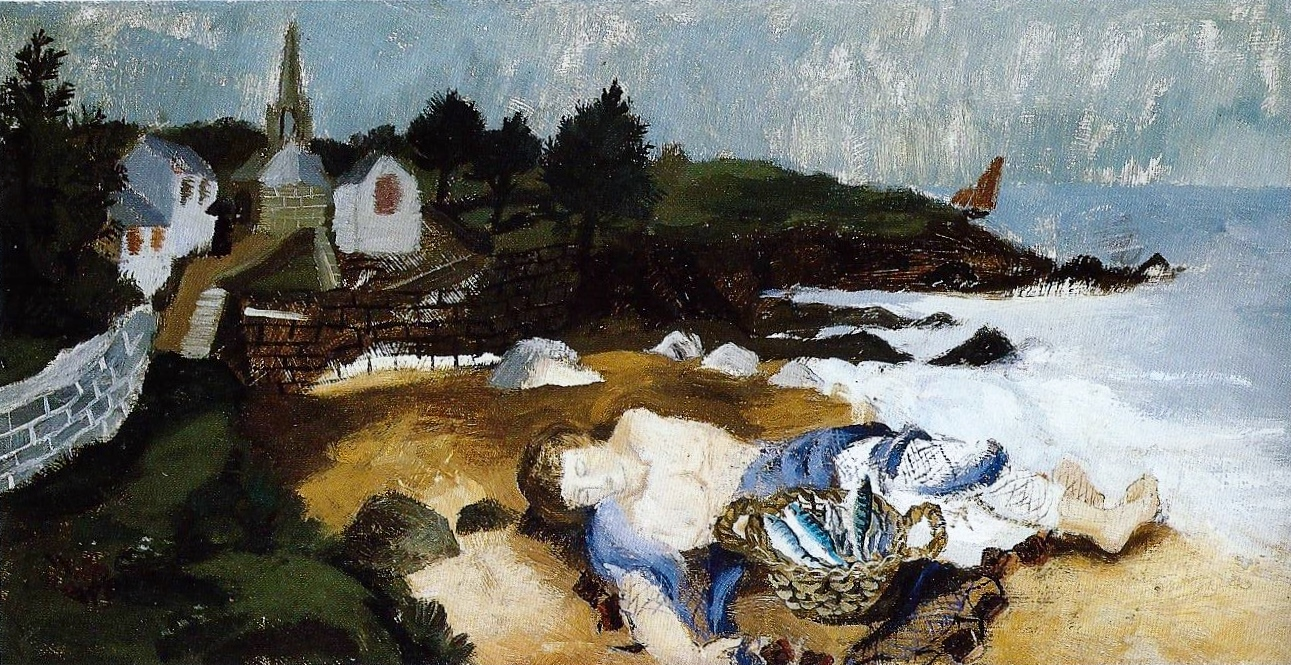
Christopher Wood : Pêcheur endormi, Ploaré (1930, Laing Art Gallery, Newcastle-upon-Tyne).

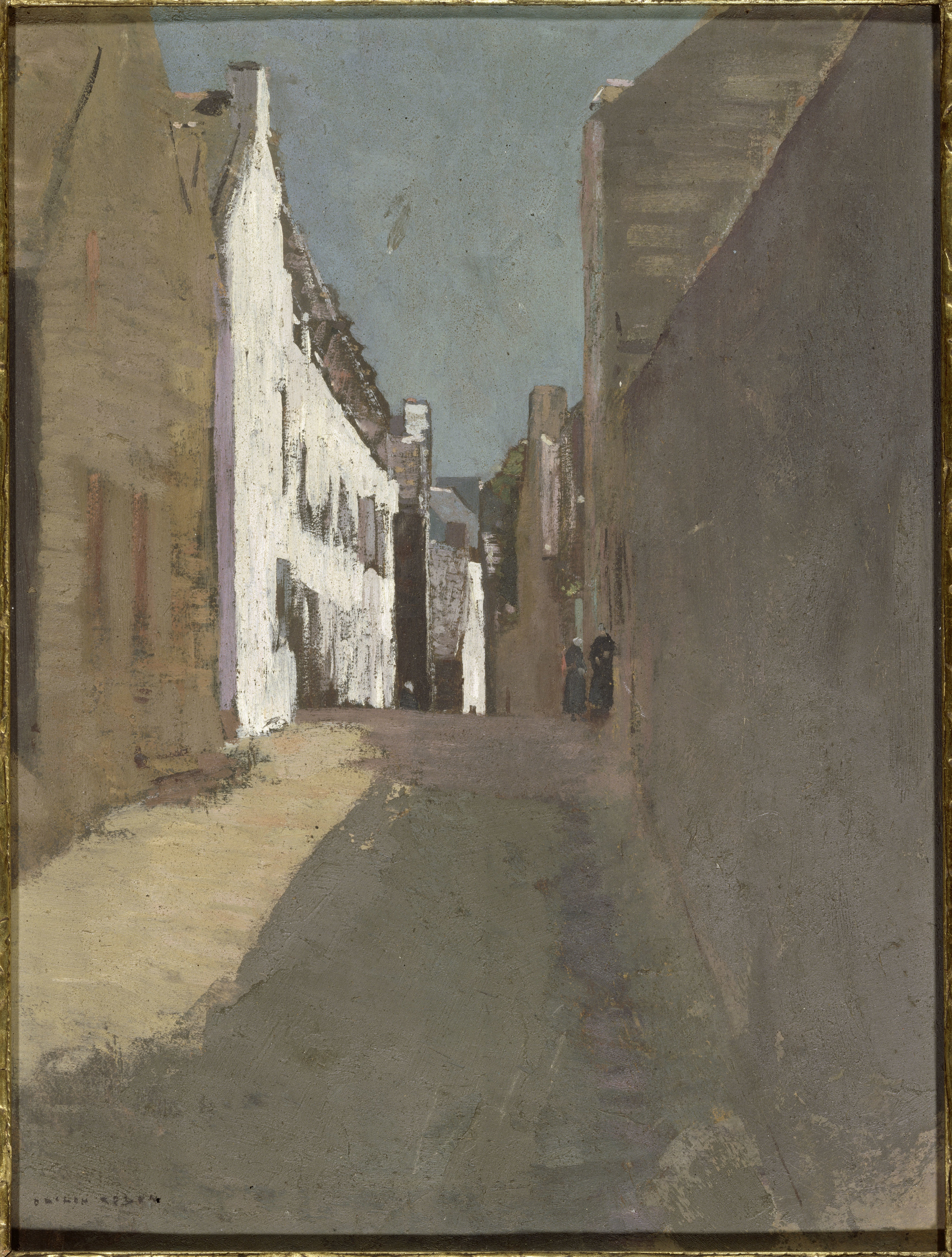
Odilon Redon : Rue à Douarnenez (huile sur toile, 1880, musée d'Orsay).

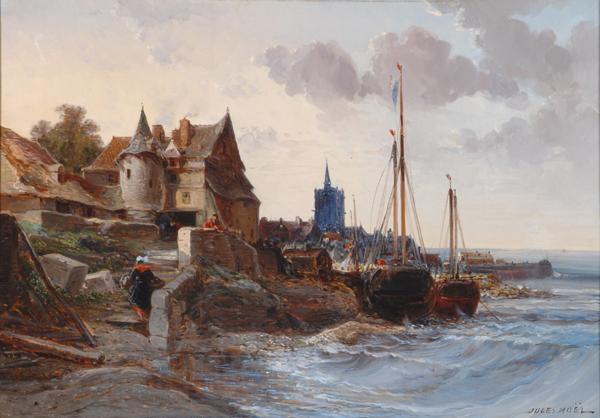
Jules Noël : Souvenir de Douarnenez (The Bowes Museum, Barnard Castle, Co. Durham).
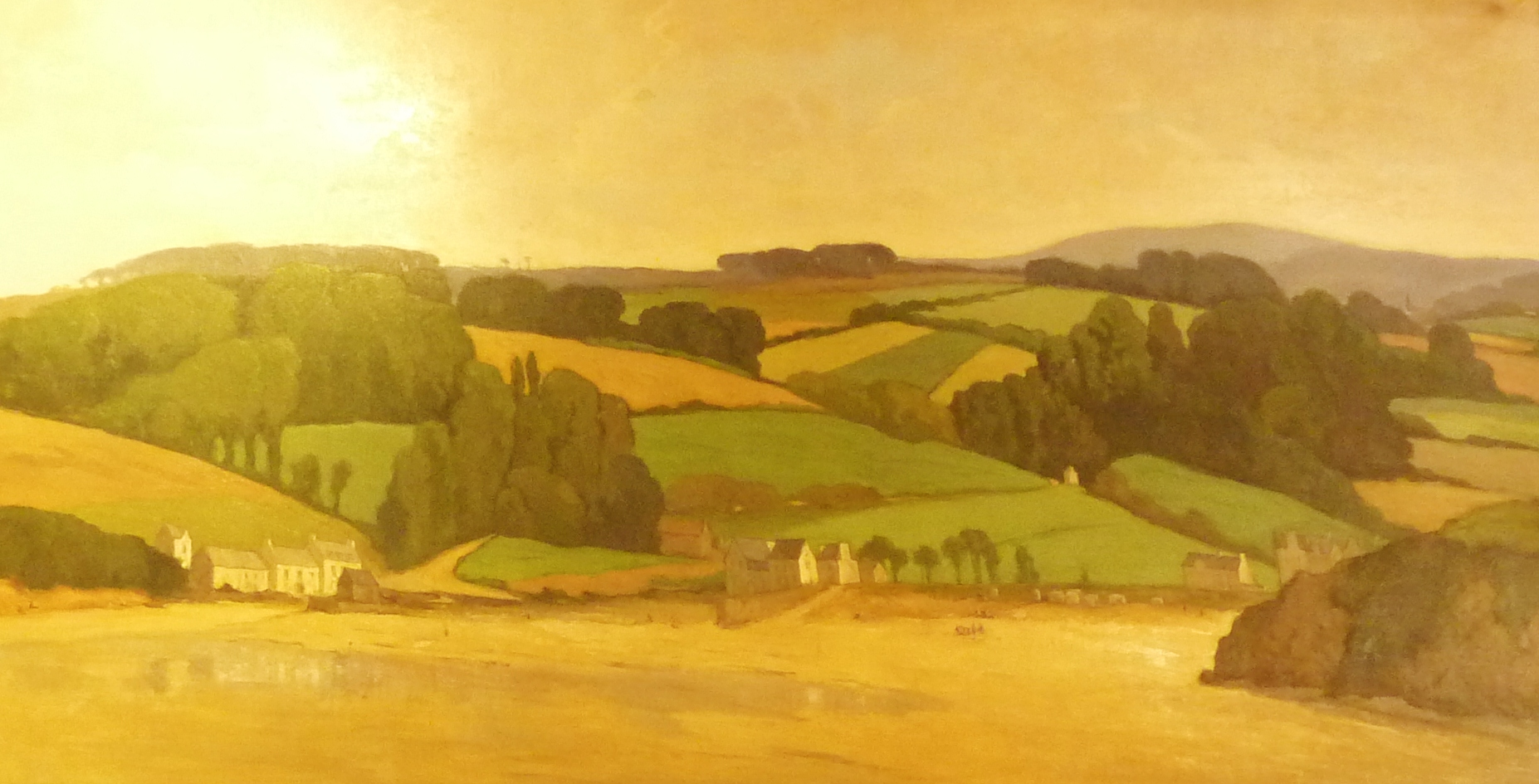
Maurice Le Scouëzec : La plage du Ris (halles de Douarnenez).
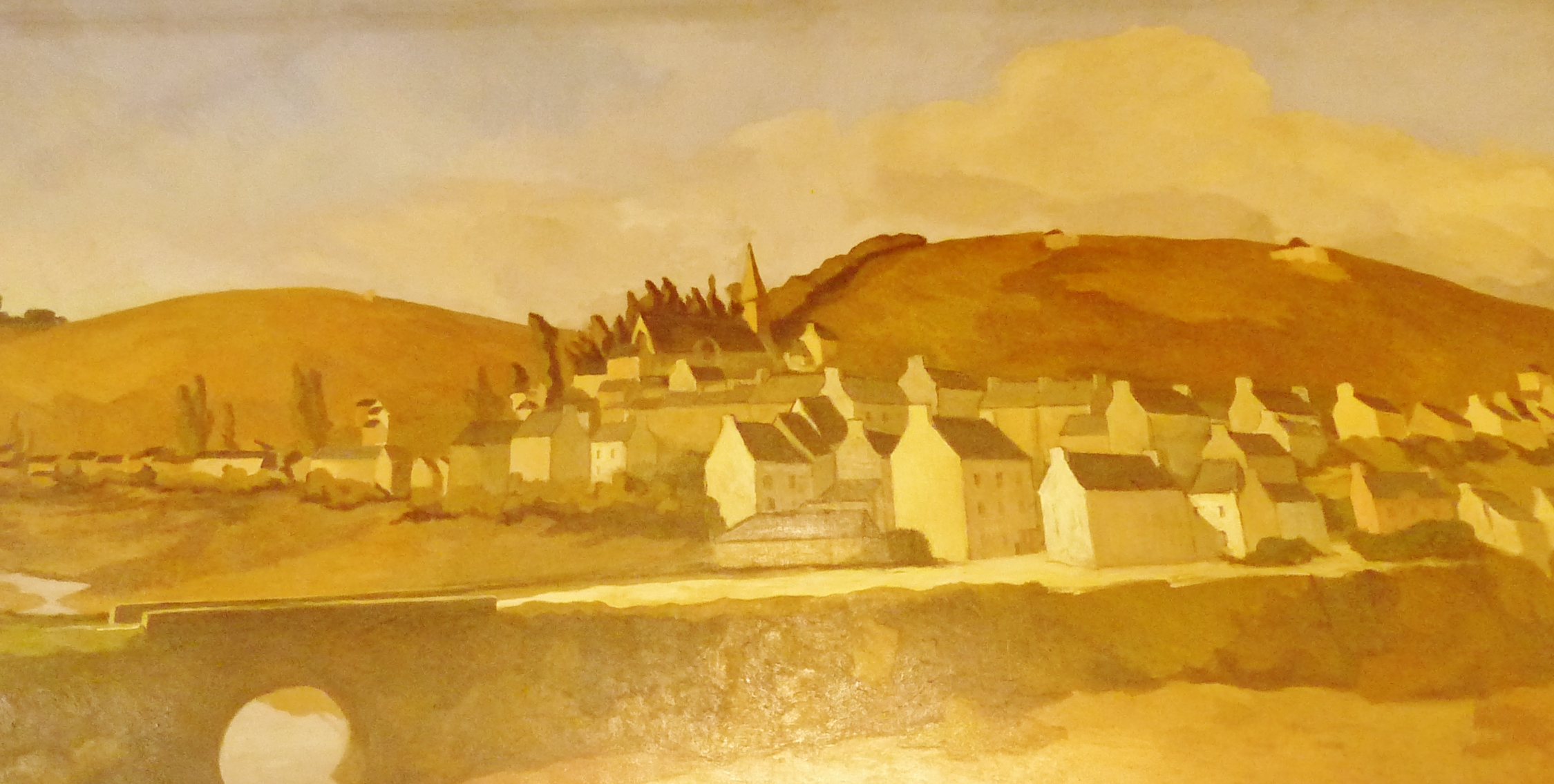
Maurice Le Scouëzec : Le village de Pouldavid (halles de Douarnenez).
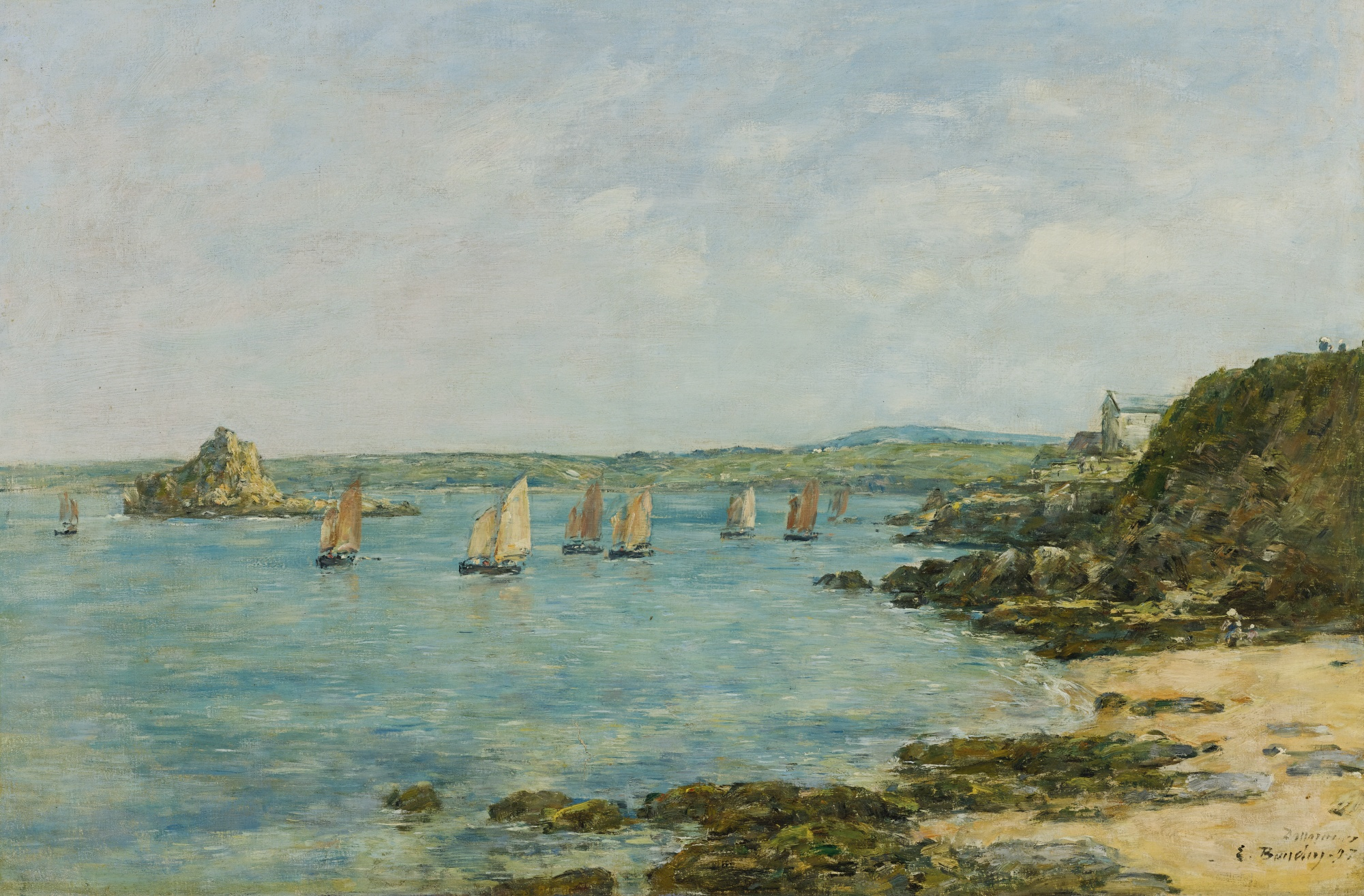
Rivage de Douarnenez, Bateaux de pêche dans la baie Eugène Boudin, 1897

Douarnenez par Maxime Maufra
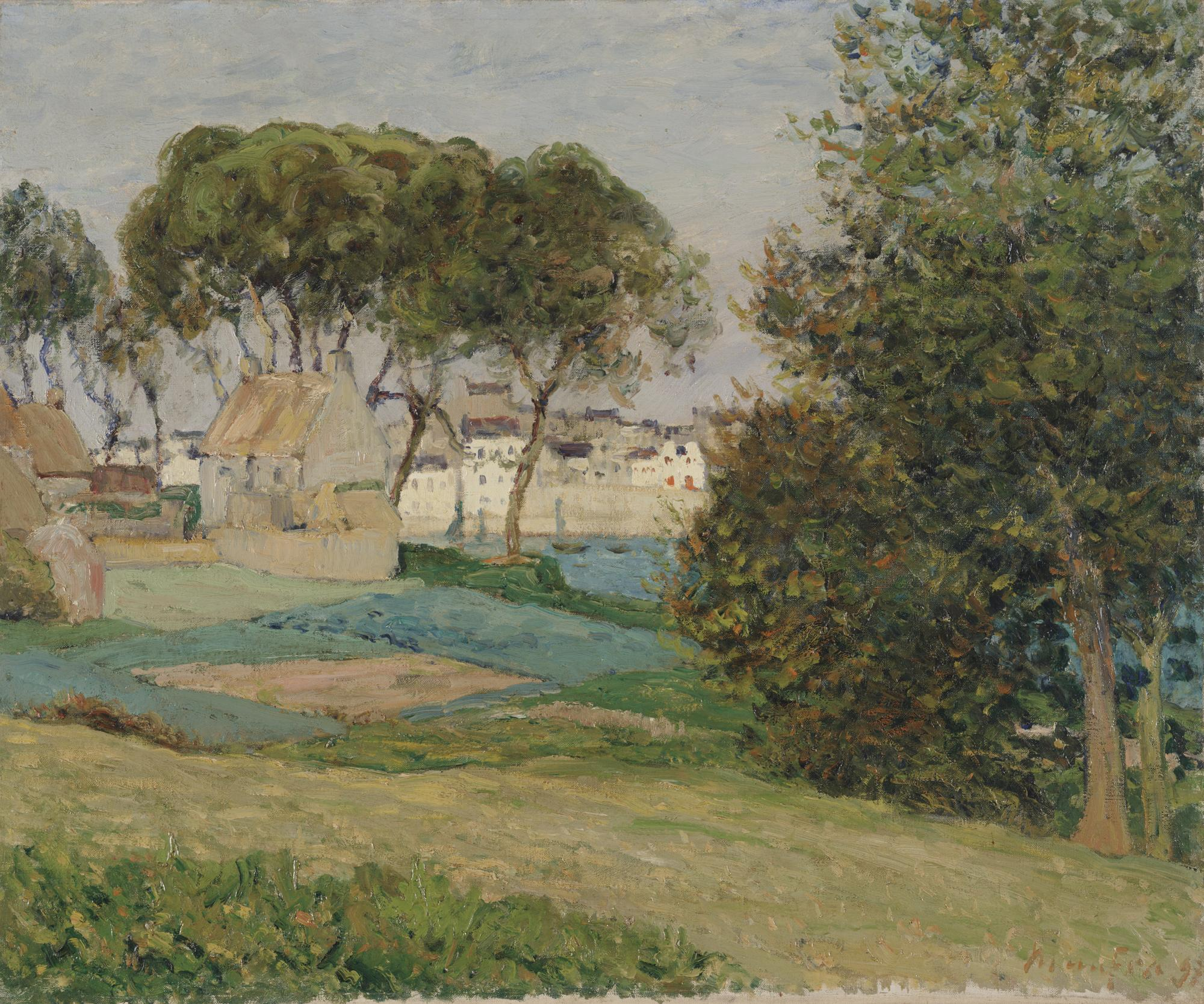
Douarnenez, Paysage d'Octobre, 1896 Musée d'Art de Dallas
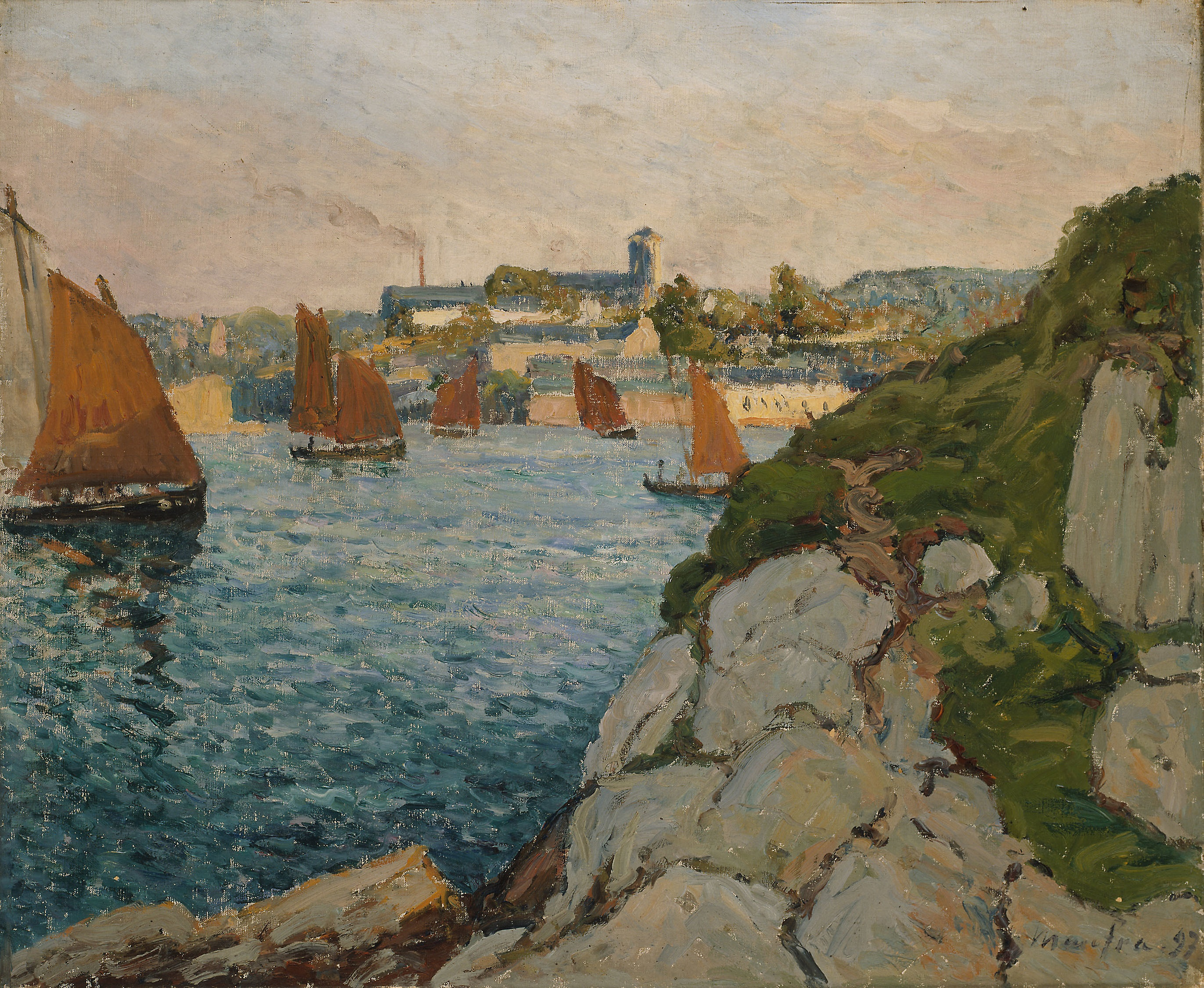
Douarnenez au soleil couchant, 1897 Art Institute of Chicago
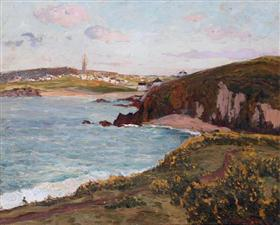
Environs de Douarnenez, 1897 Collection privée Vente 2020
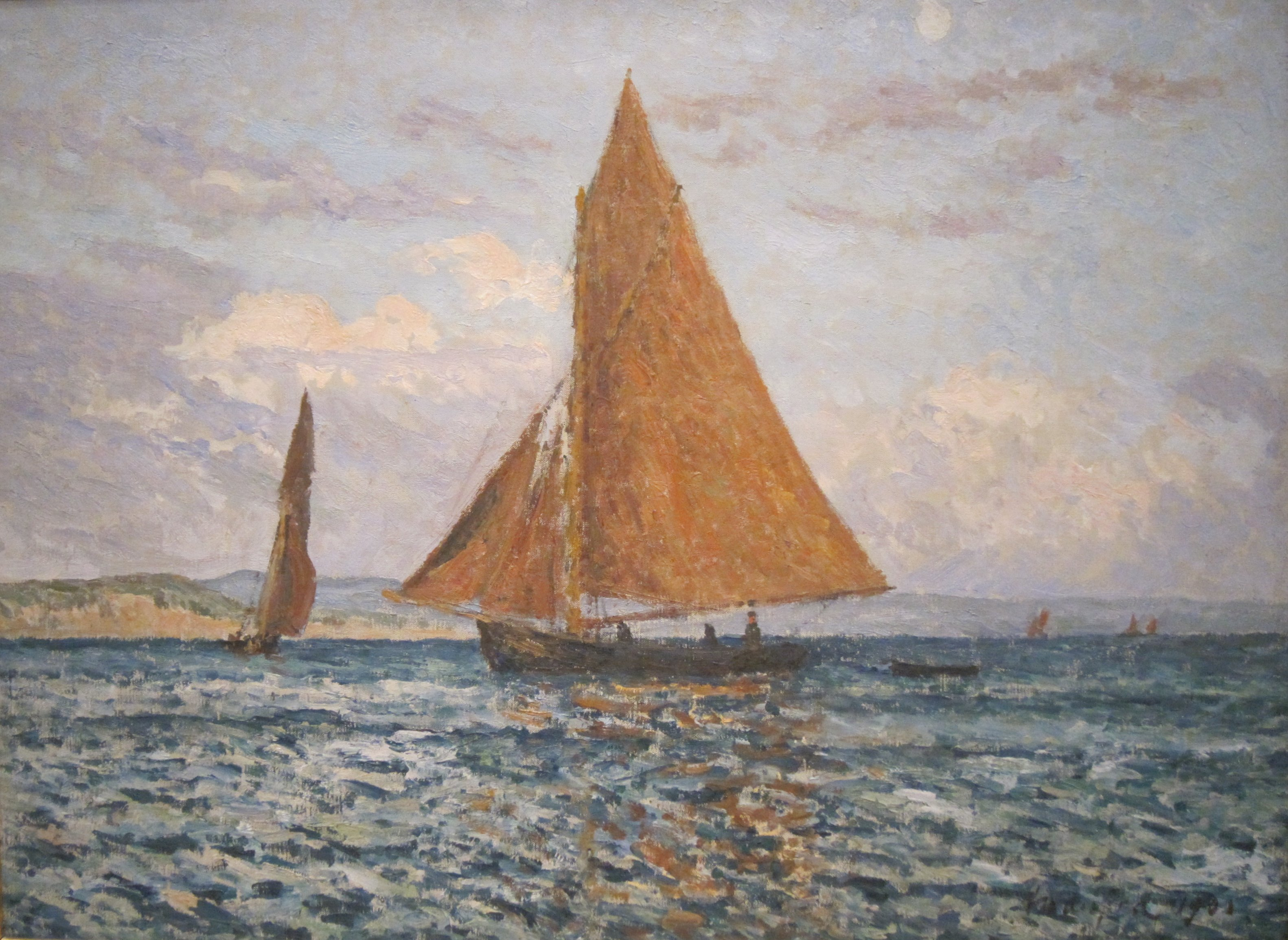
La Côte, baie de Douarnenez, 1901 Cincinnati Art Museum
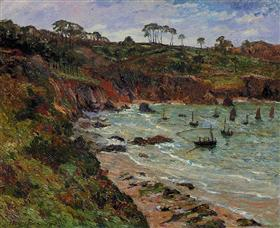
La Pêche aux sprats en hiver à Douarnenez, 1905 Collection privée Vente 1999
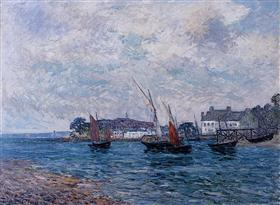
La Rentrée au port de Douarnenez , 1906 Collection privée Vente 1999

Fresques de la salle des fêtes

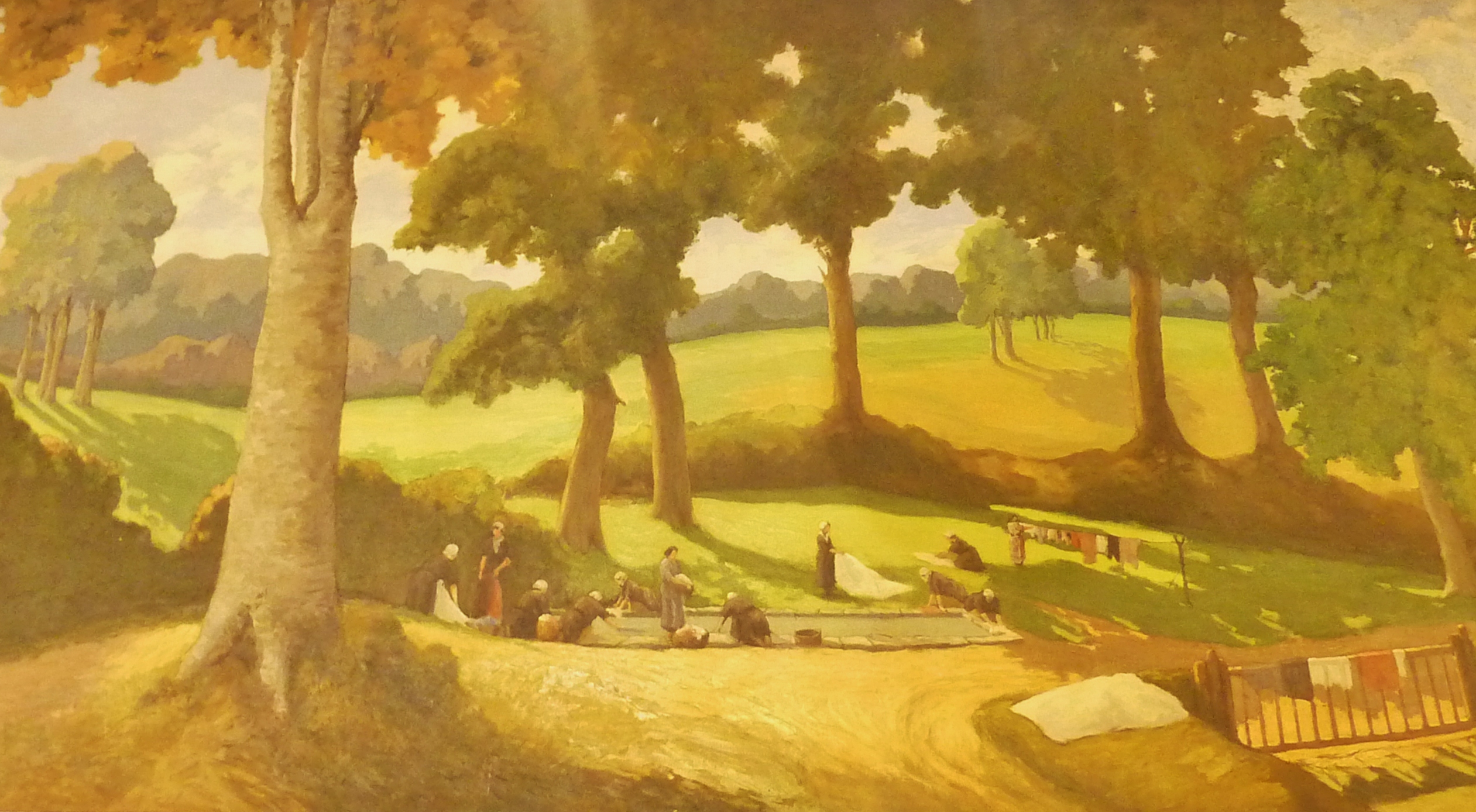
Robert Paulo Vilar : Le lavoir des Plomarch.

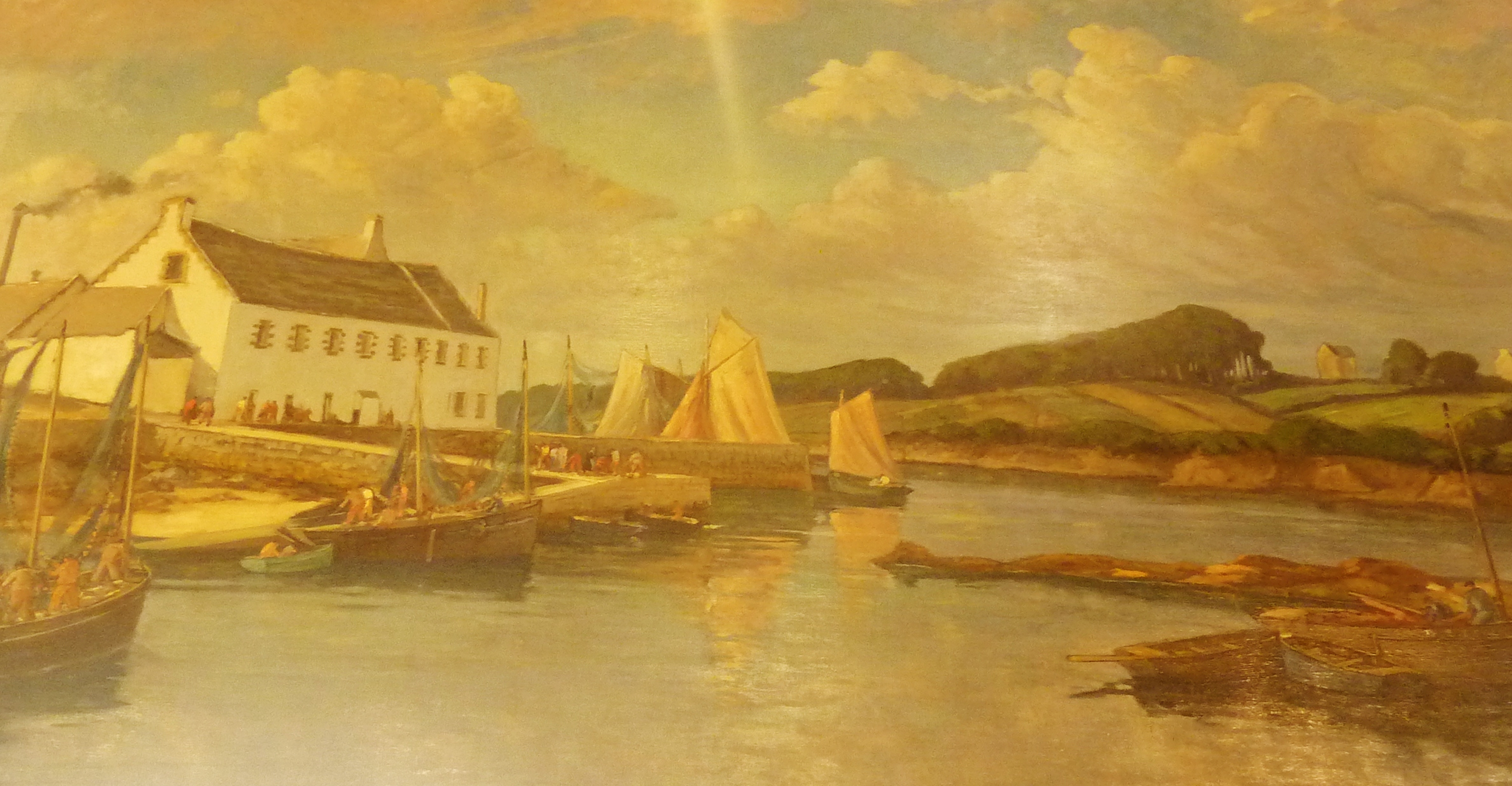
Gaston Pottier : Le guet et l'anse de Port Rhu.

Le décor de la salle des fêtes de Douarnenez, située à l'étage construit en 1934 au-dessus des anciennes halles datant du XIXe siècle fut confié, à l'initiative du maire de l'époque Daniel Le Flanchec, à six peintres : Abel Villard, Robert Paulo Villard (1903-1975), Lionel Floch, Jim Sévellec, Gaston Pottier, Maurice Le Scouëzec qui réalisèrent en tout 16 huiles sur toile, achevées en 1938 et classées monument historique en 1997
- Robert Paulo Villard ;
  - Le port et la cale ronde
  - Vieilles maisons des Plomarc'h et usine
  - Le lavoir des Plomarc'h[257]
- Abel Villard :
  - La Baie, vers le Ménez-Hom
  - La plage du Ris
  - Panorama sur la falaise des Plomarc'h[257]
- Maurice Le Scouëzec :
  - Le village de Pouldavid
  - La plage du Ris
- Gaston Pottier :
  - Le guet et l'anse de Port-Rhu
- Jim Sévellec
  - Le port du Rosmeur

Autres tableaux représentant Douarnenez
- Jules Noël : Souvenir de Douarnenez (The Bowes Museum, Barnard Castle, Co. Durham)
- Robert-Weir Allan : Le bac à Douarnenez (1876, collection privée)
- Auguste Anastasi : Le passage du bac à Tréboul (1870)
- Jules Breton : Fille de pêcheur, raccommodeuse de filets (au Port-Rhu vers 1878)
- Emmanuel Lansyer : 
  - Le Port-Rhu (1867, musée Lansyer de Loches)
  - Bac à Douarnenez (1869, musée Lansyer de Loches)
  - La baie de Douarnenez à marée basse (1879, musée des beaux-arts de Quimper)
- Robert Louis Antral : Rue Monte-au-Ciel à Douarnenez
- Henri Rivière :Douarnenez vu du Ris (1916, lithographie sur papier vélin).

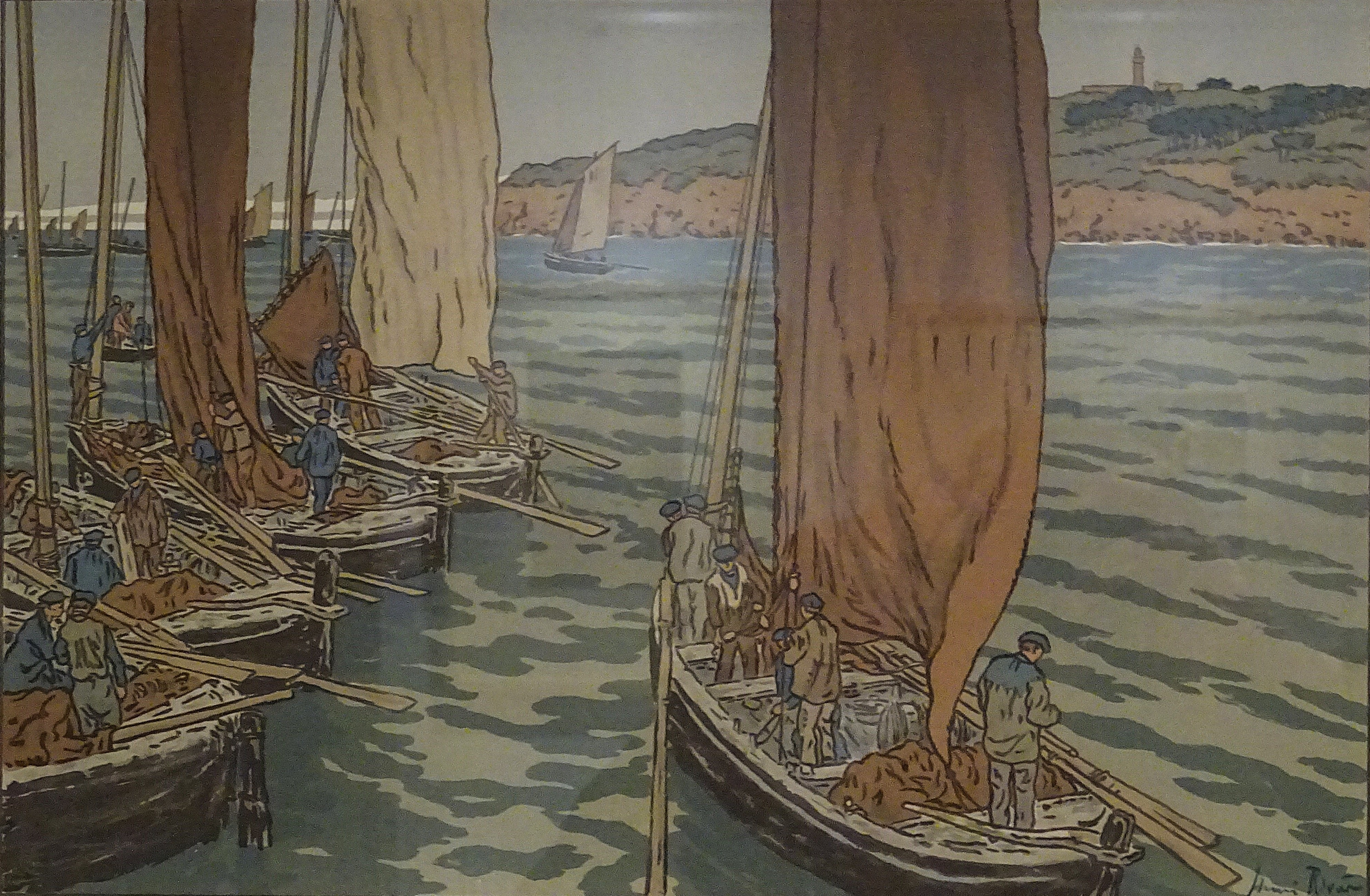
Henri Rivière : Départ de bateaux à Tréboul (1898, lithographie sur papier vélin).
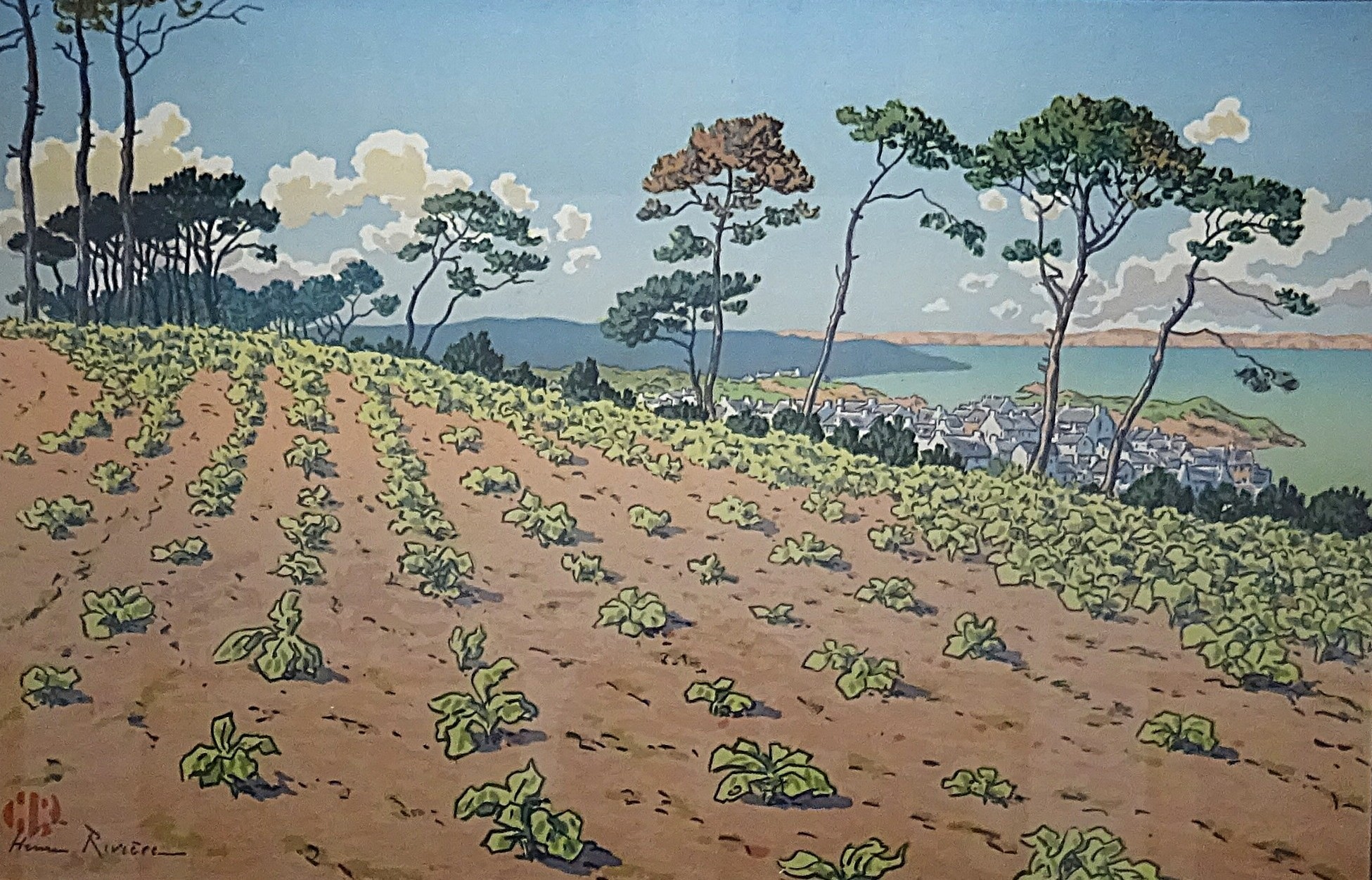
Henri Rivière :Douarnenez vu du Ris (1916, lithographie sur papier vélin)
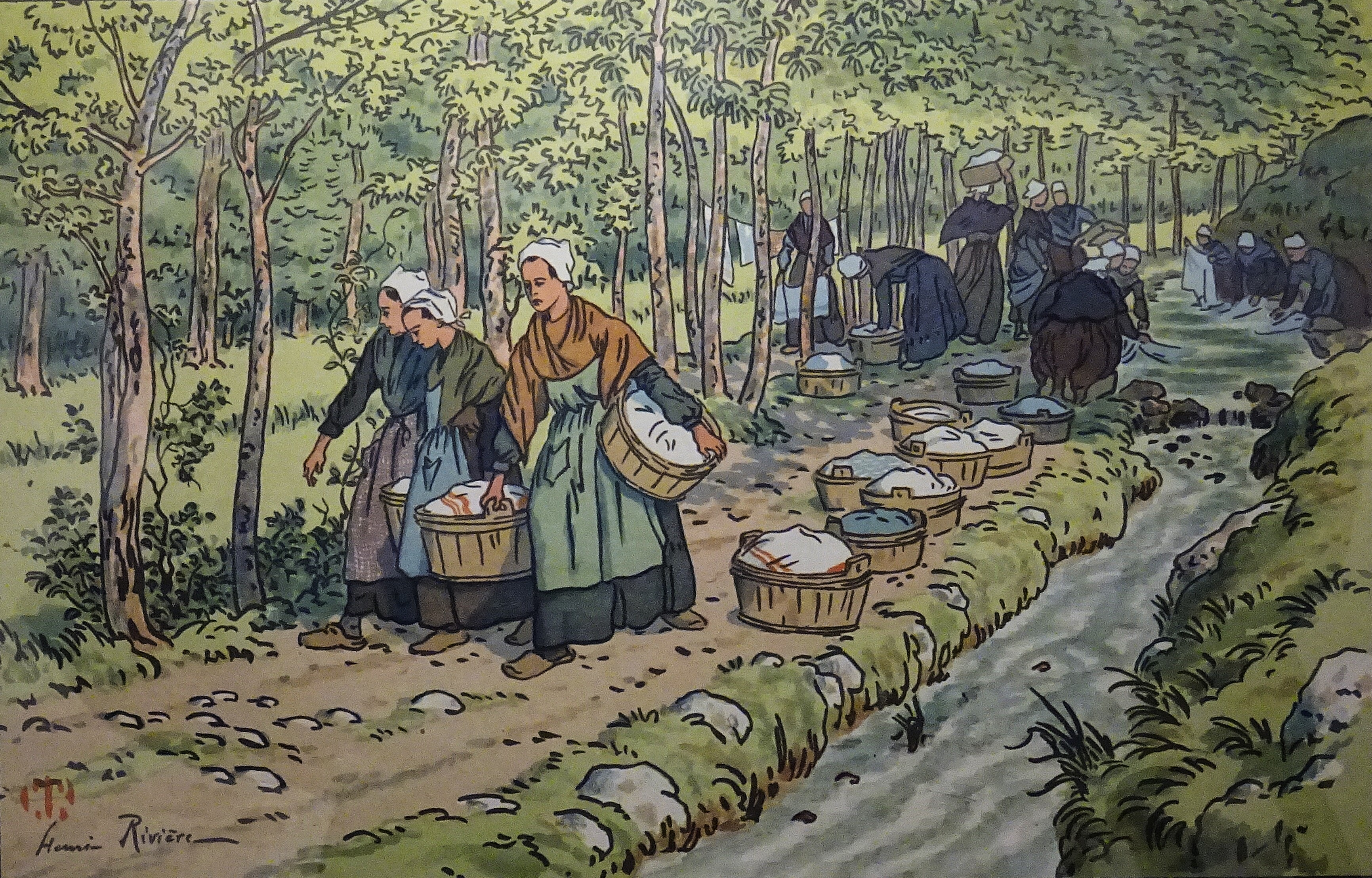
Henri Rivière : Lavoir à Tréboul (1909, lithographie sur papier vélin).
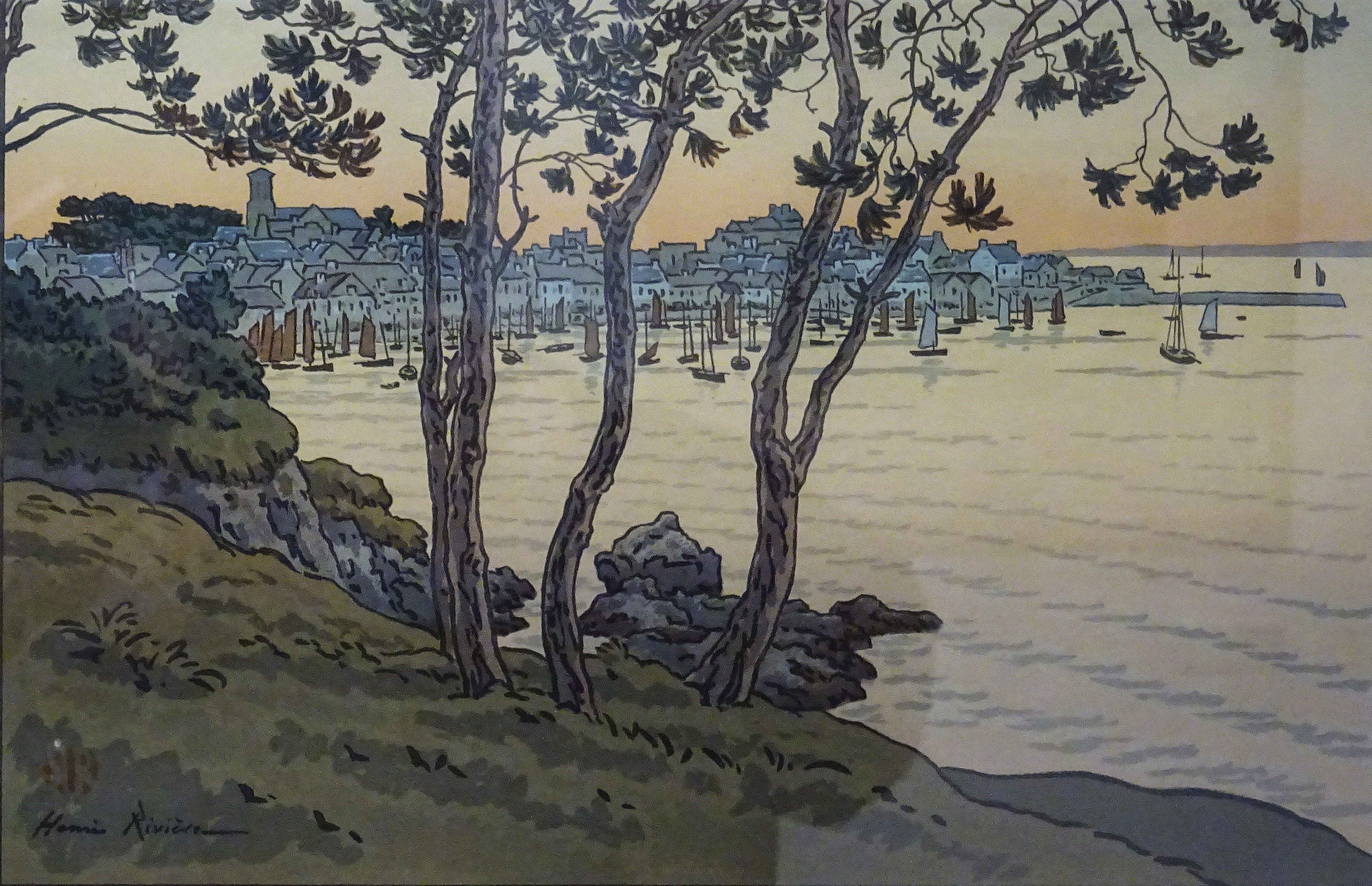
Henri Rivière : Le port de Douarnenez (1911, lithographie sur papier vélin).
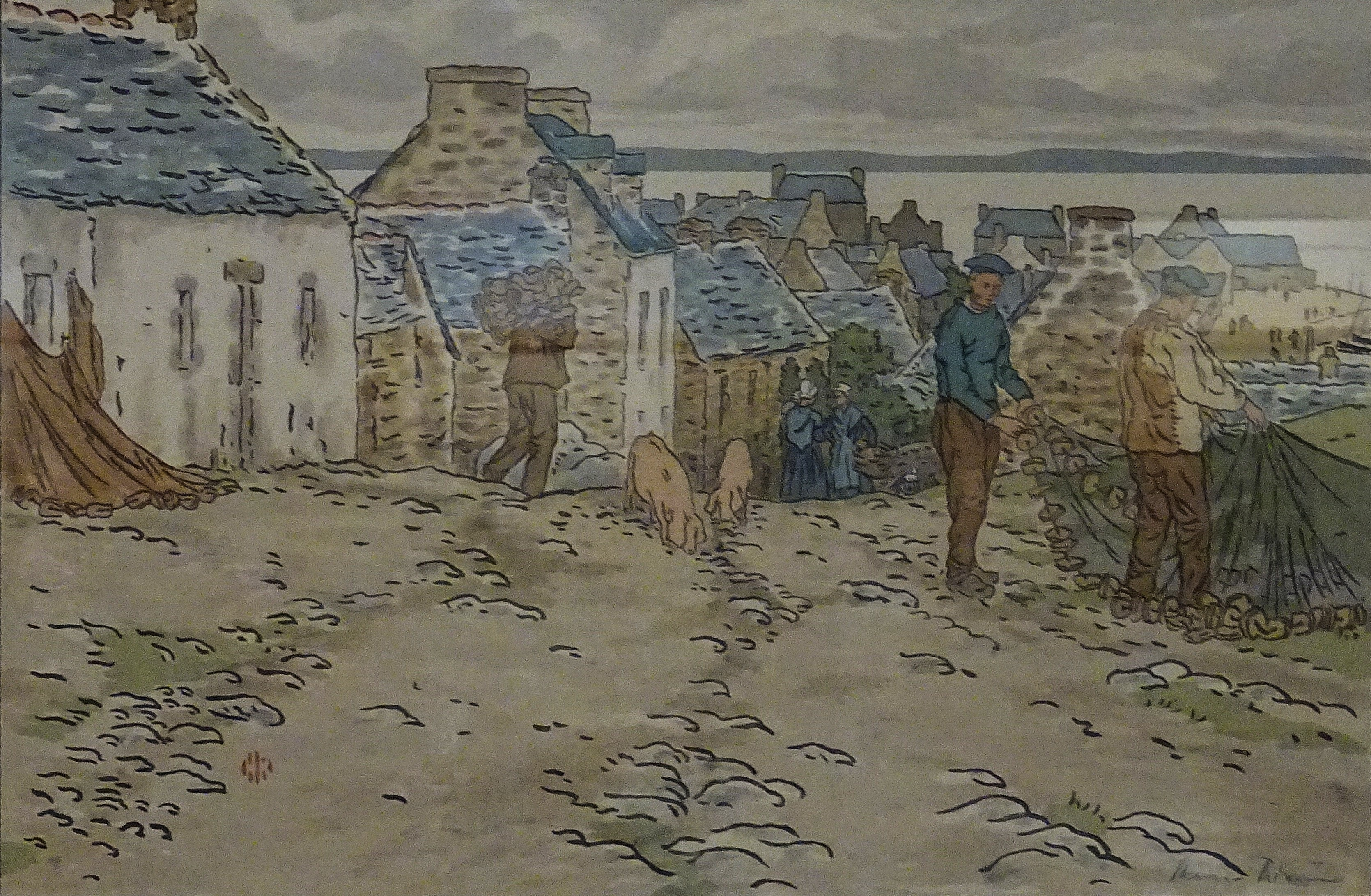
Henri Rivière : Une rue à Tréboul (1909, lithographie sur papier vélin).

- Odilon Redon : Rue à Douarnenez (huile sur toile, 1880, musée d'Orsay)
- Ernest Ponthier de Chamaillard : La baie de Douarnenez, côte de Cornouaille (1930)[258] ; La vallée de Tréboul
- Amélie Lundhal : Le sentier des Plomarc'h (1884)
- Edward Henri Guyonnet[Note 44] (1885-1980) : nombreux tableaux représentant Douarnenez, dont :
  - Retour de pêche, Douarnenez, huile sur canevas, 25,6 cm x 31,9 cm[259]
  - Retour de pêche[260].
- Christopher Wood : Pêcheur endormi, Ploaré (1930, Laing Art Gallery, Newcastle-upon-Tyne) [en fait le motif est le paysage marin devant la chapelle Saint-Jean de Tréboul]
- Jules Chadel (1870-1942) :
  - Entrée du Port-Rhu vu de Tréboul (estampe, 1922)
  - Le port de Douarnenez (estampe, 1924)
  - Douarnenez (estampe, 1930)
- Charles Léon Godeby (1866 - 1952) :
  - Douarnenez Les Plomarc'h, huile sur toile, 38 cm x 46 cm[261]
  - Environs de Douarnenez, huile sur canevas[262]
  - Le port de Douarnenez vu des chaumières des Plomarc'h, huile sur canevas[263]
- Alexis Gritchenko : Baie de Douarnenez (huile sur panneau)[264]
- Léopold Survage : Le port de Tréboul (1922, collection particulière)[265]
- Abel Villard : Baie de Douarnenez vers 1929 (huile sur toile, musée de Locronan)
- Carl Moser : Marché aux poissons, Douarnenez (1929, gravure sur bois imprimée en couleurs, musée de Pont-Aven)
- Pierre de Belay (1890-1947) : À la plage, Tréboul (1933, collection particulière)[266].
- Louis-Marie Désiré-Lucas (1869-1949) : Marché aux halles de Douarnenez (1910, collection particulière)[266].
- Guy Dezaunay (1896-1964): 
  - Les peupliers à Tréboul (huile sur toile, musée des beaux-arts de Nantes)[267]

- Pierre Pelhate (1876-1973)

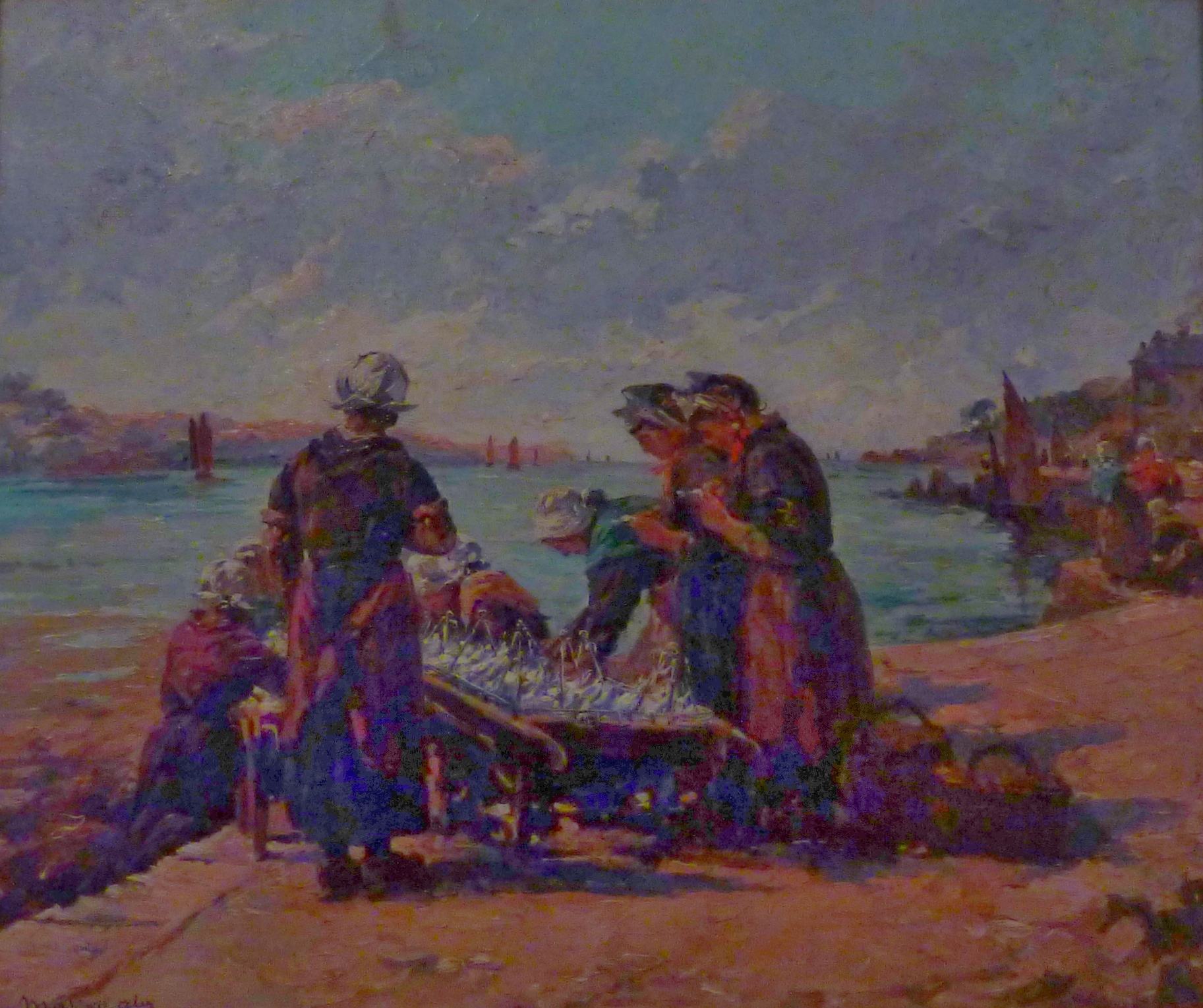
Alexandre Charles Masson : Le séchage des sardines sur civière à Douarnenez (premier quart du XXe siècle, collection du port-musée de Douarnenez).

  - Pêcheur de Douarnenez (1933, musée des beaux-arts de Rennes)
  - Vieux pêcheur de Douarnenez, assis, somnolant, sur sa canne (1938, musée des beaux-arts de Rennes)
  - Portrait d'un pêcheur de Tréboul (musée des beaux-arts de Rennes)
- Paul Morchain :
  - Paul Morchain : La Baie de Douarnenez par temps calme (vers 1930, huile sur panneau, collection privée).

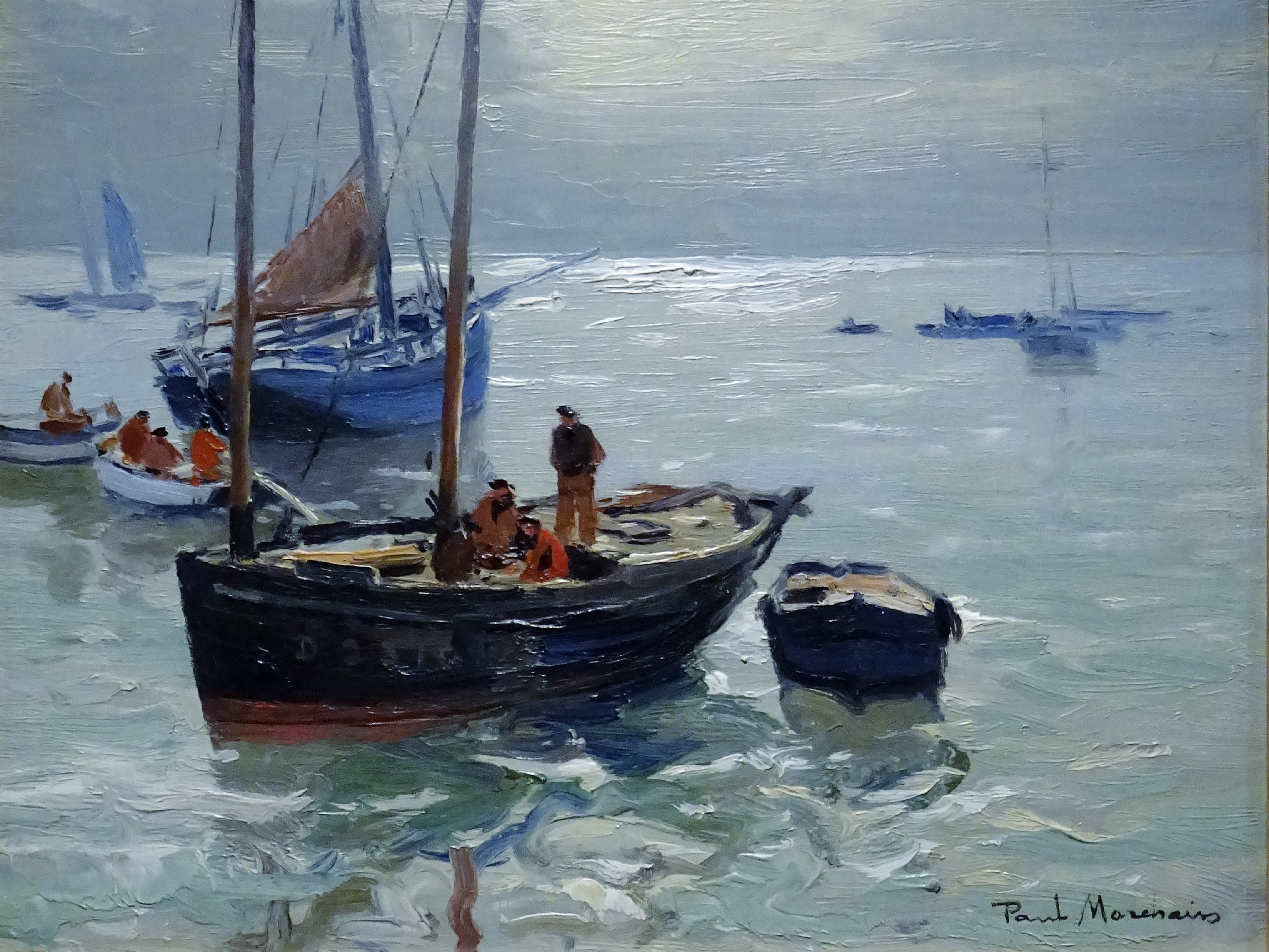
Paul Morchain : La Baie de Douarnenez par temps calme (vers 1930, huile sur panneau, collection privée).

- Jacques de Chastellus (1894-1957) : 
  - Port de Douarnenez (huile sur toile, collection privée).
- Paul Baudier (1881-1962)
  - Douarnenez (Voile rouge au port), gouache.
- Ernest Guérin (1887-1952) : Tréboul, chapelle Saint-Jean (aquarelle et gouache sur papier, sans date).
- Francis Picabia (1879-1953) : Plage et rochers à Douarnenez (huile sur toile, 1901, collection particulière).
- Pierre Abadie-Landel (1896-1972), qui fréquenta Douarnenez quarante années durant, en fit un thème majeur de sa peinture (Port de Douarnenez accroché au Ministère de la défense) et de ses gravures (Le débarquement des sardines, Musée de la Cohue, Vannes).
- Alexandre Charles Masson :
  - Vue de Douarnenez[268]
  - Retour des chaloupes sardinières à Douarnenez[269]
  - Le séchage des sardines sur civière à Douarnenez (premier quart du XXe siècle, collection du port-musée de Douarnenez)
  - Conserverie au Port-Rhu (vers 1900, collection particulière)[266]
  - Douarnenez, le port animé
- Roger Kérinec[270] (né en 1917 à Brest, décédé le 7 mai 2001 à Douarnenez)

### Artistes résidant à Douarnenez
Depuis la fin du XXe siècle et le début du XXIe siècle, de nombreux artistes résident à Douarnenez, participant au dynamisme culturel de la ville. On peut, par exemple, citer Bruno Peinado, Virginie Barré, Florence Doléac, Sylvain Rousseau, Yoann Sorin, Flora Moscovici, Elsa Tomkowiak, Gabriel Haberland, Jean-Pierre Le Bars, Alexandra Duprez, Hervé Thoby, Charles Kerivel, , etc.

### Cinéma
Le film Microclimat de Marie Hélia sorti en 2007, est entièrement tourné dans la ville.
De même, la ville fut le théâtre d'un film retraçant les événements de la grève des Penn Sardin de 1924 : Penn-sardines, 2004 de Marc Rivière.
Autres films tournés à Douarnenez :
- Élisa de Jean Becker a été tourné en 1994 à Douarnenez. Les acteurs principaux étaient Vanessa Paradis, Gérard Depardieuet Clotilde Courau ;
- Les Yeux de sa mère de Thierry Klifa a eu lieu à Douarnenez début 2010. Les acteurs principaux étaient Catherine Deneuve, Marina Foïs, Jean-Baptiste Lafarge, Jean-Marc Barr et Nicolas Duvauchelle ;
- La place du Maure (2012) ;
- Odette spirite[272] (2013) et Le rêve géométrique[273] (2017), deux films d'artiste de Virginie Barré ;
- Bonne Conduite de Jonathan Barré, tourné en 2022[274].

## Culture - Sports - Loisirs

### Loisirs
Douarnenez est une ville à forte identité culturelle. Les équipements municipaux sont importants eu égard à la taille de la commune :
- Le Centre des Arts André Malraux abrite l'école de musique et de danse, les ateliers d'arts et le service culturel de la mairie. En plus d'accueillir des centaines d'élèves, c'est également un lieu d'expositions et de concerts.
- La médiathèque Georges-Perros est un équipement socio-culturel particulièrement bien fréquenté par la population, de tous les âges, et propose aussi des expositions, rencontres, lectures, conférences, projections…
- Un musée maritime - Le Port Musée - d'envergure régionale, entièrement modernisé en 2006[275].
- La ville possède un cinéma, « le Club ».
- Les « Reuz bonbon » sont une fanfare douarneniste « 100 % filles »[276].

### Musique
- La Ville n'a plus son bagad[277]. Le Bagad de Douarnenez sous sa forme actuelle était le quatrième bagad qui se soit monté sur la ville.
- Douarnenez possède également une École de Musique.
- L'association Dz City Rockers regroupe beaucoup de groupes de jeunes musiciens locaux, plutôt axés sur un style de musique « rock ». Ils répètent dans des locaux situés au Centre des Arts André-Malraux. Ils se produisent plusieurs fois par an dans les bars locaux, à la MJC ou à la salle des Fêtes de Douarnenez. plusieurs groupes issus de l'association rayonnent nationalement et font de Douarnenez une scène musicale extrêmement vivace qui suscitant l'intérêt des programmateurs et presse national (Komodor, the Red goes Black, Thé Octopus, Mansion cellar, Waza, Billy Bullock and the broken teeth).
- Il y existe plusieurs fanfares : À bout de souffle, la Fanfare de Kermarron, Sabato, les Reuz Bonbon.

### Sports

#### Infrastructures
Douarnenez compte près de 40 associations sportives représentant plus de 30 disciplines et regroupant près de 3 500 pratiquants en loisir et compétition. La ville leur met à disposition, les équipements suivants :
- 1 terrain de rugby ;
- 5 stades de football (11 terrains) dont le stade Xavier-Trellu ;
- 4 salles de sport, dont des salles spécifiques pour la pratique du billard français - américain et anglais (10 billards), du tennis de table, de la danse et des sports de combat ;
- 1 centre nautique municipal situé à Tréboul qui dispose d'un centre d'hébergement pour les classes de mer[278],[279];
- 1 piscine ;
- 1 salle de musculation, préparation physique avec un éducateur sportif municipal à disposition des associations ;
- 1 piste d'athlétisme ;
- ainsi que 6 courts de tennis privés appartenant au Tennis Club de la Baie.
- 1 skate-park pour la pratique du BMX, des rollers ou de la trottinette, dans le quartier de Pouldavid. La ville veut redevenir une référence régionale en matière de sport de glisse urbaine qu'elle était dans les années 1990. Un nouveau skate-park est livré en 2022 pour un coût est d'environ 330 000 € HT[280].

Un aperçu de cette diversité et du nombre de pratiquants est vérifié chaque année lors de la Fête du Sport qui a lieu début septembre sur le site du Stade Lesteven.

#### Nautisme

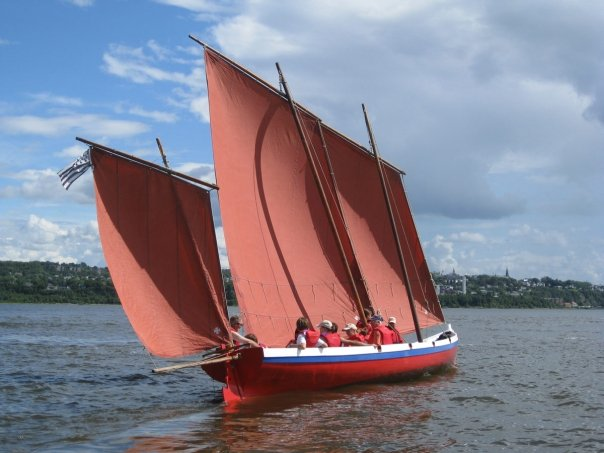
Yole Volonté de l'association Treizour naviguant en baie de Douarnenez.

La Société des régates de Douarnenez fut fondée en 1874 ; Corentin Quinquis, dit "Bidouche", et les frères Trellu, furent les plus célèbres régatiers douarnenistes, le premier entre 1893 et 1928, les seconds pendant l'Entre-deux-guerres.
- Le Winches Club, la Société des Régates de Douarnenez (SRD) et Douarnenez Voile. Plusieurs grandes manifestations nautiques s'y déroulent chaque année comme le Grand Prix Guyader ou le Mini-Fastnet.
- Treizour, société de voile traditionnelle depuis 1979. L'équipage de la yole de Bantry Volonté participe fréquemment aux compétitions internationales de l'Atlantic Challenge. L'association Treizour a commencé en janvier 2020 la construction d'un canot de pêche traditionnel du début du XXe siècle, long de 6,99 mètres, qui a été mis à l'eau au printemps 2022[281] ; il porte le nom de Joséphine avec l'immatriculation D21.

#### Principaux clubs sportifs
- Le Douarnenez Sport Billard (DSB) : Le 11 novembre 1962, le Billard Club Douarneniste (Douarnenez Sport Billard maintenant) se charge d'organiser le 1er championnat de France professionnel au cadre 71/2 à « L'Abri du Marin »[282]. Rolland Dufetelle l'emporte devant Jean Marty, qui bat le record du monde de la série, et Constant Cote[283]. Le Douarnenez Sport Billard est devenu avec son équipe Douarnenez-Valdys en 2018 à Bochum le premier club français[284] à remporter la Coupe d'Europe Classic Teams. En 2019, 2020, 2023 et 2024, le DSB conserve son titre à domicile et réalise ainsi un quintuplé historique. L'équipe remporte également le Championnat de France Top Ligue 1 de billard carambole par équipes aux jeux de série en 2017, 2018, 2019, 2022, 2023, 2024 et 2025.

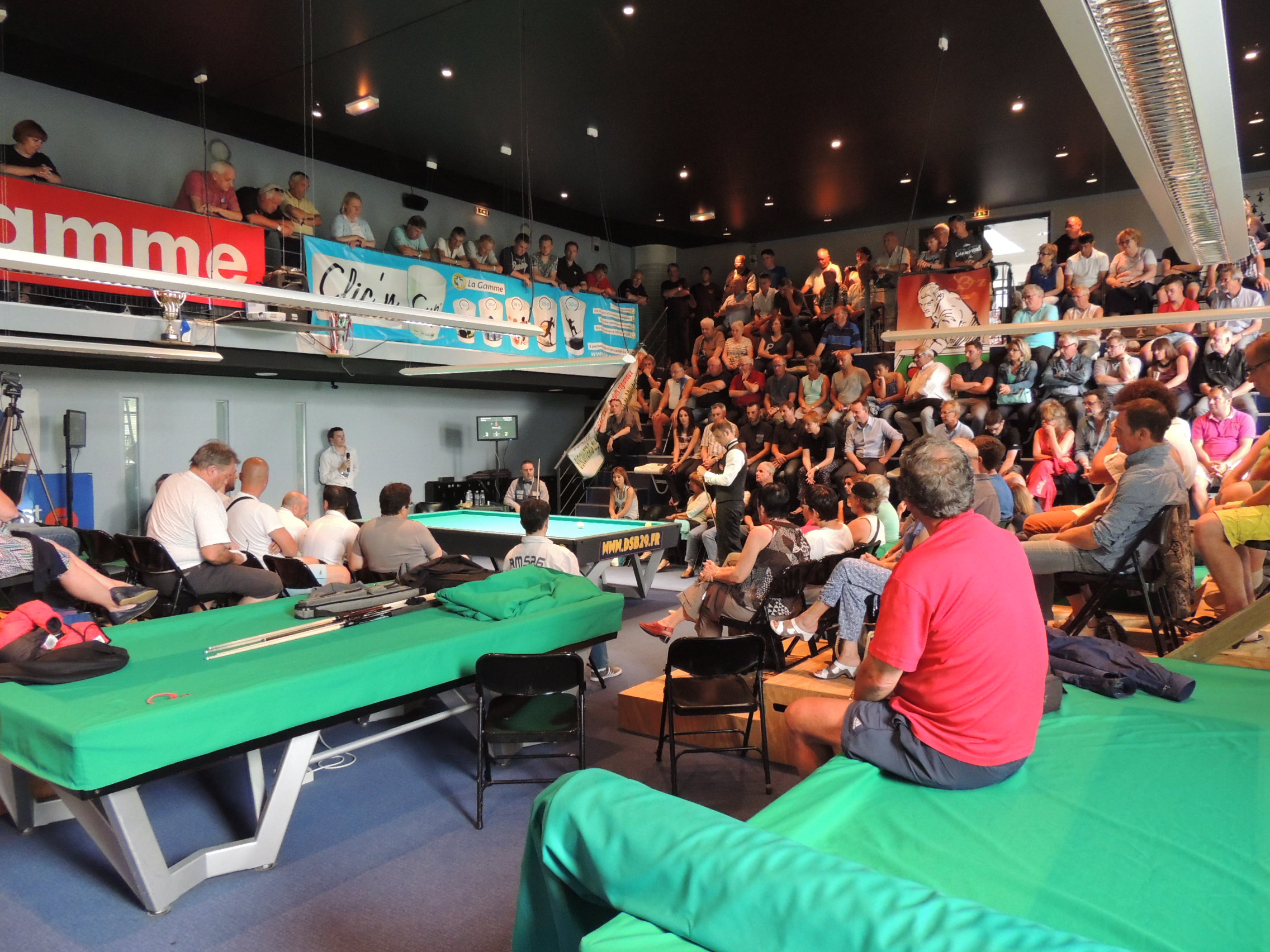
Salle du Douarnenez Sport Billard lors du NATIONAL PREVALRISK 2015.

- Le Savate Boxing Club Douarnenez (SBCD). Association de Savate Boxe Française, Savate Bâton Défense, Savate Forme et Canne de Combat créée en 1986. Club formateur avec de multiples titres régionaux et nationaux.
- Le Douarnenez Aqua Club, club de plongée et de chasse sous-marine.
- Le Handball Club Douarneniste évolue en Honneur départementale.
- Le Douarnenez Volley Ball Club, qui organise chaque été un tournoi de beach-volley.
- Le Basket Club Douarnenez Tréboul, qui évolue en prérégionale et organise un grand tournoi outdoor l'été.
- Deux clubs de football : Stella-Maris (R1) - Gas d'Ys de Tréboul (D1).
- Le Douarnenez Rugby Athletic Club (DRAC), champion de Bretagne 2012 de la 4e série régionale, évolue en 2014 en 2e série régionale.
- Le club d'aviron de Douarnenez (sortie en baie) toutes catégories qui se développe.
- Le club des "Sardines Volantes", comptant une centaine d'adhérents, qui pourra tirer profit de la reconnaissance récente du skate comme discipline olympique[280]

### Événements culturels
- Les Fêtes maritimes de Douarnenez[285] sont un rassemblement de bateaux traditionnels qui a lieu tous les deux ans, depuis 1986. Elle réunit tous types de voiliers traditionnels venus des quatre coins du monde. À chaque manifestation la culture et le savoir-faire d'un pays sont à l'honneur. L'édition de 2022 a attiré entre 50 000 et 55 000 visiteurs, avec 198 bateaux présents, ayant tous un intérêt patrimonial[286].
- Le Festival international de cinéma des minorités a lieu tous les étés en août depuis 1978 ; chaque année les peuples et leurs cultures sont à l'honneur, à travers des films, mais aussi des débats, des concerts, des expositions… En 2023, le festival s'appuie sur une équipe de 400 bénévoles et accueille 21 000 festivaliers[287].
- « La Vie en Reuz » est un festival musical convivial et gratuit, qui rassemble tous les ans fanfares, batucadas, concerts, spectacles et animations. La première édition a eu lieu en mai 2012 pour l'arrivée de la Redadeg ; la deuxième édition a eu lieu du 17 au 19 mai 2013[288].
- Le Carnaval de Douarnenez, « les Gras », a lieu en février pendant cinq jours et cinq nuits… C'est l'occasion d'une véritable folie carnavalesque où toute la population, sans distinction d'âge ou de sexe, fait la fête en se déguisant. « Les Douarnenistes font figure de dismegans, mot typiquement douarneniste, qui désigne deux qui se font remarquer par leurs excentricités ou leurs exhibitions provocantes ». Selon une hypothèse très incertaine, avancée par Serge Duigou et Jean Failler, cette tradition paillarde de Douarnenez pourrait remonter aux soudards en partie italiens qui formaient les troupes de Guy Éder de La Fontenelle, ce qui expliquerait aussi l'architecture de la vieille ville qui fait quelque peu penser à celle de Naples[78].
- « Le Festival international de folklore son, lumière et danses » a lieu fin août une année sur deux (années paires).
- Le « Festival de La Nuit des Sables Blancs » a été créé en 2011 et se déroule sur un ou deux jours, traditionnellement le dernier week-end de juin. Festival musical gratuit qui a lieu sur la plage des Sables Blancs à Tréboul. Jeunes talents et tête d'affiche bretonne se retrouvent sur scène. Un feu d'artifice y est tiré depuis la baie de Douarnenez.

### Cuisine
Selon certaines hypothèses (non attestées), le kouign-amann aurait pu être inventé à Douarnenez par le boulanger Scordia vers 1860 - son nom (« gâteau au beurre », en breton) est évocateur quant à la matière première utilisée pour sa confection.

## Enseignement

### Écoles
- Écoles maternelles et primaires publiques
  - École Victor-Hugo
  - École Marie-Curie
  - École Laënnec
  - École Francois-Guillou
  - École Jules-Verne
- Écoles maternelles et primaires privées
  - École Les Saints-Anges
  - École Sainte-Philomène
  - École Saint-Jean
- Collèges et lycées privés et publics
  - Collège et lycée Jean-Marie-Le-Bris
  - Collège Saint-Blaise
  - Lycée (général, technologique et professionnel) Sainte-Élisabeth

### Centres de vacances et de loisirs
La commune met à la disposition des habitants un Centre de vacances ou de loisirs, permettant d'accueillir des enfants de 3 à 12 ans hors des heures scolaires.
Cet espace offre des jeux et des loisirs, qui favorisent l'éveil et la créativité des enfants.
L'Office départemental des centres de vacances et de loisirs (Odcvl), société coopérative française créée en 1939, commercialise principalement des séjours de vacances en France et à travers le monde pour groupes et familles. Il dispose d'un centre permanent dans la commune.
Le groupe « Pierre et Vacances » possède une résidence touristique dénommée « Le coteau et la Mer », située route des Roches Blanches.
Une thalassothérapie existe en bordure de la plage des Sables Blancs dans le quartier de Tréboul à Douarnenez.

## Lieux de culte
- Église Saint-Jacques de Pouldavid datant du XIVe siècle
- Église du Sacré-Cœur de Douarnenez
- Église Saint-Joseph de Tréboul
- Chapelle Saint-Jean de Tréboul
- Église Saint-Herlé de Ploaré
- Chapelle Saint-Michel située à 50 m du port-musée et de la Médiathèque
- Chapelle Sainte-Hélène sur le port du Rosmeur
- Chapelle Sainte-Croix
- Église protestante baptiste, située rue du Docteur-Paugam[292].

## Personnalités

### Naissances
- François Jérôme Le Déan (1744-1823), homme politique né à Douarnenez, maire de Quimper de 1791 à 1793, député du Finistère.
- François-Étienne L'Haridon de Créménec (1768-1807), médecin membre de l'expédition Baudin aux Terres australes
- Émile-Joseph-Maurice Chevé (1804-1864), professeur de musique et l'un des inventeurs et propagateurs de la méthode de musique chiffrée Galin-Paris-Chevé.
- Louis Le Breton (1818-1866 ), chirurgien, peintre, aquarelliste, dessinateur et graveur français.

- Jean-Marie Villard (1828-1899), peintre et photographe (Ploariste)
- Albert Le Clec'h (1857-1942 ou 43), homme politique
- Charles Daniélou (1878-1953), homme politique
- Joséphine Pencalet (1886-1972), ouvrière, première femme, et bretonne, élue à un conseil municipal en mai 1925[293]
- Corentin Celton (1901-1943), syndicaliste et résistant français, fusillé par les nazis
- Joseph Savina (1901-1983), ébéniste et créateur
- Jean Marin, pseudonyme d'Yves Morvan (1909-1995), journaliste et résistant
- Yves Guellec (Ploaré 1913 - 1944), adjudant-chef de la 2e DB, Compagnon de la Libération[294], mort pour la France le 19 novembre 1944 au col de Lafrimbolle.
- Charles Madézo (1939), écrivain
- Jean-Pierre Le Goff (1942-2012), écrivain et plasticien
- Ronan Olier (1949-2020), Peintre de la Marine
- Ronan Pensec (1963), coureur cycliste
- Serge Le Dizet (1964), footballeur puis entraîneur de football
- John Lang (alias Pen Of Chaos) (1972), musicien, auteur et créateur du Donjon de Naheulbeuk
- Gildas Philippe (1973), skipper
- Sonia Chironi (1979), journaliste de télévision
- Stéphane Lerouge (1970), spécialiste de la musique de film
- Grégory Levasseur (1979), scénariste
- Grégory Le Deventec (1982), joueur de billard
- Romain Danzé (1986), joueur de football au Stade rennais

### Décès

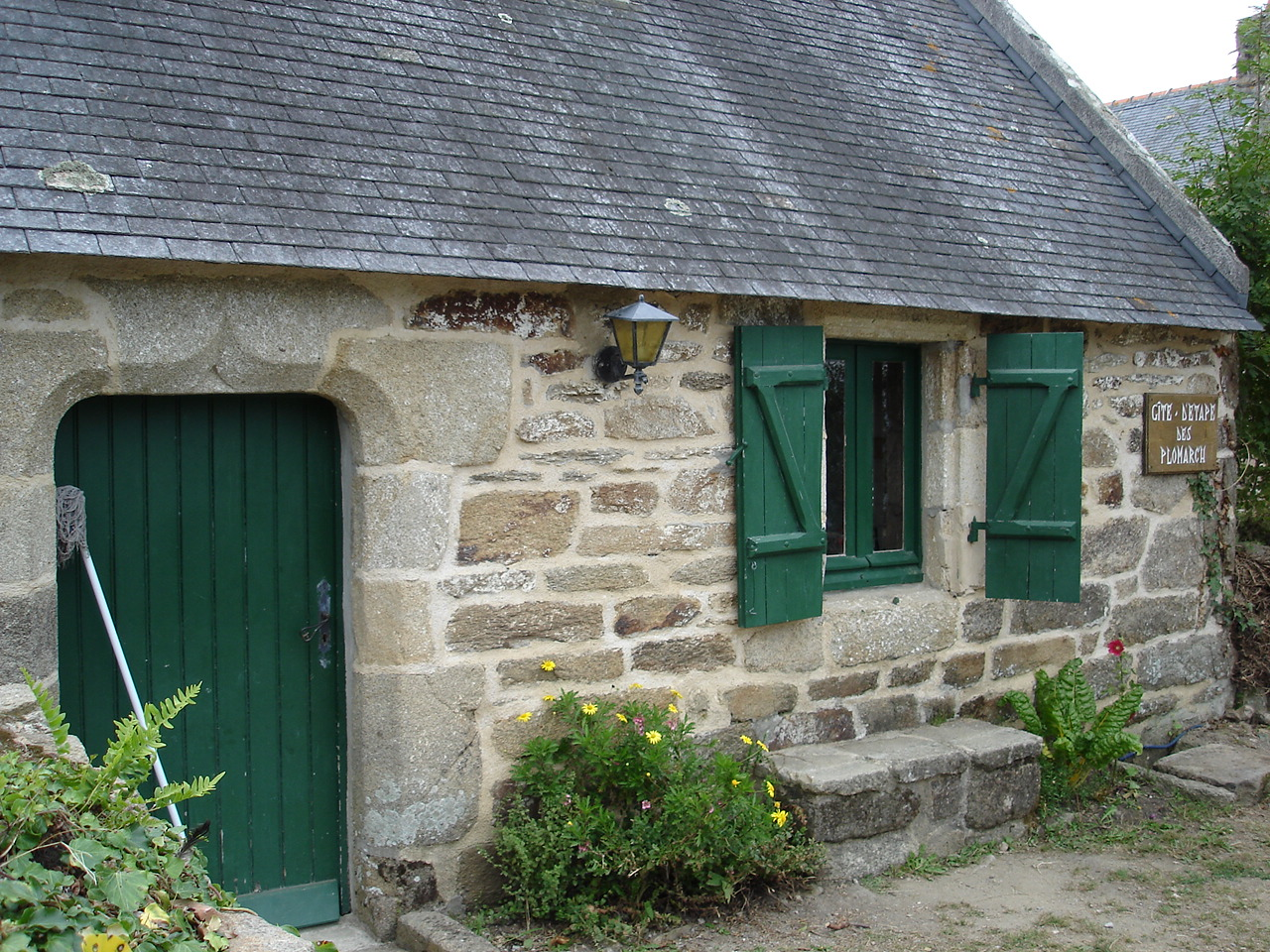
Maison de Georges Perros.

- René Laennec (1781-1826), médecin et inventeur du stéthoscope ;
- Jean-Marie Le Bris (1817-1872), capitaine au long cours et premier aviateur au monde[réf. nécessaire] ;
- John-Antoine Nau (1860-1918), écrivain et premier lauréat du Prix Goncourt en 1903 ;
- Maurice Le Scouëzec (1881-1940), peintre français expressionniste ;
- Jacques Richepin (1880-1946), poète et dramaturge ;
- Louis-Marie Désiré-Lucas (1869-1949), peintre français, influencé par Paul Cézanne ;
- Noël Roquevert (1892-1973), de son vrai nom Noël Bénévent, acteur de cinéma ;
- Georges Perros (1923-1978), écrivain ;
- Anita Conti (1899-1997), exploratrice, océanographe et photographe ;
- Youenn Gwernig (1925-2006), poète, sculpteur et chanteur auteur-compositeur ;
- Jean Peuziat (1924-2008), ancien député du Finistère, ancien conseiller général du Finistère, ancien conseiller municipal et maire-adjoint de Douarnenez.

### Personnalités liées à Douarnenez
- Gérard Alle (1954-), écrivain et réalisateur autodidacte.
- Michel Le Nobletz (1577-1652), célèbre prédicateur.
- Roberto Cedron (1947-2018), peintre et comédien argentin ayant vécu à Douarnenez et décédé dans cette ville.
- Robert Chancerelle (1808-1868), fondateur des conserveries Connétable.
- Lucien de Vissec (1872-1953) a décrit Douarnenez au début du XXe siècle dans son roman Les Filets bleus.
- Max Jacob (1876-1944), poète, a vécu deux ans à l'hôtel Ty-Mad, puis dans sa maison dans l'allée de Kerlien.
- Pablo Picasso (1881-1973) et Henri Matisse (1869-1954) ont aussi séjourné à l'hôtel Ty-Mad[295].
- Charles Tillon (1897-1993) , responsable politique, suit le conflit des sardinières qui commence aux établissements Carnaud le 20 novembre 1924 et s'étend aux autres conserveries. En mai 1925, Charles Tillon est nouvel élu de la municipalité communiste[296],[297].
- Yves Tanguy (1900-1955), peintre, demanda que ses cendres soient dispersées en baie de Douarnenez.
- Eugène Gonidec (1906-1976)[298], maître timonier et unique survivant du naufrage en 1936 du navire océanographique le Pourquoi-Pas ?
- Maurice Boitel (1919-2007), peintre, a peint de nombreux tableaux à Douarnenez au début des années 1950.
- Yan Balinec (1928-2009), poète et écrivain.
- Jean-Pierre Abraham (1936-2003), écrivain, ancien gardien du phare d'Ar-Men. Il a vécu plusieurs années à Douarnenez, alors qu'il travaillait pour le Chasse-marée. L'un de ses livres posthumes, Au plus près (2004), contient plusieurs récits qui se déroulent à Douarnenez ou dans ses environs immédiats.
- Jean Toth (1931-1997), peintre d'origine hongroise, s'y est installé plusieurs années.
- René Quéré (1932-2021), artiste peintre né à Ploaré et décédé à Douarnenez[299].
- Paco Rabanne (1934-2023) s'y est réfugié avec sa famille en 1939, après l'exécution de son père par la dictature franquiste.
- Christian Gourcuff (1955-), footballeur puis entraîneur, a fait ses débuts footballistiques à Douarnenez.
- Yann Kersalé (1955-), plasticien lumière possédant trois ateliers de création situés à Tréboul, au Rosmeur et sur l'île Tristan[300].
- Nolwenn Korbell (1968-), auteure-compositrice-interprète et actrice française.
- Virginie Barré (1970-), artiste plasticienne franç
- Yoann Barbereau (1978-), écrivain. Il évoque la ville de Douarnenez et ses environs dans Portraits de Yana (2023)[301].